# Kampania wrześniowa

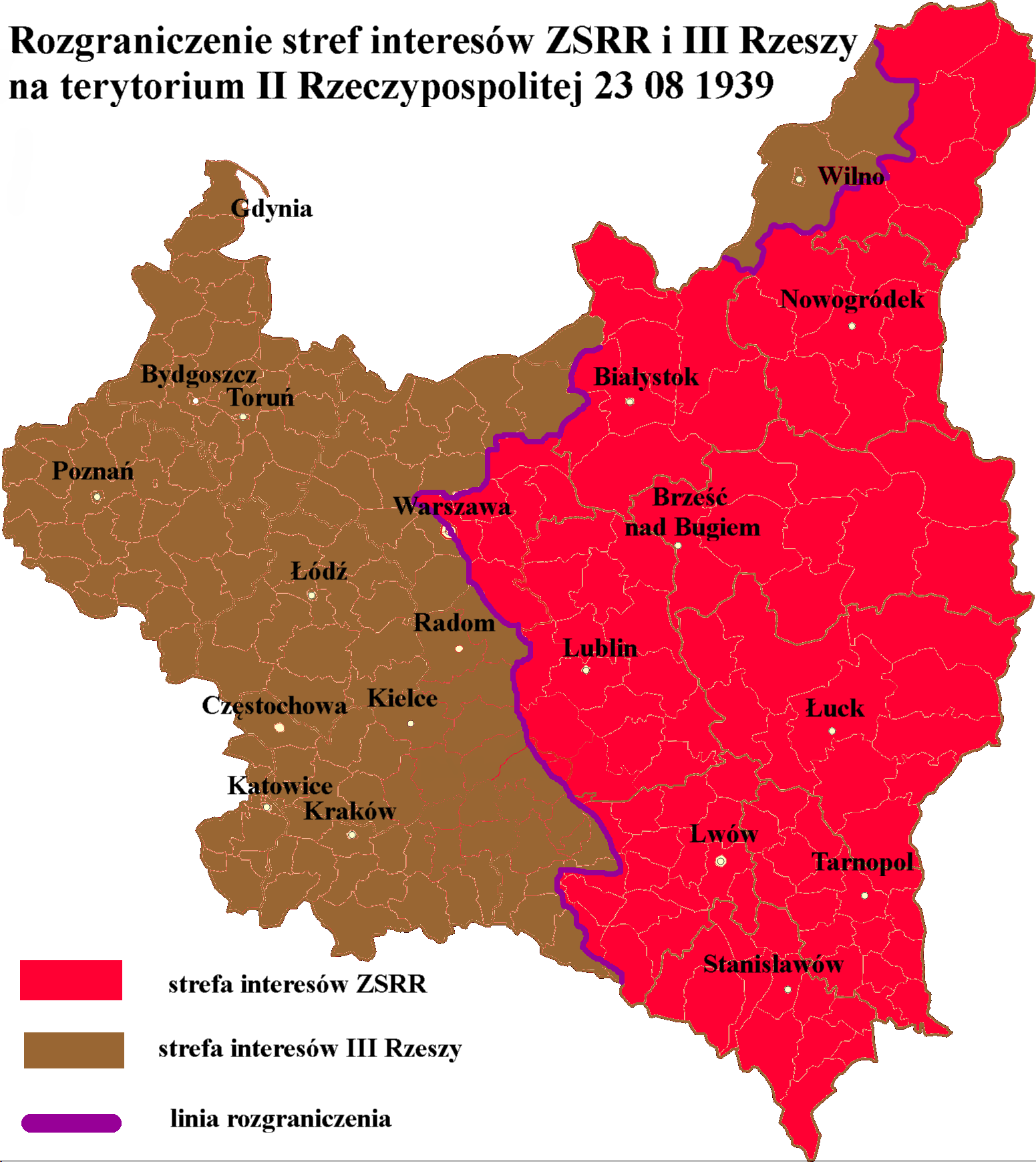
Strefy interesów Związku Socjalistycznych Republik Radzieckich i III Rzeszy na terytorium II Rzeczypospolitej zgodnie z ustaleniami tajnego protokołu dodatkowego do paktu Ribbentrop-Mołotow z 23 sierpnia 1939 roku

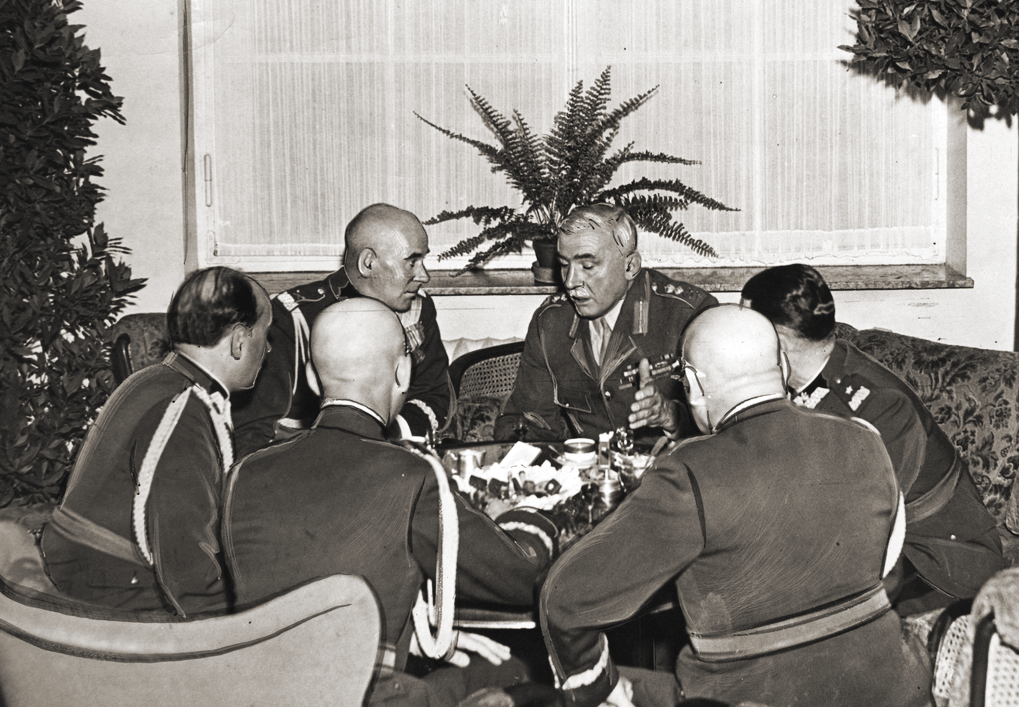
Polsko-brytyjskie rozmowy sztabowe, lipiec 1939. Widoczni: Edward Śmigły-Rydz i Edmund Ironside

Kampania wrześniowa (inne stosowane nazwy: kampania polska 1939, wojna polska 1939, wojna obronna Polski 1939) – obrona terytorium Polski przed agresją militarną (bez określonego w prawie międzynarodowym  wypowiedzenia wojny) wojsk III Rzeszy (Wehrmacht) i ZSRR (Armia Czerwona); pierwszy etap II wojny światowej. Od 3 września 1939 wojna koalicyjna Polski, Francji i Wielkiej Brytanii przeciw Rzeszy Niemieckiej.
Była to pierwsza kampania II wojny światowej, trwająca od 1 września (zbrojna agresja Niemiec) do 6 października 1939, kiedy z chwilą kapitulacji SGO Polesie pod Kockiem zakończyły się walki regularnych oddziałów Wojska Polskiego z agresorami. Naczelnym Wodzem Wojska Polskiego w kampanii był marszałek Edward Rydz-Śmigły, a szefem sztabu gen. bryg. Wacław Stachiewicz. 2 września 1939 roku prezydent mianował płk. Wacława Kostek-Biernackiego Głównym Komisarzem Cywilnym w randze ministra, który na obszarze operacyjnym miał uprawnienia premiera.
W wyniku agresji III Rzeszy i ZSRR na Polskę terytorium państwowe Rzeczypospolitej zostało całkowicie okupowane i traktatem z 28 września 1939 wbrew prawu międzynarodowemu podzielone. W obliczu tych faktów Rząd Rzeczypospolitej Polskiej na uchodźstwie 30 września 1939 roku zaprotestował oficjalnie przeciwko pogwałceniu praw państwa i narodu polskiego i rozporządzaniu terytorium Rzeczypospolitej, oświadczając, że nigdy nie uzna tego aktu przemocy i nie zaprzestanie walki o całkowite uwolnienie kraju od najeźdźców. 30 listopada 1939 roku prezydent Władysław Raczkiewicz wydał dekret o nieważności aktów prawnych władz okupacyjnych, stanowiący, że wszelkie akty prawne i zarządzenia władz, okupujących terytorium Państwa Polskiego, jeżeli wykraczają poza granice tymczasowej administracji okupowanego terytorium, są, zgodnie z postanowieniami IV Konwencji Haskiej z 1907 roku o prawach i zwyczajach wojny lądowej, nieważne i niebyłe.
ZSRR część terytorium Polski okupowanego przez Armię Czerwoną (Wilno z okręgiem) przekazał 10 października 1939 Litwie, zaś Niemcy przekazały 21 listopada 1939 część terytorium Polski (Spisz i Orawa) Słowacji, również wbrew prawu międzynarodowemu (konwencja haska z 1907).

## Prolog

### Sytuacja polityczna

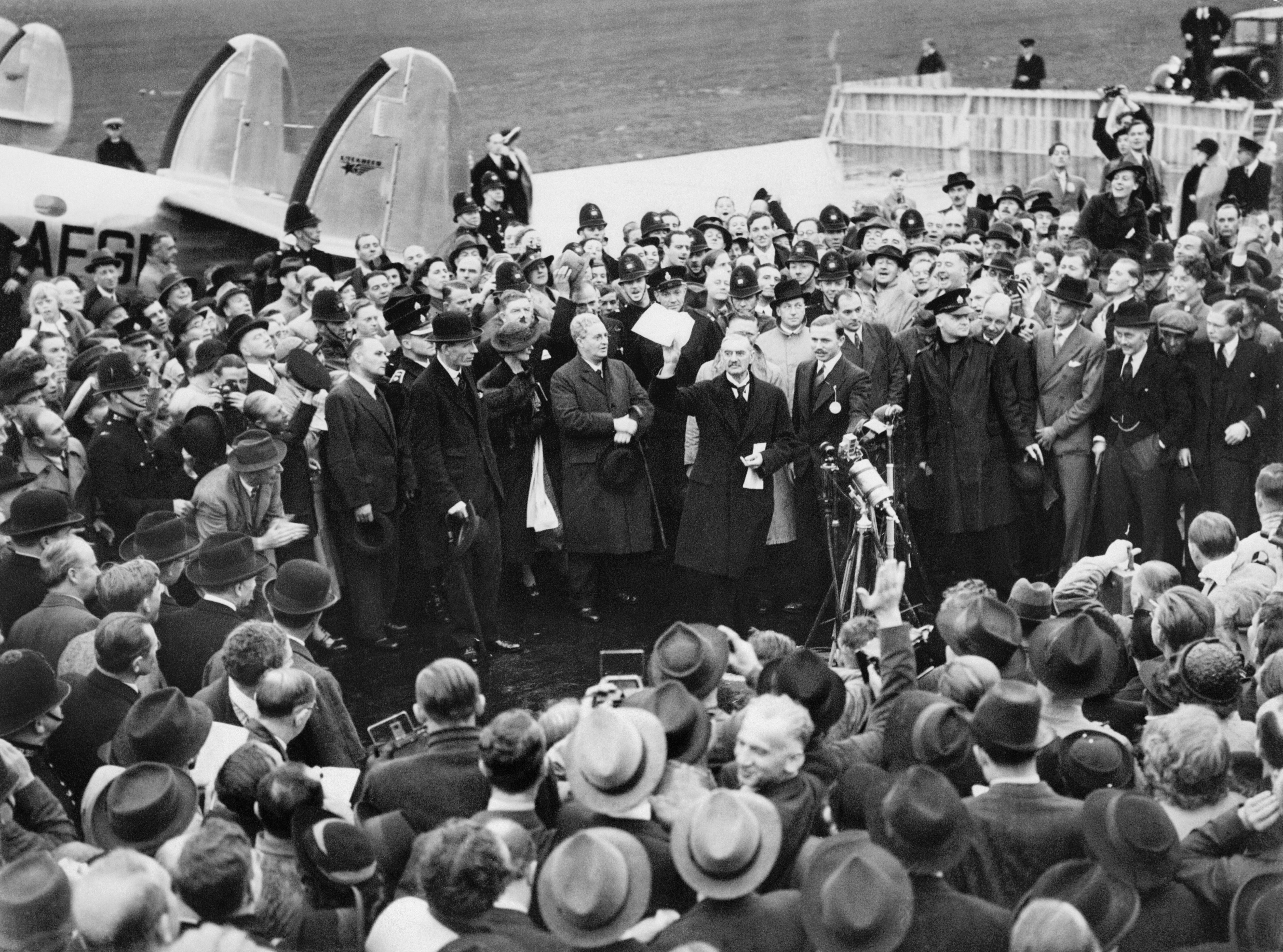
Neville Chamberlain po powrocie z konferencji monachijskiej deklaruje: „Przywiozłem pokój dla naszych czasów”, lotnisko Heston w Londynie, 30 września 1938

Powstały po I wojnie światowej na mocy postanowień traktatu wersalskiego nowy układ granic w Europie Środkowo-Wschodniej był stałym przedmiotem pretensji terytorialnych Niemiec wobec krajów z nimi sąsiadujących. Niemcy niezadowolone z postanowień traktatu (który pozostawiał poza granicami Republiki Weimarskiej terytoria zamieszkane zwarcie w większości przez ludność niemieckojęzyczną – Kraj Sudetów, Kłajpeda, Wolne Miasto Gdańsk), oraz powołując się na zasadę samostanowienia narodów (przyjętą w trakcie konferencji paryskiej (1919) jako zasadę prawa międzynarodowego), dążyły do rewizji postanowień traktatu wersalskiego, żądając zastosowania równouprawnienia w stosowaniu klauzul traktatowych wobec Niemiec. Dotyczyło to zarówno klauzul rozbrojeniowych, jak i zniesienia traktatowego zakazu połączenia (Anschluss) Austrii z Niemcami i żądania rewizji granic z Czechosłowacją i Polską z powołaniem się na zasadę samostanowienia wobec ludności tych państw deklarującej narodowość niemiecką. Celem strategicznym Niemiec weimarskich niezależnie od ich kierownictwa politycznego było obalenie „ładu wersalskiego”.
Punkt zapalny w stosunkach polsko-niemieckich stanowiło przede wszystkim istnienie polskiego Pomorza, części terytorium Polski z wybrzeżem Bałtyku. Niemcy określali Pomorze polskie jako „korytarz polski” (niem. Polnischer Korridor), obszar oddzielający Prusy Wschodnie od reszty Niemiec. Kwestionowanie praw Polski do Pomorza Gdańskiego, powodowało m.in., że koleje niemieckie nie regulowały systematycznie wobec PKP opłat tranzytowych za transport towarów przez Pomorze. Spowodowało to w lutym 1936 czasowe ograniczenie przez Polskę tranzytu niemieckiego przez terytorium Polski, do czasu wyrównania zobowiązań z tytułu tranzytu.
Po przejęciu władzy przez Hitlera i odrzuceniu przez Francję w roku 1933 propozycji wojny prewencyjnej przedstawionej przez Józefa Piłsudskiego, Józef Piłsudski zdecydował o podpisaniu w styczniu 1934 r. dwustronnej deklaracji polsko-niemieckiej o niestosowaniu przemocy w stosunkach wzajemnych. Hitler sprawiał wtedy jeszcze wrażenie polityka umiarkowanego, wręcz przychylnego Polsce, zaś jego głównym antagonistą zdawał się być ZSRR, co potwierdzał dodatkowo podpisany w 1936 pakt antykominternowski. Natomiast 5 listopada 1937 roku została opublikowana wspólna deklaracja obu rządów – polskiego i niemieckiego o traktowaniu ich mniejszości narodowych.
Odzyskanie przez Polskę etnicznie polskich ziem Śląska Cieszyńskiego było wówczas i pozostaje nadal uznawane za wpisanie się w politykę roszczeń terytorialnych III Rzeszy, pomimo że było konsekwencją cesji terytorialnych Czechosłowacji wobec Niemiec, przyjętych przez rząd Czechosłowacji i zaakceptowanych przez mocarstwa zachodnie na konferencji monachijskiej.
24 października 1938 minister spraw zagranicznych III Rzeszy Joachim von Ribbentrop, w rozmowie z ambasadorem RP w Berlinie Józefem Lipskim, która odbyła się w Berchtesgaden, wysunął następujące propozycje: (do końca marca 1939 pozostawały one tajne):
- przyłączenia do Niemiec Wolnego Miasta Gdańska,
- przeprowadzenia eksterytorialnej autostrady i linii kolejowej przez polskie Pomorze (tzw. „polski korytarz”),
- przystąpienia Polski do paktu antykominternowskiego – czyli jawnego zadeklarowania się Polski jako politycznego partnera III Rzeszy a strategicznego przeciwnika ZSRR.

W zamian III Rzesza proponowała:
- przeprowadzenie przez terytorium Gdańska podobnej eksterytorialnej autostrady lub drogi oraz linii kolejowej, a także wolny port,
- gwarancję zbytu polskich towarów na terenie Gdańska,
- wzajemne uznanie granicy polsko-niemieckiej (lub uznanie terytoriów obu krajów),
- przedłużenie układu o nieagresji o kolejne 25 lat,
- niemiecką zgodę na zmiany terytorialne na korzyść Polski na wschodzie i wspólną granicę polsko-węgierską,
- współpracę w kwestii emigracji Żydów[19] z Polski oraz w sprawach kolonialnych,
- wzajemne konsultowanie wszystkich decyzji dotyczących polityki zagranicznej.

6 stycznia 1939 Ribbentrop w rozmowie z Józefem Beckiem, podczas wizyty Becka w Berchtesgaden, wyraźnie już zażądał zdecydowanej zgody na eksterytorialną autostradę i linię kolejową przez polskie Pomorze i przyłączenia Gdańska do III Rzeszy. Wobec faktu, że równolegle miało miejsce spotkanie Becka z Hitlerem, stało się oczywiste, że nie jest to samodzielna inicjatywa dyplomatyczna Ribbentropa (jak do tej pory przypuszczała strona polska), lecz oficjalne stanowisko dyktatora III Rzeszy. W konsekwencji, po powrocie ministra Becka z Niemiec, na Zamku Królewskim w Warszawie odbyła się narada z udziałem prezydenta Ignacego Mościckiego i Edwarda Rydza-Śmigłego, na której uznano niemieckie żądania za niemożliwe do przyjęcia, oceniając, iż stanowią one tylko wstęp do dalszych antypolskich kroków Hitlera. Uczestnicy narady stwierdzili wówczas zgodnie, iż przyjęcie niemieckich żądań sprowadziłoby Polskę: „w sposób nieunikniony na równię pochyłą, kończącą się utratą niezależności i rolą wasala Niemiec”. Obawy te potwierdziły się po kolejnej wizycie Ribbentropa w Warszawie w dniach 25–27 stycznia 1939. Uznano wtedy w ośrodkach decyzyjnych II Rzeczypospolitej, iż nowym celem niemieckiej ofensywy została Polska. W styczniu 1939 Edward Rydz-Śmigły wydał pierwsze dyspozycje, nakazujące przyspieszenie prac sztabowych nad polskim planem obrony na wypadek konfliktu zbrojnego. Jednocześnie koncepcja niemiecko-polskiego sojuszu była w Niemczech bardzo niepopularna, z kolei Hitler w prywatnej rozmowie z naczelnym dowódcą wojsk niemieckich Brauchitschem odbytej 25 marca 1939 przyznał, że ma to być jedynie sojusz taktyczny w celu ochrony tyłów Niemiec podczas planowanego w pierwszej kolejności ataku na Francję, w dalszej kolejności Hitler planował rozgromić Polskę, przyłączyć do III Rzeszy ziemie po prostą linię między wschodnią granicą Prus Wschodnich a wschodnią granicą Górnego Śląska, a także utworzyć państwo ukraińskie z granicą wysuniętą maksymalnie na zachód.
23 maja 1939 roku Adolf Hitler na zebraniu wysokich rangą wojskowych powiedział, że zadaniem Niemiec będzie wyizolowanie Polski. 22 sierpnia 1939 roku przed najwyższym dowództwem Wehrmachtu wyraźnie wytyczył cel – zniszczenie Polski: mowa jest nie o zdobyciu określonego terytorium czy nowej granicy, ale o zniszczeniu wroga.
Wobec zaistniałej sytuacji, ożywiony został sojusz polsko-francuski, opierający się na układzie sojuszniczym z 1921. 19 maja w Paryżu, został podpisany polsko-francuski protokół o współpracy wojskowej. Aneks do układu sojuszniczego, przewidywał włączenie się Francji do wojny w przypadku niemieckiego ataku na Polskę – w powietrzu w pierwszym dniu wojny, na lądzie w trzecim, oraz generalną ofensywę w piętnastym dniu działań zbrojnych. W tym samym czasie rozpoczęła się seria niemieckich prowokacji granicznych, już 20 maja 1939 miał miejsce zbrojny napad na polski posterunek celny w Kalthofie.

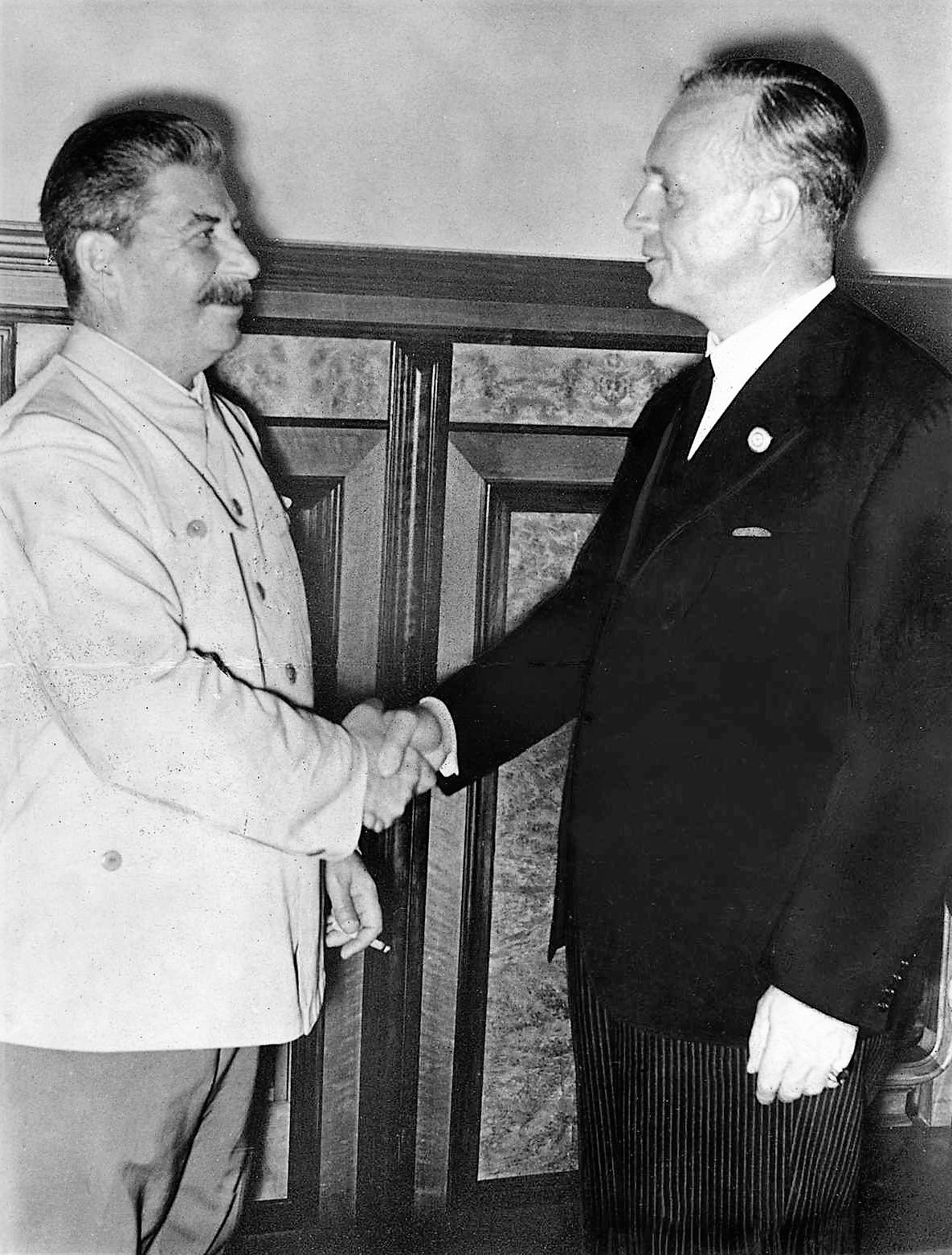
Józef Stalin i Joachim von Ribbentrop. Moskwa 23 sierpnia 1939

Zawarcie paktu niemiecko-sowieckiego było wyrażeniem zgody przez ZSRR na agresję Niemiec na Polskę i deklaracją udziału wojskowego w tej agresji. Cel strategiczny polityki ZSRR – doprowadzenie do II wojny światowej „państw kapitalistycznych” w Europie między sobą – ale już bez elementu neutralności ZSRR – został tym samym osiągnięty. Bezzwłocznie po otrzymaniu informacji o zgodzie Stalina na zawarcie paktu, Hitler wyznaczył termin ataku na Polskę na 26 sierpnia 1939, po zwołaniu 22 sierpnia narady wyższych dowódców Wehrmachtu w Obersalzbergu, gdzie w swoim przemówieniu stwierdził m.in.

Zniszczenie Polski jest naszym pierwszym zadaniem. Celem musi być nie dotarcie do jakiejś oznaczonej linii, lecz zniszczenie żywej siły. Nawet gdyby wojna miała wybuchnąć na Zachodzie, zniszczenie Polski musi być naszym pierwszym zadaniem. Dla celów propagandy podam jakąś przyczynę wybuchu wojny, mniejsza z tym, czy będzie ona wiarygodna, czy nie. Zwycięzcy nikt nie pyta, czy powiedział prawdę, czy też nie. W sprawach z rozpoczęciem i prowadzeniem wojny nie decyduje prawo, lecz zwycięstwo. Bądźcie bezlitośni, bądźcie brutalni!

Tuż przed atakiem w 1939 roku na zapytanie strony niemieckiej o możliwość dokonania inwazji na Polskę z terytorium Węgier, premier Pál Teleki odparł: „Ze strony Węgier jest sprawą honoru narodowego nie brać udziału w jakiejkolwiek akcji zbrojnej przeciw Polsce”. W depeszy wysłanej do Adolfa Hitlera z 24 lipca 1939 roku, Teleki argumentował, iż Węgry „nie mogą przedsięwziąć żadnej akcji militarnej przeciw Polsce ze względów moralnych”. List ten wywołał wściekłość kanclerza Trzeciej Rzeszy. Ujawnione po wojnie fragmenty korespondencji dyplomatycznej dowodzą jednak, że Węgrzy przewidywali taki rozwój sytuacji już w początku roku 1939. W kwietniu 1939 szef węgierskiej dyplomacji István Csáky w liście do posła Villaniego pisał: „nie jesteśmy skłonni brać udziału ani pośrednio, ani bezpośrednio w zbrojnej akcji przeciw Polsce. Przez «pośrednio» rozumiem tu, że odrzucimy każde żądanie, które prowadziłoby do umożliwienia transportu wojsk niemieckich pieszo, pojazdami mechanicznymi czy koleją przez węgierskie terytorium dla napaści przeciw Polsce. Jeżeli Niemcy zagrożą użyciem siły, oświadczę kategorycznie, że na oręż odpowiemy orężem.” Premier Węgier w porozumieniu z regentem Miklosem Horthym nakazał zaminowanie tuneli na trasie linii kolejowej i ich wysadzenie w powietrze w przypadku próby sforsowania siłą przez Niemców.
W nocy z 31 sierpnia na 1 września polskie władze bezpieczeństwa internowały na całym terytorium kraju kilka tysięcy Ukraińców cieszących się największym prestiżem w swoich środowiskach.

### Ostrzeżenie ze strony wywiadu
W Paryżu istniała placówka wywiadowcza Lecomte, kierowana przez Michała Balińskiego z Referatu Wschód, podporządkowana organizacyjnie Referatowi Zachód. 22 sierpnia 1939 roku o godzinie 15 przesłała informację, że rozmowy radziecko-niemieckie wkroczyły w nową fazę.

Intensywne rokowania niemiecko-sowieckie. Rozpoczęcie akcji zbrojnej przeciwko Polsce d. 26-28 VIII 39. Na dzień 4 IX 39 przewidziane osiągnięcie dawnej granicy niemiecko-rosyjskiej. Z chwilą okupacji dawnych prowincji wszczęcie rokowań przez Mussoliniego, depesza placówki polskiego wywiadu w Paryżu Lecomte z 24 sierpnia 1939 roku z datą 21 sierpnia

### Casus belli

Animowana mapa kampanii

Tekst tajnego protokołu do paktu Ribbentrop-Mołotow został przekazany dyplomatom amerykańskim (Charles Bohlen) i francuskim w Moskwie 24 sierpnia 1939 przez Hansa von Herwarth, sekretarza ambasady Rzeszy w Moskwie. Sekretarz stanu USA Cordell Hull poinformował również Brytyjczyków. Informacja o zadecydowanym rozbiorze Polski nie została jednak przekazana do Warszawy, zaś Józef Beck był utrzymywany przez nieświadomego sytuacji ambasadora RP Wacława Grzybowskiego w przekonaniu o zachowaniu przez ZSRR życzliwej neutralności w ewentualnym konflikcie niemiecko-polskim.

### Dywersja niemiecka
Celem politycznym III Rzeszy (latem, a zwłaszcza w końcu sierpnia), było ograniczenie konfliktu zbrojnego do Polski i powstrzymanie zachodnich sojuszników Rzeczypospolitej od wypowiedzenia Niemcom wojny, co powinno nastąpić w reakcji na zbrojną agresję Niemiec na Polskę. Państwo niemieckie zamierzało osiągnąć ten cel, poprzez instrumentalne odwołanie się do pacyfistycznych nastrojów społeczeństw krajów demokratycznych (zwłaszcza Francji, ale również Wielkiej Brytanii). Działania te miały w konsekwencji doprowadzić do wymiernego nacisku na rządy tych państw i spowodować zachowanie przez nie neutralności oraz niedotrzymanie zobowiązań sojuszniczych wobec Polski. Nawet jednak odrzucenie przez Polskę żądań niemieckich nie usprawiedliwiałoby w oczach międzynarodowej opinii publicznej konieczności wojny. Dlatego Niemcy usilnie przygotowywali od dawna serię prowokacji (operacja Himmler), które miały w założeniu ukazać Polskę jako agresora, a niemiecką operację jako kampanię odwetową wobec serii agresji ze strony polskiej. Organizacją serii prowokacji, mającą na celu destabilizację państwa polskiego, w okresie od marca do sierpnia 1939 zajął się wywiad wojskowy Naczelnego Dowództwa Sił Zbrojnych (niem. Oberkommando der Wehrmacht) – Abwehra, oraz SD pod kierunkiem Reichsführera SS Heinricha Himmlera.
W ciągu całego lata 1939 roku miały miejsce napady band dywersyjnych na leżące w pasie nadgranicznym polskie posterunki graniczne, stacje kolejowe i fabryki (m.in. w Stodołach, Katowicach, Kościerzynie i Mławie). Grupy dywersantów wysyłanych z Niemiec wszczynały bójki w restauracjach i kawiarniach, umieszczały w niemieckich szkołach i lokalach bomby zegarowe i podpalały majątki niemieckie – prasa niemiecka przedstawiała te wydarzenia jako przykłady „polskiego terroru”. Akty terrorystyczne miały miejsce także w głębi terytorium Polski – w ostatnim tygodniu sierpnia 1939 w hali bagażowej dworca kolejowego w Tarnowie eksplodowała bomba, podłożona przez dywersantów niemieckich, zabijając na miejscu 18 Polaków.
Zbrojną próbę zajęcia Chorzowa i innych miast górnośląskich podjęły 1 września 1939 oddziały Freikorps Ebbinghaus. Do standardu należało przecinanie linii telefonicznych, dezinformacja, występowanie dywersantów w mundurach polskich.

## Przygotowania do wojny

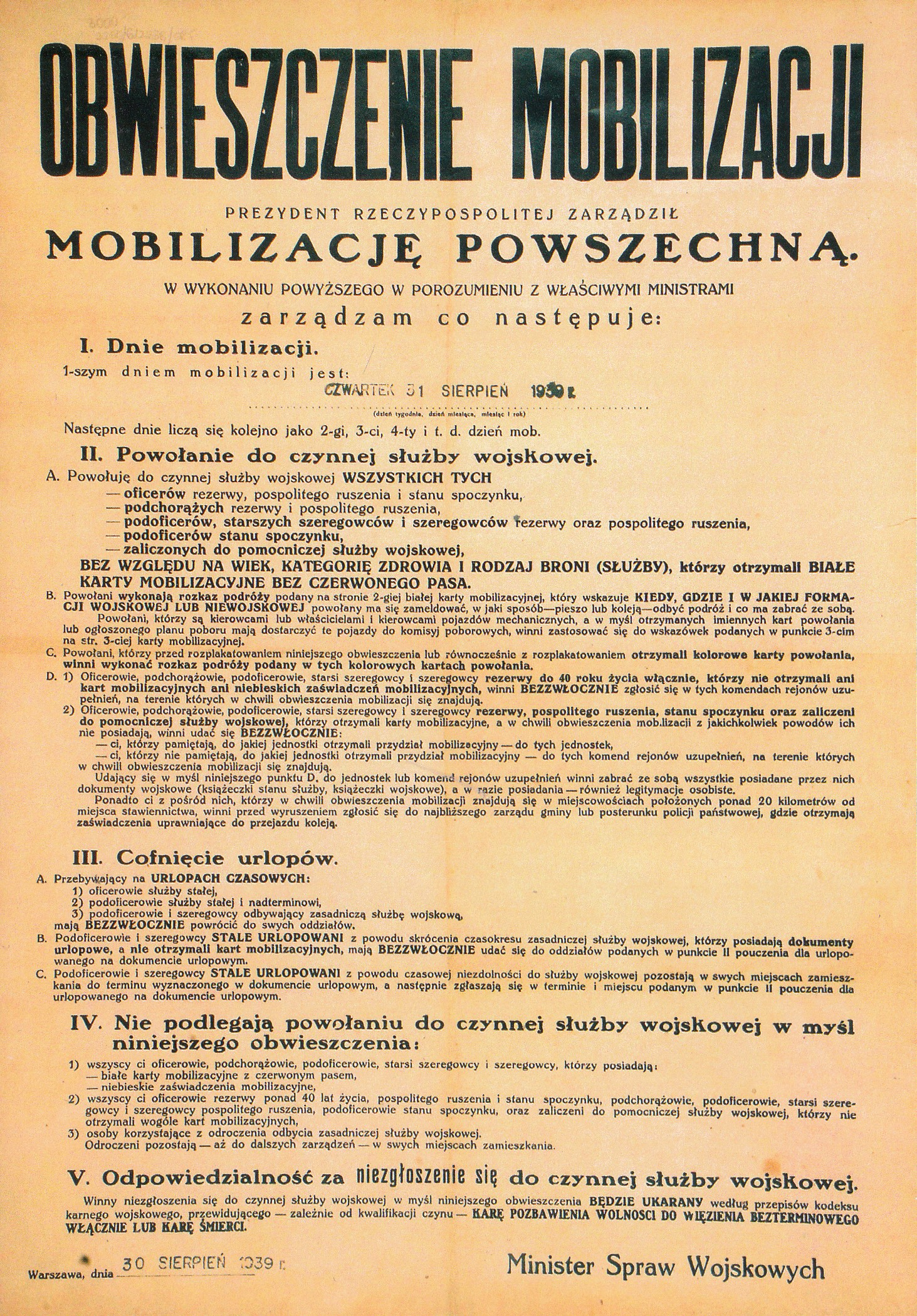
Afisz mobilizacji powszechnej

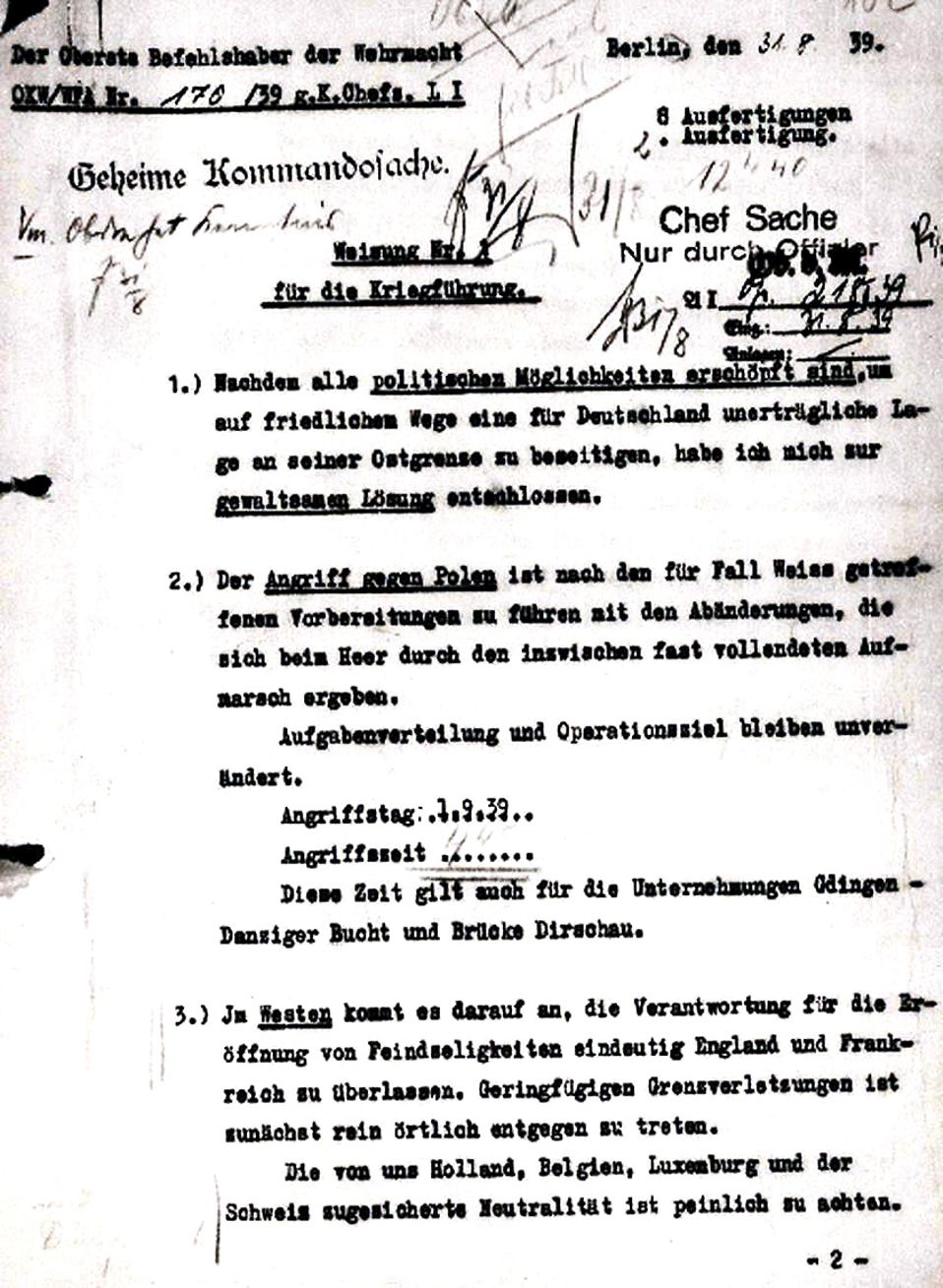
Rozkaz Adolfa Hitlera jako zwierzchnika sił zbrojnych Rzeszy z 31 sierpnia 1939 o terminie rozpoczęcia agresji na Polskę (strona tytułowa)

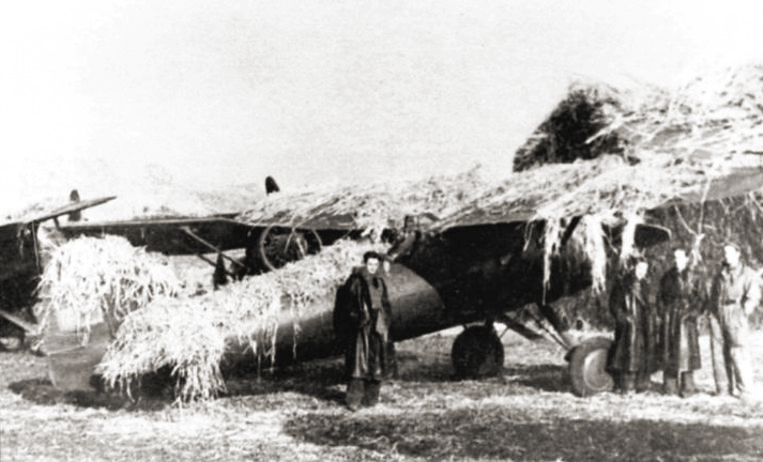
Polski myśliwiec PZL P.11 zamaskowany na lotnisku polowym, 31.08.1939

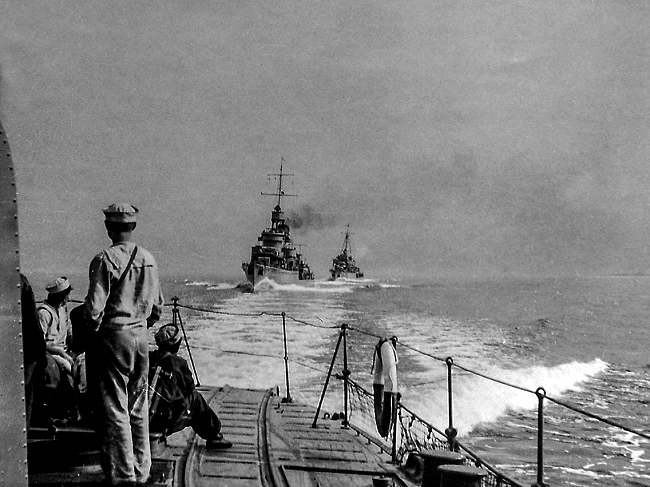
Polski dywizjon niszczycieli wykonujący plan Peking w trakcie ewakuacji do Wielkiej Brytanii, 31.08.1939

Rydz-Śmigły liczył na to, że w toku bitwy obronnej na Wiśle, wojska sojusznicze Wielkiej Brytanii i Francji rozpoczną działania zaczepne przeciwko Niemcom, co spowoduje przegrupowanie znacznej ilości wojsk niemieckich na front zachodni, wówczas powstanie strategiczna możliwość przejścia wojsk polskich do działań zaczepnych na osłabione siły niemieckie.
24 kwietnia 1939 r., to jest przed francusko-polskimi i angielsko-polskimi rozmowami wojskowymi, sztaby generalne Francji i Wielkiej Brytanii wspólnie uznały, że „w pierwszej fazie wojny jedyną bronią ofensywną, jaką Alianci mogą się skutecznie posłużyć, jest broń gospodarcza”. Zgodziły się także, że ich „główną strategią będzie strategia defensywna”. Wkrótce potem, w lipcu, na konferencji szefów sztabów generalnych Francji i Wielkiej Brytanii szefowie sztabów sojuszniczych zdecydowali, że los Polski będzie zależał od ostatecznego wyniku wojny..., a nie od tego, czy Francja i Wielka Brytania zdołają odciążyć Polskę na samym początku wojny. Mocarstwa zachodnie przewidywały, że w razie wojny będą unikać wczesnej, totalnej konfrontacji z Niemcami, aby zyskać czas na zbudowanie własnych sił zbrojnych. Zamierzały natomiast zastosować blokadę morską, która okazała się tak skuteczna w latach 1914–1918. Polacy byli nieświadomi tych brzemiennych w skutki decyzji. Wewnętrzne ustalenia wojskowe sztabów Wielkiej Brytanii i Francji wykluczały możliwość zaangażowania sojuszników w deklarowanej skali, o czym nie poinformowano strony polskiej.
W ramach przygotowań wojennych do końca czerwca 1939 powstały mosty wojenne na Wiśle (dwukierunkowe pod Świdrami Małymi, Maciejowicami, Solcem Sandomierskim i Mogiłą oraz jednokierunkowe pod Brzuminem i Modlinem). W późniejszym czasie saperzy zbudowali jeszcze mosty pod Baranowem i Nowym Korczynem. Konieczność budowy tych obiektów wynikała z faktu, że od ujścia Narwi do ujścia Sanu znajdowało się zaledwie 7 stałych mostów drogowych (w tym 3 w Warszawie), a od Sanu po Kraków również 7 (w tym 4 w Krakowie).
Polska ogłosiła mobilizację powszechną 30 sierpnia (wcześniej prowadzona była tzw. mobilizacja alarmowa, w wyniku której zmobilizowano około 800 tysięcy żołnierzy w trybie indywidualnych powołań), ale pod naciskiem sojusznikówodwołała ją i ogłosiła ponownie 31 sierpnia. Niemniej polskie gazety 28 sierpnia donosiły o trwającej mobilizacji we Francji.
Mobilizacji armii towarzyszyła mobilizacja reszty społeczeństwa: W ostatnich dniach sierpnia ludność zaczęła kopać rowy przeciwlotnicze – miejsca schronienia przechodniów w razie nalotu. 30 sierpnia Minister Rolnictwa wydał rozporządzenie o zakazie podwyższania cen artykułów pierwszej potrzeby. W nocy z 31 sierpnia na 1 września wprowadzono nowy rozkład kolejowy znacznie zmniejszający liczbę pociągów dalekobieżnych, na które bilety sprzedawano po uzyskaniu zezwolenia starostwa. Przesunięto rozpoczęcie roku szkolnego z 4 września (poniedziałek) na czas nieokreślony.
W ostatnich dniach sierpnia ewakuowano część ludności ze Śląska oraz Muzeum Narodowe w Krakowie. Tydzień przed 1 września niektóre przedsiębiorstwa i instytucje wypłaciły pensje do 3 miesięcy z góry.

## Struktura i obsada personalna wojsk

### Niemcy

#### Siły na wschodzie
- Grupa Armii Południe – dowodzona przez gen. płk. Gerda von Rundstedta[39]:

- 8 Armia dowodzona przez generała piechoty Johannesa Blaskowitza na płn.-wsch. Dolnym Śląsku
- 10 Armia dowodzona przez gen. Waltera von Reichenaua na Śląsku Opolskim
- 14 Armia dowodzona przez gen. płk. Wilhelma Lista na Słowacji i w płd.-wsch. Górnym Śląsku
- VII Korpus Armijny dowodzony przez gen. piech. Eugena Rittera von Schobert na płn.-wsch. Górnym Śląsku
- XXII Korpus Armijny dowodzony przez gen. kaw. Ewalda von Kleista w płn.-zach. Słowacji
- Rezerwy GA „Południe” (trzy dywizje piechoty i pułk piechoty pow.-des.):
- Wojska słowackie

- Grupa Armii „Północ” – dowodzona przez gen. Fedora von Bocka[48]

- 3 Armia dowodzona przez generała art. Georga von Küchlera w Prusach Wschodnich
- 4 Armia dowodzona przez gen. Günthera von Kluge na Pomorzu Zachodnim:
- Rezerwy GA Północ (trzy dywizje piechoty)

Rezerwy OKH: dla GA „Północ” (jedna dywizja pancerna), dla GA „Południe” (dwie dywizje piechoty, dwie dywizje górskie)

#### Siły na zachodzie
- Grupa Armii „C” dowodzona przez gen. płk. Wilhelma von Leeb[54]

- 5 Armia dowodzona przez gen. piech. Curta Liebmanna – wzdłuż granicy z Belgią i Luksemburgiem

- Odwód 5 Armii: 58 Dywizja Piechoty, 87 Dywizja Piechoty

- 1 Armia dowodzona przez gen. piech. Erwina von Witzlebena – wzdłuż granicy z Francją

- Odwód 1 Armii: 75, 209, 214, 223, 231, 246 Dywizja Piechoty

- 7 Armia dowodzona przez gen. art. Friedricha Dollmanna – wzdłuż Renu

- Odwód 7 Armii: 78 Dywizja Piechoty, 212 Dywizja Piechoty, 215 Dywizja Piechoty

V Korpus
XXVII Korpus rezerwowy

#### Lotnictwo
Naczelne dowództwo wojsk lotniczych pod dowództwem Hermanna Göringa
7 Dywizja Lotnicza na Dolnym Śląsku
pułk lotnictwa bombowego na wschód od Berlina
- 1 Flota Powietrzna dowodzona przez gen. lotnictwa Alberta Kesselringa – bazy na Pomorzu i w Prusach Wschodnich[60]

3 pułk lotnictwa bombowego w Elblagu
1 Dywizja Lotnicza na Pomorzu Zachodnim
Szkolna Dywizja Lotnicza w Prusach Wschodnich
- 2 Flota Powietrzna dowodzona przez gen. lotnictwa Hellmutha Felmy’ego(inne języki)[61] w obronie Zagłębia Ruhry

3 Dywizja Lotnicza w Münster
4 Dywizja Lotnicza w Braunschweig
- 3 Flota Powietrzna dowodzona przez gen. lotnictwa Hugo Sperrle[61] w obronie Zagłębia Ruhry[58]

5 Dywizja Lotnicza w Augsburg
6 Dywizja Lotnicza we Frankfurt am Main
- 4 Flota Powietrzna dowodzona przez gen. lotnictwa Aleksandra Löhra[59] w bazach na Śląsku[60]

2 Dywizja Lotnicza w rejonie Wrocławia
Grupa lotnictwa do zadań specjalnych na Śląsku opolskim

#### Flota wojenna[62]
- siły wydzielone do operacji przeciwko Polsce:
  - szkolny okręt liniowy Schleswig-Holstein,
  - 1 flotylla niszczycieli (osiem niszczycieli);
  - dziesięć okrętów podwodnych,
  - sześć ścigaczy
  - 1 flotylla poławiaczy min,
  - 3 flotylla trałowców,
  - flotylla stawiaczy min,
  - flotylla eskortowców
  - improwizowana flotylla trałowców (zmobilizowane łodzie rybackie),
  - Improwizowana flotylla stawiaczy min (zmobilizowane łodzie rybackie)
  - osiem improwizowanych flotylli strażniczych (zmobilizowane łodzie rybackie)

- Główne siły Kriegsmarine – rozmieszczone do obrony niemieckiego wybrzeża:
  - dwa okręty liniowe,
  - jeden pancernik,
  - jeden ciężki krążownik,
  - trzy lekkie krążowniki,
  - 11 niszczycieli,
  - 32 okręty podwodne,
  - ok. 100 innych okrętów i 11 improwizowanych flotylli patrolowych

- siły rozmieszczone na Atlantyku
  - dwa pancerniki oraz piętnaście okrętów podwodnych.

### Alianci

#### Polska
Wojsko Polskie zostało zgrupowane w siedem armii i jedną samodzielną grupę operacyjną oraz jedną armię odwodową. Ponadto zamierzano utworzyć trzy grupy odwodów, które praktycznie nie sformowano. WP rozstawione zostało wzdłuż zagrożonych granic, a część jego zasadniczych linii obrony przebiegała wzdłuż przeszkód terenowych. Druga zasadnicza linia obrony wyznaczona została wzdłuż Wisły i jej dopływów. Każda armia podlegała bezpośrednio Naczelnemu Wodzowi bez utworzenia pośrednich dowództw frontów o odmiennych zadaniach oraz niezależną od nich obronę Wybrzeża. Ze względu na główne kierunki działań wojsk nacierających oraz broniących, wyodrębniły się samoistnie kierunki operacyjne.
Jedna brygada zmotoryzowana w organizacji i mobilizacji (Warszawska Bryg. Panc-Mot) w dyspozycji Naczelnego Dowództwa
Flotylla Rzeczna Marynarki Wojennej w Pińsku
- Kierunek operacyjny Północny, składał się z trzech związków operacyjnych rozlokowanych wzdłuż rzeki Narwi, wzdłuż granicy z Prusami Wschodnimi[73][74][75][76]:
  - Samodzielna Grupa Operacyjna „Narew” dowodzona przez gen. bryg. Czesława Młota-Fijałkowskiego
  - Armia „Modlin” dowodzona przez gen. bryg. Emila Krukowicza-Przedrzymirskiego
  - Grupa Odwodów „Wyszków” – faktycznie dowodzona przez gen. bryg. Wincentego Kowalskiego[77]

- Kierunek operacyjny Północno-Zachodni, składał się z dwóch związków operacyjnych i zgrupowania taktycznego z zadaniem obrony Pomorza i Wielkopolski oraz Wybrzeża Morskiego[78][75][76]
  - Armia „Pomorze” dowodzona przez gen. dyw. Władysława Bortnowskiego

Grupa Operacyjna „Wschód” dowodzona przez gen. bryg. Mikołaja Bołtucia
Grupa Operacyjna (Osłonowa) „Czersk” dowodzona przez gen. bryg. Stanisława Grzmota-Skotnickiego
- Armia „Poznań” dowodzona przez gen. dyw. Tadeusza Kutrzebę

Grupa Operacyjna dowodzona przez gen bryg. Edmunda Knolla-Kownackiego
- Obrona Wybrzeża – dowodzona przez kontradmirała Józefa Unruga
- Grupa Odwodów „Kutno” bez dowództwa, planowana niesformowana

- Kierunek operacyjny Zachodni składał się z trzech związków operacyjnych wzdłuż zachodniej granicy Polski[84][85]
  - Armia „Łódź” dowodzona przez gen. dyw. Juliusza Rómmla

Grupa Operacyjna „Piotrków” dowodzona przez gen. bryg. Wiktora Thommée
- Armia „Kraków” dowodzona przez gen. bryg. Antoniego Szyllinga (siły główne armii)

Grupa Operacyjna „Śląsk” dowodzona przez gen. bryg. Jan Jagmin-Sadowskiego
Grupa Operacyjna „Bielsko” dowodzona przez gen. bryg. Mieczysława Borutę-Spiechowicza
- Armia Odwodowa „Prusy”

zgrupowanie północne Armii „Prusy” dowodzone przez gen. dyw. Stefana Dąb-Biernackiego (dowódcę armii)
– Grupa Operacyjna dowodzona przez gen. bryg. Jana Kruszewskiego
– Grupa Operacyjna Kawalerii nr 1 dowodzona przez gen. bryg. Rudolfa Dreszera
zgrupowanie południowe Armii „Prusy” dowodzone przez gen. bryg. Stanisława Skwarczyńskiego
Kierunek operacyjny Południowo-Zachodni, składał się z jednego i części drugiego związku operacyjnego wzdłuż granicy południowej
- Armia „Kraków” dowodzona przez gen. bryg. Antoniego Szyllinga (oddziały południowego skrzydła armii)
- Armia „Karpaty” dowodzona przez gen. dyw. Kazimierza Fabrycego
  - Grupa Operacyjna „Jasło” dowodzonej przez gen. bryg. Kazimierza Łukoskiego

- Grupa Odwodów „Tarnów” częściowo w trakcie mobilizacji, później rozdzielona do Armii „Kraków” i „Karpaty”.

- Granicę wschodnią z ZSRR i Litwą osłaniać miały odtworzone w ramach mobilizacji 22 bataliony – Korpusu Ochrony Pogranicza zgrupowane w sześć pułków i jednej brygadzie[92]

- Lotnictwo Wojskowe – dowodzone przez gen. Józefa L. Zająca[58]

Brygada Pościgowa dowodzona przez płk. Stefana Pawlikowskiego na płn.-wsch. od Warszawy
Brygada Bombowa dowodzona przez dowodzona przez płk. Władysława Hellera na wsch. od Dęblina
Siły lotnicze przydzielone dowództwom armii

#### Francja

##### Wojska lądowe
Ordre de bataille wieczorem 2 września 1939 r.
Front Północno-Wschodni dowodzony przez gen. Alphonse’a Georges’a
- 1 Grupa Armii – dowodzona przez gen. Gastona Billotte[99]
  - 1 Armia dowodzona przez gen. Georges’a Blancharda(inne języki) rozwinięta nad granicą z Belgią

I Korpus
II Korpus
(łącznie: dwie dywizje piechoty zmotoryzowanej – 1,5, dwie dywizje piechoty – 2, 51 jedna dywizja kolonialna – 1, jedna dywizja północnoafrykańska – 1)
- Grupa Ardeny dowodzona przez gen. André Corapa rozwinięta nad Mozą i Sambrą

II Korpus
(łącznie: jedna dywizja piechoty zmotoryzowanej – 3, jedna dywizja piechoty – 4, jedna dywizja kawalerii – 1, jedna dywizja w odwodzie – 12)
- 2 Armia dowodzona przez gen. Charlesa Huntzigera rozwinięta u zbiegu granicy z Belgią i Luksemburgiem

XXI Korpus
(łącznie: jedna dywizja piechoty zmotoryzowanej – 10, jedna dywizja północnoafrykańska – 3, jedna dywizja kawalerii – 3)
- 2 Grupa Armii dowodzona przez gen. André-Gastona Prételata(inne języki)[99]
  - 3 Armia dowodzona przez gen. Charlesa-Marie Condé(inne języki) rozwinięta w północnej części granicy niemiecko--francuskiej

VI Korpus
V Korpus
(łącznie: rejon ufortyfikowany – Metz, dwie dywizje piechoty zmotoryzowanej – 9, 25, jedna dywizja piechoty – 42, jedna dywizja północnoafrykańska – 2)
- 4 Armia dowodzona przez gen. Édouarda Réquina rozwinięta na zachód od Zagłębia Saary

XX Korpus
(łącznie: dwa rejony ufortyfikowane – de la Sarre i Rogrbach, jedna dywizja piechoty – 11, jedna dywizja północnoafrykańska – 4)
- 5 Armia dowodzona przez gen. Victora Bourreta rozwinięta nad Renem

VIII Korpus
(łącznie: region ufortyfikowany Lautern, jedna dywizja piechoty kolonialnej – 4, jedna dywizja piechoty – 43)
- 3 Grupa Armii dowodzona przez gen. Antoine Bessona(inne języki)[99]
  - 8 Armia dowodzona przez gen. Antoine Bessona rozwinięta nad górnym Renem

VII Korpus
XIII Korpus
(łącznie: region ufortyfikowany Belfort, dwie dywizje piechoty – 13, 14, jedna dywizja kawalerii – 2)
- Odwód
  - 7 Armia dowodzona przez gen. Henri Girauda

(łącznie: dwie lekkie dywizje zmechanizowane – 1, 2, oddziały czołgów i artylerii)
- 6 Armia dowodzona przez gen. René Olry rozwinięta przy granicy z Włochami

XV Korpus
XVI Korpus
XIV Korpus
(łącznie: cztery sektory fortyfikacyjne, cztery dywizji piechoty – 27, 28, 30, 64, dwie dywizje północnoafrykańskie – marokańska i 5, jedna dywizja piechoty kolonialnej – 2, dwie dywizje piechoty w mobilizacji – 31, 61, jedna brygada kawalerii – 2 Brygada Spahisów)
W mobilizacji znajdowały się odwody Naczelnego Dowództwa: dwie dywizji piechoty serii A – 41, 44, osiem dywizji piechoty serii B – 54, 60, 61, 62, 63, 67, 71, 73, trzy rezerwowe dywizje piechoty – 83, 84, 85, dwie dywizje pancerne – 1 DPanc, 2 Dpanc, pięć brygad pancernych, jedna dywizja lekka – 3 DLek, jedna dywizja kawalerii – 4 Dywizja Lekka Kawalerii.

##### Lotnictwo
Naczelne Dowództwo Lotnictwa (Grand Quartier Général Air) – dowodzone przez gen. Josepha Vuillemin’a
- 1 Armia Lotnicza (Armée Aériénne) dowodzona przez gen. Henri Moucharda(inne języki) wzdłuż Frontu Północno-Wschodniego[100][101]

1 Dywizja Lotnicza (Division Aériénne) w Laon
3 Dywizja Lotnicza (Division Aériénne) w Neufchâteau
6 Dywizja Lotnicza (Division Aériénne) w Chalons-sur-Marne
21 Zgrupowanie Myśliwskie (Groupment de Chasse 21) w Chantilly
23 Zgrupowanie Myśliwskie (Groupment de Chasse 23) w Wez-Thuisy 22 Zgrupowanie Myśliwskie (Groupment de Chasse 22) w Velaine-en-Haye
- 3 Armia Lotnicza (Armée Aériénne) dowodzona przez gen. Jean-Paul-Marie Houdemonta(inne języki) na Froncie Południowo-Wschodnim[100]

##### Flota
- Eskadra Atlantycka[104]:

dwa dywizjony okrętów liniowych (pięć okrętów liniowych)
dywizjon krążowników (3 krążowniki)
jeden lotniskowiec

#### Wielka Brytania

##### Lotnictwo[105]
- Bomber Command na Wyspach Brytyjskich dowodzone przez marszałka lot. Edgara Ludlow-Hewitta(inne języki)[106]

Wysunięte Lotnicze Siły Uderzeniowe (Advanced Air Striking Force) dowodzone przez AVM Patricka Playfaira w bazach francuskich
- Fighter Command na Wyspach Brytyjskich
- Coastal Command na Wyspach Brytyjskich
- Auxiliary Air Force na Wyspach Brytyjskich

##### Flota[108]
Home Fleet
(4 okręty liniowe, 2 lotniskowce, 2 ciężkie krążowniki, 9 lekkich krążowników)
Flota Kanału La Manche („Channel Force”)
(2 okręty liniowe, 3-4 lekkie krążowniki)
Harwich-Dover Force
pozostałe okręty w strefie Wysp Brytyjskich
(2 okręty liniowe, 2 lotniskowce)
- Siły Północnego Atlantyku

(3 lekkie krążowniki)

## Agresja niemiecka na Polskę

### Mobilizacja i koncentracja wojsk niemieckich
W ramach przygotowań mobilizacji w marcu 1939 zarządzono wprowadzenie „okresu wzmożonego napięcia”, a jednostki o wysokich stanach pokojowych osiągnęły stan gotowości alarmowej bez powoływania rezerwistów. Pod koniec czerwca wyznaczone związki taktyczne przegrupowano z zachodnich i środkowych obszarów Rzeszy nad granicę z Polską. 16 sierpnia, wykorzystując przygotowania do obchodów 25. rocznicy bitwy pod Tannenbergiem oraz planowane ćwiczenia na terenie Prus Wschodnich i manewry jednostek szybkich na obszarze środkowych Niemiec, zmobilizowano i ześrodkowano w rejonach koncentracji kolejne oddziały. Przerzucono też drogą morską do Prus Wschodnich jedną dywizję piechoty, sztab brygady pancernej, pułk pancerny oraz zmotoryzowany pułk SS. 18 sierpnia zarządzono „przyśpieszone pogotowie marszowe”, które postawiło w stan gotowości do natarcia z rejonów wyjściowych wszystkie szybkie związki taktyczne oraz połowę związków taktycznych piechoty pierwszego rzutu. Pozostałe związki i oddziały miały przybyć do rejonów koncentracji po zakończeniu mobilizacji i przetransportowaniu w ciągu 3–7 dni od chwili ogłoszenia mobilizacji.
Do 25 sierpnia gotowość bojową osiągnęło: w Grupie Armii „Północ” – 10 dywizji piechoty, 2 pancerne, jedna piechoty zmotoryzowanej i brygada kawalerii; w Grupie Armii „Południe” – 6 i 1/3 dywizji piechoty, 4 dywizje pancerne, 4 lekkie, 2 zmotoryzowane. Gotowość bojową do działań w dniu 26 sierpnia osiągnęło łącznie 30 związków taktycznych. Odwodów OKH jeszcze nie było.
26 sierpnia Hitler wydał rozkaz wstrzymania działań, jednak tajna mobilizacja i koncentracja trwały nadal. OKH zostało podzielone na dwie części, które zostały przesunięte do schronów w Loeben i Wunsdorf.
Na dzień 1 września większość oddziałów przeznaczonych do uderzenia na Polskę osiągnęła pełną gotowość bojową do działań. Grupa Armii „Północ” w dwóch armiach i w swoim odwodzie posiadała w sumie 16 dywizji piechoty, 2 pancerne, 2 zmotoryzowane i brygadę kawalerii; Grupa Armii „Południe” w trzech armiach i w swoim odwodzie posiadała 21 dywizji piechoty, 4 pancerne, 4 lekkie, 2 i 2/3 zmotoryzowane, jedną górską. Razem na froncie polskim znajdowało się 51 organizacyjnych związków taktycznych oraz 9 przeliczeniowych (straż graniczna i inne oddziały), w tym około 15 dywizji szybkich, pancernych, lekkich i zmotoryzowanych.
Lotnictwo niemieckie na kierunku wschodnim zorganizowane było w dwóch flotach powietrznych: 1 Flota posiadała 500 samolotów bombowych, 180 bombowo-nurkujących i 120 myśliwskich, a 4 Flota 310 samolotów bombowych, 160 bombowo-nurkujących i 120 myśliwskich. W dyspozycji OKL znajdowało się 250 samolotów transportowych. Ogółem do operacji powietrznych przeciwko Polsce przeznaczono 1640 samolotów.
Kriegsmarine na front przeciwpolski wydzieliła ze swojego składu grupę morską „Wschód”. W jej składzie znalazł się okręt liniowy „Schlesien”, 3 okręty szkolne (w tym pancernik „Schleswig-Holstein”), 14 okrętów podwodnych, 9 niszczycieli, 34 ścigacze i okręty torpedowe, 26 trałowców, 3 dywizjony lotnictwa morskiego oraz wiele innych mniejszych jednostek.

### Mobilizacja i koncentracja wojsk polskich

Polski plakat propagandowy „Wara”

Polska dysponowała dość znacznymi osobowymi zasobami mobilizacyjnymi. Posiadała ponad 2,6 mln szeregowych rezerwy i ponad 1 mln zdolnych do służby w pospolitym ruszeniu. Liczbę oficerów oceniano na 72 tys., z czego 17 tys. pełniło służbę czynną. Podoficerów było 530 tys., w tym 40 tys. służby czynnej. Podchorążych rezerwy było ponad 34 tys. Potrzeby mobilizacyjne określano na 46 tys. oficerów oraz 1,3 mln podoficerów i szeregowych.
23 marca 1939 zarządzono mobilizację kartkową jednostek czerwonych, żółtych, a częściowo zielonych na obszarze IX Okręgu Korpusu oraz mobilizację jednostek „czerwonych” na obszarze IV Okręgu Korpusu. W ten sposób na stopie wojennej znalazły się 9., 20., 26. i 30 Dywizja Piechoty oraz Nowogródzka Brygada Kawalerii. Jednocześnie zarządzono podwyższenie stanów osobowych w jednostkach nadgranicznych z okręgów korpusów: I., IV., V., VII. i VIII.
Po częściowej mobilizacji alarmowej niektóre jednostki z głębi kraju przerzucano transportami kolejowymi w rejon Modlina, Płocka, Piotrkowa oraz Wągrowca i Żnina. W kwietniu podjęto dalsze decyzje o przerzuceniu ze wschodu pododdziałów Korpusu Ochrony Pogranicza na Hel, w rejon Augustowa oraz na Podhale. Wzmocniono też Straż Graniczną. W związku z zaostrzającym się kryzysem gdańskim, w czerwcu przerzucono na Pomorze zmobilizowaną 9 Dywizję Piechoty. W lipcu zaś przesunięto do rejonu Żnina i Wągrowca pozostałe siły 26 Dywizji Piechoty oraz utworzono dowództwo operacyjne nad karpackimi odcinkami obrony. 10 sierpnia rozpoczęto przygotowania do mobilizacji dwóch dywizji rezerwowych – 35 i 38 DP. 13 sierpnia rozpoczęto formowanie jednostek zielonych, czerwonych i czarnych w Okręgu Korpusu nr II, tzn. alarmową mobilizację 13 i 27 DP, Wołyńskiej Brygady Kawalerii, 12 p.uł. i 24 p.uł. W połowie sierpnia przerzucono na Pomorze 13 i 27 Dywizję Piechoty, a w rejon Częstochowy skierowano Wołyńską Brygadę Kawalerii. W tym samym czasie przerzucono pod Kraków 10 Brygadę Kawalerii.
23 sierpnia zarządzono mobilizację alarmową w sześciu okręgach korpusów graniczących z Niemcami, a 25 sierpnia 27 DP z Korpusu Interwencyjnego przesunięto z rejonu Bydgoszczy pod Starogard. Następnego dnia wydano rozkazy do transportu na zachód zmobilizowanych już jednostek. Transportem kolejowym miało być przewiezionych 30 związków taktycznych, w tym 15 dywizji piechoty czynnych i 9 rezerwowych oraz 6 brygad kawalerii. Pozostałe 12 dywizji piechoty, 5 brygad kawalerii i brygada kawalerii zmotoryzowanej przechodziło w rejony koncentracji marszem pieszym. W ostatniej fazie przygotowań do planu transportowego włączono dwie dywizje piechoty rezerwowe. Do 1 września zdążono zrealizować tylko część planu przewozów.
27 sierpnia zarządzono mobilizację wszystkich niezmobilizowanych dotąd jednostek alarmowych: 2., 12. i 22 DP, części 5. i 11 DP, 36 DP, 10 BK, Kresowej i Podolskiej Brygady Kawalerii oraz wojsk kolejowych. Mobilizacja zarządzona 23 i 27 sierpnia postawiła na stopie wojennej dwadzieścia czynnych i cztery rezerwowe dywizje piechoty, jedenaście brygad kawalerii i wszystkie jednostki Obrony Narodowej.
31 sierpnia jednostki lotnicze przeniesione zostały niemal w całości na lotniska polowe. Gotowość bojową osiągnęły też jednostki morskiej i Lądowej Obrony Wybrzeża. Na 1 września mobilizacja wojsk polskich przeprowadzona była w około 66%, a koncentracja w 45%. Do tego dnia skoncentrowano w wyznaczonych do obrony rejonach następujące siły:
- wojska lądowe w składzie: SGO „Narew” (2 dywizje piechoty i 2 brygady kawalerii), Armia „Modlin” (2 dywizje piechoty i 2 brygady kawalerii), Grupa Operacyjna „Wyszków” (2 dywizje piechoty), Armia „Pomorze” (5 dywizji piechoty i brygada kawalerii), Armia „Poznań” (4 dywizje piechoty i brygada kawalerii), Armia „Łódź” (3 dywizje piechoty i brygada kawalerii), Armia „Kraków” (5 dywizji piechoty, brygada zmotoryzowana, kawalerii i górska), Armia „Karpaty” (2 brygady górskie) – razem 23 dywizje piechoty, 8 brygad kawalerii, 3 brygady górskie, 1 brygada zmotoryzowana, a ponadto większość oddziałów i pododdziałów Obrony Narodowej, lądowej i morskiej obrony Wybrzeża, Korpusu Ochrony Pogranicza i fortecznych[123];

- lotnictwo dyspozycyjne Naczelnego Wodza liczyło 36 samolotów bombowych, 50 liniowych, 54 myśliwskie, 28 różnego przeznaczenia – razem 168 samolotów; lotnictwo armijne liczyło 68 samolotów liniowych, 105 samolotów myśliwskich, 122 różnego przeznaczenia – razem 295 samolotów; ogółem lotnictwo posiadało około 400 samolotów bojowych[124];

- Marynarka Wojenna dysponowała dywizjonem okrętów podwodnych, dywizjonem minowców i jednym niszczycielem.

Strona polska do świtu 1 września rozwinęła 38 związków taktycznych – część z nich była jeszcze w transportach.
| Skład sił 1 września 1939 na froncie polskim (na całym froncie)                                                                                   | Skład sił 1 września 1939 na froncie polskim (na całym froncie) | Skład sił 1 września 1939 na froncie polskim (na całym froncie) | Skład sił 1 września 1939 na froncie polskim (na całym froncie) | Skład sił 1 września 1939 na froncie polskim (na całym froncie) | Skład sił 1 września 1939 na froncie polskim (na całym froncie) | Skład sił 1 września 1939 na froncie polskim (na całym froncie) | Skład sił 1 września 1939 na froncie polskim (na całym froncie) | Skład sił 1 września 1939 na froncie polskim (na całym froncie) | Skład sił 1 września 1939 na froncie polskim (na całym froncie) | Skład sił 1 września 1939 na froncie polskim (na całym froncie) |
| jednostki polskie | jednostki polskie                                               | jednostki polskie                                               | jednostki polskie                                               | jednostki polskie                                               | | jednostki niemieckie | jednostki niemieckie                                            | jednostki niemieckie                                            | jednostki niemieckie                                            | jednostki niemieckie                                            |
| ZT, oddziały i pododdziały | bp                                                              | artyleria                                                       | artyleria                                                       | czołgi                                                          | ZT, oddziały i pododdziały | bp | artyleria                                                       | artyleria                                                       | czołgi                                                          |                                                                 |
| ZT, oddziały i pododdziały | bp                                                              | do ognia pośredniego                                            | ppanc                                                           | czołgi                                                          | ZT, oddziały i pododdziały | bp | do ognia pośredniego                                            | ppanc                                                           | czołgi                                                          |                                                                 |
| --- | --------------------------------------------------------------- | --------------------------------------------------------------- | --------------------------------------------------------------- | --------------------------------------------------------------- | --- | --- | --------------------------------------------------------------- | --------------------------------------------------------------- | --------------------------------------------------------------- | --------------------------------------------------------------- |
| 24 dywizje piechoty 8 brygad kawalerii 3 brygady górskie oddziały lądowe morskiej i lądowej Obrony Wybrzeża formacje forteczne bataliony ON i KOP | 375,5                                                           | 2063                                                            | 774                                                             | 476                                                             | 35 dywizji piechoty 1 dywizja górska 4 dywizje piechoty zmot. 6 dywizji pancernych 1 brygada kawalerii pułk pdes pułki SS oddziały SG impr. oddziały piechoty bataliony wartownicze | 558,5 | 5378 427                                                        | 3803 216                                                        | 2511                                                            |                                                                 |
| Skład sił 1 września 1939 na froncie polskim (na głównym wysiłku obrony/ kierunku głównego uderzenia)                                             |                                                                 |                                                                 |                                                                 |                                                                 | | |                                                                 |                                                                 |                                                                 |                                                                 |
| 14 dywizji piechoty 5 brygad kawalerii formacje forteczne bataliony ON                                                                            | 186,5                                                           | 1166                                                            | 456                                                             | 306                                                             | | 29 dywizji piechoty 1 dywizja górska 4 dywizje piechoty zmot. 6 dywizji pancernych 1 brygada kawalerii pułk pdes pułki SS impr. oddziały piechoty bataliony wartownicze | 430,5                                                           | 4684 427                                                        | 3216 216                                                        | 2311                                                            |

## Zamiary operacyjne stron

### Planowanie operacyjne działań – Niemcy

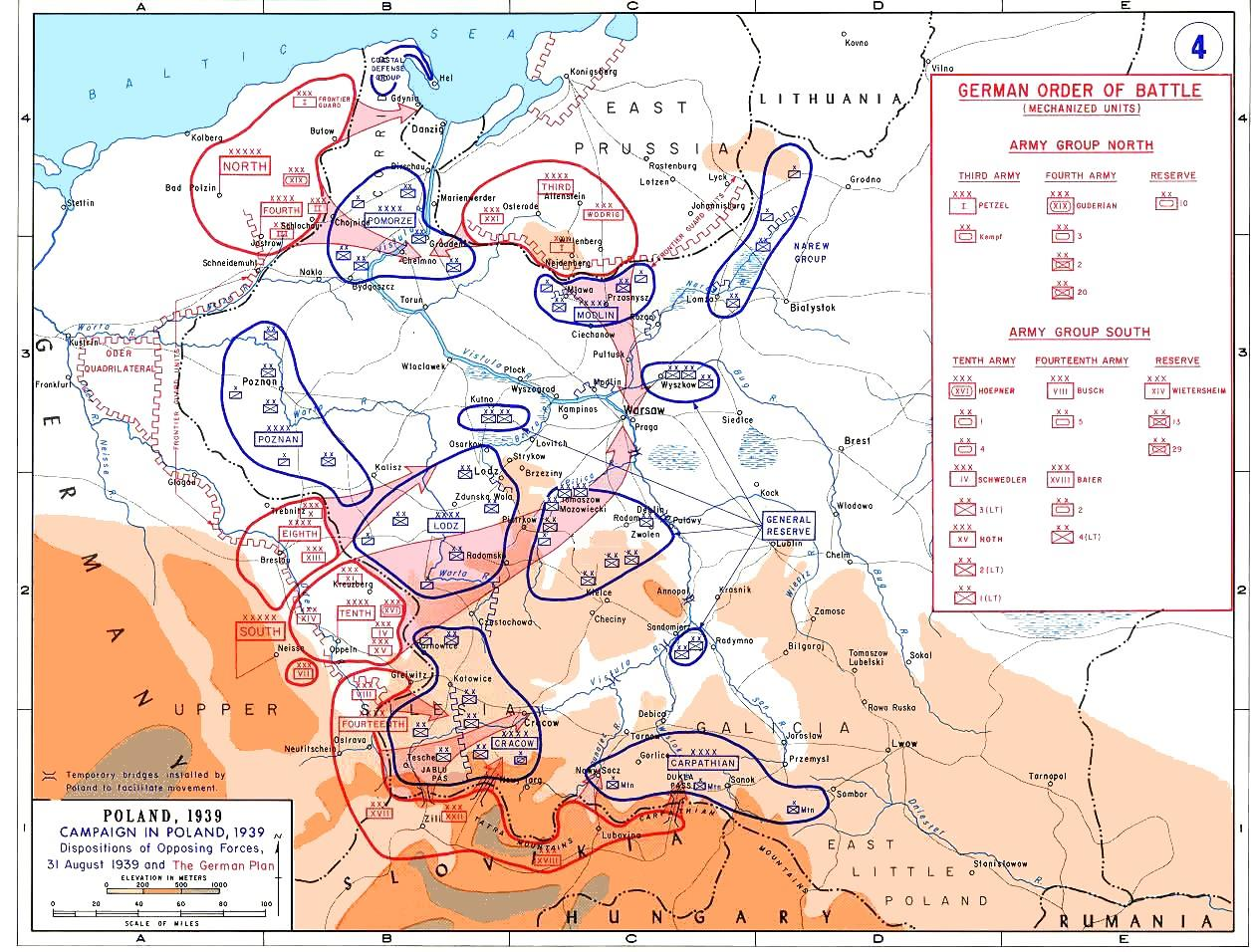
Niemieckie plany ataku na Polskę

Z końcem marca 1939 Hitler wydał wytyczne naczelnym dowódcom trzech rodzajów sił zbrojnych w sprawie przygotowania planu operacyjnego przeciwko Polsce, w tym wyznaczył termin gotowości przystąpienia do uderzenia na koniec sierpnia. Rozkaz wykonawczy szefa OKW gen. Wilhelma Keitla z 3 kwietnia polecał opracować do 1 maja szczegółowe plany operacji oraz chronologiczny plan przedsięwzięć i plan współdziałania poszczególnych części Wehrmachtu. Korzystny układ granic z Polską na północy (Prusy Wschodnie) i południu, powstały w wyniku zaboru Czech i Moraw oraz pełnego podporządkowania Słowacji, umożliwiał szybkie i skuteczne wykonanie zadań operacyjnych poprzez dokonanie dwustronnego oskrzydlenia. 15 czerwca operacyjna część „Fall Weiss” została opracowana i w postaci zarządzeń wykonawczych przekazana dowództwom grup armii. Niemieckie armie miały wykonać silne koncentryczne uderzenia ze Śląska, Prus Wschodnich i Pomorza na Warszawę, rozbić i zniszczyć główne siły polskie rozwinięte na zachód od Wisły.
Główne uderzenie niemieckich wojsk lądowych miały wykonać wojska Grupy Armii „Południe” operujące ze Śląska i Moraw. Jej główne zgrupowanie uderzeniowe skoncentrowane w obszarze Byczyna, Pyskowice, Opole otrzymało zadanie przełamać front polski i rozwijając powodzenie, w czasie możliwie krótkim zdobyć Warszawę oraz wyjść nad Wisłę na północ i południe od miasta. Natarcie sił głównych miały wspierać manewrem oskrzydlającym od południa wojska 14 Armii skoncentrowane na obszarze zachodniej części Górnego Śląska, Moraw i Słowacji, w kierunku magistrali kolejowej Kraków–Lwów. Poprzez opanowanie części Górnego Śląska i Małopolski zachodniej po linię Dunajca, zamierzano wyeliminować przeciwdziałanie sił polskich ześrodkowanych w Małopolsce. Większość odwodów Grupy rozmieszczono na kierunku działań 10 Armii (trzy dywizje piechoty). Na styku 10 Armii z 14 Armią rozmieszczono dywizję piechoty, a w obszarze odpowiedzialności 8 Armii dwie dywizje piechoty.
Najsilniejszym związkiem operacyjnym Grupy Armii „Południe” była 10 Armia gen. Walthera von Reichenau. Ześrodkowana w centrum ugrupowania w obszarze Byczyna, Pyskowice, Opole, armia ta otrzymała zadanie przełamania oporu polskiego na linii od Kielc do Pabianic, po czym, wykorzystując jednostki pancerne i zmotoryzowane, miała dotrzeć do Wisły pomiędzy ujściem Wieprza i ujściem Bzury.
W tym czasie 14 Armia gen. Wilhelma Lista, współdziałając z południowym zgrupowaniem wojsk 10 Armii, miała z obszaru południowo-zachodniej części Górnego Śląska i Słowacji uderzyć na polski Śląsk. Zadaniem jej było, unikając walk z przeciwnikiem broniącym umocnień w rejonie Katowic, opanować okolice Krakowa i dalej, przy użyciu jednostek szybkich, wyjść na przeprawy na Dunajcu i tu zabezpieczać skrzydło głównego zgrupowania uderzeniowego 10 A.
Z kolei 8 Armia gen. Johannesa Blaskowitza otrzymała zadanie jedynie na okres początkowy ofensywy; siły jej skoncentrowane na północnym skrzydle Grupy Armii „Południe” w obszarze Namysłów, Międzybórz, Twardogóra osłaniać miały północne skrzydło10 Armii, szczególnie zaś tyły jej związków szybkich. Zadanie następne armii miało być określone później, po uwzględnieniu rozwoju sytuacji na froncie. Styk z Grupą Armii „Północ” zabezpieczały oddziały 13 i 14 odcinka ochrony pogranicza rozwinięte wzdłuż granicy od Karszyna pod Kargową po Cieszków pod Zdunami.
Na skrzydle północnym działać miała Grupa Armii „Północ” – jej 3 Armia rozwinięta w Prusach Wschodnich i 4 Armia na Pomorzu Zachodnim. Zadaniem bliższym obu armii było jak najszybsze połączenie Prus Wschodnich z Pomorzem Zachodnim. Jednocześnie, uderzeniem wzdłuż Wisły, główne zgrupowanie GA „Północ” miało rozbić siły polskie na Pomorzu i Mazowszu. Zasadniczym etapem operacji Grupy Armii „Północ”, realizowanym we współdziałaniu z Grupą Armii „Południe”, było okrążenie i zniszczenie sił polskich w zachodniej Polsce. Jej odwody rozmieszczone zostały głównie na Pomorzu (1 DPanc i 2 DP), a tylko jedna dywizja piechoty w Prusach Wschodnich.
3 Armia gen. Georga von Küchlera, działająca z Prus Wschodnich, głównymi siłami miała skoncentrować się w obszarze Olsztyn, Nidzica, Wielbark. Jej zadaniem było przełamanie obrony polskiej na północnym Mazowszu, a po sforsowaniu Narwi – uderzenie na Warszawę i obszar położony na wschód od miasta. Zabezpieczenie wschodniego skrzydła armii pozostawiono improwizowanej Grupie Operacyjnej „Brand”. Dowództwu 3 Armii podporządkowano również zmilitaryzowane oddziały policji gdańskiej i SS pod dowództwem gen. Friedricha Eberhardta oraz inne paramilitarne organizacje niemieckie przewidziane do zajęcia Gdańska i walk z polskimi oddziałami obrony Wybrzeża.
Na pomocniczym kierunku działać miał ześrodkowany w rejonie Kwidzyna i Kisielic dwudywizyjny XXI Korpus Armijny. Jego zadaniem było nacierać w kierunku na Grudziądz i połączyć się tam z częścią 4 Armii uderzającej z Pomorza Zachodniego. Lukę pomiędzy jej siłami głównymi 3 A i XXI KA wypełniały oddziały 15 odcinka ochrony pogranicza. Odwód armii stanowić miała jedna rezerwowa dywizja piechoty.
Do opanowania korytarza pomorskiego wyznaczona została 4 Armia gen. Günthera von Kluge. Głównymi siłami (dywizje: jedna pancerna, dwie piechoty zmotoryzowanej i dwie piechoty) ześrodkowanymi w obszarze Polanica, Złotów, Lędyczek miała przełamać obronę polską na linii Tuchola, Koronowo i wyjść na wschodni brzeg Wisły w rejonie Chełmna i Grudziądza. Główne zgrupowanie uderzeniowe armii od południa osłaniać miał III Korpus Armijny uderzający na kierunku Nakła i Bydgoszczy.
Styk z Grupą Armii „Południe” zabezpieczały oddziały 2 i 12 odcinka ochrony pogranicza, rozwinięte wzdłuż granicy od Piły do Sulechowa. Na północy, w rejonie Wybrzeża, oddziały 1 odcinka ochrony pogranicza otrzymały zadanie odcięcia polskich jednostek obrony Wybrzeża od sił głównych skoncentrowanych na Pomorzu. W głębi ugrupowania zaczepnego armii, na skrzydłach głównego zgrupowania uderzeniowego, ześrodkowano dwie odwodowe dywizje piechoty
Do działań w Wielkopolsce wydzielono oddziały ochrony pogranicza. Miały one jedynie wiązać przeciwnika walką i mylić co do rzeczywistego składu sił i zamiarów na innych kierunkach działań.
Do działań powietrznych przeciwko Polsce wydzielono dwie floty powietrzne. Były one podporządkowane naczelnemu dowództwu wojsk lotniczych (OKL) i miały realizować zadania samodzielnie lub we współdziałaniu z wojskami wojskami lądowymi i marynarką wojenną. Po uzyskaniu panowania w powietrzu, lotnictwo niemieckie miało zniszczyć rejony bazowania i zaopatrzenia lotnictwa polskiego, po czym atakować tyły operacyjne walczących armii polskich, dezorganizować ich mobilizację i koncentrację oraz paraliżować sieć komunikacji i łączności, system dowodzenia i ewakuacji wojsk.
1 Flota Powietrzna gen. lotn. Alberta Kesselringa bazowała na Pomorzu i w Prusach Wschodnich, na obszarze operacyjnym Grupy Armii „Północ”. W jej skład wchodziła 1 Dywizja Lotnicza stacjonująca w obszarze: Kołobrzeg, Stargard, Piła, Jastrowie, Słupsk, oraz szkolna dywizja lotnicza stacjonująca w obszarze: Królewiec, Bartoszyce, Friedland. W rejonie Elbląga stacjonował odwodowy 3 pułk lotnictwa bombowego. 4 Flota Powietrzna gen. lotn. Alexandra Löhra ześrodkowana została w rejonie odpowiedzialności Grupy Armii „Południe”. W swoim składzie posiadała 2 Dywizję Lotniczą oraz grupę lotnictwa do zadań specjalnych. 2 DL bazowała na lotniskach rozlokowanych w rejonie Wrocławia, Nysy i Namysłowa, a grupa lotnictwa do zadań specjalnych w pobliżu koncentrujących się dywizji pancernych, lekkich i zmotoryzowanych, w rejonie Łubniany, Opole, Korfantów i na zachód od Gliwic. W skład odwodów OKL wchodziła 7 Dywizja Spadochronowa rozmieszczona w rejonie: Zielona Góra, Gubin, Zgorzelec, Legnica, Głogów, oraz pułk lotnictwa bombowego rozlokowany na lotniskach położonych na wschód od Berlina.
Zadanie prowadzenia operacji morskich przeciw flocie polskiej na Bałtyku powierzono dowódcy sił morskich Morza Bałtyckiego, powołując w tym celu specjalne dowództwo morskie „Wschód” z dowódcą adm. Conradem Albrechtem na czele. Zadaniem wydzielonych sił morskich było: blokada Zatoki Gdańskiej i przerwanie polskiego handlu morskiego, minowanie polskich wód terytorialnych i wyjść z baz wojennych na Helu i w Gdyni, zniszczenie floty polskiej, ochrona morskich linii komunikacyjnych Rzeszy z Prusami Wschodnimi i ze Szwecją oraz pozostałymi krajami bałtyckimi, artyleryjskie wsparcie natarcia wojsk lądowych atakujących załogę polską na Westerplatte oraz polskie oddziały lądowe w rejonie Gdyni i na Helu.
Funkcję pomocniczą w planie ataku na Polskę spełniała tzw. piąta kolumna. Organizację i kierowanie działalnością wywiadowczą i dywersyjną powierzono III Oddziałowi Zarządu Wywiadowczego OKW. Bezpośrednie przygotowywanie i wykonywanie akcji dywersyjnych organizowały wydzielone placówki III Oddziału we Wrocławiu, Szczecinie, Koszalinie, Olsztynie i innych miastach przygranicznych. Głównym obiektem dywersji miał być Górny Śląsk. Oddziały dywersyjne miały w ustalonych terminach opanować tam ważne obiekty przemysłowe i utrzymać je do chwili wkroczenia regularnych oddziałów niemieckich. Zorganizowane na terenie niemieckiej części Górnego Śląska ochotnicze jednostki „Freikorps Ebbinghaus” oraz konspiracyjne grupy Kampf- und Sabotage-Organisation czy Selbstschutz na Pomorzu, rekrutujące się spośród obywateli polskich pochodzenia niemieckiego.
Pod koniec lipca przeszkolone na poligonach Wehrmachtu oddziały dywersyjne zajęły pozycje wyjściowe w pobliżu granicy z Polską, a w połowie sierpnia rozpoczęto przerzuty broni przeznaczonej dla podziemnych organizacji bojowych. Placówka Abwehry w Szczecinie planowała między innymi, skoordynowane z operacjami armii regularnej, działania na mosty tczewskie i mosty w Chojnicach, wywoływanie paniki na tyłach oddziałów Wojska Polskiego, dezorganizowanie ich odwrotu, sygnalizowanie miejsc dogodnych do bombardowania itp.
Obok zamierzeń dywersyjnych planowano wiele akcji dywersyjno-prowokacyjnych. Były to między innymi prowokacje zbrojne w Gliwicach i Bydgoszczy. Organizacją prowokacyjnych wystąpień zbrojnych zajął się (przy pomocy OKW) aparat SS i organy bezpieczeństwa Rzeszy; znaczną rolę odegrała także tzw. tajna sieć mężów zaufania – Volksdeutsche Mittelstelle i kierownictwa Hitlerjugend.

### Planowanie operacyjne działań – Polska

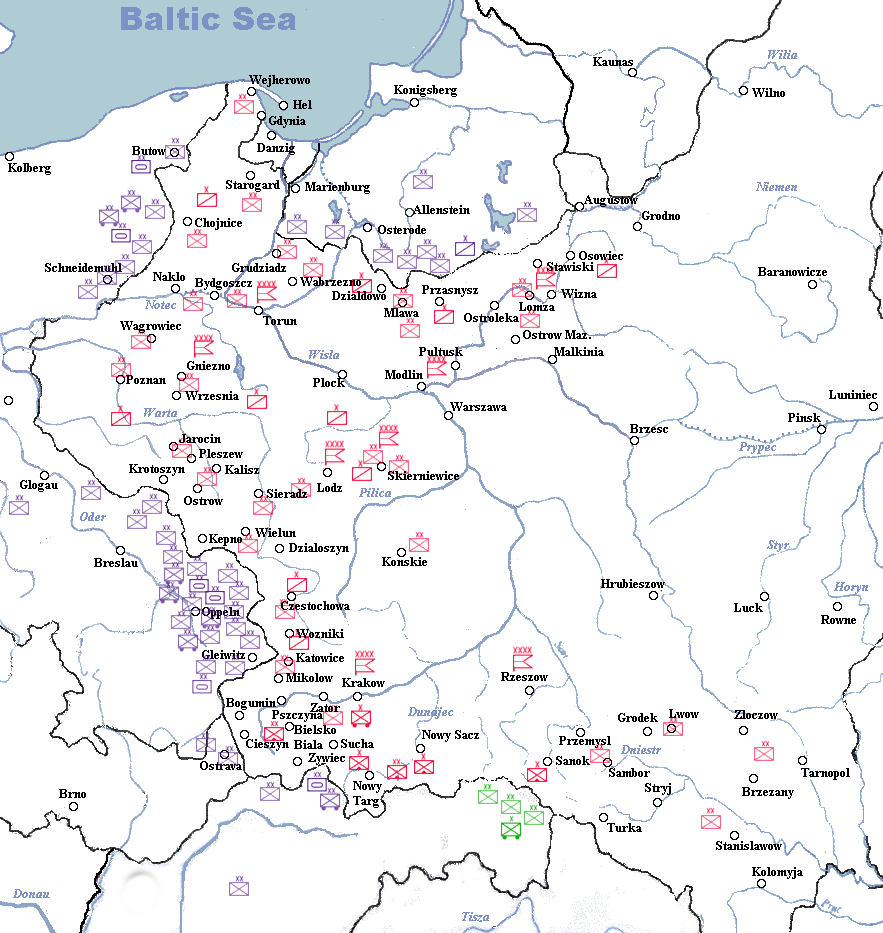
Rozmieszczenie dywizji 1 września 1939

W miarę wzrastania potencjału wojennego III Rzeszy, już od połowy lat trzydziestych XX w. oceny dokonywane w Generalnym Inspektoracie Sił Zbrojnych i Sztabie Głównym WP wskazywały na poważne zagrożenie z tej strony. W 1936 nowy Generalny Inspektor Sił Zbrojnych gen. dyw. Edward Śmigły-Rydz polecił przystąpić do studiów porównawczych i operacyjnych na zachodnim kierunku operacyjnym. Wyraźne zaostrzenie się stosunków polsko-niemieckich w pierwszych miesiącach 1939 i przekonanie polskich władz wojskowych, że po zagarnięciu Czechosłowacji Hitler może uderzyć na Polskę, było sygnałem do wzmożenia prac nad planem obronnym „Zachód”, a zagrożenie od południa zmusiło Generalnego Inspektora i Sztab Główny do zmiany wcześniejszych założeń operacyjnych. 4 marca 1939 Sztab Główny przystąpił do prac nad uaktualnieniem planu operacyjnego „Zachód”. Założono w nim, że wojna będzie miała charakter manewrowy, a wojska, pod naporem wielokrotnie przeważającego przeciwnika, będą zmuszone do prowadzenia operacji odwrotowych. Siły polskie na przedpolu i na głównej pozycji obrony miały bronić obszarów, których utrzymanie było niezbędne do prowadzenia wojny i nie dać się rozbić przed rozpoczęciem generalnej ofensywy na Zachodzie. Po zaangażowaniu się sprzymierzonych, miano przystąpić do kontrofensywy lub obronnie nadal wiązać znaczne siły przeciwnika. W myśl powyższego założenia, marsz. Rydz-Śmigły podjął decyzję o stoczeniu w pierwszej fazie wojny bitwy granicznej na wysuniętych pozycjach. Po bitwach w rejonie przygranicznym miała nastąpić druga faza wojny, w której to polskie związki operacyjne miały dokonać generalnego odwrotu na południowy wschód w celu przystąpienia do długotrwałej, uporczywej obrony wzdłuż głównej linii oporu na rubieży rzek Bugo-Narwi, środkowej Wiśle i Dunajcu.

23 marca Generalny Inspektor, dysponując tylko częściowo opracowanymi elementami planu „Zachód”, wręczył dowódcom armii i dowódcy samodzielnej grupy operacyjnej teksty zarządzeń wykonawczych. Dokonał też zmiany rozmieszczenia odwodów NW. Rejon koncentracji głównego odwodu Naczelnego Wodza z obszaru Kutno, Warszawa, Skierniewice postanowiono przesunąć do obszaru Tomaszów Mazowiecki, Kielce, Radom. W rejonie Kutna zdecydowano się rozmieścić jeden z odwodów operacyjnych Naczelnego Wodza – grupę dwóch dywizji piechoty. Utworzenie podobnych odwodów przewidywano również w widłach Bugu i Narwi oraz w rejonie Tarnowa. Jednocześnie z wydanymi zarządzeniami powołano ścisłe sztaby armii i grup operacyjnych. Opierając się na inspektoratach, utworzono dowództwa armii: „Modlin” z gen. bryg. Emilem Krukowiczem-Przedrzymirskim, „Pomorze” z gen. dyw. Władysławem Bortnowskim, „Poznań” z gen. dyw. Tadeuszem Kutrzebą, „Łódź” z gen. dyw. Juliuszem Rómmlem, „Kraków” z gen. bryg. Antonim Szyllingiem oraz SGO „Narew” z gen. bryg. Czesławem Młotem-Fijałkowskim.
Zadania armii i grup operacyjnych
Dowództwa armii otrzymały jedynie ogólnie sformułowane zadania i to jedynie na okres bitwy o główną pozycję obronną. Nie znały miejsc koncentracji odwodów Naczelnego Wodza i zadań sąsiednich związków operacyjnych, często nie dysponowały też ostatecznym podziałem sił i środków im przydzielonych. Było to podyktowane nadmiernym uczuleniem Naczelnego Wodza w sprawach zachowania wszelkich prac i zamierzeń w tajemnicy.
Myśl przewodnia planu i zamiar Naczelnego Wodza w sprawach zasadniczych do września 1939 nie uległy zmianie w stosunku do założeń z marca. Część wykonawcza planu określała podstawowe zadania wojsk. Związki operacyjne zgrupowane na północnym skrzydle frontu otrzymały zadanie osłony obszaru kraju przed niemieckim uderzeniem z Prus Wschodnich. Zadanie główne na tym kierunku realizować miała Armia „Modlin”. Miała ona opóźniać działanie nieprzyjaciela z Prus Wschodnich na Warszawę, począwszy od wysuniętej pozycji na linii Lidzbark, Mława, Krzynowłoga Mała po główną pozycję na Wiśle i Narwi. Dowództwo armii zdecydowało siły główne ześrodkować w rejonie Mławy. W pierwszym rzucie, w centrum ugrupowania na pozycji umocnionej w rejonie Mławy i Rzęgnowa, bronić się miała 20 Dywizja Piechoty. Do osłony skrzydeł, w rejonie Lidzbarka rozmieszczono Nowogródzką Brygadę Kawalerii, a w rejonie Krzynowłogi Małej Mazowiecką BK. W drugim rzucie gen. Emil Krukowicz-Przedrzymirski pozostawił 8 Dywizję Piechoty, z dwuwariantowym zadaniem: uderzyć na korzyść 20 DP w rejonie Mławy lub na jej skrzydłach albo bronić się na kierunkach włamań przeciwnika. Część sił armii złożonych z oddziałów 41 DP rez., Warszawskiej Brygady ON i innych drobnych oddziałów, w tym formacji marszowych przeznaczona została do obsadzenia przyczółków na Wiśle w rejonie Płocka, Wyszogrodu, Modlina, Zegrza, Pułtuska i Różana.
Osłonę północno-wschodniego ugrupowania strategicznego realizować miała Samodzielna Grupa Operacyjna „Narew. Jej zadaniem było zabezpieczyć wschodnie skrzydło Armii „Modlin” i bronić północno-wschodnich obszarów kraju, obsadzając pozycje obronne na Narwi, Biebrzy i Kanale Augustowskim. Posiadając zadany pas obrony niewspółmiernie duży – bo liczący około 230 km – w stosunku do posiadanych sił i środków, dowódca grupy zdecydował bronić się metodą stałą tylko na najważniejszych kierunkach, a główny wysiłek skupić w rejonie Łomży. Jej sztandarowy związek taktyczny – 18 Dywizja Piechoty płk. Stefana Kosseckiego – bronić się miał w pierwszym rzucie na Narwi, na odcinku od Łomży do Ostrołęki. Na południe od niej, w drugim rzucie zamierzano skoncentrować główne siły rezerwowej 33 Dywizji Piechoty.
Do obrony Narwi i Biebrzy w rejonie Wizny oraz na kierunku Grajewo, Białystok planowano wydzielić część sił z obu dywizji. Ześrodkowana na północ od Augustowa Suwalska Brygada Kawalerii osłaniać miała kierunek na Grodno, a Podlaska BK koncentrowała się na przedpolu pozycji obronnej 18 Dywizji Piechoty w rejonie Stawiski–Jurzec, z zadaniem osłaniania podejścia do Łomży oraz prowadzenia rozpoznania na kierunku Szczuczyn, Biała Piska.
Odwód Naczelnego Wodza na tym obszarze stanowiła trzydywizyjna Grupa Operacyjna „Wyszków” gen. bryg. Stanisława Skwarczyńskiego. Ześrodkowana w rejonie Wyszków, Goworowo, miała – w zależności od sytuacji – wykonywać przeciwuderzenie lub bronić się na Narwi na styku SGO „Narew” i Armii „Modlin”.
Do obrony Pomorza i Wielkopolski przeznaczono dwie armie.
Armia „Pomorze” skoncentrowana na obszarze Brodnica, Grudziądz, Starogard, Kościerzyna, Nakło, Bydgoszcz, Toruń, otrzymała zadanie obrony dwóch rozdzielonych Wisłą kierunków: z zachodniej części Prus Wschodnich na Toruń i Włocławek oraz z Pomorza Zachodniego i Gdańska na Bydgoszcz. Dowódca armii gen. Władysław Bortnowski zdecydował się utworzyć dwa zgrupowania operacyjne. Na prawym brzegu Wisły, na linii Grudziądz, Brodnica, bronić miała kierunku z Prus Wschodnich dwudywizyjna Grupa Operacyjna „Wschód”, a pozostałe siły pozostać miały na lewym brzegu Wisły.
Dowódca armii początkowo zamierzał wydzielić tylko część sił do „korytarza pomorskiego”, ale w związku z decyzją Naczelnego Wodza o utworzeniu Korpusu Interwencyjnego przeznaczonego do ewentualnej akcji zbrojnej w Gdańsku, dowództwo armii przesuwało coraz więcej sił w głąb „korytarza”. Ostatecznie większość oddziałów armii znalazła się na linii jezior Koronowskich, pod Chojnicami i Czerskiem, narażona na dwustronne uderzenie niemieckie od wschodu i zachodu. Dopiero 31 sierpnia, po rozwiązaniu Korpusu Interwencyjnego, dowódca armii mógł przystąpić do odtwarzania swojego odwodu.
Armia „Poznań’” miała bronić Wielkopolski, ze szczególnym uwzględnieniem kierunku Frankfurt nad Odrą, Poznań. Swój pierwszy rzut dowódca armii gen. Tadeusz Kutrzeba zamierzał rozwinąć na pozycji osłonowej od Nakła przez Kcynię, Wągrowiec, Oborniki, Poznań, Śrem, Krotoszyn do Ostrowa Wielkopolskiego. Na południe od Gniezna ześrodkować się miały drugorzutowa dywizja piechoty i brygada kawalerii. Rozwinięte na pozycjo osłonowej związki taktyczne miały prowadzić działania opóźniające i ostatecznie zatrzymać nieprzyjaciela na głównej pozycji obronnej przebiegającej wzdłuż linii: Bydgoszcz, jeziora żnińskie i Gopło, po rzekę Wartę w rejonie Uniejowa.
Do wsparcia działań pierwszorzutowych związków operacyjnych na tym kierunku, Naczelny Wódz planował utworzyć dwudywizyjną Grupę Odwodów „Kutno” i ześrodkować ją w rejonie Kutno, Płock, Włocławek. Wojsk grupy zamierzano użyć oddzielnie, kierując je do wzmocnienia wewnętrznych skrzydeł armii „Modlin” i „Pomorze”. Zakładano także ewentualne ich wykorzystanie do wsparcia wewnętrznych skrzydeł armii „Poznań” i „Łódź”.
Na przewidywanym głównym kierunku natarcia przeciwnika – jego siłami skoncentrowanymi na Śląsku, Morawach i Słowacji – bronić się miało najsilniejsze zgrupowania operacyjne wojsk polskich posiadające w pierwszym rzucie Armię „Łódź” i Armię „Kraków”. W drugim rzucie rozlokowany został odwód strategiczny NW – Armia „Prusy”. Siły te przeznaczone były do obrony Polski centralnej i południowo-zachodniej. Ich celem było zahamowanie uderzeń nieprzyjaciela przez taki czas i w takim obszarze, żeby utrzymać się na głównej pozycji lub umożliwić wycofanie sił obrony na linię Wisły.
Armia „Łódź” gen. dyw. Juliusza Rómmla otrzymała zadanie obrony rejonów Łodzi i Piotrkowa. Wynikało ono z potrzeby zamknięcia kierunków na Warszawę oraz osłony koncentrującego się na jej zapleczu odwodu głównego Naczelnego Wodza. Częścią sił miała opóźniać nieprzyjaciela na przedpolu. Dowódca armii przygotował do obrony główną pozycję na linii rzek Warty i Widawki. Przewidziane do jej obsadzenia siły (dwie dywizje piechoty i brygada kawalerii) dowódca armii przesunął jednak głęboko do pasa przesłaniania na linię: Wieluń, Działoszyn, Łobodno. Tylko jedna dywizja piechoty pozostała w rejonie Sieradza na pozycji głównej, a jej oddziały wydzielone skierowano do rejonu Kępna i Bolesławca. Skrzydła armii miały osłaniać wysunięte na przedpole Wołyńska BK i Kresowa BK.
Armia „Kraków” gen. bryg. Antoniego Szyllinga miała bronić przemysłowego rejonu Górnego Śląska i osłaniać kierunek na Kraków. Plan operacyjny armii przewidywał obronę głównej pozycji na linii: Częstochowa, linia fortyfikacji śląskich, Pszczyna, Bielsko, Żywiec, Rabka. W rejonie Katowic rozmieszczono Grupę Operacyjną „Śląsk”, a w obszarze Bielska – Grupę Operacyjną „Bielsko”. Północne skrzydło w okolicach Częstochowy zabezpieczały dywizja piechoty i brygada kawalerii, a na południu, wzdłuż granicy – brygada piechoty górskiej. Działania wojsk pierwszego rzutu wesprzeć miały odwody armijne przewidziane do przeciwnatarć na kierunkach: Chrzanów, Oświęcim lub Chrzanów, Tychy oraz Kraków, Zawiercie, Myślenice, Chabówka. Faktycznie, do wybuchu wojny, dowódca armii w odwodzie dysponował tylko brygadę zmotoryzowaną. Dwie dywizje piechoty miały przybyć w okresie od 6 do 14 dnia mobilizacji. Na przedpolu pozycji głównej natarcie nieprzyjaciela opóźniać miały oddziały osłony wydzielone ze składu sił głównych.
Na tyłach obszarów operacyjnych armii „Łódź” i „Kraków”, koncentrować się miała Armia „Prusy” gen. dyw. Stefana Dąb-Biernackiego. Jako odwód główny Naczelnego Wodza miała ona wykonywać przeciwuderzenia na korzyść armii pierwszego rzutu. Jako zasadniczy planowano kierunek Piotrków, Radomsko.
Informacje nadsyłane do Sztabu Głównego o koncentracji sił niemieckich na obszarze Moraw i Słowacji spowodowały, że w lipcu dokonano poprawek w planie „Zachód” dotyczących osłony Karpat wzdłuż granicy ze Słowacją i Węgrami, utworzenia improwizowanych odcinków osłony, a następnie zorganizowania Armii „Karpaty”. 7 lipca minister spraw wojskowych rozkazał zorganizować dowództwo odcinka „Jasło” oraz trzy pododcinki: „Sucha”, „Nowy Sącz” i „Sanok”. Dowódcą odcinka – przyszłej Armii „Karpaty” – mianowano gen. dyw. Kazimierza Fabrycego.
W wytycznych Generalnego Inspektora na pierwszy plan wysunięte zostały zadania osłony Centralnego Okręgu Przemysłowego, skrzydła i tyłów Armii „Kraków” oraz dozorowanie kierunków wyprowadzających ze Słowacji i Węgier na Małopolskę Wschodnią, w tym na Borysławsko-Drohobyckie Zagłębie Naftowe. Zgodnie z rozkazem gen. Fabrycego z 25 lipca, główny wysiłek osłony granicy skupiono na prawym skrzydle, na styku z Armią „Kraków”. Ześrodkowane tu zostały dwa pułki, rozwinięte następnie w dwie brygady górskie, które w składzie odcinka „Słowacja” gen. bryg. Kazimierza Łukoskiego osłonić miały od południa COP oraz skrzydło i tyły Armii „Kraków”, częścią zaś dozorować dogodne do przejścia w Karpatach kierunki ze Słowacji. Oddziały Odcinka „Węgry” dozorować miały kierunki wyprowadzające z Węgier na zagłębie naftowe Borysław.
W tyłowej części obszaru operacyjnego Armii „Karpaty”, w rejonie Tarnowa, zamierzano ześrodkować dwudywizyjny odwód południowy Naczelnego Wodza. Jego podstawowym zadaniem miało być wzmocnienie obrony Armii „Karpaty”. W wypadku silniejszego natarcia nieprzyjaciela w pasie obrony tej armii, odwód południowy miał być jej natychmiast podporządkowany.

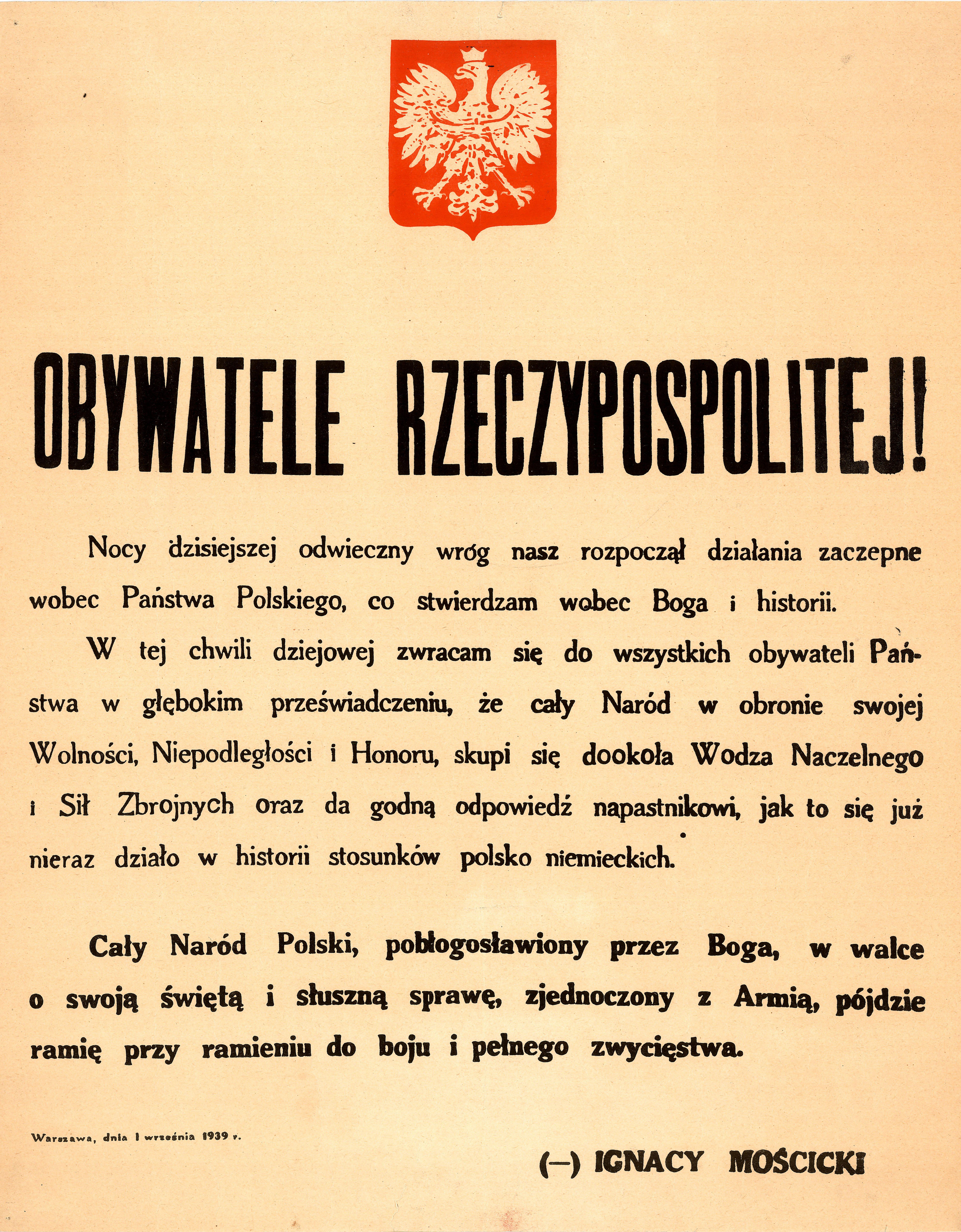
Afisz orędzia Prezydenta RP Ignacego Mościckiego z 1 września 1939, ogłaszającego stan wojny z Niemcami

## Początek wojny – bitwa graniczna

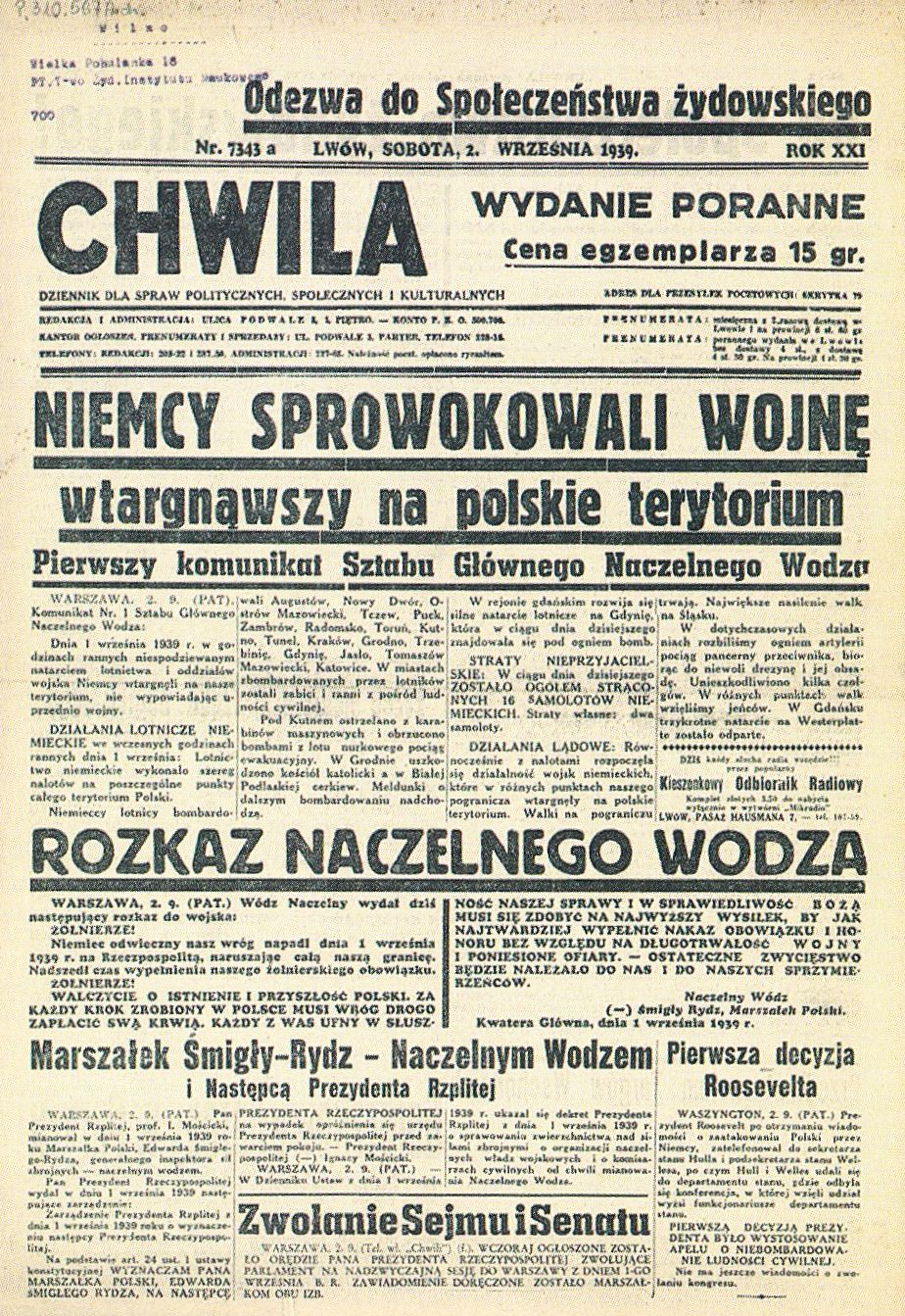
Gazeta „Chwila” wydana 2 września 1939

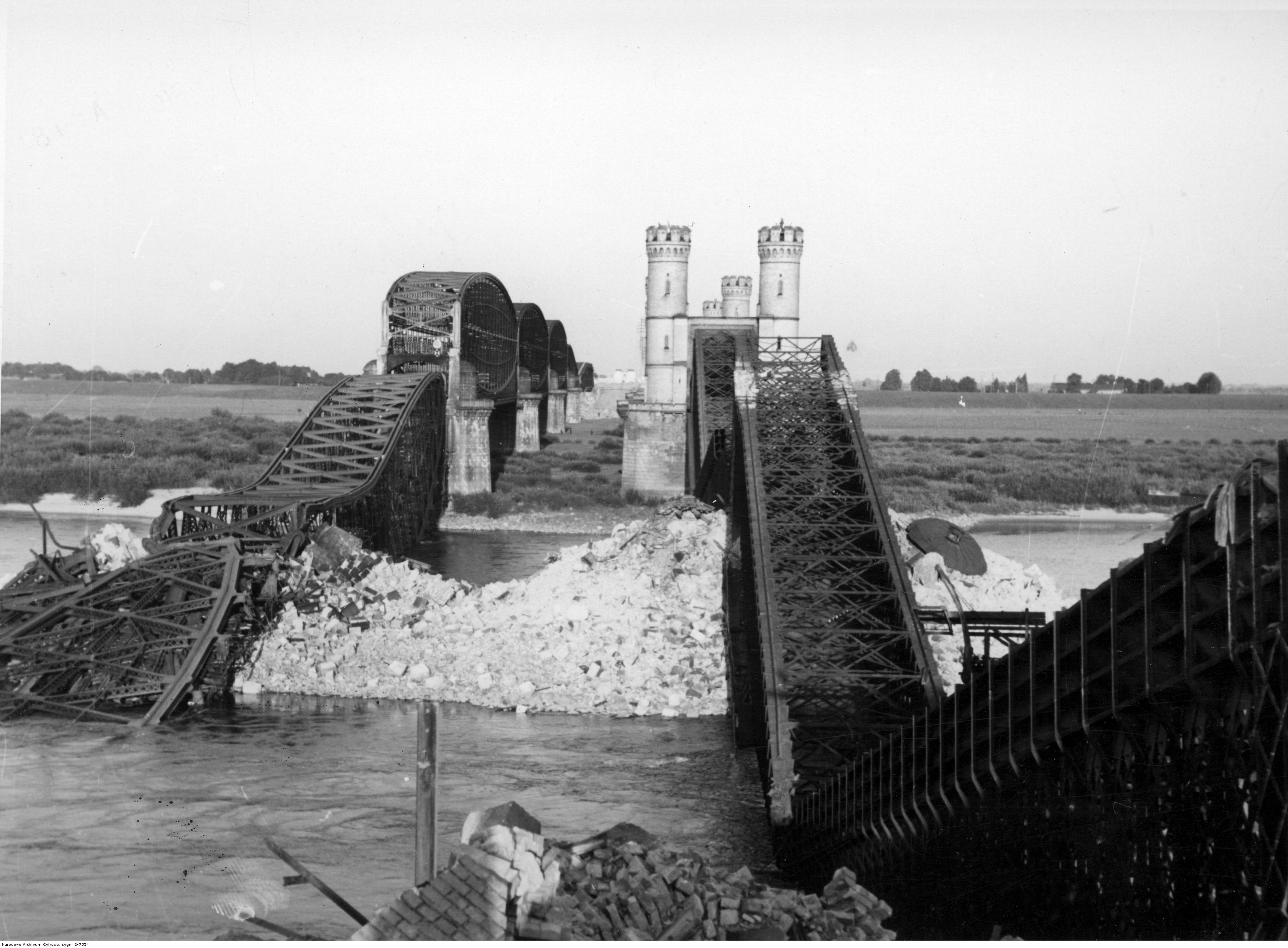
Wysadzony przez polskich saperów most kolejowy w Tczewie, po nieudanej próbie zajęcia mostu przez Wehrmacht z zaskoczenia 1 września 1939

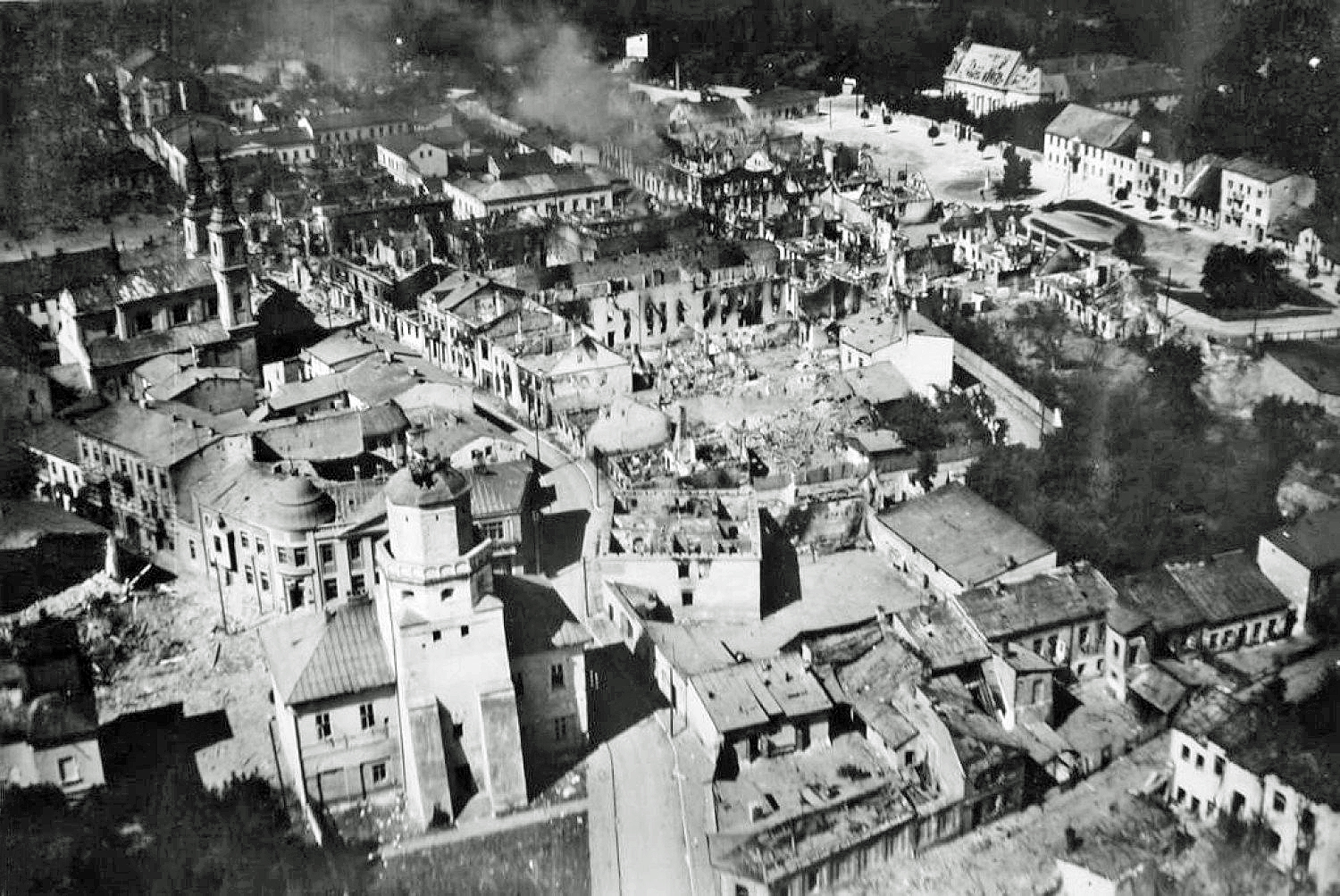
Zbombardowany przez Luftwaffe Wieluń, 1.09.1939

Agresja niemiecka na Polskę rozpoczęła się bez wypowiedzenia wojny. Była pogwałceniem postanowień Konwencji Haskiej z 1907, która określała procedurę rozpoczynania wojen. Hitler nie zamierzał jednak respektować żadnych praw wojny.

Atak lądowy był wspomagany zorganizowanymi nalotami bombowymi Luftwaffe na większość miast polskich, węzłów kolejowych i osiedli fabrycznych. Jednocześnie w dniu 3 września 1939 rząd ZSRR wyraził zgodę na nadawanie przez radiostację w Mińsku specjalnego sygnału umożliwiającego radionawigację Luftwaffe we wschodnich rejonach Polski.
1 września lotnictwo niemieckie atakowało Gdynię, Puck i Hel. Intensywne bombardowania dotknęły rejon południowej Wielkopolski i Górnego Śląska, Tczew, Częstochowę, Kraków oraz leżące w głębi kraju Grodno. 2 września w nalocie niemieckim na Lublin zginęło ok. 200 osób, a dalsze 150 osób poniosło śmierć w nalocie na pociąg ewakuacyjny stojący na dworcu kolejowym w Kole.
Jednocześnie Albert Forster, ogłoszony dekretem Senatu Wolnego Miasta Gdańska z 23 sierpnia 1939 „głową” Wolnego Miasta ogłosił 1 września 1939 przyłączenie Wolnego Miasta Gdańska do III Rzeszy. Już pierwszego dnia wojny Gdańsk został opanowany przez niemieckie bojówki hitlerowskie. W tym samym dniu Wysoki Komisarz Ligi Narodów, Carl Jakob Burckhardt na żądanie Alberta Forstera opuścił terytorium Wolnego Miasta Gdańska wraz z personelem Komisariatu Ligi Narodów w Wolnym Mieście. 1 września 1939 Niemcy aresztowali w Gdańsku pierwszych 250 Polaków, których umieszczono w utworzonym 2 września 1939 obozie koncentracyjnym Stutthof.

O 4.45 pancernik Schleswig-Holstein rozpoczął ostrzeliwanie Wojskowej Składnicy Tranzytowej na Westerplatte. Z baz lotniczych wystartowały niemieckie samoloty bombowe 1 i 4 Floty Powietrznej i skierowały się na Warszawę, Grudziądz, Poznań, Płock, Łódź, Radom, Kraków i Wieluń. To ostatnie miasto, bombardowane od 4.40, zostało prawie całkowicie zniszczone już w pierwszych godzinach wojny. Realizowana była polityka Hitlera, który już 22 sierpnia na odprawie ze swoimi generałami odbytej w Obersaltzbergu powiedział: Całkowite zniszczenie Polski jest celem wojskowym [...]. Środki są całkowicie obojętne. Zwycięzca nigdy nie będzie interpelowany, czy powody jego były uzasadnione. Dlatego nie idzie o to, by po swej stronie mieć prawo, lecz wyłącznie osiągnięcie zwycięstwa [...]. W tym celu przygotowałem, na razie tylko na Wschodzie, moje oddziały Totenkopf, rozkazując im zabijać bez miłosierdzia i bez litości mężczyzn, kobiety i dzieci polskiego pochodzenia i polskiej mowy.
Zanim jeszcze ruszyły wojska operacyjne III Rzeszy, zbrojnie wystąpiła niemiecka „piąta kolumna”. Jej członkowie w nocy z 31 sierpnia na 1 września przypuścili bezpośrednie ataki, których celem było opanowanie ważniejszych zakładów przemysłowych na Śląsku. Odpór dali powstańcy śląscy i harcerze. Akcje dywersyjne przygotowała i przeprowadziła także tajna organizacja niemiecka na Pomorzu i w Wielkopolsce.
Także w godzinach rannych granicę polsko niemiecką przekroczyły oddziały lądowe. Wehrmacht, dzięki koncentracji wojsk na wybranych kierunkach, uzyskał miażdżącą przewagę nad broniącymi się polskimi oddziałami. Prawdopodobnie już o 4.00 Niemcy przypuścili atak na polskie pozycje pod Mławą i Chorzelami. Piętnaście minut później ruszył do natarcia XVI Korpus Pancerny, a jego 4 Dywizja Pancerna sforsowała Liswartę i o 4.20 weszła do Starokrzepic. Także w rejonie Przasnysza, Tucholi, Lublińca, Koszęcina, Rybnika, Grudziądza i Brodnicy Niemcy przekroczyli polską granicę. Uderzenie wyprowadzone było jednocześnie na czterech kierunkach operacyjnych: północnym, północno-zachodnim, zachodnim oraz południowo-zachodnim. Atakowane było także polskie wybrzeże morskie.

### Na północnym (mazowieckim) kierunku operacyjnym
Zgrupowane w Prusach Wschodnich główne siły niemieckiej 3 Armii około 4.00 uderzyły na pozycje obronne Armii „Modlin” pod Mławą. Dowódca niemieckiej 3 A gen. Georg von Küchler przyjął następujące ugrupowanie:
- na zachodnim skrzydle armii na wschód od Kwidzyna stał w gotowości do uderzenia XXI Korpus Armijny gen. por. Nikolausa von Falkenhorsta. Jego zadaniem było uderzenie na Grudziądz i we współdziałaniu z 4 Armią opanowanie przepraw przez Wisłę, a następnie natarcie na Warszawę;
- w centrum ugrupowania, w rejonie Wielbark–Nibork, rozwinął się I Korpus Armijny gen. por. Waltera Petzla(inne języki). W zadaniu bliższym korpus miał rozwinąć natarcie w kierunku Olsztynka przez Nidzicę na Mławę i przez Kozłowo na Działdowo. W zadaniu dalszym miał nacierać na Ciechanów i Pułtusk.
- na wschodnim skrzydle armii, na północny zachód od Szczytna, rozwinięty był Korpus „Wodrig” gen. por. Albert Wodrig(inne języki). W zadaniu bliższym miał uderzyć na Grudusk. Po osiągnięciu pierwszego celu jego dywizje miały kontynuować marsz przez Szulmierz i Maków Mazowiecki na Różan. Na lewym skrzydle korpusu działała 1 Brygada Kawalerii.
- w Gdańsku znajdowała się brygada Friedricha Eberhardta, przeznaczona do zniszczenia polskiej obrony na Wybrzeżu Gdańskim. Odwód stanowiła 217 DP, a dowództwo armii stacjonowało w Morągu.

Naprzeciw niemieckiej 3 A, od 28 sierpnia wysunięte pozycje obronne zajęła Armia „Modlin”. Na jej lewym skrzydle rozwinięta została Nowogródzka Brygada Kawalerii gen. bryg. Władysława Andersa; w centrum ugrupowania znajdowała się 20 DP płk. dypl. Wilhelma Liszki-Lawicza. Obronę pododcinka „Mława” obsadził 78 pp i 80 pp wsparty 20 pal, a pododcinek „Rzęgnowo” obsadził 79 pp wsparty trzema dywizjonami artylerii. Oba odcinki przedzielało bagno Niemyje. Na prawo od 20 DP rozwinięta została Mazowiecka Brygada Kawalerii płk. dypl. Jana Karcza. W odwodzie Armii „Modlin” pozostawała 8 DP płk. dypl. Teodora Furgalskiego, która skoncentrowała się pod Płońskiem.
Na wschód od Armii „Modlin” broniła się Samodzielna Grupa Operacyjna „Narew”. Jej głównym zadaniem była obrona północno-wschodnich obszarów Polski – opierając swoje pozycje na Narwi i Biebrzy oraz na Kanale Augustowskim. Poza tym, na zapleczu Armii „Modlin” w rejonie Brok – Ostrów Mazowiecka koncentrowała się Grupa Operacyjna „Wyszków”, pierwotnie dowodzona przez gen. bryg. Stanisława Skwarczyńskiego (później Grupą Operacyjną „Wyszków” dowodził dowódca 1 DP Leg. gen. bryg. Wincenty Kowalski). Zdaniem szefa Sztabu Głównego, gen. Wacława Stachiewicza, miała ona przejść pod rozkazy dowódcy Armii „Modlin” po zejściu sił tej armii z wysuniętej pozycji mławskiej i rozpoznaniu kierunku głównego uderzenia nieprzyjaciela z Prus Wschodnich. Siły polskie na tym kierunku liczyły sześć dywizji piechoty i cztery brygady kawalerii. Zostały one jednak rozciągnięte w zbyt szerokim pasie działań, a w trakcie działań zabrakło między nimi współdziałania. Pozwoliło to Niemcom na niszczenie ich częściami.

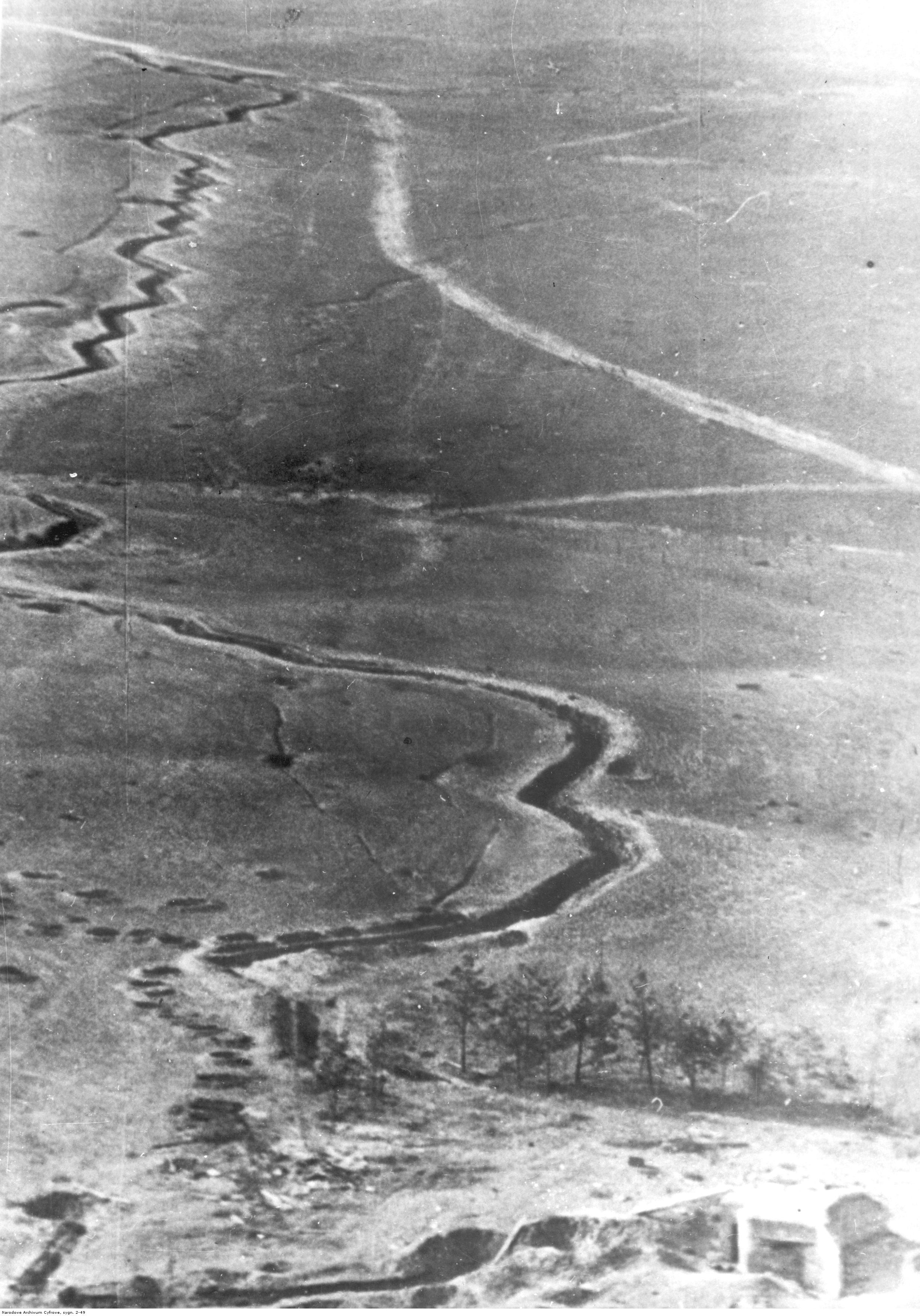
Linia polskich okopów pod Mławą

Rano 1 września na pozycje polskie pod Mławą i Rzęgnowem uderzyły jednostki I KA i Korpusu „Wodrig”. Pierwsze uderzenie przyjęły na siebie wysunięte nad granicę ubezpieczenia i kawaleria dywizyjna 20 DP. Pod osłoną ognia artylerii, niemieckie oddziały rozpoznawcze spychały polskie ubezpieczenia w kierunku na przygotowane zasadnicze pozycje obronne. Do działań włączyła się także artyleria polska. Pojedynek artyleryjski trwał około 2 godzin. Około 10.00 z lasu białuckiego do natarcia ruszyła 11 DP. Atak został odparty ogniem karabinów maszynowych 80 pułku piechoty. Ponowne uderzenie niemieckie na pozycję mławską wyszło o 12.30. Atak piechoty wzmocniły czołgi. I tym razem polscy obrońcy powstrzymali nacierających Niemców. Podobna sytuacja miała miejsce na odcinku bronionym przez 78 pułk piechoty. Pozycja mławska i rzęgnowska były także bombardowane przez lotnictwo, ale również z niewielkim skutkiem. Nie uzyskała powodzenia także niemiecka 1 DP z Korpusu „Wodrig” atakująca pozycję rzęgnowską, skutecznie bronioną przez 79 pułk piechoty. Stosowane przez Niemców obejścia skutecznie niwelowały polskie kontrataki.
Na zachodnim skrzydle Armii „Modlin” Nowogródzka Brygada Kawalerii gen. bryg. Władysława Andersa skutecznie odpierała ataki niemieckiej 217 DP. Dopiero o zmroku, na rozkaz dowódcy armii, oddziały polskie opuściły Działdowo i wycofały się pod Mławę.
W tym czasie na prawym skrzydle armii, w ugrupowanie Mazowieckiej Brygady Kawalerii przeniknęły drobne grupy nieprzyjaciela, a wyprowadzony w kierunku na Krzynowłogę Wielką atak oddziału rozpoznawczego niemieckiej 12 DP okazał się skuteczny i kawalerzyści 11 puł. zaczęli się cofać. Wieczorem zmotoryzowani niemieccy zwiadowcy, stosując obejścia, zaczęli zagrażać tyłom Mazowieckiej BK. Jej dowódca płk dypl. Jan Karcz, nie konsultując decyzji z przełożonym, zarządził wycofanie i pod osłoną nocy cofnął brygadę na linię: Rudno Jeziorowe – Łanięta – las na północny zachód od Drążdżewa. Tym sposobem, w zwartym dotąd ugrupowaniu armii pojawiła się luka, która w następnych dniach stawała się coraz większa.
Następnego dnia niemiecki I KA bezskutecznie atakował pododcinek mławski, natomiast atakujący pozycję rzęgnowską Korpus „Wodrig” opanował dwa kluczowe punkty polskiej obrony: Żaboklik i Górę Kamieńską. O 15.00 rozpoczęło się generalne natarcie niemieckie. Polacy utracili pozycje „Żaboklik” i „Czubatka”. Równocześnie Mazowiecka BK została zepchnięta z pozycji pod Łaniętami na Przasnysz. Aby wzmocnić uderzenie Korpusu „Wodrig” na tyły polskiej 20 DP, DPanc „Kempf” przegrupowana została na lewe skrzydło armii. W odpowiedzi na ten manewr gen. Emil Krukowicz-Przedrzymirski postanowił wprowadzić na prawe skrzydło 8 Dywizję Piechoty płk. Teodora Furgalskiego. Dywizja osiągnęła nakazany rejon: Niebory–Leśniewo–Humięcino–Żeńbok–Koziczyn i przyjęła ugrupowanie obronne. Pod wpływem narastającego zagrożenia z kierunku Przasnysza i Gruduska, zadanie 8 DP zostało zmienione; rano 3 września dywizja miała uderzyć w kierunku wschodnim i zniwelować lukę w ugrupowaniu operacyjnym armii. W kolejnych godzinach do sztabu dywizji przychodziły nowe rozkazy, zmieniające poprzednią decyzję. Żołnierze, zmęczeni całonocnym marszem, kilkakrotnie musieli zmieniać ugrupowanie wyjściowe do natarcia, a w sztabie 8 DP zapanowała nerwowość i zamieszanie. Ostatecznie po południu dywizja ruszyła do natarcia. Powodzenie uzyskał tylko 21 pułk piechoty działający w kierunku na Przasnysz. Tymczasem na tyłach dywizji pojawiły się niemieckie grupy dywersyjne wzniecające pożary. Kiedy w nocy od strony Gruduska nadjechały niemieckie czołgi, żołnierzy 13 i 32 pp ogarnęła panika. W nocy sztab dywizji załadował się na samochody i odjechał do lasu opinogórskiego. 8 DP nie była w stanie prowadzić dalszych działań bojowych w sposób zorganizowany.
Zamieszanie w polskich szykach obronnych wykorzystało niemieckie dowództwo. DPanc „Kempf” i 1 Brygada Kawalerii odrzuciły Mazowiecką BK za Przasnysz i ruszyły na Ciechanów. Przed północą Niemcy weszli do miasta, a Armii „Modlin” zaczęło grozić okrążenie. Około 22.00 3 września gen. Krukowicz-Przedrzymirski wydał rozkaz odwrotu na pozycję opóźniającą w rejonie Sulmierzyc i lasu opinogórskiego. Wycofywanie jednostek rozpoczęło się już po wschodzie słońca 4 września. Cofające się dywizje zostały zaatakowane przez niemieckie lotnictwo, w wyniku czego poniosły duże straty w ludziach oraz sprzęcie i utraciły zwartość organizacyjną.
W tym czasie na odcinku Samodzielnej Grupy Operacyjnej „Narew” oddziały niemieckie wykonywały tylko uderzenia wiążące, a ich oddziały wydzielone zajęły Grajewo, Myszyniec i Chorzele. Polskie szwadrony kawalerii prowadziły intensywne działania rozpoznawcze, w tym na terenie Rzeszy. 33 Dywizja Piechoty kończyła swą koncentrację w odwodzie grupy w rejonie Zambrowa. W związku z natarciem nieprzyjaciela na prawe skrzydło armii „Modlin” i jego postępami w rejonie Krzynowłogi, zostało zarządzone przesunięcie odwodu SGO „Narew” za lewe jej skrzydło.

### Na północno-zachodnim kierunku operacyjnym (w „korytarzu pomorskim”)

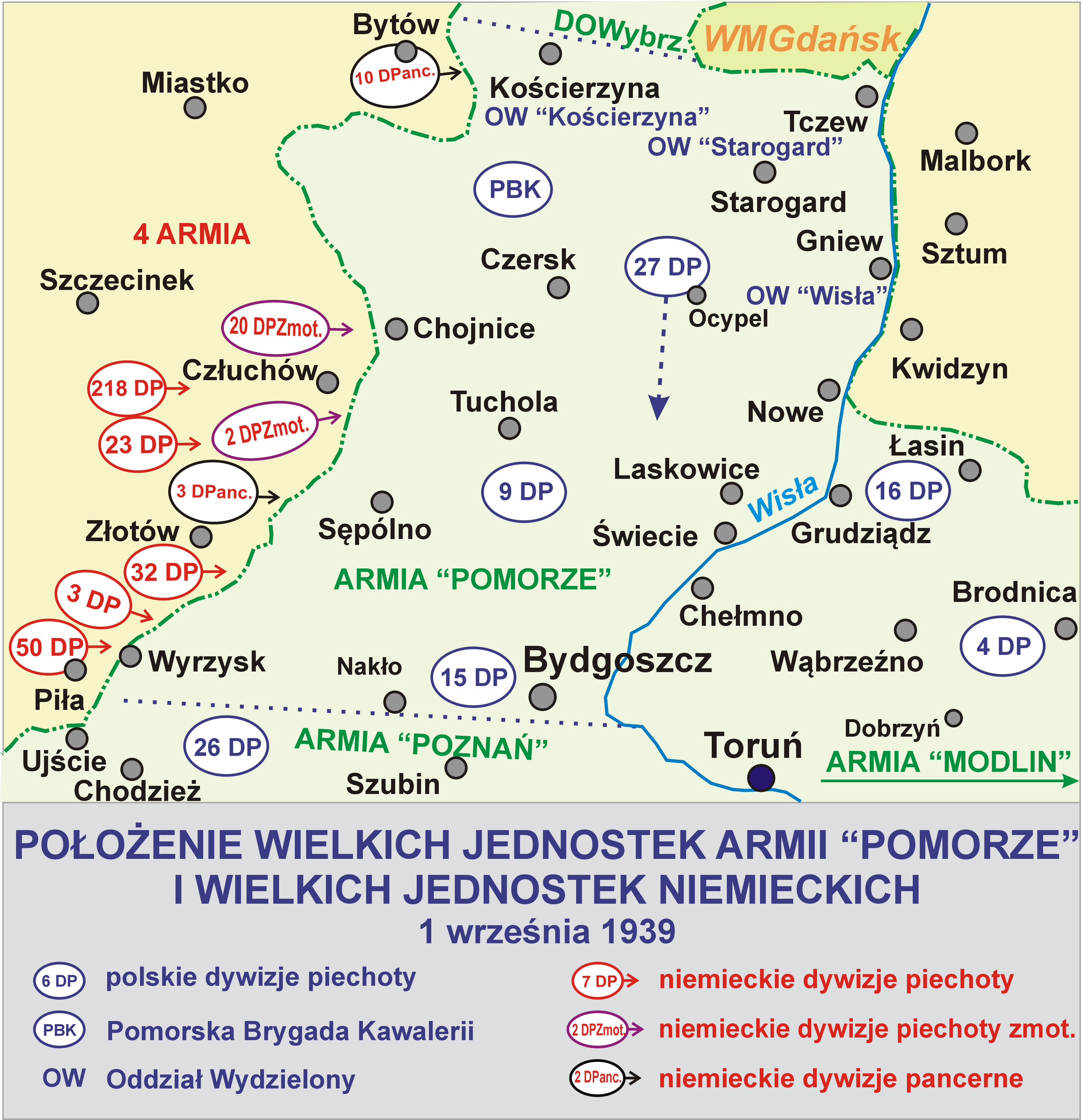

Północno-zachodniego kierunku operacyjnego broniła Armia „Pomorze” gen. dyw. Władysława Bortnowskiego. Ukształtowanie terenu, a szczególnie Wisła, wymusiło podział sił armii na dwa zgrupowania. Na zachodnim brzegu rzeki znajdowały się 9., 15. i 27 DP oraz Pomorska Brygada Kawalerii, a na wschodnim dwudywizyjna Grupa Operacyjna „Wschód” gen. bryg. Mikołaja Bołtucia.
Naprzeciw wojsk Armii „Pomorze” od zachodu stała niemiecka 4 Armia gen. Günthera von Kluge. W skład armii wchodziły II i III KA, XIX KA (mot). i 1 Odcinek Ochrony Pogranicza. Główną siła uderzeniową armii był XIX KA (mot.) gen. wojsk pancernych Heinza Guderiana. Do uderzenia przeciwko Armii „Pomorze” Niemcy zamierzali także zaangażować XXI KA gen. por. Nikolausa von Falkenhorsta z 3 Armii znajdującej się na obszarze Prus Wschodnich.
O świcie 4 Armia uderzyła z Pomorza Zachodniego w pasie od Chojnic do Noteci. W pierwszym rzucie nacierał XIX KA (mot.) Guderiana, na południe od niego II KA. Główne zgrupowanie uderzeniowe parło w kierunku Klonowa i Chełmna. Do zaciętych walk doszło pod Tczewem i w rejonie Chojnic.
W trakcie walk pod Chojnicami 18 pułk ułanów płk. Kazimierza Masztalerza, wsparty szwadronem czołgów rozpoznawczych, dokonał szarży na tyły niemieckiej 20 DPZmot. Polski kontratak załamał się w ogniu niemieckiej broni maszynowej, dowódca pułku poległ, a oddziały polskie wycofały się za Brdę. 3 Dywizji Pancernej udało się jednak sforsować rzekę. Do jej zatrzymania skierowano pod Pluszcz i Gostycyn 34 pułk piechoty. Siły pułku okazały się jednak niewystarczające by powstrzymać czołgi Guderiana. Utworzenie przyczółka za Brdą mocno skomplikowało położenie Armii „Pomorze”. Około 18.00 zapadła decyzja wycofania północnego skrzydła 9 DP na linię jezior na zachód od Bysławia i Cekcyna. Planowano natarciem nocnym uderzyć dwoma batalionami wzdłuż wschodniego brzegu Brdy i wyrzucić niemieckie jednostki za rzekę. W wypadku niepowodzenia akcji nocnej, następnego dnia z rejonu Bysławka w kierunku Cierplewa i Suchej miały uderzyć 9 i 27 DP. Wkrótce jednak zmieniono rozkazy. 27 DP miała zostać przesunięta na wschodni brzeg Wisły pod Chełmno i Chełmżę do odwodu armii. Także Grupa Operacyjna „Czersk” otrzymała rozkaz odwrotu. Zmieniające się decyzje spowodowały chaos w polskich jednostkach. Zmienianie kierunku marszu wywołało w oddziałach wrażenie nocnego błądzenia po bezdrożach Borów Tucholskich. W nocy niektóre jednostki niemieckiej 3 DPanc. wyszły na tyły polskiej 9 DP, docierając za Koronowo.
2 września XIX KA (mot.) wznowił natarcie, kierując się ku Wiśle. II i III KA także ruszyły do natarcia, osłaniając południowe skrzydło korpusu Guderiana.
W tym czasie, na prawym brzegu Wisły, Grupę Operacyjną „Wschód” atakował XXI KA gen. Falkenhorsta. Polskie ubezpieczenia zostały odrzucone za Osę, a główne uderzenie Niemcy skierowali na 16 DP płk. Stanisława Świtalskiego. Uderzenie niemieckie wzdłuż drogi Łasin–Słupski Młyn zostało przez dywizję odparte, jednak kolejne, tym razem na Dąbrówkę Królewską, uzyskało powodzenie, a Niemcy uchwycili przyczółek w rejonie Bielawek. W godzinach popołudniowych wznowili działania i wyszli na tyły 64 pułku piechoty. Próba nocnego kontrataku w celu odrzucenia wroga za Osę nie powiodła się. Gen. Bołtuć postanowił zatem wprowadzić do walki 4 DP płk. Lubicz-Niezabitowskiego i zlikwidować niemiecki przyczółek. Do przewozu 14 pułku piechoty wykorzystano transport kolejowy oraz dwa autobusy. Pułk miał wzmocnić szyki obronne 16 DP. Pozostałe oddziały musiały 40-kilometrową trasę pokonać marszem pieszym.
Rano 2 września Niemcy wznowili natarcie na 16 DP. Najtrudniejsza sytuacja wytworzyła się na zachodnim odcinku obrony w rejonie Grudziądza. Aby ratować sytuację, gen. Bortnowski nakazał wykonanie nalotów lotniczych na niemiecką piechotę. Dowódca lotnictwa armii płk Bolesław Stachoń zadanie to powierzył 141 eskadrze myśliwskiej. Nie przyniosło ono większych rezultatów i nie zelżał nacisk Niemców na polską piechotę. Po południu nastąpił odwrót 16 DP. Niektóre oddziały zaczęła ogarniać panika. Niemcy nacierali bezpośrednio na Grudziądz; uaktywniły się niemieckie grupy dywersyjne.
Po przybyciu w rejon Radzyń–Jamatowice 4 Dywizji Piechoty, otrzymała ona zadanie wykonanie kontrnatarcia w kierunku na Mełno i przywrócenia położenia w pasie obrony 16 Dywizji Piechoty. Dowódca 4 DP płk Niezabitowski dysponował w tym czasie tylko czterema batalionami piechoty i jednym dywizjonem artylerii. Z pozostałymi oddziałami dywizji nie posiadał łączności. Natarcie ruszyło około 20.00 i początkowo uzyskiwano powodzenie. Dopiero w okolicach Annowa i Gruty rozgorzały ciężkie walki. Gruta została zdobyta około północy, a II/65 pp zdobył Niewałd i zlikwidował niebezpieczeństwo odcięcia Grudziądza od GO „Wschód”. Dalsze natarcie dywizji zatrzymał płk Niezabitowski, rozkazując jej przejść do obrony między jeziorem Mełno, jeziorem Wilcze i dalej wzdłuż toru kolejowego na północ od Okonina. Pozycji obronnych nad Osą nie udało się odzyskać. Przeszkodził temu narastający chaos w dowodzeniu polskimi oddziałami i wymieszanie jednostek 16 i 4 DP. Płk Stanisław Świtalski nie zapanował nad sytuacją w 16 DP, która to rozpoczęła nieplanowany i niekontrolowany odwrót.
2 września wytworzyła się bardzo trudna sytuacja w Borach Tucholskich i całym pasie obrony 9 DP. Dowódca Armii „Pomorze” gen. Bortnowski zamierzał uderzyć 27 i 9 DP oraz Pomorską BK w kierunku południowym, by pobić te siły niemieckie, które przedarły się za Brdę. Plan przewidywał uderzenie całością sił na Świekatowo i Koronowo. Szwankująca łączność telefoniczna, lub w przypadku Pomorskiej BK jej brak, spowodowała, że nie mógł on przedstawić dowódcom związków taktycznych w sposób klarowny swojego planu i zorganizować współdziałania. Dowódcy obu polskich dywizji i brygady kawalerii nie działali zatem według jednolitego planu, a natarcie niemieckie rozwijało się w coraz większym tempie. W godzinach południowych rozgorzała walka na skraju Borów Tucholskich pomiędzy 27 DP, a zagradzającymi jej drogę oddziałami niemieckiej 3 DPanc. Oddziałom polskim skupionym w obszarze Błądzim–Bysławek–Wierzchucin groziło okrążenie, a lotnictwo niemieckie wykonało silne naloty bombowe na dywizyjne tyły. W nocy dowódcy poszczególnych związków taktycznych starali się zebrać oddziały, aby mogły one przedrzeć się na południe i obsadzić północną część przedmościa bydgoskiego, przedłużając tym samym skrzydło znajdującej się tam 15 DP gen. bryg. Zdzisława Przyjałkowskiego. Jednak do godzin południowych 3 września oddziały niemieckie II KA i XIX KA (mot.) całkowicie odcięły drogę na południe znajdującym się w Borach Tucholskich jednostkom 9 i 27 DP oraz Grupie Operacyjnej „Czersk”. Gen. Bortnowski nie miał pełnego rozeznania w sytuacji, w jakiej znalazły się jego wojska zgrupowane w Borach Tucholskich. Zobowiązał dowódcę Grupy Operacyjnej „Wschód” do utrzymania zajmowanych stanowisk obronnych, a jednocześnie siłami 15 DP piechoty gen. bryg. Zdzisława Przyjałkowskiego umacniał przedpola Bydgoszczy.
Rano 3 września jednostki 9 DP i 27 DP zostały silnie zbombardowane przez niemieckie lotnictwo. Pierwsze uderzenie niemieckie odrzucił III/35 pp, ale drugie – popołudniowe było na tyle skuteczne, że resztki 34 pp zostały otoczone pod Bramką, jego żołnierze zostali wzięci do niewoli, a 50 pp odszedł na Grudziądz. Zwartość organizacyjną zachował tylko 35 pp. Przebijające się z kotła oddziały polskie docierały grupami pod Świecie a stamtąd na wschodni brzeg rzeki. Pozostała część piechoty i kawalerii, która pozostała w kotle, w niedzielę, poniedziałek i wtorek stawiała opór atakującym ze wszystkich stron Niemcom. W „korytarzu pomorskim” 9 DP straciła 70%, a 27 DP połowę żołnierzy i sprzętu. Z Pomorskiej BK uratowała się tylko trzecia część żołnierzy.
Po poniesionych stratach Armia „Pomorze” nie była w stanie przyjąć obrony po obu stronach Wisły i powstrzymać natarcia Grupy Armii „Północ” w kierunku na Warszawę. Na szczęście dla gen. Bortnowskiego Niemcy, po uzyskaniu połączenia lądowego z Prusami Wschodnimi, na ten właśnie obszar zaczęli kierować główne siły 4 Armii, by po połączeniu z 3 Armią wykonać uderzenie na Brześć i oskrzydlić siły polskie znajdujące się na wschód od Wisły.
W następnych dniach Armia „Pomorze” cofała się po obu stronach Wisły bez większego nacisku nieprzyjaciela. Gen. Bortnowski wycofał 15 DP z Bydgoszczy i obsadził nią linię obronną od Brzozy do Solca Kujawskiego, a odcinek Wisły od Solca Kujawskiego do Torunia dozorowały resztki Pomorskiej BK. Dzięki utrzymywaniu frontu przez GO gen. Bołtucia, przez Wisłę przeprawiały się drobne oddziały dywizji rozbitych w Borach Tucholskich. W godzinach popołudniowych Niemcy wkroczyli do opuszczonej przez polskie oddziały Bydgoszczy. Po likwidacji zgrupowań polskich w Borach Tucholskich działania na Pomorzu zaczęły wygasać.

### Na zachodnim kierunku operacyjnym (Wielkopolska i górna Warta)

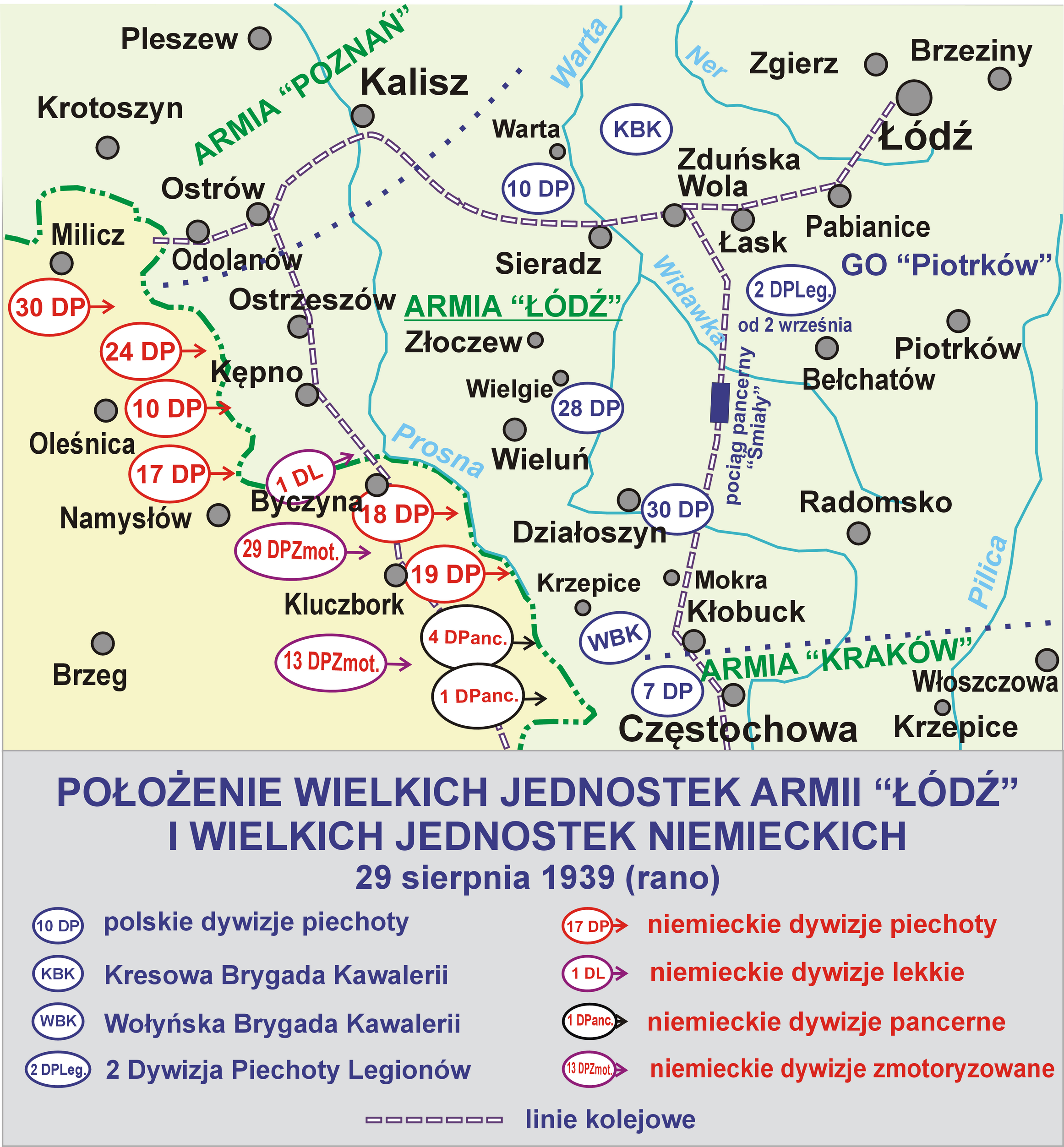

Na tym kierunku ugrupowanie obronne przyjęły związki taktyczne Armii „Łódź” i 7 DP z Armii „Kraków” oraz broniąca Wielkopolski Armia „Poznań” gen. Tadeusza Kutrzeby.
Armia „Łódź” gen. dyw. Juliusza Rómmla 1 września dysponowała 10., 28. i 30 Dywizją Piechoty, Wołyńską BK oraz Sieradzką Brygadą ON i liczyła około 75 tysięcy żołnierzy. Swoje 34 bataliony piechoty, 29 szwadronów kawalerii, 178 dział, 50 tankietek, dwa pociągi pancerne i 45 samolotów rozwinęła w siedemdziesięciopięciokilometrowym pasie obrony, od Odolanowa na północy do Krzepic na południu. Jej zadaniem w pierwszej fazie wojny było osłonić kierunki na Łódź i Piotrków; na lewym skrzydle trzymać łączność z Armią „Kraków” i nadzorować kierunek Radomsko – Skarżysko.
Pod koniec sierpnia główne siły armii wysunięte zostały nad samą granicę. Zasadnicza rubież obrony pozostała kilkadziesiąt kilometrów za nimi, na linii Warty i Widawki.
Około 4.00 1 września na Armię „Łódź” uderzyły główne siły niemieckiej 8 Armii gen. Johannesa Blaskowitza i część sił 10 Armii. Niemcy uderzali na wybranych kierunkach. Najtrudniejsza sytuacja wytworzyła się na styku Armii „Łódź” i „Kraków”. Nacierający tam XVI KA (mot.) gen. Ericha Hoepnera początkowo stracił sporo czasu na przeprawie przez graniczną rzeczkę Liswartę, na której Polacy zniszczyli wszystkie mosty. Po przejściu granicy jego 4 DPanc uderzyła z marszu na Wołyńską BK płk. Juliana Filipowicza osłaniającą lewe skrzydło Armii „Łódź”. Rozpoczął się całodzienny bój pod Mokrą. Około 8.00 pododdziały rozpoznawcze dywizji pancernej zaatakowały pozycje 21pułku ułanów. Powstrzymał ich ogień przeciwpancerny prowadzony z bardzo małej odległości. Niemcy cofnęli się, tracąc kilka czołgów. Około 10.00 przeciwnik wznowił natarcie, poprzedzając działanie czołgów nawałą artyleryjską. I tym razem polskim ułanom udało się zatrzymać czołgi, zadając Niemcom poważne straty.
Około 13.00 Niemcy ponownie przeprowadzili przygotowanie artyleryjskie i wysłali do boju ponad pięćdziesiąt czołgów. Przerwały one obronę 21 puł. i wdarły się na polanę koło wsi Mokra. Tu znajdowały się stanowiska ogniowe 2 dywizjonu artylerii konnej, którego baterie otworzyły ogień na wprost. Artylerzystów wsparł 12 pułk ułanów, a później pociąg pancerny nr 53. Niemcy odrzuceni zostali na pozycje wyjściowe. Po południu nad Mokrą zaczęło działać lotnictwo niemieckie. Pod jego osłoną do walki weszły siły główne 4 DPanc. Pierwszorzutowe oddziały Wołyńskiej BK zaczęły się cofać. Wówczas płk Filipowicz wysłał do kontrataku 2 pułk strzelców konnych i 21 dywizjon pancerny. Pojawienie się polskich tankietek i samochodów pancernych zaskoczyło i zdezorientowało Niemców. Artyleria polska trafiła kilka czołgów. Po dwóch godzinach ciężkich walk Niemcy opuścili polanę. Polska brygada kawalerii zatrzymała niemiecką dywizję pancerną. W całodziennych walkach poniosła jednak duże straty i następnego dnia musiała opuścić zajmowane stanowiska.
Na pozostałych odcinkach frontu Armii „Łódź” także trwały zacięte walki z niemiecką 8 Armią nacierającą w kierunku Sieradza i Działoszyna. Wysunięte tuż nad samą granicę oddziały polskie skutecznie powstrzymywały nieprzyjaciela i jego ruch do przodu.
2 września główne siły Armii „Łódź” odpierały czołowe ataki trzech niemieckich korpusów. Ciężkie walki toczyła 30 Dywizja Piechoty broniąca zakola Warty od Krzeczowa po Działoszyn. Niemiecki XI KA uchwycił pod Działoszynem przyczółek na Warcie. Wołyńska BK po walkach pod Mokrą odskoczyła pod Łobodno i ponownie stawiła opór 4 DPanc. Wieczorem odeszła za Wartę. Działająca w centrum armii 28 Dywizja Piechoty skutecznie opóźniała natarcie niemieckiej 1 Dywizji Lekkiej. Lewoskrzydłowa 10 DP przyjęła na siebie napór trzech niemieckich dywizji piechoty. Pod koniec dnia Naczelny Wódz marsz. Edward Śmigły-Rydz zobowiązał gen. Rómmla do przerwania bitwy na wysuniętych rubieżach w takim momencie, aby armia zdołała wycofać się na główną, umocnioną pozycję obrony.
3 września Kresowa BK skierowana została w rejon Błaszek, celem osłony skrzydła 10 DP.
Planowane działania 10 DP też uległy jednak zakłóceniu. Już po północy Naczelny Wódz polecił, by ta dywizja pozostała siłami głównymi na przedpolu Sieradza. Ponadto w godzinach porannych skierowany został do dyspozycji dowódcy 10 DP wzmocniony artylerią 4 pp Leg. OW płk. Jana Zientarskiego wycofał się bez walki i od 14.00 zaczął obsadzać północną część odcinka, a OW płk. Jerzego Grobickiego wycofał się przez Dębołękę na Beleń. Zgrupowanie 31 pp zajęło do świtu linię osłony. W ciągu dnia zmieniano jednak kilkakrotnie rozkazy. Zapowiedziane jako wzmocnienie zgrupowanie 4 pp Leg przymaszerowało o 22.00 w ugrupowanie 10 DP, lecz zastało tam nowy rozkaz dowódcy Armii, nakazujący mu natychmiastowy odmarsz do Luciejowa do dyspozycji dowódcy 28 DP. Ta ostatnia cofała się na pozycje główne walcząc z podjazdami pancerno-motorowymi 1 Dywizji Lekkiej. Część polskich oddziałów atakowana była przez grupy dywersyjne V Kolumny.
30 DP odeszła na pozycję główną bez styczności z wrogiem, a uderzenie niemieckiego lotnictwa trafiło w próżnię. Do zmierzchu oddziały dywizji obsadziły pozycję obronną za Widawką.
Wołyńska BK stała od świtu 3 września w rejonie Łękińsko – Łękawa, w osłonie skrzydła Armii. 12 puł. przeprowadził wypad w kierunku Rozprzy, natomiast 2 psk podjechał pod Kamieńsk i w szyku pieszym wdarł się do miasta, gdzie ogniem granatów ręcznych zadał straty pułkowi strzelców zmotoryzowanych 1 DPanc. 2 DP (bez dwu pułków i dwu dywizjonów artylerii lekkiej) otrzymała rozkaz przesunięcia się w nocy w rejon Zelowa. 3 września na korzyść Armii „Łódź” działała też Brygada Bombowa. Jej II dywizjon dwukrotnie bombardował oddziały 1 DPanc na południe od Radomska, tracąc 4 samoloty zestrzelone i 5 postrzelanych.
Prawym sąsiadem Armii „Łódź” była broniąca Wielkopolski Armia „Poznań” gen. Tadeusza Kutrzeby. Naprzeciwko wielkopolskiej armii stały słabe oddziały niemieckich jednostek terytorialnych i straży granicznej, które osłaniały prawie 300-kilometrową lukę między ugrupowaniem zaczepnym Grup Armii „Północ” i „Południe”.
1 września Luftwaffe zbombardowała Poznań, Gniezno i Wrześnię. Po ataku lotniczym nie nastąpiło jednak zdecydowane uderzenie sił lądowych, jak tego oczekiwało polskie dowództwo.
Przeciwko związkom taktycznym Armii „Poznań” na kierunku Zbąszynia wyszły do działania oddziały Grenzschutzu, na kierunku Rawicza i Leszna 78 rezerwowa Dywizja Piechoty, a na kierunku Krotoszyna 183 rezerwowa DP z 8 Armii. Natomiast na polską 26 Dywizję Piechoty przez Trzciankę wyszła 221 Dywizja Landwehry, stanowiąca prawe skrzydło niemieckiej 4 Armii. Po kilku godzinach działań Niemcy zostali zmuszeni do wycofania się poza granicę lub zatrzymania natarcia.
Do poważniejszych walk doszło tylko pod Krotoszynem, w Rawiczu i Lesznie. 183 pp Landwehry przekroczył granicę pod Zdunami oraz Sulmierzycami i uderzył na rozmieszczone tam polskie pododdziały Straży Granicznej i Obrony Narodowej. Niemcy, wsparci silną artylerią, opanowali obie miejscowości i rozwinęli natarcie na Krotoszyn, broniony przez I/ 56 pułku piechoty. Walka na południowym przedpolu miasta trwała przez cały dzień. Pod wieczór Niemcy wycofali się na pozycje wyjściowe.
Na Rawicz i Leszno uderzyły pułki 14 Odcinka Straży Granicznej, wspierane przez oddziały dywersyjne z zewnątrz oraz V Kolumnę zorganizowaną przez miejscowych Niemców. Broniąca Rawicza kompania III/ 55 pułku piechoty opuściła miasto po zaciętych walkach ulicznych. W Lesznie, podczas odpierania drugiego natarcia, na tyły I/55 pułku piechoty uderzyli dywersanci niemieccy. W obu starciach interweniowały skutecznie oddziały odwodowe Wielkopolskiej Brygady Kawalerii, które zdławiły opór dywersantów i zmusiły regularne oddziały przeciwnika do wycofania się poza granicę kraju. 2 września rano oddziały Wielkopolskiej BK wykonały wypady rozpoznawcze poza granicę Polski – na Wschowę i Załęcze. Oddziały polskie opanowały okoliczne wsie i zdobyły przedpola Wschowy. Po wykonaniu zadania polskie oddziały wycofały się bez strat na stanowiska wyjściowe.
Bierność Niemców przed frontem armii z jednej strony, z drugiej zaś duża koncentracja ich sił i wielka aktywność w natarciu na sąsiada na południu, skłaniały gen. Kutrzebę do szukania rozstrzygnięcia we wspólnej z Armią „Łódź” bitwie na przedpolach Sieradza. Swoją koncepcję przedstawił Naczelnemu Wodzowi. Jednak w związku z tragiczną sytuacją operacyjną w rejonie Częstochowy oraz bardziej na południe, w godzinach popołudniowych 2 września wysłane zostało polecenie przygotowania odejścia armii na zasadniczą pozycję obronną. W parę godzin później dowódca Armii „Poznań” otrzymał rozkaz rozpoczęcia wycofania jednostek będących w pasie przesłaniania i na pozycjach ubezpieczeń na zasadniczą rubież obronną.

### Na południowo-zachodnim kierunku operacyjnym (Śląsk i Pogórze Karpackie)

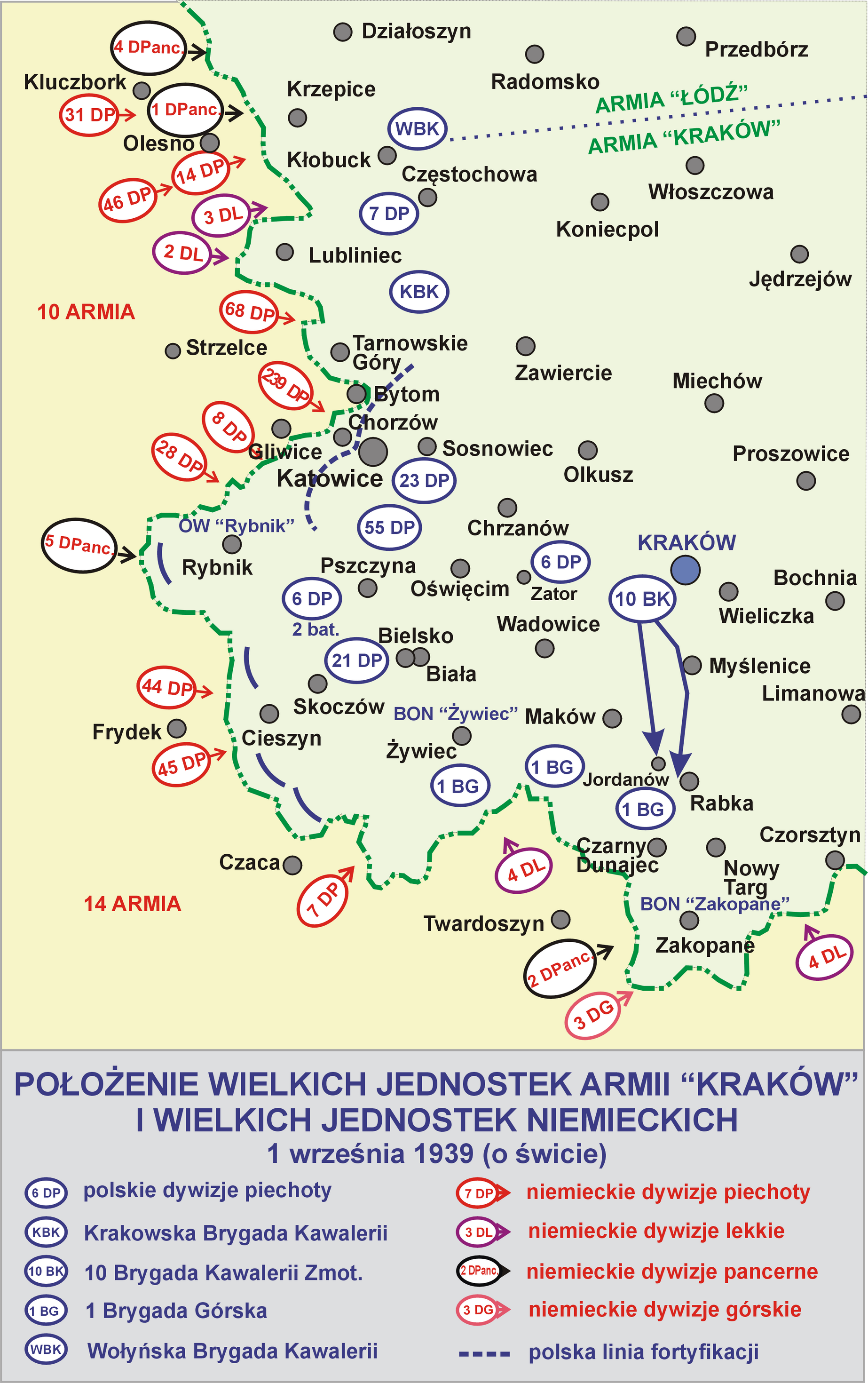

Kluczową rolę w obronie południowo-zachodniej Polski odegrać miała Armia „Kraków”. Jej zadaniem w początkowym okresie wojny było bronić Śląska i Pogórza Karpackiego. Ostateczna linia obrony została wyznaczona na linii: obszar umocniony Górny Śląsk – Mikołów – Pszczyna – Biała – Żywiec. 1 września jej dowódca gen. bryg. Antoni Szylling dysponował 6 DP, 7 DP, 55 DP rez., 21 DP i 23 DP, Krakowską BK i zmotoryzowaną 10 BK, jedną brygadą piechoty górskiej; razem stanowiło to 59 batalionów, 29 Szwadronów, 352 działa, 90 tankietek, dwa pociągi pancerne i 44 samoloty.
Swoje związki taktyczne armia rozmieściła w pasie od Krzepic aż do Czorsztyna, a jego szerokość wynosiła ponad 200 kilometrów. Pod Częstochową rozmieszczono 7 Dywizję Piechoty gen. bryg. Janusza Gąsiorowskiego. Jej prawe skrzydło ubezpieczała Krakowska BK gen. bryg. Zygmunta Piaseckiego. Pozostałe dywizje włączono w skład dwóch grup operacyjnych. 23 DP płk. dypl. Władysława Powierzy i 55 DP rez. płk. Stanisława Kalabińskiego oraz Grupa Forteczna Obszaru Warownego „Śląsk” płk. Wacława Klaczyńskiego stanowiły Grupę Operacyjną „Śląsk”, z dowódcą gen. bryg. Janem Jagminem-Sadowskim. Grupa ta obsadzała fortyfikacje stałe w rejonie śląskiego okręgu przemysłowego.
Drugą grupę operacyjną – GO „Bielsko” gen. bryg. Mieczysława Boruty-Spiechowicza – stanowiły 21 DP gen. bryg. Józefa Kustronia i 1 Brygada Górska Strzelców płk. dypl. Janusza Gaładyka. Grupa rozmieszczona została w rejonie Bielska, Żywca i Chabówki. W rejonie Pszczyny działać miała 6 DP gen. bryg. Bernarda Monda, a 10 BK płk. dypl. Stanisława Maczka znajdowała się w rejonie Krakowa. Zadaniem armii było bronić rejonu przemysłowego Górny Śląsk; osłonić kierunek na Kraków od południowego zachodu i zabezpieczyć odcinek linii kolejowej Ząbkowice-Częstochowa.
Od wytrwania tej armii na zajmowanych pozycjach uzależniona była trwałość całej polskiej obrony w zachodniej części Polski.
1 września w pasie obrony Armii „Kraków” atakowały siły główne niemieckiej 14 Armii oraz XV i IV Korpus Armijny z 10 Armii. Jej północne skrzydło, czyli 7 DP i Krakowską BK, atakował w rejonie Częstochowy i Lublińca niemiecki IV KA i część sił XV KA (mot.).
14 Armia, rozwinięta łukiem od Górnego Śląska przez Morawy i Słowację do Popradu, na obszarze warownym Górnego Śląska wiązała siły polskie działaniami oddziałów dywersyjnych, a jej VIII KA zaatakował w korytarzu pszczyńskim. Natarcie 8 DP gen. por. Rudolfa Kocha-Erpacha zostało początkowo powstrzymane na odcinku schronów bojowych Mikołów–Kobiór. Nieprzyjaciel wykonywał jednocześnie ruch oskrzydlający jednostkami pancernymi i górskimi XVIII KA przez Jabłonkę, Nowy Targ na Chabówkę–Jordanów oraz w rejonie Żywca. Największe postępy 1 września poczyniła 2 Dywizja Pancerna gen. por. Rudolfa Veiela, która przełamując słabą polską osłonę Myślenic szybko dotarła pod Rabkę a jego 4 Dywizja Lekka zajęła Nowy Targ, oskrzydlając od południa Armię „Kraków”. Pododdział 1 dywizji słowackiej zajął Zakopane bez walki.
W pasie działania 6 DP gen. Bernarda Monda, atakowała 5 DPanc. 1 września stoczyła ona szereg starć granicznych m.in. pod Bożą Górą i Żorami. Pod koniec dnia Grupa Operacyjna „Śląsk” utrzymywała swoje pozycje obronne, ale front zatrzymał się dopiero pod Brzeźcami, kilka kilometrów przed główną linią obrony.
Na Śląsku Cieszyńskim Grupa Operacyjna „Bielsko” początkowo skutecznie opóźniała marsz niemieckich korpusów, ale Niemcom udało się wyjść na jej południowe skrzydło. Aby zabezpieczyć tyły armii, gen. Szylling skierował w ten rejon 10 BK gen. Maczka. Kierując jedyny swój odwód spod Krakowa na południe, dowódca armii pozbawił się możliwości interweniowania na innych zagrożonych kierunkach, a najtrudniejsza sytuacja wytworzyła się pod Częstochową.
Działania niemieckich korpusów zmotoryzowanych XV KA (mot.) i XVI KA (mot.), wrzynającego się pomiędzy Armię „Łódź” i Armię „Kraków”, stanowiły poważny problem dla broniących się wojsk polskich. W sobotę, 2 września pozycje obronne 7 DP i Krakowskiej BK już od rana znalazły się pod ogniem niemieckiej artylerii i uderzeń bombowych Luftwaffe. 1 DPanc obeszła Częstochowę od północy i maszerując w kierunku wschodnim, pod wieczór sforsowała Wartę pod Gidlami i Pławnem. Jednocześnie 2 Dywizja Lekka zaatakowała Krakowską BK w rejonie Woźnik. Polska brygada poniosła ciężkie straty i zaczęła cofać się. Spowodowało to wyłom w głównej pozycji obronnej armii, a wojska niemieckie uzyskały możliwość wyjścia na tyły 7 Dywizji Piechoty w rejonie Częstochowy. Także północne skrzydło Grupy Operacyjnej „Śląsk” było zagrożone. Oskrzydlana z obu stron 7 DP została pobita pod Częstochową i po południu rozpoczęła odwrót w kierunku Koniecpola. Wieczorem i w nocy większość jej oddziałów dotarła w okolice Lasów Janowskich. Klęska pod Częstochową spowodowała wyłom w obronie polskiej na znacznym odcinku. W powstałej luce pełną swobodę operacyjną uzyskał niemiecki XVI KA (mot.), a dowództwo polskie na tym kierunku nie posiadało większych odwodów. Co prawda, Naczelny Wódz wydał Brygadzie Bombowej rozkaz ataku na niemieckie zgrupowanie pancerne, ale zaangażowany do tego zadania VI dywizjon „Karasi” nie zdołał powstrzymać niemieckich czołgów.
Niekorzystnie dla Armii „Kraków” rozwijały się też działania na lewym skrzydle. Już 2 września na głównej linii obrony pod Pszczyną nie udało się oddziałom 6 DP zatrzymać niemieckiej 5 DPanc. Próba kontrataku dwoma batalionami piechoty nie powiodła się i główna linia oporu armii na tym odcinku została przełamana.
Na skrajnym południowym skrzydle natarcie prowadził niemiecki XVIII KA. Już o świcie 2 września ruszył on spod Spytkowic i Nowego Targu na Jordanów. Trafił na twardy opór 1 pułku KOP oraz dobrze zorganizowaną obronę przeciwpancerną 10 BK. W południe Niemcy wycofali się do Spytkowic. Wkrótce jednak przypuścili kolejny atak i 2 DPanc opanowała Wysoką. Polacy wycofali się do Jordanowa. Pod Chabówką 1 pułk KOP zaatakowała niemiecka 4 Dywizja Lekka. Kop-istów wsparli żołnierze płk. Maczka. Walczono także pod Węgierską Górką. Nacierająca na Żywiec niemiecka 7 Dywizja Piechoty podeszła pod ufortyfikowane polskie stanowiska obronne składające się z pięciu schronów betonowych obsadzonych przez kompanię forteczną batalionu KOP Berezwecz kpt. Tadeusza Semika. Nie powiodły się próby zniszczenia schronów ogniem pośrednim artylerii. Dopiero niemiecka piechota, wykorzystując luki między schronami, zaczęła przenikać w głąb polskiej obrony, a po zaciętych walkach schrony zostały zniszczone za pomocą artylerii przeciwpancernej i miotaczy ognia.
Dalej na wschód, 10 BKZmot. i 1 pułk KOP powstrzymywały napór niemieckiego XXII Korpusu Armijnego (mot.) nacierającego na Jordanów. Do ciężkich walk doszło w rejonie Wysokiej, gdzie 24 pułk ułanów i dywizjon przeciwpancerny 10 BK biły się z pododdziałami niemieckiej 2 DPanc. Po całodziennych walkach Polacy wycofali się, ale wyczerpani starciem Niemcy nie zorganizowali pościgu. Także pod Chabówką 1 pułk KOP dał odpór niemieckiej 4 Dywizji Lekkiej.
Kolejne godziny walk toczonych 2 września pogorszyły jednak położenie Armii „Kraków”. Napływające meldunki z godzin przedpołudniowych od dowódców grup operacyjnych oraz poszczególnych dywizji i brygad do dowódcy armii wskazywały wyraźnie, że nieprzyjaciel prowadzi dwustronny manewr oskrzydlający. Groźne było także przełamanie pod Pszczyną. Gen. Szylling zaczął się obawiać, że w dniu następnym ugrupowanie jego armii może zostać rozczłonkowane, a poszczególnym związkom taktycznym i oddziałom grozi odcięcie i otoczenie.
Przed wieczorem sytuacja uległa dalszemu pogorszeniu. Na północnym skrzydle armii 7 DP była nadal spychana ku Warcie, a Krakowska BK została odrzucona pod Zawiercie. Luka między tymi związkami taktycznymi rozszerzyła się do 30 km, którą to wykorzystała niemiecka 2 Dywizja Lekka, przekroczyła Wartę i skierowała się na Żarki. Nie było pewnych informacji o położeniu 6 DP. 21 DPGór. atakowana była na pozycji skoczowskiej, a o zmierzchu zamierzała się wycofać w kierunku Bielska. Od walczących dywizji nadeszły meldunki, że Niemcy wzniecają pożary, a ogarnięta paniką ludność rozpoczęła masową ucieczkę, tarasując drogi. Nastroje w sztabie armii były pesymistyczne. Ciągle rwała się łączność z podwładnymi, co utrudniało bieżącą orientację w położeniu poszczególnych związków taktycznych i oddziałów armii.
Około 18.00 odbyła się kolejna rozmowa Naczelnego Wodza z gen. Szyllingiem. Dowódca Armii Kraków przedstawił pesymistyczny obraz położenia swojej armii.
Po namyśle marsz. Śmigły-Rydz potwierdził zgodę na odwrót Armii „Kraków” na linię Nidy i Dunajca. Jego decyzja oznaczała załamanie się koncepcji obrony całej zachodniej Polski w oparciu o „śląski rygiel”. Opuszczenie tej pozycji już w drugim dniu wojny uniemożliwiało zakończenie rozpoczętej mobilizacji powszechnej oraz rezygnację ze znajdujących się w zachodniej Polsce rezerw ludzkich i materiałowych. W sobotę wieczorem dowódcy wielkich jednostek Armii „Kraków” otrzymali rozkazy do wycofania. Nakazywały one najpierw odskok na linię: Lelów, Pradła, Przemsza, Skawa. Przygotowanie planu odwrotu za Nidę i Dunajec zostało odłożone do dnia następnego, na niedzielę. Wycofanie na rubież pośrednią na prawym skrzydle armii połączono ze zwrotem zaczepnym Krakowskiej BK i 7 DP przeciwko niemieckiej 2 DLek. Nierealne zadanie postawione tym jednostkom w konsekwencji doprowadziło do zniszczenia 7 DP pod Janowem. Powiodło się natomiast oderwanie od nieprzyjaciela w centrum ugrupowania. Umożliwiła je ofiarna walka byłych powstańców śląskich, którzy po odejściu Grupy Operacyjnej „Śląsk” chwycili za broń i razem z młodzieżą stawili opór Niemcom.
W nocy z 2 na 3 września i w czasie dnia trwał odwrót Armii „Kraków” za Wisłę i Dunajec. Krakowska BK pod wieczór 3 września znajdowała się w rejonie Pradeł. Oddziały Grupy Operacyjnej „Śląsk”, przemianowane na Grupę Operacyjną „Jagmin”, oderwały się od nieprzyjaciela i opóźniając oddziały niemieckiej 5 DPanc, wycofały się na nakazaną rubież. Na pozycjach fortecznych utraciły jednak wiele ciężkiej broni.
Grupa Operacyjna „Bielsko”, przemianowana na Grupę Operacyjną „Boruta”, już w godzinach przedpołudniowych opuściła zajmowane stanowiska i rozpoczęła przegrupowanie. Wycofujące się z Pszczyny dwa bataliony 16 pułku piechoty uderzyły w skrzydło niemieckiej 5 DPanc w okolicach Rajska. Natarcie trafiło na sztab 5 DPanc, co wywołało wśród Niemców wiele zamieszania. Walki trwały do wieczora. W nocy grupa wycofała się za Przemszę. Druga część 6 DP odeszła z Pszczyny w kierunku Chełmka. Po drodze 20 pułk piechoty był atakowany przez dywersantów i częściowo rozproszył się. Po przejściu Wisły pod Dziedzicami odszedł w kierunku Kęt. Dywizja w czasie odwrotu straciła zwartość organizacyjną. Oddziały 21 DPGór., wycofujące się przez Bielsko, także były atakowane przez niemieckich dywersantów, a w czasie dnia zostały zbombardowane przez lotnictwo niemieckie.
Lewoskrzydłowe związki taktyczne i oddziały Grupy Operacyjnej „Boruta” w dalszym ciągu stawiały twardy opór niemieckim 2 DPanc., 4 DLek. i 3 DGór. na kierunkach na Myślenice i Dobczyce.
Sytuacja Armii „Kraków” po opuszczenia Śląska nie uległa poprawie. Armia utraciła dogodne pozycje obronne OWar. Śląsk. Zmniejszyły się jej możliwości bojowe. Utraciła pod Częstochową 7 DP, a w powstałą lukę weszły dwa niemieckie korpusy. Nie udało się też odskoczyć za Nidę i Dunajec i zorganizować tam trwałego oporu.
Zdaniem wielu historyków, decyzja o wycofaniu sił ze Śląska już w drugim dniu wojny była przedwczesna. Ruch odwrotowy Armii „Kraków” niweczył zamysł Naczelnego Wodza, powzięty jeszcze przed wojną, co do sposobu działań na obszarze zachodniej Polski. Nie mającym osłony od południa Armiom „Łódź”, „Poznań” i „Pomorze” groziło dwustronne oskrzydlenie. Musiały one natychmiast rozpocząć odwrót za Wisłę. Miały jednak znacznie dłuższą drogę do pokonania niż Armia „Kraków” i jak się później okazało, zostały odcięte przez Niemców w łuku Wisły. Ostatecznym efektem opuszczenia Śląska była decyzja Naczelnego Wodza przerwania bitwy granicznej i cofnięcie sił polskich na główną pozycję obrony.

## Na głównej pozycji obronnej

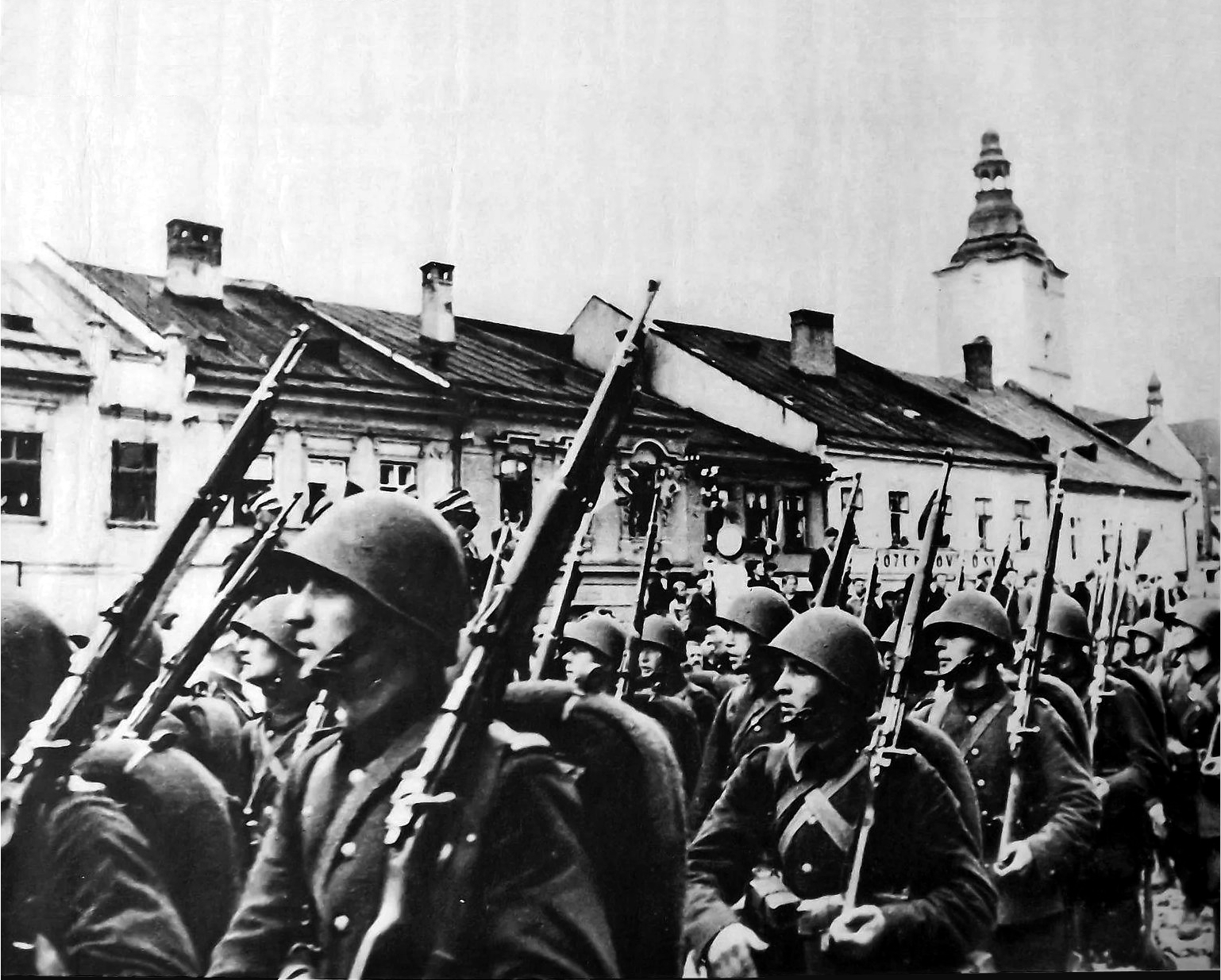
Piechota polska w marszu

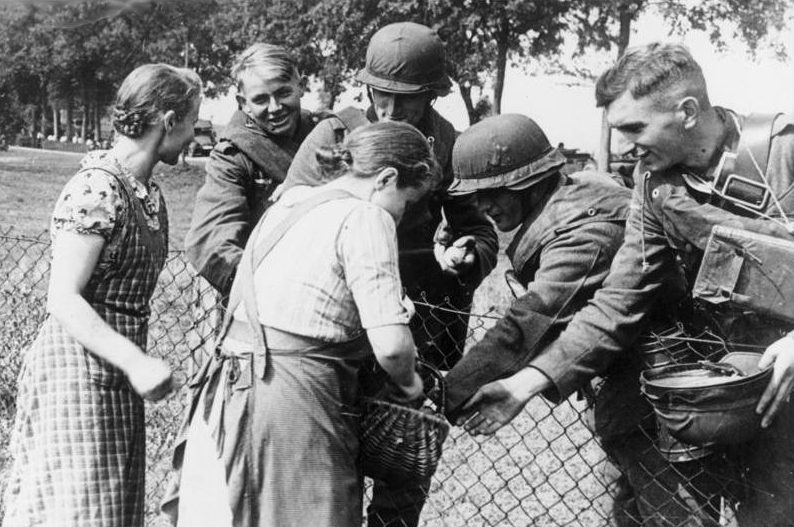
Członkowie mniejszości niemieckiej witający żołnierzy Wehrmachtu

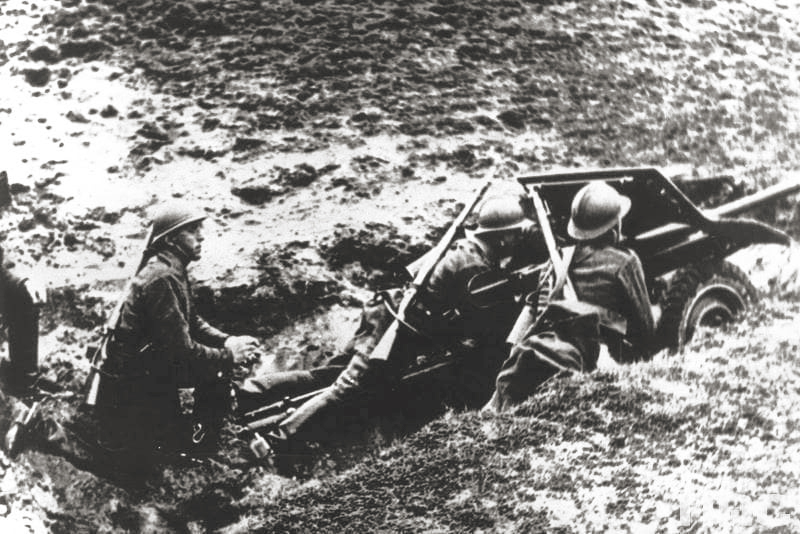
Działko przeciwpancerne kawalerii na polskim stanowisku bojowym

Po pierwszych trzech dniach walk zarysowała się wyraźnie przewaga nacierających wojsk niemieckich. Przegrane bitwy armii polskich na pozycji mławskiej, na Pomorzu w Borach Tucholskich oraz na przedpolach Warty i Widawki, a nade wszystko przedwczesne opuszczenie Śląska, przekreśliły plany Naczelnego Wodza na skuteczne wyczerpywanie sił niemieckich jeszcze przed główną pozycją obrony. 4 września na całym froncie armie polskie znajdowały się w odwrocie, zazwyczaj w styczności taktycznej z nieprzyjacielem, a oddziały wydzielone i rozpoznawcze niemieckich wojsk szybkich wychodziły na skrzydła i tyły wycofujących się oddziałów polskich, wywołując często panikę. Panujące w powietrzu samoloty Luftwaffe silnie dezorganizowały transporty kolejowe odwodów armii i grup operacyjnych, niszczyły węzły kolejowe oraz cofające się zgrupowania polskie. Coraz bardziej odczuwalna była również terrorystyczna działalność piątej kolumny.
Po przegranej bitwie granicznej i odwrocie, front polski, zwrócony czołem ku zachodowi, skrócił się do 400 km i biegł po cięciwie łuku Wisły od Bydgoszczy, przez Sieradz po Kraków. Powstała jednak luka na styku Armii „Łódź” i „Kraków” w kierunku na Warszawę. Kolejne dni miały rozstrzygnąć, czy wojskom polskim uda się zamknąć przerwę, czy też niemieckie natarcie poszerzy ją i pogłębi. Naczelny Wódz orientował się, że na głównej pozycji obronnej na wielu odcinkach nie był przygotowany do obrony nawet system umocnień polowych, zaś przeszkody naturalne, takie jak Narew, jeziora kujawskie, górna Warta, Widawka, Nida i Dunajec były zbyt słabą zaporą dla nieprzyjaciela dysponującego nowoczesnym sprzętem przeprawowym. Nieskoncentrowany jeszcze odwód główny – Armia „Prusy” – znalazł się w trudnym położeniu.

### Na północnym Mazowszu
Po likwidacji oporu polskiego w „korytarzu pomorskim”, dowództwo Grupy Armii „Północ” przerzucało nowe wielkie jednostki przez Prusy Wschodnie na wschodnie skrzydło polskiej obrony na Mazowszu. Wzmożony nacisk na prawe skrzydło Armii „Modlin”, a następnie SGO „Narew”, doprowadził w konsekwencji do utraty pozycji mławskiej. Na tym kierunku niemiecka DPanc „Kempf” zepchnęła Mazowiecką BK na południe, opanowała Przasnysz i skierowała się na Ciechanów. 4 września rozpoczął się odwrót wojsk Armii „Modlin”. Wycofujące się w dzień spod Mławy i Gruduska oddziały 8. i 20 Dywizji Piechoty zostały zaatakowane przez Luftwaffe w otwartym terenie i rozproszone. Dowództwo Armii pod koniec 4 września dysponowało praktycznie tylko dwoma brygadami kawalerii. W tej sytuacji zapadła decyzja cofnięcia całości sił za Wisłę. Jednocześnie rozpoczęto organizowanie przeciwuderzenia siłami Grupy Operacyjnej „Wyszków” gen. Wincentego Kowalskiego.
Pod wieczór 5 września rozkazy zostały odwołane, a GO „Wyszków”, otrzymała zadanie obrony Narwi. Dowództwo Armii „Modlin” błędnie oceniło, że wojska niemieckiej 3 Armii przejdą do pościgu. Tymczasem gen. Georg von Küchler zrezygnował z uderzenia na Płońsk, Płock i Modlin, główne swoje siły skierował na Różan i Brok, a uderzenie pomocnicze planował wykonać na Pułtusk, Tłuszcz i Zielonkę. Zmiana kierunku działań 3 Armii nastąpiła na skutek rozkazu Naczelnego Dowództwa Wojsk Lądowych (OKH), co wiązało się z ogólnym planem przedłużenia kleszczy okrążenia sił polskich dalej na wschód.
Na skutek braku jednolitego dowództwa dla wojsk polskich działających na północy, rozkazy do poszczególnych związków operacyjnych i taktycznych docierały z różnych kierunków. Dowódca GO „Wyszków” otrzymywał polecenia zarówno ze sztabu Naczelnego Wodza, jak i od dowódcy Armii „Modlin”. Naczelne Dowództwo wróciło do koncepcji zwrotu zaczepnego siłami GO „Wyszków”. W myśl powziętej decyzji, 41 Dywizja Piechoty miała przekazać dotychczasowe pozycje obronne SGO „Narew”, pozostawiając jeden pułk na przedmościu w Różanie. Reszta sił miała skoncentrować się w rejonie Pułtuska, dołączając tam do 1 Dywizji Piechoty Legionów. Rozkaz do przeciwuderzenia opracowano w sztabie Naczelnego Wodza wieczorem 5 września; do Armii „Modlin” dotarł on w nocy, a do GO „Wyszków” dopiero 6 września rano. Przeciwuderzenie, w którym obok 1 DP miały wziąć udział także 41 DP i Mazowiecka BK, zostało wyznaczone na noc z 5 na 6 lub na dzień 6 września. Pomimo że gen. Kowalski otrzymał rozkaz już zdezaktualizowany, zdecydował się jednak go wykonać. W akcji wziąć miała udział także część sił SGO „Narew”, podporządkowanych operacyjnie Armii „Modlin”. Nakazano niezbędne przegrupowania, w wyniku których 41 DP gen. Wacława Piekarskiego opuściła stanowiska nad Narwią, pozostawiając w Różanie tylko dwa bataliony piechoty 115 pp wzmocnione dywizjonem artylerii. Natarcie Niemców na Różan spowodowało, że bataliony opuściły umocnienia na północnym brzegu rzeki i przeszły na jej wschodni brzeg. Polacy nie zniszczyli jednak mostu na rzece i został on przejęty przez Niemców. O opuszczeniu Różana gen. Piekarski nie poinformował przełożonych.
6 września do forsowania Narwi przystąpiły główne siły Korpusu „Wodrig”, które uchwyciły przyczółki w rejonie Chełst i Brzuze. Na wiadomość o tak niekorzystnym rozwoju sytuacji pod Różanem, Naczelny Wódz wydał rozkaz bezwzględnego utrzymania linii Narwi. Dywizja gen. Piekarskiego podporządkowana została SGO „Narew” i razem z 33 DP miała zlikwidować niemieckie przyczółki na wschodnim brzegu rzeki.
Próba odrzucenia Niemców za Narew, podjęta przez 41 i 33 DP, nie powiodła się. W czasie nocnych przegrupowań polskie pułki wpadły w zasadzkę zorganizowaną przez niemiecki 22 pułk kawalerii. W szeregi polskie wkradła się panika i rozpoczęły one bezwładny odwrót na południe, w kierunku Bugu. 6 września Niemcy podeszli także pod Pułtusk, a następnego dnia wyparli za Narew pododdziały 1 DP Leg. i zdobyli miasto. Przekroczyli także rzekę pod Gnojnem i uchwycili przyczółek. Gen. Kowalski, po odnalezieniu w rejonie Wyszkowa resztek 41 i 33 DP, przejął nad nimi dowodzenie i razem z 1 DP Leg. wycofał je za Bug przez most w Wyszkowie. 8 września oddziały polskie zajęły obronę od ujścia Liwca po Brok. Odejście za Bug GO „Wyszków” spowodowało wielokilometrową lukę nad Narwią między Armią „Modlin” i SGO „Narew”.

### Odwrót z Pomorza i z Wielkopolski

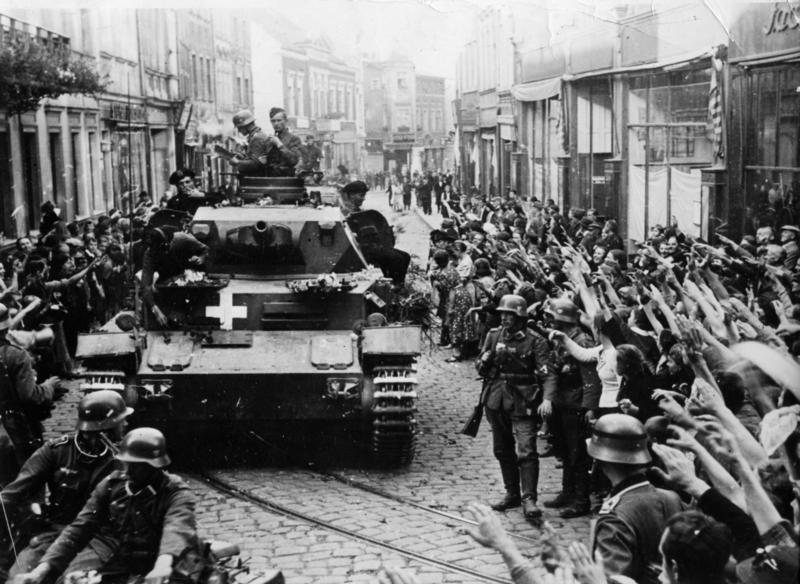
Mniejszość niemiecka wita zwycięskich niemieckich pancerniaków wjeżdżających do Grudziądza (ul. Stara)

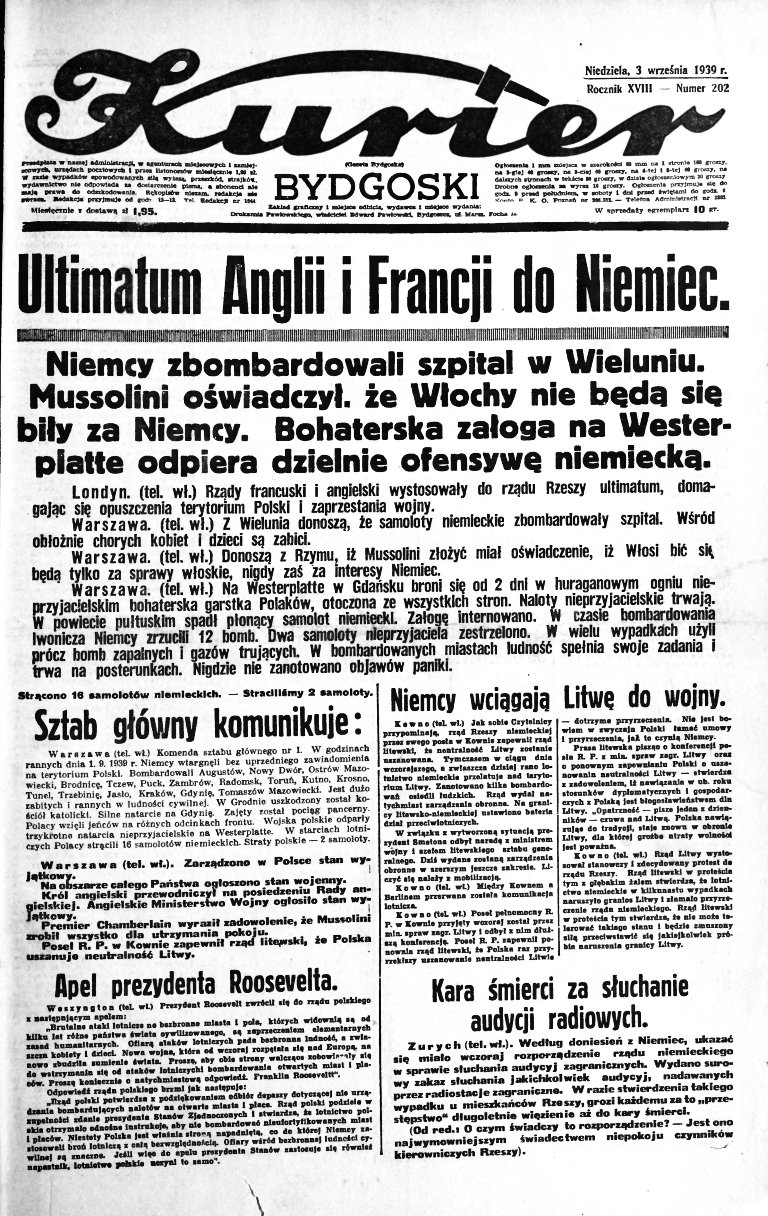
„Kurier Bydgoski” wydany 3 września 1939

Po zlikwidowaniu oporu polskiego w „korytarzu pomorskim” dowództwo niemieckiej Grupy Armii „Północ” nie przeszło do działań pościgowych, a przerzucało wielkie jednostki przez Prusy na wschodnie skrzydło polskiej obrony na Mazowszu. Jednocześnie na tyłach obrony polskiej wokół Bydgoszczy nasiliła się niemiecka dywersja. Oparciem dla niej była mniejszość niemiecka na Pomorzu i w samej Bydgoszczy. Zadaniem dywersji było spowodowanie chaosu, zamieszania i paniki, wywołanie wśród ludności cywilnej nastrojów defetystycznych, łamanie psychiki żołnierzy i czynienie ich podatnymi na przyjmowanie fałszywych informacji. 3 września niemieckie bojówki otworzyły ogień za wycofującymi się oddziałami 15 Dywizji Piechoty i podjęły próbę przechwycenia miasta. Rozpoczęły się walki uliczne, w których żołnierzy wspomagała ludność cywilna, głównie kolejarze i harcerze. W godzinach wieczornych sytuacja została opanowana, a działający na zapleczu frontu polskiego niemieccy cywile pojmani z bronią w ręku rozstrzelani. Incydent ten wykorzystała propaganda niemiecka, która wydarzenia te nazwała „krwawą niedzielą”, a akcję władz polskich aktem terroru wobec ludności cywilnej. Ta przewrotna interpretacja wydarzeń posłużyła później Niemcom do terroru wobec ludności polskiej w odwet za „krwawą niedzielę”.
4 września dowództwo Armii „Pomorze” oceniało, że Niemcy skierują się na Toruń lub przerzucą część sił na wschodni brzeg Wisły i stamtąd zaatakują wojska GO gen. Bołtucia. W godzinach wieczornych, po rozmowie z Naczelnym Wodzem, gen. Bortnowski zarządził odwrót swojej Armii na linię Brdy i Kanału Bydgoskiego. GO „Wschód” gen. Bołtucia cofała się prawym brzegiem Wisły do Drwęcy. Niemcy tymczasem prowadzili przegrupowanie sił, a XXI KA z 3 Armii skierowany został w rejon Orzysza. XIX KA (mot.) gen. Heinza Guderiana wyłączony został ze składu 4 Armii i podobnie jak XXI KA miał być przerzucony do Prus Wschodnich. W dyspozycji dowódcy 4 Armii pozostały zatem tylko II i III KA, czyli łącznie pięć dywizji piechoty. Armia ta otrzymała zadanie kontynuowania natarcia na Warszawę po obu stronach Wisły. Na zachodnim brzegu Wisły nacierały 50. i 208 Dywizja Piechoty z III KA, a na wschodnim nacierał II KA gen. piech. Adolfa Straussa. 4 i 5 września II Korpus Armijny przeprawił się przez Wisłę w rejonie Topolna i obydwa korpusy ruszyły powoli do przodu. 6 września II KA uchwycił przyczółek za Drwęcą pod Golubiem, a III Korpus Armijny wieczorem tego samego dnia opanował Szubin.
Gen. Bortnowski, nie dysponując rzetelną oceną nieprzyjaciela, wyrażał jedynie zaniepokojenie kierunkami Grudziądz – Toruń i Wąbrzeźno – Włocławek. Wkrótce dotarły do niego informacje o znacznym pogorszeniu sytuacji na jego wschodnim skrzydle. Wycofująca się na linię Wisły Armia „Modlin” odsłoniła jego wschodnie skrzydło.
Trudne stawało się także położenie Armii „Poznań”. Cofające się Armie „Pomorze” i „Łódź” odsłoniły flanki wojsk gen. Tadeusza Kutrzeby. W tej sytuacji Naczelny Wódz wydał 3 września rozkaz cofnięcia jego armii na linię głównego oporu i przekazania do dyspozycji dowódcy Armii „Pomorze” 26 Dywizji Piechoty. W zaistniałej sytuacji gen. Bortnowski zdecydował utworzyć dwudywizyjna grupę operacyjną pod dowództwem gen. Zdzisława Przyjałkowskiego, z zadaniem osłony kierunku na Toruń oraz utrzymania łączności operacyjnej z Armią „Poznań”. Po reorganizacji, 27 Dywizja Piechoty (GO gen.Juliusza Drapelli) miała zająć obronę na lewym brzegu Wisły w Toruniu, 4 Dywizja Piechoty przegrupować się w rejon Aleksandrów–Służewo, a 16 Dywizja Piechoty miała przejść na lewy brzeg Wisły pod Włocławkiem. Zarówno w pasie Armii „Pomorze”, jak i Armii „Poznań” nieprzyjaciel prowadził jedynie działalność rozpoznawczą. Dlatego oddziały tych armii bez nacisku realizowały rozkaz Naczelnego Dowództwa, cofając się na południowy wschód.
Dowódca Armii „Poznań” generał Kutrzeba kilkakrotnie wysuwał propozycje wykonania działania zaczepnego na korzyść Armii „Łódź”, lecz marsz. Edward Śmigły-Rydz nie zaaprobował tych inicjatyw i nakazał kontynuowanie odwrotu w kierunku na Warszawę.

### Walki nad górną Wartą i Widawką
Wieczorem 2 września dowódca Armii „Łódź” gen. Juliusz Rómmel w bezpośredniej rozmowie juzowej z marsz. Śmigłym-Rydzem otrzymał rozkaz odejścia na główną pozycję obrony wzdłuż Warty i Widawki. Odejście z pozycji ubezpieczeń następowało w warunkach bezpośredniego kontaktu taktycznego z wojskami niemieckimi. W ślad za cofającymi się polskimi dywizjami posuwały się korpusy niemieckiej 8 Armii, prowadzące natarcie siłami czterech dywizji piechoty i batalionu czołgów, w kierunku Warty pod Sieradzem. W lewe skrzydło polskiej armii uderzał XVI Korpus Armijny z 10 Armii, który po przerwaniu się w rejonie Częstochowy szedł na Piotrków Trybunalski.
Na kierunku Sieradza działania obronne prowadziła 10 Dywizja Piechoty gen. Franciszka Dindorfa-Ankowicza i nowo przybyła Kresowa Brygada Kawalerii płk. Stefana Hanki-Kuleszy. W centrum ugrupowania Armii „Łódź” powstrzymywała natarcie niemieckich 1 DLek. i 18 Dywizji Piechoty polska 28 DP gen. Władysława Bończy-Uzdowskiego, a na lewym skrzydle walczyła GO „Piotrków” gen. Wiktora Thommée, w składzie 30 DP gen. Leopolda Cehaka i Wołyńska BK płk. dypl. Juliana Filipowicza.
4 września rozpoczęła się bitwa o linię Warty i Widawki. Wysunięte nad samą granicę czołowe oddziały Armii „Łódź”, naciskane przez oddziały niemieckie, wycofywały się na główne pozycje obrony. Prawie równocześnie z oddziałami polskimi nad Wartą pojawiły się dywizje niemieckiej 8 Armii. W tym dniu Armia „Łódź” przyjęła następujące ugrupowanie:
- Kresowa Brygada Kawalerii wzmocniona 1 pułkiem kawalerii KOP obsadzała odcinek nad Wartą w rejonie m. Warta–Maciejów,
- 10., 29. i 30 Dywizja Piechoty obsadzały pozycje na Warcie i Widawce,
- oddział wydzielony armii – 2 pułk piechoty Legionów z dywizjonem artylerii lekkiej i batalionem ckm osłaniał na linii Łękawa–Rozprza
- Wołyńska Brygada Kawalerii znajdowała się za lewym skrzydłem armii w rejonie Bełchatowa
- 21 Dywizja Piechoty stała w odwodzie armii w rejonie Zelowa.

Bardzo trudna sytuacja wytworzyła się w rejonie Sieradza, gdzie nacierał XIII KA z 8 Armii, a wkrótce potem także w rejonie m. Warta, gdzie nacierał X Korpus Armijny. Po ciężkich walkach pod Mokrą, Wołyńska BK nie była w stanie przeciwstawić się niemieckim dywizjom pancernym i musiała odskoczyć w rejon Brzeźnicy. 30 Dywizja Piechoty organizowała obronę za Widawką i w rejonie Szczercowa, a w rejonie Gór Borowskich zajął obronę 2 pp Leg. płk. Ludwika Czyżewskiego.
Dowódca Armii „Łódź” przesłał do Naczelnego Wodza meldunek, z którego wynikało, że nie powinno być trudności z obsadzeniem głównej pozycji obrony. Wkrótce okazało się, że optymizm gen. Rómmla wynikał raczej z niepełnej wiedzy o położeniu swoich sił i zamiarach nieprzyjaciela, niż z rzeczywistej sytuacji. Już bowiem wieczorem 4 września niemiecka 8 Armia dotarła nad Wartę pod Sieradzem i rozpoczęła walki o uchwycenie przyczółków za rzeką. Sytuacja na północnym skrzydle Armii „Łódź” zaczęła się komplikować. 5 września, już przed południem, niemiecka 24 DP przekroczyła rzekę pod m. Warta. Wkrótce potem na zachodni brzeg Warty przeszła niemiecka 17 DP, poszerzając przyczółek pod Mnichowem; 10 DP sforsowała Wartę pod Beleniem i Strońskiem. 30 DP weszła w lukę pomiędzy Armią „Poznań” i Armią „Łódź”, nie napotykając oporu ze strony polskiej.
Na czas walk na rubieży górnej Warty utworzona została grupa operacyjna gen. Franciszka Dindorfa-Ankowicza w składzie 10 DP i Kresowa BK. Ta ostatnia dotarła nad Wartę dopiero wieczorem 3 września, zajmując pozycje na prawym skrzydle 10 DP, a rano 4 września wysunęła swoje pododdziały na zachód od m. Warta i nawiązała styczność z czołowymi oddziałami niemieckiej 24 DP. Z niewyjaśnionych dotąd przyczyn brygada nie nawiązała jednak walki z Niemcami i wycofała się za Wartę – tym samym odsłaniając prawe skrzydło 10 DP, nie niszcząc przy tym mostów. Dowódca armii pozbawił dowództwa nad Kresową BK płk. Hankę-Kuleszę i skierował do kontrataku dwa pułki ze swojej odwodowej 2 Dywizji Piechoty Legionów. Decyzje te okazały się spóźnione i nie doprowadziły do odtworzenia położenia na północnym skrzydle armii.
Armia „Łódź” przegrała bitwę na północnym skrzydle głównej pozycji obrony. Gen. Rómmel nie poinformował o tym Naczelnego Wodza, a w czasie rozmowy juzowej z marsz. Smigłym-Rydzem zameldował tylko, że Niemcy utrzymują przyczółek pod Beleniem. W tym czasie działająca na prawym skrzydle armii GO „Piotrków” zorganizowała obronę w pasie Widawa–Rozprza na północnym brzegu Widawki i w oparciu o Góry Borowskie. Odcinek obrony pomiędzy Widawą a Szczercowem obsadziła 30 DP gen. Cehaka. Lewe skrzydło grupy, w rejonie Łękawa–Lękińsko, zabezpieczała kawaleria płk. Juliana Filipowicza. Na południe od Bełchatowa i w rejonie Borowskich Gór, aż do Rozprzy, obronę organizował wzmocniony 2 pp Leg. płk. Ludwika Czyżewskiego. Do obrony Gór Borowskich przybył 301 batalion czołgów mjr. Edmunda Karpowa. Na wschód od Jeżowa przybył z Piotrkowa Trybunalskiego improwizowany batalion z Ośrodka Zapasowego 7 DP kpt. Eustachego Marszałka.
Już 3 września do odcinka obrony Rozprza-Jeżów podeszły czołówki niemieckiego XVI KA (mot.), a o 13.00 na pozycje polskie uderzyły siły główne. Dwie godziny później Niemcy zaatakowali polski rejon obrony w okolicy Gór Borowskich. Rozpoczęły się ciężkie walki, które trwały aż do nocy.
Lotnictwo niemieckie intensywnie bombardowało Piotrków Trybunalski i polskie ugrupowania obronne pod Górami Borowskimi, Jeżowem i Rozprzą. Świeżo powołani żołnierze I/146 pp nie wytrzymali psychicznie i opuścili swoje pozycje. Czołówki niemieckiej 1 DPanc. opanowały przejściowo Jeżów i Rozprzę. Płk Czyżewski interweniował odwodem kolarzy i pozycja została odzyskana. Sytuacja na lewym skrzydle GO „Piotrków” była jednak bardzo trudna. Około 15.00 czołowe oddziały niemieckiej 4 DPanc. zaatakowały polskie ubezpieczenia w rejonie Gór Borowskich. Opór III batalionu mjr. Tadeusza Żelazowskiego spowodował, że Niemcy zrezygnowali z uderzenia czołowego, w nocy dokonali przegrupowania z zamiarem obejścia polskich pozycji od wschodu, a do bezpośredniego uderzenia na Borowskie Góry podciągnięty został 17 pp z 31 DP.
W nocy z 3 na 4 września polski 2 pułk strzelców konnych dokonał udanego wypadu na Kamieńsk, zajęty przez oddziały niemieckiej 1 DPanc. Następnego dnia piechota niemiecka ruszyła do natarcia w kierunku Bełchatowa. Główne uderzenie wyszło na polski I batalion, zajmujący obronę w rejonie Księży Młyn. Zostało ono odparte i Niemcy cofnęli się na podstawy wyjściowe.
Pod Rozprzą i Jeżowem, gdzie nacierały niemieckie 1. i 4 DPanc. Po południu Niemcy zaatakowali cały front polskiej obrony między Górami Borowskimi i Rozprzą. Pod wieczór zdobyli i zagrozili oskrzydleniem oddziałów polskich broniących Borowskich Gór. O świcie następnego dnia Niemcy ponownie uderzyli na Góry Borowskie. Po całodziennych ciężkich walkach obronnych we wtorek wieczorem jednostki polskie wycofały się w rejon Dłutowa. Niemiecki XVI KA (mot.) mógł z powodzeniem rozwijać natarcie w kierunku Piotrkowa. W wyniku walk pod Szczercowem do odwrotu w kierunku Radomia przeszła także 30 DP gen. Cehaka, a niemiecki XI KA rozwijał powodzenie.
O utracie pozycji obronnych Armii „Łódź” Naczelny Wódz poinformowany został dopiero 5 września około 18.00. Dowódca Armii Łódź meldował jednocześnie o opuszczeniu pozycji nad Wartą i Widawką oraz przejściu na linię opóźniania: Szadek–Łask–Piotrków. 6 września zbombardowany został sztab Armii „Łódź”. Lekko tylko kontuzjowany gen. Rómmel udał się z towarzyszącymi mu oficerami do Warszawy, pozostawiając armię bez dowodzenia. Po dwóch dniach rozprzężenie w Armii zdołał opanować dowódca Grupy Operacyjnej „Piotrków” gen. Thommée, który na własną rękę poprowadził rozproszone wojska w stronę Warszawy.

### Działania na Śląsku i w Małopolsce
Decyzja o opuszczeniu Śląska postawiła w bardzo trudnej sytuacji wojska pozostałych polskich armii znajdujących się w zachodniej Polsce, a i nowe pozycje obronne nad Nidą i Dunajcem nie dawały Armii „Kraków” takiego samego oparcia jak ufortyfikowany Śląsk. W czasie odwrotu prawym sąsiadem armii stała się Armia „Prusy” gen. Stefana Dąb–Biernackiego. W obawie przed oskrzydleniem, gen. Antoni Szylling postanowił w pierwszej kolejności wycofać dywizje znajdujące się w centrum ugrupowania. Zreorganizował też dowodzenie. Wojska znajdujące się na południe od Wisły, czyli 6. i 21 DP, 10 BK. i 1 BGór. utworzyły Grupę Operacyjną „Boruta” pod dowództwem gen. Mieczysława Boruty-Spiechowicza, a na północ od rzeki 23., 55. i 22 DP, grupa forteczna „Śląsk” oraz Krakowska BK tworzyły Grupę Operacyjną „Jagmin”, dowodzoną przez gen. Jana Jagmina-Sadowskiego.
Dowódca armii nie przydzielił dowódcom grup operacyjnych osobnych sztabów ani też nie dał środków łączności, niezbędnych do kierowania wyższymi związkami taktycznymi. 3 września zostały wydane wytyczne do wycofania wojsk, a kolejne fazy działania zostały dowódcom wielkich jednostek przedstawione na stanowisku dowodzenia armii w Krakowie. Wynikało z nich między innymi, że dowódca armii zamierza do 7 września osiągnąć linię Nida–Dunajec. Jednak z uwagi na fakt, że 7 Dywizja Piechoty została okrążona na wschód od Częstochowy i zniszczona, a Krakowska BK odrzucona aż pod Zawiercie, to lewe skrzydło Armii zawisło w próżni i nieprzyjaciel mógł w każdej chwili wyjść na jej tyły. Pomyślna realizacja odwrotu zależała zatem w dużej mierze od działań przeciwnika. Na szczęście dla Armii „Kraków”, Niemcy po rozbiciu Armii „Prusy” nie zmienili kierunku działań i nie skierowali spod Piotrkowa większych sił w kierunku południowym. IV i XV KA 10 Armii działające na styku z GO „Jagmin” szły w kierunku Kielc i nie niepokoiły polskiej 22 Dywizji Piechoty znajdującej się pod Olkuszem.
Południowe skrzydło Armii „Kraków” było osłaniane przez zgrupowanie zmotoryzowane płk. Stanisława Maczka, skutecznie powstrzymujące XXII KA (mot.) gen. Ewalda Kleista.
W tym czasie Naczelny Wódz postawił zadanie Armii „Karpaty”, aby ta obsadziła wcześniej linię Dunajca. Spodziewał się bowiem, że niemieckie jednostki pancerne i zmotoryzowane okażą się szybsze i dotrą nad Dunajec wcześniej niż cofające się polskie oddziały. Niestety, gen. Kazimierz Fabrycy nie wykonał postawionego mu rozkazu i wycofująca się nad Dunajec GO „Boruta” musiała walką torować sobie drogę za rzekę.
5 września Niemcy mocniej uderzyli na zgrupowanie płk. Maczka w rejonie Pcimia. Pomimo zdecydowanej obrony batalionu KOP „Wilejka”, a potem kontrataku 10 pułku strzelców konnych, oddziały niemieckiej 2 DPanc. i 3 DGór. uzyskały na tym kierunku powodzenie. W tym czasie oddziały niemieckiej 7 DP odrzuciły 12 pułk piechoty i zdobyły Myślenice. W ten sposób Niemcy uzyskali swobodę manewru, a atakując 21 DP oraz 1 BGór. opanowali kolejno Bochnię i Wiśnicz i otworzyli sobie drogę na tyły GO „Boruta”. Stało się jasne, że niemiecki XXII KA (mot.) dotrze nad Dunajec szybciej niż polskie piesze oddziały.
Niemiecka 14 Armia otrzymała rozkaz uderzenia wzdłuż drogi Bochnia–Tarnów–Rzeszów, by po przekroczeniu Sanu ruszyć na Lublin. W pierwszym rzucie miał nacierać XXII Korpus Armijny (mot.), od południa ze Słowacji XVIII Korpus Armijny (geb.), a ze wschodniej Słowacji miały nacierać 56. i 57 Dywizja Piechoty.
5 września niemiecka 1 DGór. zepchnęła oddziały polskiej Straży Granicznej spod Muszyny, Leluchowa i Wojkowa i wyszła na tyły rozwiniętej nad Dunajcem 2 Brygady Górskiej. Ta ostatnia zaczęła się cofać. Z chwilą odwrotu 2 BGór. i 24 DP, linia Dunajca nie była utrzymywana przez żadne siły polskie, a więź GO „Boruta” ze sztabem Armii „Kraków” uległa rozluźnieniu.
6 września Kraków został opuszczony przez oddziały polskie. Nastąpiła też reorganizacja dowodzenia wojskami znajdującymi się w Małopolsce. Naczelny Wódz podporządkował dowódcy Armii „Karpaty” GO „Boruta” i wszystkie inne oddziały działające na południe od Wisły, tworząc Armię „Małopolska” z gen. Fabrycym jako jej dowódcą. Podporządkował jej także GO „Jagmin” wraz z 22 DP i Krakowską BK. Marsz. Śmigły-Rydz zdał sobie sprawę, że obrona linii Nidy i Dunajca nie będzie trwałą i konieczny będzie dalszy odwrót wojsk, aż za San.
6 września niemiecka 2 DPanc toczyła walki z cofającą się polską 21 DP i 10 BK. Posuwająca się równolegle z nią, bardziej na południe, 4 Dywizja Lekka zaatakowała polską, nie w pełni jeszcze skoncentrowaną, 24 Dywizję Piechoty, sforsowała Dunajec na południe od Zakliczyna i uderzyła w jej skrzydło pod Wróblowicami. Natarcie zostało zatrzymane, a dowódca dywizji płk Bolesław Krzyżanowski przygotowywał się do uporczywej obrony, by umożliwić siłom GO „Boruta” bezkolizyjne osiągnięcie rubieży rzeki. Jednak dowódca Armii „Karpaty” wydał rozkaz odwrotu 24 DP nad Wisłokę.
Linia Dunajca została przerwana także przez niemiecką 2 DGór., która wyparła oddziały polskie z Nowego Sącza. Na skrajnym, północnym skrzydle, gdzie działała Krakowska BK, nacisk Niemców nie był duży. Po opuszczeniu Pińczowa brygada cofała się w rejon na północ od Nowego Korczyna, z zadaniem zamknięcia podejść na przeprawy pod Wiślicą i Nowym Korczynem. Pozostałe siły Armii „Kraków” działające na północ od Wisły, 21 DPGór. i GO „Jagmin”, były daleko w tyle. Dowództwo grupy operacyjnej stanęło w Nowym Brzesku. W tym czasie wojska GO „Boruta” dotarły dopiero w pobliże Radłowa. Oba skrzydła Armii „Kraków” były poważnie zagrożone. Rysowała się możliwość niemieckich kleszczy na linii Nidy i Dunajca, określonej przez Naczelnego Wodza jako główna pozycja oporu dla Armii „Kraków”.

### Działania armii odwodowej
Latem 1939 z informacji wywiadu wynikało, że na Śląsku następuje koncentracja wojsk niemieckich w rejonie Wrocław–Opole oraz na Górnym Śląsku i Morawach. Wyciągnięto stąd wniosek, iż pierwsze z tych zgrupowań przygotowane jest do uderzenia przez Łódź i Piotrków Trybunalski na Warszawę, a drugie na Kraków. Aby przeciwstawić się tym uderzeniom, postanowiono za armiami „Łódź” i „Kraków” skoncentrować Armię Odwodową, nazwaną później „Prusy”. Późniejsze wydarzenia potwierdziły trafność oceny przeciwnika dokonaną przez Naczelnego Wodza. Ze Śląska i Moraw uderzyło na Polskę 21 dywizji piechoty, jedna górska, cztery pancerne, dwie zmotoryzowane i trzy dywizje lekkie. Łącznie 28 dywizji. Strona polska na tym kierunku, pod osłoną wojsk Armii „Łódź” i Armii „Kraków”, koncentrowała główny odwód Naczelnego Wodza. Gotowość bojową osiągnąć miał w dwa tygodnie od chwili ogłoszenia mobilizacji.
Koncentracja Armii „Prusy” odbywała się w dwóch rejonach: 13., 19., 29. i 44 DP, Wileńska BK, 1. i 2 bczl, 3 pac, 11., 12., 13 dan, zbierały się w rejonie: Piotrków Trybunalski, Sulejów, Tomaszów Mazowiecki, natomiast 3., 12., 36. i 39 DP z 2 pac i 50 dal w rejonie: Opoczno, Końskie, Skarżysko-Kamienna, Kozienice. Całość sił armii podzielona została zatem na dwa zgrupowania. Pierwsze z nich miało działać na korzyść Armii „Łódź”, a drugie na rzecz Armii „Kraków”. Północnym zgrupowaniem, rozwiniętym w rejonie Piotrkowa Trybunalskiego, osobiście dowodził gen. Stefan Dąb-Biernacki, a południowym, rozwiniętym w Górach Świętokrzyskich, kierował gen. Stanisław Skwarczyński. Odległość dzieląca oba zgrupowania, wynosząca około stu kilometrów, wykluczała ich ścisłe współdziałanie.
Armia „Prusy” weszła do walki bez opracowanego planu bitwy i przed zakończeniem koncentracji sił. Wydarzenia wojenne zmusiły ją do walk już w piątym dniu od rozpoczęcia mobilizacji. Nie funkcjonował jeszcze w pełni sztab armii ani system dowodzenia podległymi wojskami.
Ogólna sytuacja armii odwodowej na dzień 4 września była następująca:
Zgrupowanie północne
- Wileńska Brygada Kawalerii w rejonie lasów 25 km na południowy wschód od Piotrkowa rozpoznawała w kierunku na Przedbórz,
- 19 Dywizja Piechoty w rejonie Piotrkowa nawiązała łączność z lewym skrzydłem Armii „Łódź”,
- 29 Dywizja Piechoty rozmieściła się w rejonie Sulejów,
- 13 Dywizja Piechoty rozmieściła się w rejonie Tomaszowa Mazowieckiego,
- 1 batalion czołgów lekkich.

Zgrupowanie południowe
- 36 Dywizja Piechoty grupowała się nad Czarną w rejonie na zachód od Końskich,
- 12 Dywizja Piechoty wyładowywała się w rejonie Skarżysko-Kamienna,
- 3 Dywizja Piechoty wyładowywała się w rejonie Szydłowiec.

Osłonę na kierunek Kielce–Skarżysko organizował płk Kazimierz Glabisz za pomocą lokalnych garnizonów i improwizowanych oddziałów.

#### Zgrupowanie północne
W pierwszych dniach wojny w styk między armiami „Łódź” i „Kraków”, w ogólnym kierunku na Warszawę, uderzyła niemiecka 10 Armia gen. Waltera von Reichenau. Z powietrza wspierała ją większa część samolotów 4 Floty Powietrznej. Już w trzecim dniu wojny powstała na kierunku zachodnim luka w polskim systemie obronnym i gen. Dąb-Biernacki otrzymał od Naczelnego Wodza rozkaz nakazujący mu obronę kierunków na Warszawę i Dęblin. W tym celu dowódca armii odwodowej zarządził odpowiednią koncentrację swoich sił. W rozkazie operacyjnym nr 1 nakazał 29 DP przemarsz do rejonu: Błogie, Grabowa, Sulejów; 19 DP koncentrację w rejonie Ujazd, Tomaszów Mazowiecki, lasy nadleśnictwa Lubochnia; Wileńskiej BK zamknięcie kierunku z Piotrkowa Trybunalskiego na Tomaszów Mazowiecki poprzez zajęcie obrony w lasach nadleśnictwa Piotrków. Część 13 DP, po wyładowaniu z transportów kolejowych (pierwotnie przeznaczona do Korpusu Interwencyjnego dywizja była przerzucana z Pomorza), skierowana została do rejonu Ujazd, Tomaszów Mazowiecki.
Przegrupowanie związków taktycznych, wchodzących w skład północnego zgrupowania Armii „Prusy” w rejon Piotrkowa Trybunalskiego odbyło się w nocy z 3 na 4 września. Wileńska BK płk. dypl. Konstantego Druckiego-Lubeckiego w ciągu nocy przeszła 25 km i ześrodkowała się w lesie Lubień. W ciągu dnia wszystkie jej oddziały prowadziły inżynieryjną rozbudowę obrony. 29 DP płk Ignacego Oziewicza przebyła około dziesięciu kilometrów i ześrodkowała się nad Pilicą; 19 DP gen. bryg. Józefa Kwaciszewskiego w wyznaczony jej rejon na północny wschód od Piotrkowa dotarła już po świcie. Rano, 4 września, 13 DP płk. dypl. Władysława Kalińskiego w dalszym ciągu prowadziła rozładunek z transportów kolejowych i grupowała się w rejonie Tomaszowa Mazowieckiego. Sposób ugrupowania wojsk w rejonie Piotrkowa Trybunalskiego wskazuje, że gen. Dąb-Biemacki zamierzał prowadzić walkę obronno-zaczepną. 19 DP i 13 DP miały poprzez uporczywą obronę załamać natarcie niemieckich czołgów, natomiast Wileńska BK i 29 DP przewidziane były do uderzenia na skrzydło lub tyły nacierających Niemców.
W tym czasie dowódca 10 Armii niemieckiej gen. Walter von Reichenau podjął decyzję o skierowaniu wojsk bezpośrednio na Warszawę. Jego XIV KA (mot.) miał nacierać na północny zachód od Piotrkowa; XI KA opanować Bełchatów; XVI KA (mot.) nacierać w kierunku na Piotrków i Tomaszów Mazowiecki; XV KA (mot.) uderzyć przez Włoszczowę na Końskie.
We wczesnych godzinach rannych 4 września do sztabu Armii „Prusy” napłynęły meldunki rozpoznawcze, stwierdzające w rejonie Rozprzy obecność około dwustu niemieckich czołgów. Gen. Dąb-Biernacki zdecydował się na wykonanie dwóch uderzeń: od czoła z lasów na północny wschód od Piotrkowa i w skrzydło nacierających wojsk niemieckich z lasów na południe od Lubienia. Ta pochopna, nie mająca szans realizacji, decyzja została powstrzymana przez Naczelnego Wodza, który nakazał zorganizowanie obrony dywizją piechoty na południe od Piotrkowa. Dowódca armii zdecydował 29 DP pozostawić w rejonie Sulejowa, a 19 DP wysunąć na przedpola Piotrkowa. 13 DP zajmowała obronę pod Tomaszowem Mazowieckim, a Wileńska BK pozostała nadal w lasach lubieńskich.
4 września dowódca armii odwodowej nakazał gen. Kwaciszewskiemu zatrzymać obronnie niemieckie uderzenie, a częścią sił, we współdziałaniu z Wileńską BK, być w gotowości do prowadzenia działań zaczepnych. Tak postawione zadanie stanowczo przerastało możliwości dywizji, a wysunięcie jednego z pułków w bezleśny teren, pozbawiony naturalnych przeszkód przeciwpancernych, nie dawało mu szans w walce ze spodziewaną niemiecką dywizją pancerną. Ani dowódca dywizji ani dowódca armii nie zadbali o współdziałanie i wzmocnienie jednostek dywizji. W tym czasie w Koluszkach stały dwa pociągi pancerne, a w rejonie Rozprzy broniły się oddziały GO „Piotrków”.
Wieczorem 4 września rozpoczęto przegrupowania. 13 Dywizja Piechoty została rozbita na trzy zgrupowania oddalone od siebie od sześciu do dziesięciu kilometrów. Dowodzenie całością zostało poważnie utrudnione, a wzajemne wspieranie się w walce prawie niemożliwe. Ponadto gen. Dąb-Biernacki utworzył grupę operacyjną złożoną z 19 DP i Wileńskiej BK. Dowódcą grupy został gen. bryg. Rudolf Dreszer.
4 września niemieckie lotnictwo bombardowało Piotrków i Sulejów. Pod wieczór Piotrków zaczęła ostrzeliwać artyleria niemiecka. Podczas gdy gen. Dąb-Biemacki prowadził przegrupowania, pod Jeżowem i Rozprzą trwały ciężkie walki jednostek Armii „Łódź”. Do wieczora 4 września XVI KPanc uchwycił przyczółki pod Jeżowem i Rozprzą, przygotowując się do rozstrzygającego natarcia w dniu następnym.
Wysiłki wojsk gen. Wiktora Thommée podejmowane rano 5 września, mimo początkowych sukcesów, nie przyniosły oczekiwanych rezultatów, a Niemcy do 19.30 opanowali Góry Borowskie.
5 września z rejonu Rozprzy i Jeżowa do natarcia ruszyła niemiecka 1 Dywizja Pancerna i około 10.00 zaatakowała z marszu pozycje 86 pułku piechoty. Polacy odparli czołowy atak Niemców, ale ci wykryli lukę między wsią Kargał-Las a Wolą Rokszycką i stąd o 14.00 zaatakowali ponownie. Około 15.00 gen. Dąb-Biernacki zdecydował się na wykonanie uderzenia w skrzydło 1 DPanc siłami Wileńskiej BK, grupy ppłk. Nowosielskiego i 29 DP, a gen. Kwaciszewski wyjechał do sztabu armii po nowe rozkazy. Tymczasem walka pod Piotrkowem wkraczała w krytyczną fazę; lotnictwo niemieckie bombardowało miasto i stanowiska ogniowe polskiej artylerii, a prawe skrzydło 86 pp zaczynało się cofać w kierunku palącego się Piotrkowa. Do 18.00 miasto znalazło się w rękach Niemców. Oddział rozpoznawczy 1 DPanc obszedł Piotrków od północy, wdarł się w lukę pomiędzy GO „Piotrków” a 19 DP i pod wieczór dotarł do Meszcz. Taki obrót sprawy spowodował, że 85 pp został odcięty od Pilicy i musiał przebijać się ku rzece. Maszerujące w ciemności pododdziały pogubiły się w lesie. Także tabory 19 DP pod wpływem paniki wywołanej działalnością piątej kolumny i niemieckich oddziałów pancernych, wycofały się w popłochu na Będków, a dalej na Brzeziny i Lubochnię. Dywizja jako zorganizowany związek taktyczny przestała istnieć. W nocy z 5 na 6 września do niewoli niemieckiej dostał się jej dowódca, gen. Józef Kwaciszewski, a gen. Dąb-Biernacki, jeżdżąc między sztabami dywizji i pułków, utracił wpływ na dowodzenie armią.
Bałagan i brak informacji spowodowały, że 29 DP podjęła nakazany jej wypad z rejonu Sulejowa w kierunku zachodnim. Tymczasem gen. Dąb-Biernacki odwołał poprzednie zarządzenia i nakazał 29 DP wykonać wypad na Piotrków. Rozkaz nie dotarł do 76 pułku piechoty, który w nocy natknął się w Milejowie na sztab niemieckiej 1 DPanc. Niemcy ściągnęli posiłki, a walki przeniosły się pod Longinówkę. Gdy zaczęło świtać, polscy piechurzy znaleźli się na odkrytej równinie. Zaatakowani przez niemieckie czołgi, zostali rozbici. Poległ dowódca 76 pp, ppłk dypl. Stanisław Sienkiewicz i 684 jego żołnierzy. Reszta dostała się do niewoli.
Po zajęciu Piotrkowa Trybunalskiego XVI KA (mot.) ruszył następnego dnia na Ujazd, Lubochnię i Tomaszów Mazowiecki. W rejonie Tomaszowa rozwinięta była polska 13 DP płk. dypl. Władysława Kalińskiego. W nocy z 5 na 6 września przez pas obrony dywizji weszły w sposób chaotyczny tabory i grupy żołnierzy z 19 i 29 DP. Tymczasem lotnictwo niemieckie, po zlokalizowaniu wymieszanych kolumn uciekinierów, rozpoczęło ich bombardowanie, a około 10.00 rozpoczęły się metodyczne naloty na Tomaszów Mazowiecki i pozycje 13 DP. Około 15.00 zaatakowały niemieckie oddziały lądowe. 4 DPanc uderzyła na pozycje 43 pp, a artyleria 1 DPanc otworzyła ogień do pododdziałów 45 pp. Wykorzystując lukę między pierwszorzutowymi pułkami, niemieckie czołgi wyszły na tyły 43 pp i wdarły się do Tomaszowa od północy. Dowódca 13 DP nie zdecydował się na kontratak II rzutem i około 22.00 wydał rozkaz wycofania dywizji na południe od Pilicy przez Inowłódz. W trakcie wycofywania w oddziałach dywizji nastąpiło rozprzężenie i chaos. Część oddziałów została rozbita przez niemieckie czołgi, inne ostrzelane przez niemieckich dywersantów. Żołnierze ogarnięci paniką rozbiegali się. Zginął dowódca 45 pp płk Stanisław Hojnowski oraz wielu oficerów i szeregowych. Rano 7 września ciężkie walki z oddziałami 1. i 4 DPanc w rejonie Lubochni i Glinnik toczył 44 pp; po południu wycofał się za Pilicę. Resztki 13 DP zbierały się w lesie Studzianna–Brudzewice. Bój pod Tomaszowem zakończył się klęską 13 DP i przypieczętował porażkę całego północnego zgrupowania Armii „Prusy”. Droga na Warszawę dla niemieckiego XVI KA (mot.) stanęła otworem.

#### Zgrupowanie południowe
Druga część Armii „Prusy” pod dowództwem gen. Stanisława Skwarczyńskiego koncentrowała się w rejonie Gór Świętokrzyskich. Zadaniem tych wojsk było zamknięcie kierunku Kielce–Radom.
Na kierunku zgrupowania południowego działały wojska prawego skrzydła niemieckiej 10 Armii. XV Korpus Zmotoryzowany nacierał na Kielce, Szydłowiec, Radom, a IV Korpus Armijny na Końskie–Przysuchę. Zgrupowanie nie zakończyło jeszcze koncentracji. W rejonie Końskich zbierała się 36 Dywizja Piechoty płk. Bolesława Ostrowskiego; na południe od Skarżyska 12 Dywizja Piechoty gen. Gustawa Paszkiewicza; w rejonie Dąbrowa–Zagnańsk–Święta Katarzyna, następowała koncentracja Grupy „Kielce” płk. Kazimierza Glabisza; pod Radomiem stała niepełna 3 Dywizja Piechoty płk. Mariana Turkowskiego.
Już 5 września około 7.00 czołówki niemieckiej 2 DLek zepchnęły polskie ubezpieczenia na podejściach do Kielc i opanowały opuszczone przez Polaków miasto. 6 września rozpoczęły się ciężkie walki w całym pasie obrony południowego zgrupowania Armii „Prusy”. Do działań Niemcy wprowadzili kolejny korpus (XIV KA (mot.), wzmagając tym samym nacisk na polską 36 DP. 2 DLek, po opanowaniu Kielc, uderzyła w lukę pomiędzy 36. a 12 DP i dokonała wyłomu w polskiej obronie pod Krasną. Na tym kierunku broniły się oddziały polskiej 3 DP. W tym czasie niemiecka 3 DLek i 29 DPZmot zostały skierowane na Ostrowiec i Sandomierz, z zadaniem głębokiego obejścia polskiego zgrupowania walczącego w Górach Świętokrzyskich. Zupełnie inaczej ocenił sytuację sztab południowego zgrupowania. Optymistycznie zakładał, że w ciągu dwóch dni będzie tutaj spokój od nieprzyjaciela. Ocena ta świadczy o zupełnym braku rozeznania w sytuacji i mylności formułowanych prognoz.
Realizując koncepcję rozbicia sił polskich w Górach Świętokrzyskich, 7 września niemiecka 10 Armia miała uchwycić mosty na Wiśle, aby odciąć od przepraw przez rzekę cofające się jednostki polskie. Po stronie polskiej dalej nie funkcjonowała łączność i dowódcy związków taktycznych nie otrzymywali rozkazów od gen. Skwarczyńskiego. Zmuszeni byli podejmować decyzje samodzielnie. Dowódca 36 DP płk Bolesław Ostrowski zorientował się, że północne skrzydło jego wojsk jest odsłonięte, a działające dotąd na południowej flance jego dywizji pododdziały 3 DP wycofały się na Odrowąż. Między jego dywizją, a sąsiednią 12 DP wytworzyła się dwudziestokilometrowa luka. 12 DP gen. Gustawa Paszkiewicza toczyła 7 września ciężkie walki z niemiecką 1 DLek w rejonie Nowego Kazanowa. Po utracie miasta wycofała się za Czarną. 3 DP prowadziła działania opóźniające w kierunku na Odrowąż, a grupa płk. Glabisza została przegrupowana w pobliże 12 DP w rejon Skarżyska. Informacji o położeniu 36 DP sztab Zgrupowania nie posiadał. Gen. Skwarczyński doszedł do wniosku, że istnieje niebezpieczeństwo oskrzydlenia jego wojsk i odcięcia od mostów na Wiśle, postanowił więc wycofać je za rzekę. W nocy z 7 na 8 września 3. i 12 DP miały przegrupować się na obszar Iłża, Starachowice, Lubienia, Koszary, a 36 DP przejść do lasu na wschód od szosy Szydłowiec–Skarżysko–Kamienna pod Kierz Niedźwiedzi. Dowódca 36 DP płk Ostrowski, nie mając łączności z dowódca Zgrupowania, postanowił przybliżyć się do 3. i 12 DP. W trakcie odwrotu kolumny dywizji wymieszały się, co znacznie opóźniło ich odwrót. Tymczasem rano 8 września 2 DLek. wkroczyła do opuszczonego przez 12 DP Skarżyska i wyszła na tyły 36 DP. Kontratak dywizyjny wyprowadzony około 16.00 zakończył się powodzeniem i 36 DP przeszła do dalszego odwrotu w kierunku Iłży. Straty były jednak duże, a poza tym nadal ścigała ją 2 DLek. Także 3. i 12 DP w drodze ku Wiśle toczyły ciężkie walki, a ich siły topniały. 8 września 3 DP poniosła pod Iłżą klęskę w starciu z oddziałami niemieckiego XV KA (mot.). Około północy z 8 na 9 września dywizja przestała istnieć jako związek taktyczny. Pod Prędocinem rozbita została 12 DP.
Klęska Armii „Prusy” w bitwach pod Piotrkowem Trybunalskim, Tomaszowem Mazowieckim i w Górach Świętokrzyskich była wielkim ciosem dla całego frontu polskiej obrony. Został on rozerwany, a Niemcy uzyskali możliwość szybkiego dotarcia do Wisły i jednoczesnego zaatakowania Warszawy. Utrata odwodu, z którym marszałek Śmigły-Rydz wiązał nadzieję, że wykonując zwrot zaczepny zabezpieczy skrzydła Armii „Łódź” i Armii „Kraków”, co pozwoli wytrwać wojskom w południowo-zachodniej Polsce na głównej pozycji obrony, zmusiła go do zmiany planu dalszych działań. Wydał więc rozkaz dalszego odwrotu w celu zorganizowania obrony w oparciu o Wisłę.

## Załamanie się polskiego planu obrony (odwrót strategiczny)

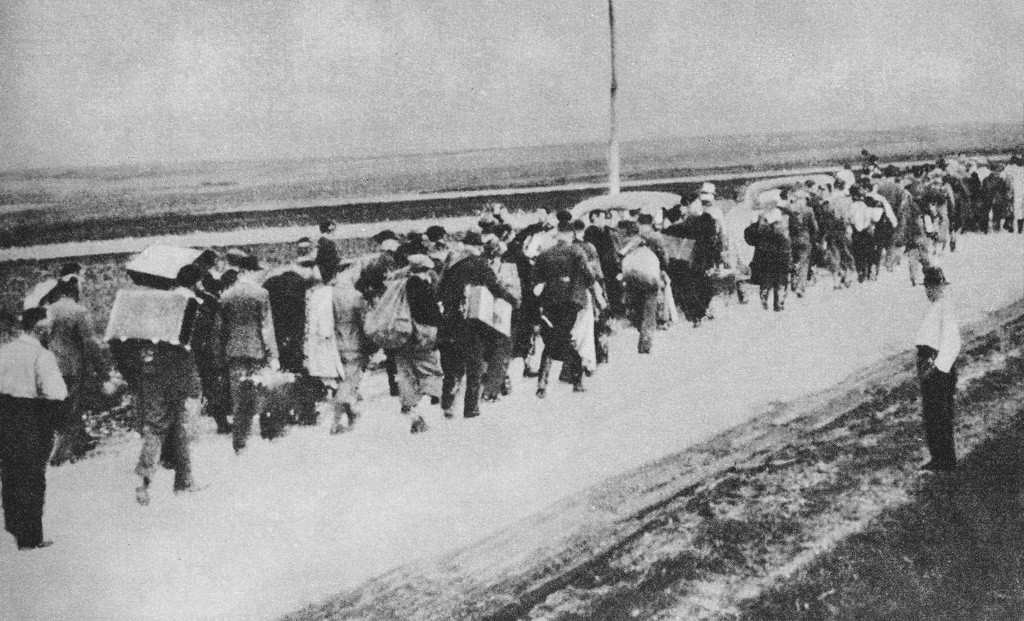
Droga zablokowana uciekającą ludnością cywilną

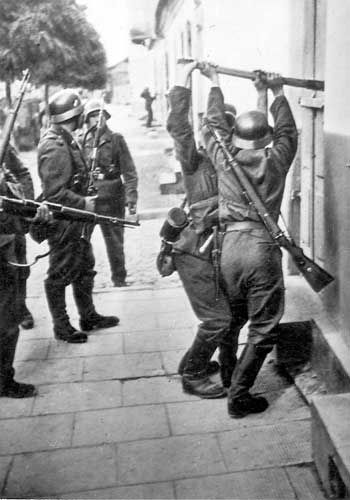
Żołnierze niemieccy włamujący się do domu w jednym z miast zachodniej Polski we wrześniu 1939

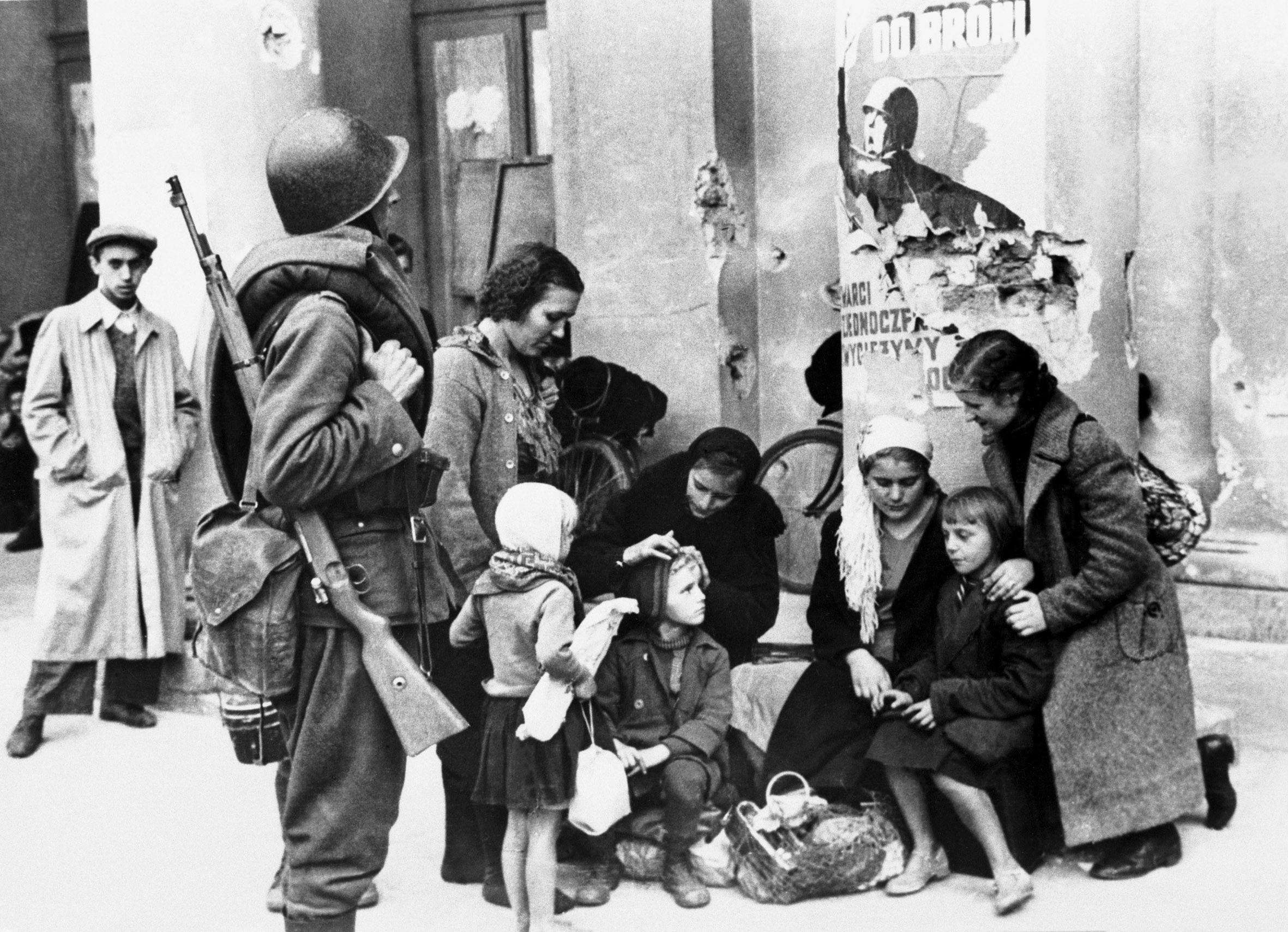
Żołnierz Wojska Polskiego i cywile we wrześniu 1939 roku w Warszawie

Uzyskane w pierwszych dniach wojny przez niemieckie lotnictwo panowanie w powietrzu i działania jednostek szybkich ujawniły olbrzymią przewagę agresora. W ciągu pierwszych dni wojny Niemcy przełamali obronę Armii „Łódź”, wyszli na północne skrzydło Armii „Kraków”, zmuszając ją do opuszczenia Śląska i Krakowa, pobili północne zgrupowanie Armii „Prusy” i wkroczyli na Kielecczyznę. Wojsko Polskie prawie na całym froncie znajdowało się w odwrocie. Niewkalkulowanym wcześniej nowym żywiołem wojny stał się exodus polskiej ludności cywilnej, tarasującej wojsku drogi odwrotu, utrudniający zajmowanie nowych pozycji obronnych.
Po analizie sytuacji operacyjnej, Naczelny Wódz marszałek Edward Śmigły-Rydz 6 września wydał rozkaz odwrotu wszystkich wojsk polskich na linię Wisły i Dunajca, a następnie Sanu. W swoistym wyścigu ku Wiśle niemieckie jednostki pancerne i zmotoryzowane zaczęły wyprzedzać polską piechotę i obsadzać węzły dróg na szlakach jej odwrotu. Maszerujące kolumny wojska i ludności cywilnej nieustannie były bombardowane z powietrza. Tworzyło to atmosferę dezorganizacji i chaosu. Oddziały traciły zwartość organizacyjną i siłę bojową. Głównym powodem redukcji stanów były nie tyle straty poniesione w walkach, ile straty poza bojowe. Najsilniej zjawisko to wystąpiło w rozbitej Armii „Prusy”, gdzie niektórzy dowódcy dywizji porzucili żołnierzy i sami przedzierali się ku Wiśle.
Wcześniej, 3 września, Naczelny Wódz wydał ministrowi spraw wojskowych, gen. Tadeuszowi Kasprzyckiemu, rozkaz zorganizowania obrony Warszawy, obrony mostów i przejść na środkowej Wiśle, od Modlina po Sandomierz. Licząc się z szybszym dotarciem nad Wisłę niemieckich wojsk pancernych i zmotoryzowanych niż cofających się wojsk polskich, nakazał 4 września utworzenie Armii „Lublin” pod dowództwem gen. dyw. Tadeusza Piskora. Miała ona przejąć obronę środkowej Wisły, a po nadejściu cofających się z zachodniej Polski wojsk ułatwić im przeprawę i osłonić ich reorganizację. Na utworzenie Armii „Lublin” zabrakło jednak czasu i sił. Tymczasem linia głównego oporu, nieprzygotowana wcześniej pod względem inżynieryjnym i nieobsadzona wojskami, została przez Niemców przekroczona z marszu. W czasie odwrotu polskie jednostki nie były w stanie oderwać się od nieprzyjaciela, aby uporządkować szyki. Marszałek Śmigły-Rydz po wydaniu rozkazów opuścił Warszawę i udał się do Brześcia. Wykonanie manewru odwrotowego spoczęło zatem na barkach dowódców armii i nie było koordynowane ze szczebla centralnego.

### Nad Narwią i Bugiem
Utrzymanie linii obronnej na pozycji na Bugu i Narwi warunkowało sens odwrotu sił głównych na linię środkowej Wisły i Sanu. Sytuacja na Mazowszu mocno się jednak skomplikowała. Zamieszanie spowodowała głównie źle funkcjonująca łączność i źle zorganizowany system dowodzenia. Rozkazy płynące z różnych stron często się krzyżowały, a nawet wykluczały. Przykładem jest GO „Wyszków”, której dowódca otrzymywał rozkazy od dowódcy Armii „Modlin”, któremu został podporządkowany, od dowódcy SGO „Narew”, z którą współdziałał i wprost od Naczelnego Wodza.
Po klęsce 20 i 8 DP dowódca Armii „Modlin” nakazał dowódcy GO „Wyszków” wykonać uderzenie z rejonu Pułtuska w bok maszerującej niemieckiej 3 Armii. Błąd w ocenie kierunku działań niemieckiej 3 Armii doprowadził do utraty przedmościa różańskiego i pułtuskiego oraz odwrotu GO „Wyszków” znad Narwi za Bug. Pomiędzy Armią „Modlin” i SGO „Narew” wytworzyła się wielokilometrowa luka, niebroniona przez poważniejsze siły polskie.
Po odejściu za Bug rozbitych polskich dywizji, położenie SGO „Narew” stało się bardzo trudne. Związki taktyczne Grupy Armii „Północ” zmieniły kierunki działań i skierowały swoje siły główne przez Łomżę w kierunku południowym. Dowódca SGO „Narew”, gen. Czesław Młot-Fijałkowski, niewłaściwie przewidując działania przeciwnika, nie znając też rozmiarów klęski pod Różanem, powziął zamiar odzyskania utraconych tam pozycji. Zdecydował uderzyć od północy częścią sił swojej 18 DP we współdziałaniu z 33 i 41 DP. Te ostatnie miałyby uderzyć na Niemców od południa i od wschodu. W trakcie przygotowywania przeciwuderzenia okazało się, że nawiązanie kontaktu z 33 i 41 DP nie jest możliwe i zrezygnowano z powziętego zamiaru.
Tymczasem Niemcy opanowali Pułtusk i uderzyli na Wiznę. 7 września około 16.00 podeszły nad Narew oddziały rozpoznawcze niemieckiej 10 DPanc., rozbiły polski pluton zwiadowców konnych 135 pułku piechoty i zdobyły Wiznę. Po wycofaniu się za rzekę, polscy saperzy zniszczyli most na Narwi. Gen. Młot-Fijałkowski, nie znając wielkości sił niemieckich kierowanych w ten rejon i ich zamiarów, zlekceważył tę sytuację. Tymczasem 8 września nad Narew wyszły jednostki 10 DPanc. i BP „Lőtzen”. Pod wieczór rozpoczęły natarcie na kierunku Sulin-Strumiłowo i przystąpiły do budowy mostu pontonowego przez Narew. W nocy dotarł pod Wiznę XIX KA (mot.) gen. Heinza Guderiana, który po przekroczeniu Narwi zamierzał uderzyć na Brześć i w ten sposób oskrzydlić od północnego wschodu wojska polskie cofające się za Wisłę. Jego przewaga nad załogą odcinka Wizna była miażdżąca, a kpt. Władysław Raginis i jego żołnierze byli pozbawieni jakiegokolwiek wsparcia.
9 września około 18.00 obrona polska została przełamana. Pododdziały saperów wycofały się do Białegostoku, ale żołnierze kpt. Raginisa zeszli do schronów i nadal bronili się. Dopiero około 11.00 następnego dnia padł ostatni schron kpt. Raginisa. Guderian potrzebował aż dwóch dni, by zdobyć bronioną przez niego pozycję. Bohaterska postawa kpt. Raginisa nie mogła odmienić losów SGO „Narew”, zwłaszcza po odejściu GO „Wyszków” za Bug.
7 września wieczorem gen. Młot-Fijałkowski, otrzymał rozkaz wycofania swoich wojsk znad Narwi i Bugu. Podporządkowana mu GO „Wyszków” miała maszerować na Białą Podlaską, a macierzyste związki taktyczne SGO „Narew” na Brześć. 9 września około 10.00 dowódca SGO podjął decyzję o odwrocie. Informował też gen. Wincentego Kowalskiego, że podczas odwrotu zamierza zaatakować siły niemieckie znajdujące się w rejonie Ostrów Mazowiecka–Małkinia.
Znaczna część oficerów SGO „Narew” przeciwna była opuszczeniu Narwi bez stoczenia nad nią bitwy. Już po podjęciu decyzji o odwrocie, około 11.00, gen. Młot-Fijałkowski zwołał kolejną odprawę i po dyskusji zmienił swoją decyzję. Nakazał podległym wojskom przygotowanie się do działań zaczepnych. Celem zatwierdzenia nowej decyzji, do Brześcia wysłany został kwatermistrz SGO mjr dypl. Bronisław Kwaskowski, natomiast do związków taktycznych pojechali oficerowie sztabu grupy, aby przekazać rozkazy wstrzymania odwrotu i podjęcia zwrotu zaczepnego. Zanim mjr Kwaskowski dotarł do Brześcia, Naczelny Wódz zmienił decyzję, pozostawił GO „Wyszków” w składzie Armii „Modlin” i nakazał jej dalszą obronę Bugu. W tej sytuacji propozycja zwrotu zaczepnego SGO „Narew” była jak najbardziej pożądana. Naczelny Wódz wydał nowy rozkaz i postawił wojskom walczącym na Mazowszu następujące zadania:
- wycofanie się z linii Bugu może nastąpić tylko przy niemożności jej utrzymania;
- w przypadku rozpoczęcia wycofania i niemożności powrotu na dawne stanowiska, opóźniać lewym skrzydłem (1 DP, Mazowiecka BK) na Kałuszyn, prawym skrzydłem (33 i 41 DP) na Sokołów Podlaski;
- dowództwo nad dywizjami 1., 33. i 41. oraz Mazowiecką BK zatrzymuje gen. Przedrzymirski.

Do wiadomości podano, że w rejonie Ostrów Mazowiecka i Małkinia lokalną akcję zaczepną przeprowadzą wojska gen. Młota-Fijałkowskiego.
Tymczasem dowództwo niemieckie potęgowało uderzenia swoich wojsk na Mazowszu. Oczekiwano od 3 Armii szybkiego dotarcia do Brześcia, gdzie od południa podążała 14 Armia. 9 września DPanc „Kempf” dotarła w rejon Ostrów Mazowiecka–Brok, na Nowogród posuwała się 21 DP i 2 DPZmot. Wojskom SGO „Narew” groziło okrążenie.
W takim położeniu operacyjnym o świcie 10 września SGO „Narew” przeszła do działań zaczepnych siłami 71 pułku piechoty z 18 DP oraz Suwalską BK (bez 2 pułku ułanów). Podlaska BK była zaangażowana pod Brokiem i próbowała odrzucić Niemców za Bug. Pomimo początkowych sukcesów w rejonie Jakaci, brak zorganizowanego współdziałania piechoty i kawalerii sprawił, że lokalne zwycięstwo nie zmieniło ogólnego położenia SGO „Narew”.
Gdy przed południem dotarły do sztabu informacje o przedarciu się Niemców pod Wizną oraz pojawieniu się niemieckich czołgów pod Mężeninem i w rejonie Brańska, gen. Młot-Fijałkowski zarządził wstrzymanie zwrotu zaczepnego i odwrót grupy. Decyzja ta była jednak już spóźniona co najmniej o dobę i trzeba było walką otworzyć sobie drogę przez Zambrów.
W nocy płk Stefan Kossecki koncentrował swoją 18 DP do uderzenia na zajęty już przez Niemców Zambrów, a brygady kawalerii połączone zostały w zgrupowanie kawalerii pod dowództwem gen. Zygmunta Podhorskiego. 11 września 18 DP przeszła do natarcia. Ponawiane koncentryczne ataki polskie były odrzucane przez Niemców, a zgrupowanie kawalerii w tym czasie odpierało ataki niemieckich czołgów, które przedarły się przez drogę Czyżew–Zambrów. Wobec niemożności opanowania Zambrowa, gen. Młot-Fijałkowski nakazał 18 DP wycofać się za Bug drogą Czyżew–Nur. W nocy płk Kossecki dokonał przegrupowania sił i rano uderzył w kierunku Andrzejewa i Łętownicy. Walki trwały cały dzień i noc. Około 7.00 resztki 18 DP złożyły broń. Jej dowódca płk Stefan Kossecki został ciężko ranny i dostał się do niewoli.
Informacja o klęsce 18 DP dotarła do gen. Młota-Fijałkowskiego dopiero wieczorem 12 września. Na wieść o tragicznym losie 18 DP połączył on Podlaską i Suwalską BK w grupę kawalerii pod dowództwem gen. Podhorskiego i nakazał jej dalszy odwrót. Samodzielna Grupa Operacyjna „Narew” przestała istnieć, zaś gen. Młot-Fijałkowski uznał, że jego rola jako jej dowódcy się skończyła.
Wieczorem 12 września Niemcy dotarli pod Nur nad Bugiem odcinając drogi odwrotu polskiej kawalerii prowadzące na południowy zachód. Zaatakowana w Domanowie przez niemieckie czołgi Podlaska BK stawiła zdecydowany opór i odrzuciła Niemców. Nie doszło jednak do współdziałania z Suwalską BK w rejonie Kiewałki–Hodyszewo. W walce pod Domanowem nie wziął udziału także 10 pułku ułanów. Jego dowódca podjął bowiem samowolną decyzję odłączenia się od brygady i przebicia się do Białowieży. Po walce gen. Zygmunt Podhorski nakazał zmienić kierunek działań zgrupowaniu kawalerii i także przebijać się ku Białowieży. Wieczorem 13 września kawaleria przekroczyła trakt Sokoły–Brańsk. Na swojej drodze napotkała jednak duże siły niemieckie pod Olszewem. W czasie starcia Suwalska BK poniosła duże straty i została rozproszona. Podobna sytuacja była w Podlaskiej BK. Pojedyncze grupy obu brygad, bez łączności, przebijały się na wschód. 16 września pododdziały polskie przeszły na północny brzeg Narwi i osiągnęły Puszczę Białowieską. Suwalska BK ześrodkowała się w Doktorce, a Podlaska BK pod Eliaszukami. Podczas przebijania się do Puszczy Białowieskiej zgrupowanie gen. Podhorskiego utraciło całe tabory oraz sprzęt ciężki i nie stanowiło już zwartej siły bojowej. Praktycznie przestała istnieć Samodzielna Grupa Operacyjna „Narew”. O tym nie wiedział Naczelny Wódz, licząc na to, że będzie ona podstawą do utworzenia Frontu Północnego pod dowództwem gen. Stefana Dąb-Biernackiego.
W tym czasie Grupa Operacyjna „Wyszków”, ścigana przez DPanc „Kempf”, kontynuowała odwrót w kierunku Kałuszyna i Sokołowa Podlaskiego. Za DPanc „Kempf” posuwał się Korpus „Wodrig”. Działania tego ostatniego doprowadziły do oskrzydlenia cofającej się GO „Wyszków” i wyjścia niemieckich grup szybkich na jej tyły. W godzinach popołudniowych 11 września zostały zbombardowane wojska 33. i 41 DP w rejonie Stoczka i Żulina, a następnie zaatakowane przez czołgi DPanc „Kempf”. Kolumny marszowe obu tych dywizji poniosły duże straty i zostały częściowo rozproszone. Jednocześnie do Kałuszyna wdarła się grupa bojowa płk. Wagnera. W tej sytuacji dalszy odwrót na wschód wojsk Grupy Operacyjnej „Wyszków” mógł być kontynuowany tylko w walce. Zapadła wówczas decyzja przebijania się w kierunku Kałuszyna. Natarcie miała wykonać 1 DP Leg. we współdziałaniu z Mazowiecką BK. 33. i 41 DP, po walkach z niemiecką bronią pancerną pod Węgrowem i Stoczkiem, skierowane zostały do rejonu Włodawy w celu uporządkowania i reorganizacji. Wątpliwa była też możliwość współdziałania 1 DP Leg. z Mazowiecką BK. Ta ostatnia była bowiem zaangażowana w walce pod Czernikiem z oddziałami niemieckiej 11 DP, nacierającymi na Mińsk Mazowiecki. Główny ciężar walk o Kałuszyn, w celu otwarcia drogi do rejonu Kuflew–Topór–Jeruzal, spadł zatem na 1 DPLeg.
Marsz do rubieży ataku odbywał się po drogach zatłoczonych przez ludność cywilną i tabory wojskowe. Gdy 6 pułk piechoty Leg. dotarł pod Kałuszyn, uderzył na miasto z marszu i zdobył Zawodę. Walki nocne zakończyły się sukcesem i nad ranem Kałuszyn został zdobyty.
Opanowanie Kałuszyna nie poprawiło położenia 1 DP Leg. W następnych dniach dywizja toczyła ciężkie walki, przebijając się w kierunku południowo-wschodnim i 14 września dotarła do lasów łukowskich. Straty własne w sprzęcie i ludziach były jednak bardzo duże i wynosiły ok. 50% stanu wyjściowego. Wszyscy dowódcy pułków piechoty ubyli jako ranni, a dowódca 1 pal Leg. ppłk Mieczysław Podlewski zginął. Po stratach poniesionych podczas przebijania się z okrążenia 1 DP Leg. przestała liczyć się jako związek taktyczny. 15 września resztki rozproszonych oddziałów dywizji, przeorganizowane w trzy słabe bataliony piechoty i dywizjon artylerii, wyruszyły spod Łukowa i skierowały sią do lasów na zachód od Radzynia, a gen. Wincenty Kowalski udał się do Łęcznej i złożył dowódcy Frontu Północnego gen. Dąb-Biernackiemu meldunek o zniszczeniu 1 DP Leg. Gdy Naczelny Wódz podjął decyzję o tworzeniu w północno-wschodniej Polsce Frontu Północnego, nie było już wojsk, które miały być jego trzonem.

### Nad Sanem
Pomimo braku bezpośredniej łączności, dowódcy armii działających na południu, zarówno gen. Antoni Szylling jak i gen. Kazimierz Fabrycy, doszli do wniosku, że w warunkach rosnącego zagrożenia na obu skrzydłach, obrona na głównej pozycji obrony – rubieży Nidy i Dunajca – nie jest możliwa. Uznali jednak, że ważne jest szybkie osiągnięcia przepraw, które umożliwią dalszy odwrót na wschód – za San.

Celem zrealizowania skomplikowanego manewru odwrotowego nowo zorganizowana Armii „Małopolska” podzielona została na dwa zgrupowania: Armię „Kraków” gen. bryg. Szyllinga i GO „Południowa” gen. bryg. Kazimierza Łukoskiego.
Jednostki Armii „Kraków” miały przekroczyć Nidę i Dunajec w nocy z 7 na 8 września. Grupa operacyjna gen. Łukoskiego otrzymała rozkaz, by po skoncentrowaniu swoich sił wycofać się za Wisłokę. Rozpoczął się wyścig ku Nidzie, Dunajcowi i ku Wisłoce prowadzony między niemieckimi dywizjami pancernymi i zmotoryzowanymi a polskimi dywizjami piechoty. Grupa Operacyjna „Boruta” miała wycofać się za Wisłokę, po czym za San, do obszaru Leżajska, w łączności z Armią „Kraków”, której została ponownie podporządkowana. Spod Tamowa miała też wycofać się 24 DP. Gdy pod wieczór 7 września dywizje GO „Boruta” dotarły do Bobrownik i Biskupic Radłowskich, Tarnów był już zajęty przez niemiecką 4 DLek. Próba bezkolizyjnego obejścia Tarnowa od północy nie powiodła się. Jeszcze przed zmrokiem Niemcy zajęli Radłów. Kontratak 4 pspodh doprowadził do chwilowego odzyskania Radłowa, ale po zmroku Niemcy zajęli go ponownie. 21 DPG zepchnięta została na przeprawę 6 Dywizji Piechoty w rejonie Wał-Ruda–Biskupice. Około 19.30 pod Biskupice podeszły czołgi niemieckiej 2 DPanc. Most w Biskupicach został wysadzony, a dostęp do przeprawy odcięty.

Po dojściu do Biskupic, Niemcy nie podjęli dalszego natarcia. Wykorzystując tę sytuację, pułki obu polskich dywizji wyszukiwały brody przez rzekę i przechodziły na jej wschodni brzeg. Utworzyły się trzy zgrupowania. 12. i 20 pp 6 DP z całą artylerią oraz 3 pspodh z III/4 pspodh i II/21 pal utworzyły lewą kolumnę i odchodziły na wschód drogą prowadzącą na Szczucin, Tarnobrzeg i Nisko. Drugą kolumnę tworzyły 16 pp oraz 4 pspodh z częścią III/202 pp i I i III/21 pal. Kolumna odchodziła drogami prowadzącymi na Mielec, Majdan, Ulanów. Resztki 3., 4., 21. i 202 pp, część artylerii 21 DP, kawaleria dywizyjna 6 DP, pułk KOP ppłk. Wojciecha Wójcika oraz inne formacje tyłowe cofały się drogą południową przez Dąbrowę Tarnowską, Radomyśl Wielki, Kolbuszową na Leżajsk. W trakcie marszu do kolumn dotarły rozkazy określające rejony docelowe za Sanem: 6 DP miała zebrać się pod Ulanowem i Niskiem, a 21 DPG pod Krzeszowem i Leżajskiem.
Podczas gdy Grupa Operacyjna „Boruta” walczyła nad Dunajcem, w trudnej sytuacji znalazła się także Grupa Operacyjna „Jagmin”. Za nią maszerował niemiecki VIII KA, a na północy atakował VII KA. Niemieckie oddziały wydzielone zostały skierowane pod Szczucin, a niemiecka 29 DZmot maszerowała na Busko-Zdrój, Stopnicę i Staszów. Jako że zorganizowanie obrony na Nidzie stało się już niemożliwe, zapadła decyzja dalszego odwrotu na przeprawy przez Wisłę pod Baranowem. Początkowo odwrót odbywał się bez większych zakłóceń. Przed północą 7 września przekroczono w Wiślicy Nidę, a następnego dnia wieczorem 22 DPG, 23. i 55 DP skierowały się na Stopnicę, by rano 9 września osiągnąć nakazany rejon. Jedynie płk Leopold Endel-Ragis, wbrew wyraźnemu rozkazowi, skierował swoją dywizję na Busko-Zdrój. Doszło wówczas do starcia z oddziałem wydzielonym VII KA pod Broniną. Po początkowym sukcesie jednostek polskich, do walki włączyła się niemiecka 27 DP, a na tyły 22 DPG zaczęły wychodzić oddziały niemieckie. Jej dowódca płk Endel-Ragis opuścił swoich żołnierzy i udał się do sztabu armii meldując, że jego dywizja została rozbita. Jednakże dywizja, choć poniosła straty, nie utraciła zdolności bojowej i pod dowództwem dowódcy piechoty dywizyjnej płk. Leona Grota kontynuowała walkę, cofając się na Stopnicę. Działanie to osłoniła 23 DP i grupa forteczna, które odpierały ataki niemieckie z kierunku Staszowa. Do uderzenia na Staszów Niemcy skierowali cały VII KA. Był on jednak zbyt oddalony od pola bitwy i mógł dotrzeć dopiero za kilkanaście godzin. Widząc zagrożenie od strony Staszowa, gen. Szylling zdecydował się w nocy z 9 na 10 września na kolejny odskok przez Osiek ku przeprawom pod Baranowem.

Siły główne GO „Jagmin” dotarły pod Osiek pod wieczór 10 września i zajęły pozycje obronne na linii: Łęk–Osiek–Zawidza–Świniary, aby bronić dostępu do przepraw przez Wisłę. Krakowska BK już wcześniej przeszła na prawy brzeg Wisły i zajęła obronę pomiędzy Międzywodziem a Suchorzowem. Obronę mostów na Wiśle na odcinku od Sandomierza do Baranowa realizowała dwupułkowa Grupa „Sandomierz” ppłk. Antoniego Sikorskiego. Na wieść o zbliżających się czołgach niemieckich, już 8 września ppłk Sikorski nakazał saperom wysadzić most w Baranowie. Po podejściu sił głównych GO „Jagmin” rozpoczęto odbudowę zniszczonego mostu i budowę drugiego – mostu na galarach. 11 września pod Osiek dotarły niemieckie 27. i 68 DP. Początkowo Niemcy wdarli się do miasta, ale zostali z niego wyrzuceni kontratakiem 201 pułku piechoty. Polacy ponieśli duże straty, ale wzięli do niewoli 160 jeńców. W godzinach popołudniowych do walk pod Osiekiem włączył się także 4 batalion specjalny ckm grupy fortecznej i toczył walkę z Niemcami aż do wieczora. Pod osłoną oddziałów wydzielonych, po dwóch mostach, przeprawiały się oddziały niezaangażowane w walce. Do rana 12 września przeprawiły się oddziały GO „Jagmin”, a za nimi, do wieczora 13 września, pozostałe jednostki Armii „Kraków”. Dowódca armii gen. Antoni Szylling zameldował Naczelnemu Wodzowi, że chce przekroczyć San pod Rozwadowem. Po przekroczeniu Wisły oba mosty zostały zniszczone. 23 DP ześrodkowała się w rejonie Chmielów–Cygany–Stale, a 55 DP Mokrzyszów–Sobów.
Sytuacja na południu komplikowała się coraz bardziej. Wycofana znad Dunajca 24 DP kilka godzin po rozpoczęciu marszu została dopędzona przez czołgi niemieckiej 4 DLek. Pod Tuchowem zniszczyły one trzy bataliony piechoty z 17. i 38 pp. Także Grupa Operacyjna gen. Łukoskiego toczyła ciężkie walki pod Krempną i Gładyszowem z niemiecką 1 DG. Pod wpływem tych informacji gen. Fabrycy podjął decyzję generalnego odwrotu za San. Podejmowane przez niego decyzje docierały jednak do podwładnych z dużym opóźnieniem, albo w ogóle do nich nie docierały, a generał Szylling nie otrzymał informacji, że jego armia została podporządkowana gen. Fabrycemu i wraz z Armią „Karpaty” ma tworzyć Armię „Małopolska”. Nie doszło zatem do połączenia sił obu armii na południowym brzegu Wisły i nawiązania między nimi współdziałania. Możliwość taka zaistniała po dotarciu GO „Jagmin” nad Nidę. W Nowym Korczynie była przygotowana przeprawa przez Wisłę, którą można było wykorzystać i przejść na prawy brzeg rzeki. Gen. Szylling, nie znając rozkazów Naczelnego Wodza i dowódcy Armii „Małopolska”, skierował jednak wojska na Baranów wzdłuż lewego brzegu Wisły. W ten sposób utracona została szansa na zespolenie sił Armii „Małopolska” i skoordynowania jej odwrotu za San.

Odwrót za San prowadzony był w trzech, nie mających ze sobą kontaktu taktycznego, zgrupowaniach. Nad dolny San wycofywała się po obu brzegach Wisły Armia „Kraków”, Grupa Operacyjna „Jagmin” odchodziła lewym brzegiem Wisły, a Grupa Operacyjna „Boruta” prawym brzegiem. Obie grupy, rozdzielone Wisłą, nie współdziałały ze sobą i nie udzielały sobie pomocy. Grupa Operacyjna gen. Łukoskiego - znad Wisłoki odchodziła nad górny San. Za wycofującymi się oddziałami polskimi maszerował niemiecki XXII KA (mot.) Jego zadaniem było szybkie wyjście nad San, co we współdziałaniu z niemiecką 1 DG stawiało pod znakiem zapytania możliwość wycofania się za San Armii „Małopolska” przed przybyciem tam Niemców. Jako że za Sanem nie było przygotowanej polskiej obrony, gen. Fabrycy skierował na Jarosław 38 DP, ale i ta, maszerując z rejonu Niżankowic, nie mogła wyprzedzić czołgów XXII KA (mot.) Na Przemyśl skierowane zostały zatem 11. oraz 24 DP. Działanie to doprowadziło do odsłonięcia kierunku lwowskiego. Wieczorem 9 września niemiecka 1 DG przekroczyła San pod Sanokiem. Następnego dnia czołówki XXII KA (mot.) dotarły do Jarosławia i przekroczyły San pod Radymnem.
Nocą z 10 na 11 września marszałek Śmigły-Rydz wydał rozkaz o utworzeniu Frontu Południowego z gen. Kazimierzem Sosnkowskim na czele. Miał on objąć armie „Małopolska” i „Kraków”, koordynując dalsze ich działania. Grupa armii miała zapewnić utrzymanie Małopolski Wschodniej i tym samym utrzymać połączenie z Rumunią. Gen. Sosnkowski nie dysponował jednak sztabem ani środkami łączności, co uniemożliwiało mu zorganizowanie sprawnego systemu dowodzenia. Nowo mianowany dowódca frontu powrócił do koncepcji zwrotu zaczepnego między Dobromilem a Sanokiem siłami 11. i 24 DP oraz odwodowej 38 DP, a 10 Brygadzie Kawalerii płk. Stanisława Maczka nakazał zamknąć kierunek prowadzący z Przemyśla na Lwów. Działań tych nie zdołano jednak skoordynować i ostatecznie 12 września do natarcia pod Birczą przeciwko niemieckiej 2 DG ruszyła tylko 24 DP. Ciężkie walki trwały kilka godzin, a osamotniona polska dywizja poniosła duże straty i nie odzyskała linii Sanu pod Sanokiem. W tym czasie niemiecka 1 DG zaatakowała polską 3 Brygadę Górską, pobiła ją i 12 września dotarła pod Lwów.
Nad Armią „Małopolska” zawisła groźba dwustronnego jej oskrzydlenia – od północy przez XXII KA (mot.), a od południa przez XVIII KA. Linia Sanu została utracona. Miało to ogromny wpływ na dalszy przebieg kampanii wrześniowej. Naczelny Wódz pozbawiony został szansy zatrzymania niemieckiego natarcia z południa, wymierzonego na tyły obrony polskiej nad środkową Wisłą. Dowództwo polskie nie dysponowało nowymi siłami do obsadzenia planowanej linii obrony. 10 września marsz. Śmigłemu-Rydzowi przedstawiony został plan skupienia sił na obszarze Małopolski Wschodniej. Przewidywał one cofnięcie wszystkich sił za linię San–Wisła–Wieprz–Prypeć przy jednoczesnym wiązaniu sił niemieckich pod Warszawą, Modlinem i Brześciem.

## Wypowiedzenie wojny Niemcom przez Wielką Brytanię i Francję

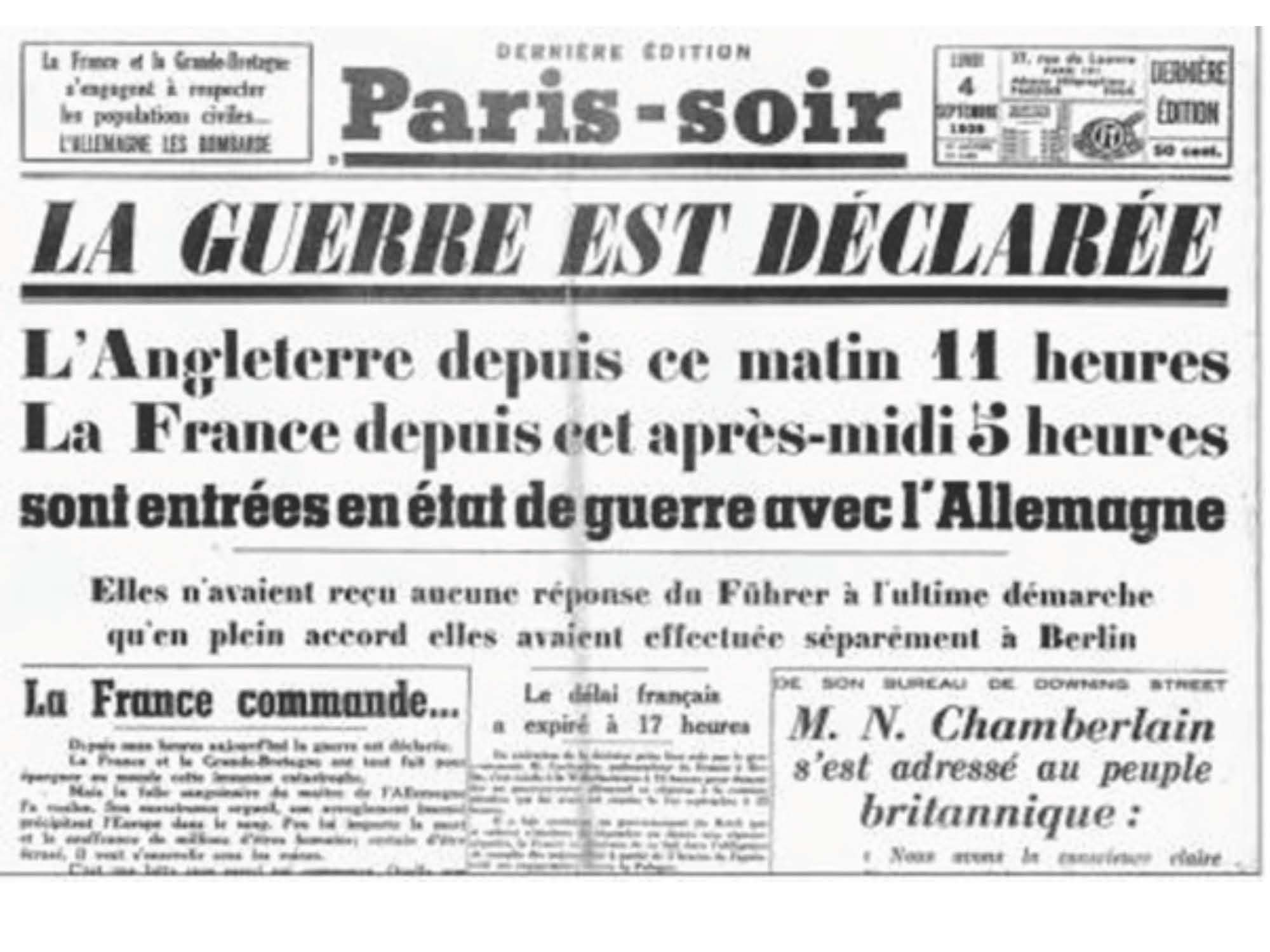
Gazeta Paris-soir ogłaszająca wypowiedzenie wojny Niemcom przez Francję i Wielką Brytanię, 3 września 1939 r.

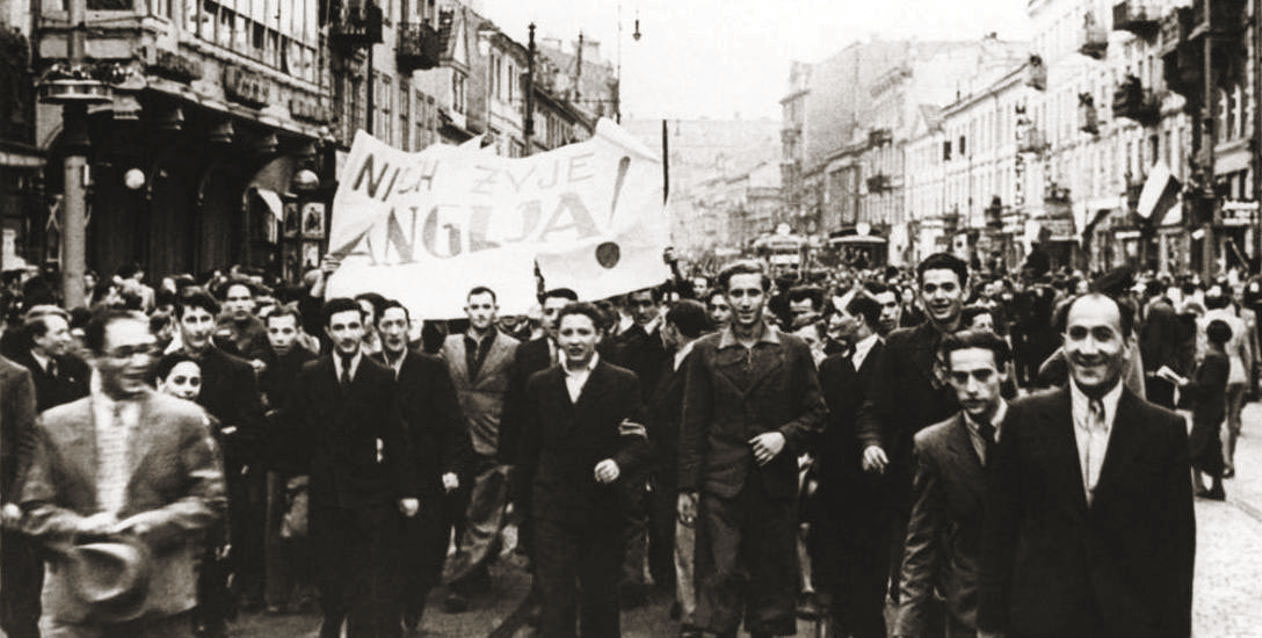
Manifestacja pod ambasadą brytyjską w Warszawie po informacji o wypowiedzeniu wojny Niemcom przez Wielką Brytanię, 3 września 1939

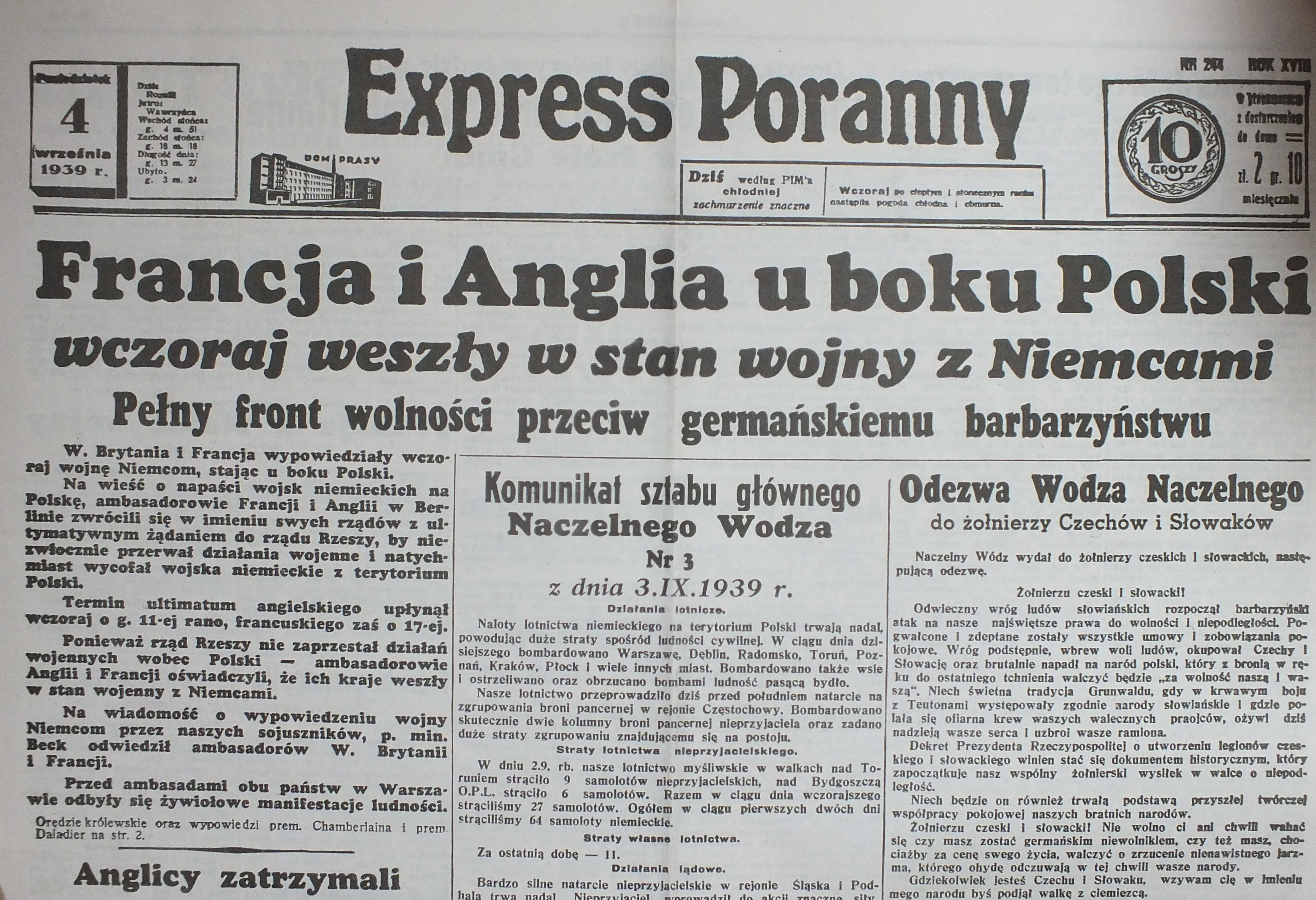
Dziennik „Express Poranny” wydany 4 września 1939

### Deklaracja wojny
1 września 1939 r., w odpowiedzi na niemiecką agresję na Polskę, Francja ogłosiła jawną mobilizację powszechną, rozpoczynającą się 2 września. Francuskie dowództwo wojskowe wymogło na rządzie Francji opóźnienie wypowiedzenia wojny do czasu przetransportowania mobilizowanych oddziałów, aby uniknąć groźby niemieckiego ataku lotniczego na transporty wojskowe. Wielka Brytania opóźniała deklarację wojny do czasu przeprowadzenia przez Francję mobilizacji i przez dwa dni pozorowała działania dyplomatyczne. Z tego powodu wystosowane wobec Niemiec przez rządy w Londynie i Paryżu ultimatum miało długi termin, jednakże zamiarem żadnego z alianckich rządów nie było uniknięcie zobowiązań sojuszniczych.
Brytyjskie dowództwo naciskało rząd na szybkie wypowiedzenie Niemcom wojny w obawie, że niemiecka flota podwodna wykorzysta okres pokoju do zajęcia pozycji i rozpoczęcia minowania morskich szlaków handlowych. Ponadto dowództwo brytyjskiej floty obserwowało niemieckie statki na pełnym morzu i planowało ich zajęcie oraz zadanie niemieckiej flocie wojennej istotnych strat atakiem lotniczym bezpośrednio po zadeklarowaniu przez rząd wojny.
3 września 1939 r. Wielka Brytania o godz. 11.00, a Francja o godz. 17.00 wypowiedziały wojnę Niemcom, co zgodnie z celem politycznym Polski przekształciło niemiecką agresję w wojnę pomiędzy mocarstwami i wpłynęło na powstrzymanie opowiedzenia się Litwy i Węgier po stronie Niemiec. Niemiecki sojusznik Włochy nie przystąpiły do wojny i w konsekwencji sprzymierzone z aliantami państwa bałkańskie również zachowały neutralność.
W odpowiedzi na wystosowaną 1 września przez Stany Zjednoczone do skonfliktowanych stron notę dyplomatyczną wzywającą do unikania atakowania z powietrza cywilów i otwartych miast, rządy Wielkiej Brytanii i Francji wyznaczyły swoim siłom powietrznym daleko idące ograniczenia utrudniające ataki na terenie Niemiec.

### Pierwsze działania wojenne aliantów
3 września wieczorem brytyjski nalot skierowany przeciwko wykrytym przez rozpoznanie lotnicze okrętom Kriegsmarine nie odnalazł celu, a 10 innych samolotów rozrzuciło ulotki nad Hamburgiem, Bremą i Zagłębiem Ruhry. 4 września brytyjskie lotnictwo przeprowadziło dwa naloty na niemiecką flotą: atak koło bazy w Wilhelmshaven został odparty przez niemiecka obronę bez zadania istotnych zniszczeń, a Brytyjczycy stracili siedem bombowców, natomiast samoloty atakujące bazę marynarki Brunsbüttel nie odnalazły żadnych okrętów niemieckich. Ponadto omyłkowo zaatakowano z powietrza duńskie miasto Esbjerg. Niepowodzenia nalotu uświadomiło dowództwu brytyjskiemu słabość własnego lotnictwa, które nie było zdolne do zadania istotnych strat niemieckiej flocie, a śmierć dwóch duńskich cywilów skompromitowała brytyjską politykę unikania strat cywilnych.
Tego samego dnia dowódca lotnictwa francuskiego gen. Joseph Vuillemin w obawie przed niemieckim odwetem zakazał bombardowania celów o charakterze innym niż ściśle wojskowy, a brytyjskie lotnictwo ograniczyło działania do zrzucania ulotek nad zachodnimi Niemcami z zamiarem zademonstrowania ludności zdolności do nieograniczonego penetrowania niemieckiego obszaru powietrznego przez aliantów.

### Działania lotnictwa alianckiego
4 września samoloty francuskich 3 i 6 dywizji lotniczych rozpoczęły rozpoznawanie niemieckiego obszaru obronnego, kontynuowane 5 września bez reakcji niemieckiego lotnictwa. Ze względu na złą pogodę i problemy sprzętowe loty nie zdołały zebrać istotnych informacji. Od 6 września lotnicze rozpoznanie francuskie napotykało na zdecydowaną kontrakcję niemiecką na północ i zachód od Saarbrücken, nie pozwalającą na rozpoznanie tego obszaru.
Utworzone 3 września na bazie francuskiego 34 pułku lotniczego celem przerzutu do Polski Zgrupowanie Bombowe P, składające się z dwóch dywizjonów 8 września zostało rozformowane po stwierdzeniu braku możliwości przerzutu drogą lotniczą do Polski i utratę przez Wojsko Polskie kontroli nad planowanymi lotniskami.
9 września siły francuskich 3 i 4 Armii. oraz 1 Armii Lotniczej, po przekroczeniu granicy francusko-niemieckiej w Saarze, przystąpiły do oczyszczania przedpola i zdobywania dojść do niemieckiej głównej pozycji obrony, przy faktycznym braku oporu niemieckiego i ewakuacji przez Niemców ludności cywilnej z Saary. Do planowanych wówczas ataków lotniczych na niemieckie bazy nie doszło z obawy przed możliwym kontratakiem Luftwaffe na koncentrujące się wojska francuskie. Nie uzgodniono również zasad udziału brytyjskiej AASF, a współpraca pomiędzy aliantami była niedostateczna aby wykonać wspólne uderzenie. W dniach 9–10 września francuskie lotnictwo rozpoznawcze prowadzące zwiad na rzecz wojsk lądowych poniosło istotne straty w czasie misji prowadzonych bez osłony myśliwskiej. 10 września Francuzi podjęli nieudaną próbę wyparcia niemieckiego lotnictwa myśliwskiego z lotnisk koło Saarbrücken i Ensheim poprzez skoordynowany ostrzał lotnisk artylerią i atak myśliwców. Dalsze rozpoznanie niemieckich pozycji sparaliżowała pogarszająca się pogoda, a następnie decyzja dowództwa o zakończeniu lotów nad Niemcami przestarzałymi typami samolotów bez osłony myśliwskiej. Wobec konieczności zaangażowania lotnictwa myśliwskiego do zwalczania niemieckich lotów rozpoznawczych we francuskiej przestrzeni powietrznej skuteczność francuskich misji rozpoznawczych uległa od 12 września znacznemu osłabieniu.
Wstrzymanie francuskich działań ofensywnych skutkowało przesunięciem lotów rozpoznawczych w głąb obszaru Niemiec celem wczesnego wykrycia spodziewanej koncentracji Wehrmachtu przeciwko Francji, a walki powietrzne nad frontem zachodnim w drugiej połowie września zostały zintensyfikowane. Brytyjskie Bomber Commnand utraciło kolejne jedenaście bombowców strąconych w dziennym nalocie na Zagłębie Ruhry 29 września, a 30 września AASF pięć bombowców rozpoznających niemieckie pozycje w pobliżu granicy. Zbyt niski poziom wyszkolenia brytyjskich załóg lotniczych uniemożliwiał nocne ataki, poza zrzucaniem materiałów propagandowych.

### Próby pomocy materiałowej aliantów dla Polski
Pierwszy brytyjski transportowiec wiozący zakupione przez Polskę na podstawie umowy kredytowej z 2 sierpnia 1939 r. 15 brytyjskich myśliwców i 7 bombowców oraz inne materiały dotarł 3 września 1939 do Gibraltaru, gdzie zmuszony został do czekania na uformowanie konwoju, z którym 15 września dotarł na wschodnie Morze Śródziemne w drodze do Rumunii. Trzy transportowce wiozące zakupione we Francji wyposażenie, broń oraz 35 myśliwców opuściły francuskie porty 5 i 15 września, a kolejne trzy statki z zaopatrzeniem wyruszyły w dniach 15–17 września.
W następstwie agresji radzieckiej na Polskę dostarczenie zaopatrzenia Polsce drogą przez Rumunię uznane zostało przez władze alianckie za niemożliwe, a statki z dostawami samolotów, broni i wyposażenia dla Polski skierowane do portów bliskowschodnich.

### Offensive pour la Pologne[483]

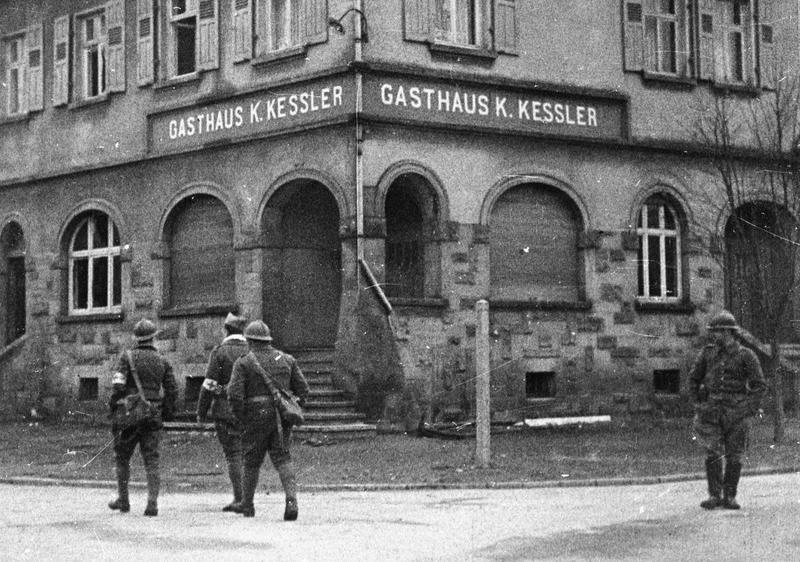
Żołnierze francuscy na południe od Saarbrücken

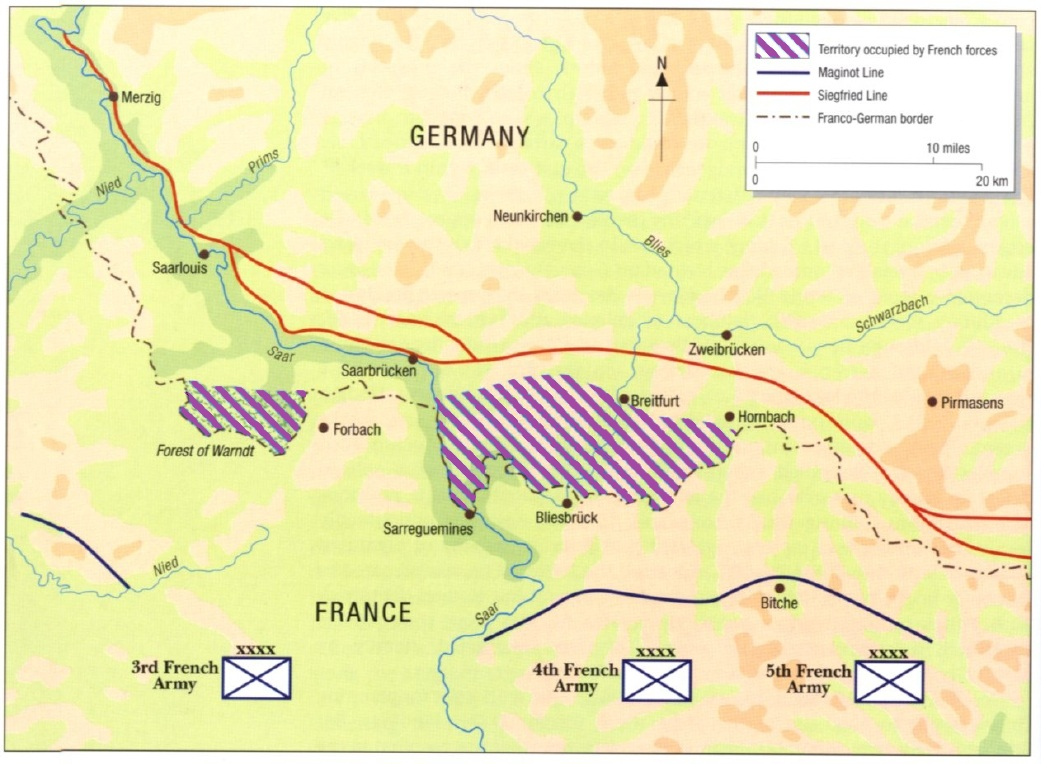
Terytorium niemieckie zajęte przez armię francuską do 12 września 1939 podczas tzw. ofensywy w Saarze

Po upewnieniu się co do neutralności Włoch 4 września dowództwo francuskie podjęło decyzję o rozpoczęciu ograniczonej ofensywy celem formalnego wywiązania się z zobowiązań sojuszniczych wobec Polski i zajęcia lepszych pozycji wyjściowych. Pierwszym celem wojsk francuskich była poprawa własnych pozycji w rejonie Forbach poprzez zajęcie lasu Warndt i doliny rzeki Blies. Czołowe francuskie dywizje przeprowadziły intensywne rozpoznanie pozycji niemieckich, jednakże dywizjony rozpoznawcze okazały się zbyt słabe wobec ostrzału artylerii niemieckiej, a ich wozy bojowe narażone były na zniszczenie przez przeszkody inżynieryjne i miny. Konieczność uprzedniego opanowania przez 4 Armię wzgórz Ormesviller wstrzymywała zajęcie pozycji wyjściowych do działań ofensywnych w rejonie Ohrenthal przez 5 Armię francuską. 4 Armia otrzymała rozkaz zajęcia pozycji wyjściowych koło Cadenbronn do ataku w nocy z 7 na 8 września na zakole Saary pomiędzy Blies a Auersmacher.
Gen Georges naciskał francuskie Naczelne Dowództwo na przyspieszenie działań ofensywnych. 7 września oddziały 3 i 4 Armii francuskiej siłami trzech dywizji piechoty (11, 21, 23), 9 dywizji marokańskiej i 4 dywizji północnoafrykańskiej, wpartymi przez cztery bataliony czołgów przekroczyły niemiecką granicę. Natarcie osłaniane było od południa przez 5 Armię, ale ze względu na złą pogodę pozbawione było poważnego wsparcia powietrznego. Niemiecka 6 Dywizja Piechoty stawiła opór, a jej saperzy zniszczyli mosty na Saarze. Do 10 września w ofensywę zaangażowane zostały trzy dywizje piechoty zmotoryzowanej, cztery dywizje piechoty, dwie dywizje kolonialne i jedna dywizja północnoafrykańska, wzmocnione dwoma brygadami czołgów oraz samodzielnymi batalionami czołgów i pułkami artylerii ciężkiej. Większość sił francuskich stanowili dopiero zmobilizowani rezerwiści, a jednostki nie były dostatecznie wyposażone materiałowo ani zgrane wewnętrznie ze względu na brak czasu, w szczególności pododdziały piechoty nie miały umiejętności współpracy z przydzielonymi im czołgami. Francuzi wchodzili do akcji wprost z transportów, bez skompletowania wszystkich jednostek dywizyjnych i bez wiedzy o położeniu niemieckiej obrony. Nie angażowały w akcję ofensywną wszystkich sił, pozostawiając znaczącą część w odwodzie.
Ofensywę utrudniała deszczowa pogoda, działania wstrzymywał trudny teren, w którym brakowało bitych dróg, liczne przeszkody leśne, barykady, pułapki minowe i pola minowe, na których atakujące jednostki poniosły straty oraz konieczność znoszenia celnego ostrzału niemieckiej artylerii i odpierania słabych kontrataków niemieckich. 9 września w ofensywę zaangażowana została połowa znajdujących się na Froncie Północno-Wschodnim aktywnych dywizji francuskich – pięć dywizji 4 Armii w centrum, dwie dywizje i jedna dywizja kawalerii 3 Armii na lewym skrzydle oraz dwie dywizje 5 Armii na prawym skrzydle.
Alianckie rozpoznanie lotnicze ustaliło wzmacnianie i fortyfikowanie niemieckich pozycji obronnych. Ze względu na ograniczone zapasy amunicji Wehrmacht otrzymał rozkaz stawiania jedynie ograniczonego oporu. 6 i 15 niemieckie dywizje piechoty wycofały się za umocnione pozycje pod Saarbrücken. Ustępując przed natarciem francuskiej 4 Armii, Niemcy skoncentrowali dostępne siły przed frontem francuskiej 3 Armii i dysponując siłami zbliżonymi do nacierających sił francuskich, blokowali zdobycie przez Francuzów wyżyny pomiędzy lasem Warndt a Mozelą. W tym rejonie doszło do intensywnych walk, w których francuscy dowódcy przejawiali inicjatywę. Planujące atak na Linię Zygfryda dowództwo 2 Grupy Armii otrzymały jednak wsparcie jedynie jednego batalionu czołgów lekkich z odwodu, a posiadana w dyspozycji Grupy Armii ciężka artyleria była zbyt słaba.
Rozwój francuskich działań zaczepnych hamowały negatywne informacje z frontu polskiego i obawa francuskich dowódców przed wykazaną w Polsce skutecznością niemieckiego lotnictwa lub nagłym kontratakiem wojsk zmechanizowanych. Po przełamaniu przez Niemców linii obronnych Wojska Polskiego na Wiśle i Narwi gen. Gamelin nakazał 9 września wzmocnienie północnego skrzydła wojsk francuskich w obawie o możliwość niemieckiego kontrataku oskrzydlającego atakujących Francuzów przez Belgię.
10 września francuska 4 Armia natarła pomiędzy Cadenbronn a zachodnim skrajem Wogezów na Rohrbach-Homburg, a 5 Armia na wzgórza na północ od Walschbronn. Francuskie wojska, spychając niemieckie ubezpieczenia, dotarły w dniach 10–11 września do Linii Zygfryda, ale nie przeprowadziły ataku na żaden z niemieckich obiektów umocnionych. W starciach powietrznych Francuzi stracili 10 myśliwców, zestrzeliwując sześć niemieckich samolotów.
Do 12 września w powolną i metodyczną ofensywę francuską zaangażowanych zostało dwanaście dywizji francuskich, z czego cztery zaangażowały główne siły do walki. 12 września 1939 w Abbeville odbyło się posiedzenie Najwyższej Rady Wojennej francusko-brytyjskiej (zob. konferencja w Abbeville) z udziałem Neville Chamberlaina, Edouarda Daladiera i referującego głównodowodzącego armii francuskiej gen. Maurice Gamelina. Uznając, że mocarstwa sprzymierzone nie są w stanie udzielić Polsce skutecznej pomocy podjęto decyzję o niepodejmowaniu generalnej ofensywy lądowej na froncie zachodnim. Uznając kampanię w Polsce za rozstrzygniętą, dowództwo francuskie uznało kontynuację ofensywy za nadmierne ryzyko. Z tego powodu zdecydowano także o „maksymalnym zmobilizowaniu środków, zanim zostaną podjęte duże operacje lądowe oraz ograniczeniu działań powietrznych” RAF i Armee de l’Air nad Niemcami w celu „minimalizacji niemieckiego odwetu”. Podjęto również, niezrealizowaną w praktyce, decyzję o rozlokowaniu sił militarnych w pobliżu Salonik i Stambułu, skąd miała być przeprowadzona ofensywa w kierunku Niemiec i ZSRR oraz z uwagi na dużą odległość od Włoch, aby nie prowokować Mussoliniego. Wojska francuskie przeszły do obrony, nie prowadząc dalszych działań na rzecz Polski, a jedynie osłaniając kontynuację własnej mobilizacji.

### Działania na obszarach morskich

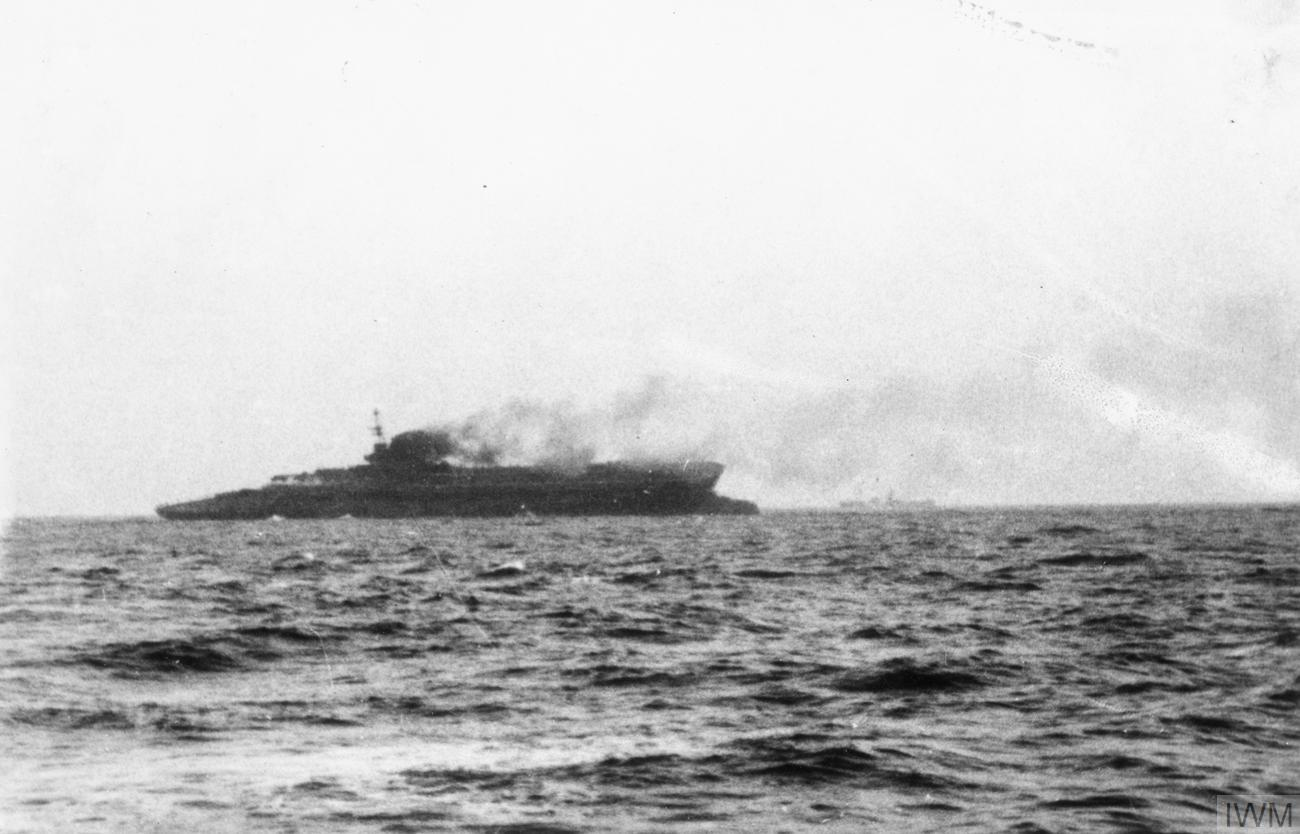
Lotniskowiec Royal Navy HMS „Courageous” tonący 17 września 1939 po ataku torpedowym U-29

3 września 1939 r. Wielka Brytania ogłosiła morską blokadę Niemiec i zatrzymała w ciągu tygodnia pięć niemieckich transportowców. W odpowiedzi Niemcy upoważnili znajdujące się na morzu okręty podwodne do atakowania brytyjskiej żeglugi i ok. 16.30 3 września U-30 zatopił brytyjski statek pasażerski SS „Athenia”. Niemieckie ataki zmusiły Brytyjczyków do wprowadzenia systemu konwojowego. Niemiecka flota podwodna w ciągu pierwszych sześciu tygodni wojny zatopiła łącznie ponad sześćdziesiąt jednostek alianckich, w tym brytyjski lotniskowiec HMS „Courageous” zatopiony 17 września przez U-29 na południowy zachód od Irlandii. Łączne straty niemieckie wyniosły cztery okręty podwodne.
Znajdujące się na Atlantyku niemieckie pancerniki od początku wojny unikały wykrycia przez Aliantów, pozostając poza szlakami żeglugowymi. 26 września 1939 r. otrzymały rozkaz atakowania alianckiej floty handlowej. Do 14 października „Admiral Graf Spee” zatopił cztery statki brytyjskie na południowym Atlantyku.
Kolejny brytyjski atak powietrzny na niemiecką flotę 29 września nie uzyskał żadnych trafień przy stracie pięciu atakujących bombowców.

### Kontrofensywa III Rzeszy i początek „dziwnej wojny”

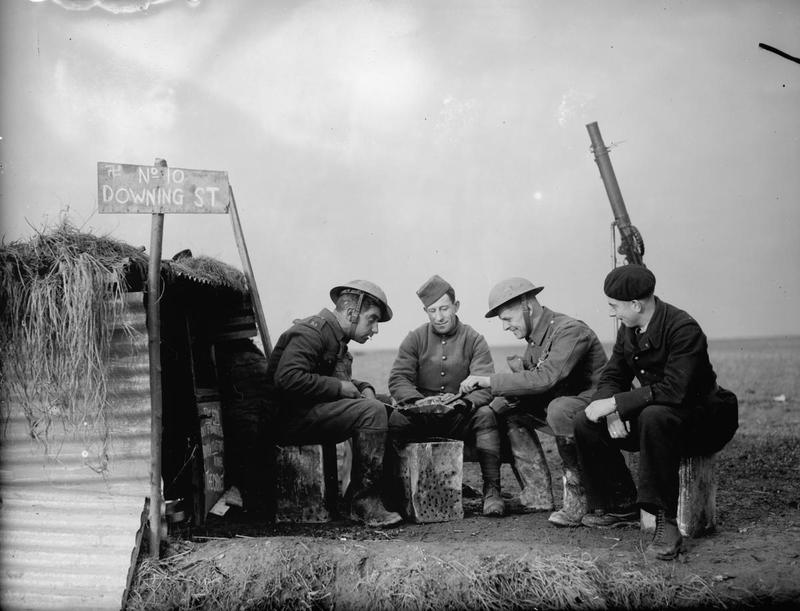
Żołnierze Brytyjskiego Korpusu Ekspedycyjnego i francuskiego lotniczego personelu naziemnego przy ziemiance „10 Downing Street” na skraju lotniska 28 września 1939 roku

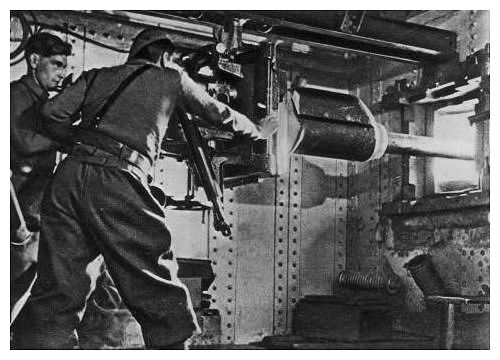
Żołnierze francuscy w fortyfikacjach linii Maginota

Ofensywne działania sił francuskich nie doprowadziły do wycofania z Polski jakiejkolwiek niemieckiej wielkiej jednostki. Wzmacniane w wyniku mobilizacji siły Grupy Armii „C” oparte o ufortyfikowaną linię umocnień były wystarczająco silne, aby Francuzi nie zdołali stworzyć odpowiedniej przewagi dla przełamania niemieckiej obrony. Do 17 września wojska francuskie okupowały zajęte niemieckie terytoria, przygotowując się do ofensywnego ostrzału artyleryjskiego Linii Zygfryda i zajęcia punktów górujących nad doliną Saary.
Rozkaz odwrotu z wysuniętych pozycji na Linię Maginota gen. Georges wydał podległym oddziałom 4 października, po wykryciu przez zwiad lotniczy niemieckich przygotowań do kontrofensywy.
16 października Niemcy rozpoczęli kontrofensywę, która do 18 października zepchnęła francuskie 3 i 4 Armię na pozycje wyjściowe, a odsłonięta w wyniku odwrotu północnego sąsiada 5 Armia wycofała się bez większego nacisku ze strony Niemców. Walki zamarły i rozpoczęła się „dziwna wojna”. Alianci nie przeprowadzając żadnych działań militarnych na granicy niemiecko-francuskiej planowali działania na zapleczu gospodarczym Niemiec: na Bałkanach, w Skandynawii bądź atak lotniczy na zaopatrujące Niemcy pola naftowe w ZSRR.

6 października 1939 r. Adolf Hitler przemawiając w Reichstagu zaproponował aliantom zachodnim pokój w zamian za uznanie podboju Polski – Francja odrzuciła niemiecką ofertą 10 października 1939 r., a Wlk. Brytania 12 października. W połowie października 1939 r. Niemcy zdecydowały się przeprowadzić ofensywę przeciwko Francji naruszając granice neutralnych Holandii, Belgii i Luksemburga. 

### Ocena pierwszych dni wojny
Do końca działań wojennych w Polsce III Rzesza nie była w stanie przerzucić żadnych pełnowartościowych jednostek bojowych (z wyjątkiem jednej dywizji) z frontu polskiego na front zachodni. Był to jedyny okres, gdy alianci na froncie zachodnim, dzięki zaciętej obronie Wojska Polskiego posiadali przewagę liczebną nad Wehrmachtem.
W analizie Jana Karskiego:

Z zobowiązaniami czy bez Brytyjczycy i Francuzi nie przewidywali ani też nie uważali, że zdołają zapewnić Polsce skuteczną pomoc militarną w razie niemieckiego ataku. Ich gwarancje zmierzały do tego, aby zapobiec wojnie, a nie zaś do tego, aby popierać Polskę militarnie, w razie gdyby wojna naprawdę wybuchła. Łudzili się, że ich oficjalne zobowiązania wobec Polski zawrócą Hitlera z drogi podboju i skłonią do racjonalnych negocjacji. Udzielając Polsce jawnego poparcia i podejmując tajne zobowiązania, chcieli także powstrzymać Polskę od zupełnego poddania się presji Hitlera, od stania się mimowolnym satelitą Niemiec.
Ale – czy to przyjmując możliwość zachowania pokoju, czy nieuchronność wojny – uważali Rosję za czynnik rozstrzygający. I Francuzom, i Brytyjczykom sojusz z Rosją wydawał się sprawą kluczową. Sądzili, że taki sojusz z pewnością zapobiegnie wojnie, a jeśli nawet nie – byli przekonani, że z pomocą takiego sojuszu wojna na pewno będzie wygrana. Aby taki sojusz stał się możliwy, niezbędna będzie współpraca Polski z Rosją, Polsce zatem należało schlebiać, ponieważ Polska dzieliła Rosję od Niemiec.
Ani Brytyjczycy, ani Francuzi nigdy nie myśleli kategoriami angielsko-francusko-polskiego sojuszu na wypadek, gdyby wojna stała się nieuchronna. Dążyli natomiast do sojuszu angielsko-francusko-sowieckiego. Bez Rosji, twierdzili, wojna będzie długotrwała, a jej ciężar będą ponosić Wielka Brytania i Francja. Co zaś do Polaków, będą musieli wytrzymać pierwszy cios, bronić się tak długo, jak zdołają i możliwie jak najbardziej osłabić niemiecką machinę wojenną, co da sojusznikom zachodnim czas na przygotowanie się. Ale wcześniej czy później Polska będzie musiała ulec. Oczywiście, z chwilą gdy demokracje zachodnie odniosą zwycięstwo, Polska zostanie wskrzeszona.
Polacy mieli odmienny pogląd na sytuację. Nie zrozumiawszy śmiertelnej powagi i znaczenia żądań Hitlera, przecenili własną siłę militarną i nie docenili siły Niemiec. Ale nie zrozumieli także strategii i motywów Wielkiej Brytanii i Francji. Wzięli dosłownie brytyjskie i francuskie zobowiązania. Myśleli kategoriami sojuszu angielsko-francusko-polskiego. Łudzili się, że wystarczy taki sojusz, aby przelicytować bluff Hitlera i zapobiec wojnie. A jeśli Hitler ją rozpocznie, równoczesna riposta Wielkiej Brytanii, Francji i Polski, riposta na lądzie, morzu i w powietrzu rzuci Niemcy na kolana. Pomimo swoich obaw i podejrzeń wobec Moskwy, nie uważali współpracy militarnej i politycznej z Rosją za konieczną. Wbrew intencjom Londynu i Paryża zachodnie gwarancje i zobowiązania tylko umacniały ich w tych założeniach.

Jan Karski: 

Bezczynność zachodnich sojuszników podczas kampanii wrześniowej zaskoczyła Polaków i stała się później przedmiotem kontrowersji i wzajemnych oskarżeń. Z chwilą gdy wojna się skończyła, stało się oczywiste, że wstępna francusko-brytyjska strategia wojenna została źle zaplanowana. Przy zaangażowaniu głównych sił niemieckich w Polsce, Francja i Wielka Brytania miały ogromną przewagę nad tymi wojskami, które Hitler pozostawił na froncie zachodnim. (…) ponieważ większość niemieckich dywizji walczyła w Polsce, armia francuska miała kolosalną przewagę liczebną. Marszałek polny Wilhelm Keitel i generał Alfred Jodl autorytatywnie oświadczyli na procesie norymberskim, że Wehrmacht odnoszący takie sukcesy w osobnych kampaniach przeciwko Polsce, a później przeciwko Francji mógłby nie sprostać wojnie na dwa fronty w roku 1939. Według świadectwa Jodla: „Do roku 1939 byliśmy oczywiście w stanie sami rozbić Polskę. Ale nigdy – ani w roku 1938, ani w 1939 – nie zdołalibyśmy naprawdę sprostać skoncentrowanemu wspólnemu atakowi tych państw [Wielkiej Brytanii, Francji, Polski]. I jeśli nie doznaliśmy klęski już w roku 1939, należy to przypisać jedynie faktowi, że podczas kampanii polskiej około 110 dywizji francuskich i brytyjskich pozostało kompletnie biernych wobec 23 dywizji niemieckich.” Keitel poświadczył, że dowództwo niemieckie widziało w brytyjskiej i francuskiej bierności militarnej podczas kampanii polskiej wskazówkę, że Wielka Brytania i Francja pogodziły się z podbojem Polski przez nazistów i nie mają poważnego zamiaru udzielenia Polsce pomocy.

Według Mariana Zgórniaka, Francja nie dysponowała jednak w pierwszym miesiącu wojny siłami wystarczającymi dla skutecznego przeprowadzenia ofensywy:

Na przykład francuski historyk Ado[l]phe Goutard uważa, że francuska armia z pewnością przeszłaby linię Zygfryda. Badałem dokładnie to zagadnienie. Moim zdaniem z punktu widzenia wojskowego Gamelin postąpił słusznie. Francuska armia miała niewielkie szanse na przełamanie linii Zygfryda. Co więcej, Hitler o tym wiedział. Francja dysponowała we wrześniu 80 dopiero mobilizującymi się dywizjami. Niemcy mieli na zachodzie najpierw 33, a potem 43 dywizje, czyli milion żołnierzy i nadal zachowywali duże możliwości mobilizacyjne. Linia Zygfryda, choć ciągle w budowie, we wrześniu 1939 roku była silniejsza od linii Maginota. Miała mniej efektownych, potężnych budowli, ale była lepiej zaplanowana, głębsza. To nie był tylko wąski pas potężnych bunkrów, ale ufortyfikowana przestrzeń. Trzeba pamiętać, że ta sama linia w 1944 roku powstrzymała na kilka miesięcy Amerykanów, choć zmieniła się już technika bojowa i przewaga aliantów była wówczas druzgocąca. Poza tym Francja mogła nacierać tylko na bardzo wąskim odcinku bezpośredniej granicy z Niemcami. Front niemiecko-francuski wynosił około 500 km, to bardzo mało. 43 dywizje wystarczały do długotrwałej obrony takiego odcinka. Szef niemieckiego sztabu gen. Franz Halder pisał w pamiętnikach, że jedyną szansą Francuzów było atakowanie przez Belgię, ale oczywiście to nie było wówczas wykonalne, gdyż neutralna Belgia stawiałaby opór Francuzom. I jeszcze jedno: po co Francuzi mieliby atakować? Kampania w Polsce była już operacyjnie przegrana. Podczas spotkania w Abbeville sztab sojuszniczy dysponował meldunkami, które świadczyły, że ZSRR na pewno wkroczy. Wówczas akcja militarna nie miała już sensu. Wszystko to było oczywiste dla Hitlera, mniej dla jego generałów. Dowódca armii „C” na Zachodzie gen. Wilhelm von Leeb dziwił się, czemu ci waleczni żołnierze francuscy, których pamiętał z wojny, nie atakują.

Paweł Korzeniowski uważa, że siły francuskie były zbyt rozproszone pomiędzy osłonę granic i odwody w głębi kraju aby móc skutecznie prowadzić działania przeciwko Niemcom.
Ian Kershaw: 

Z wojskowego punktu widzenia zachodnie mocarstwa nie uczyniły absolutnie nic dla ratowania Polski.

## Walki w centrum kraju

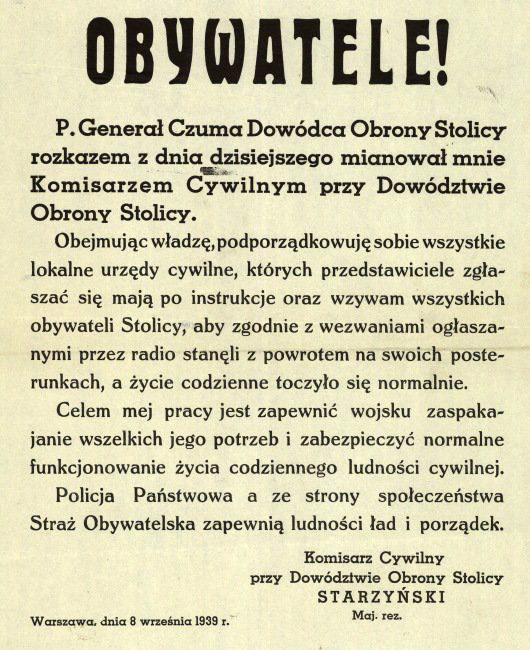
Proklamacja Stefana Starzyńskiego jako Komisarza Cywilnego przy Dowództwie Obrony Warszawy 8 września 1939

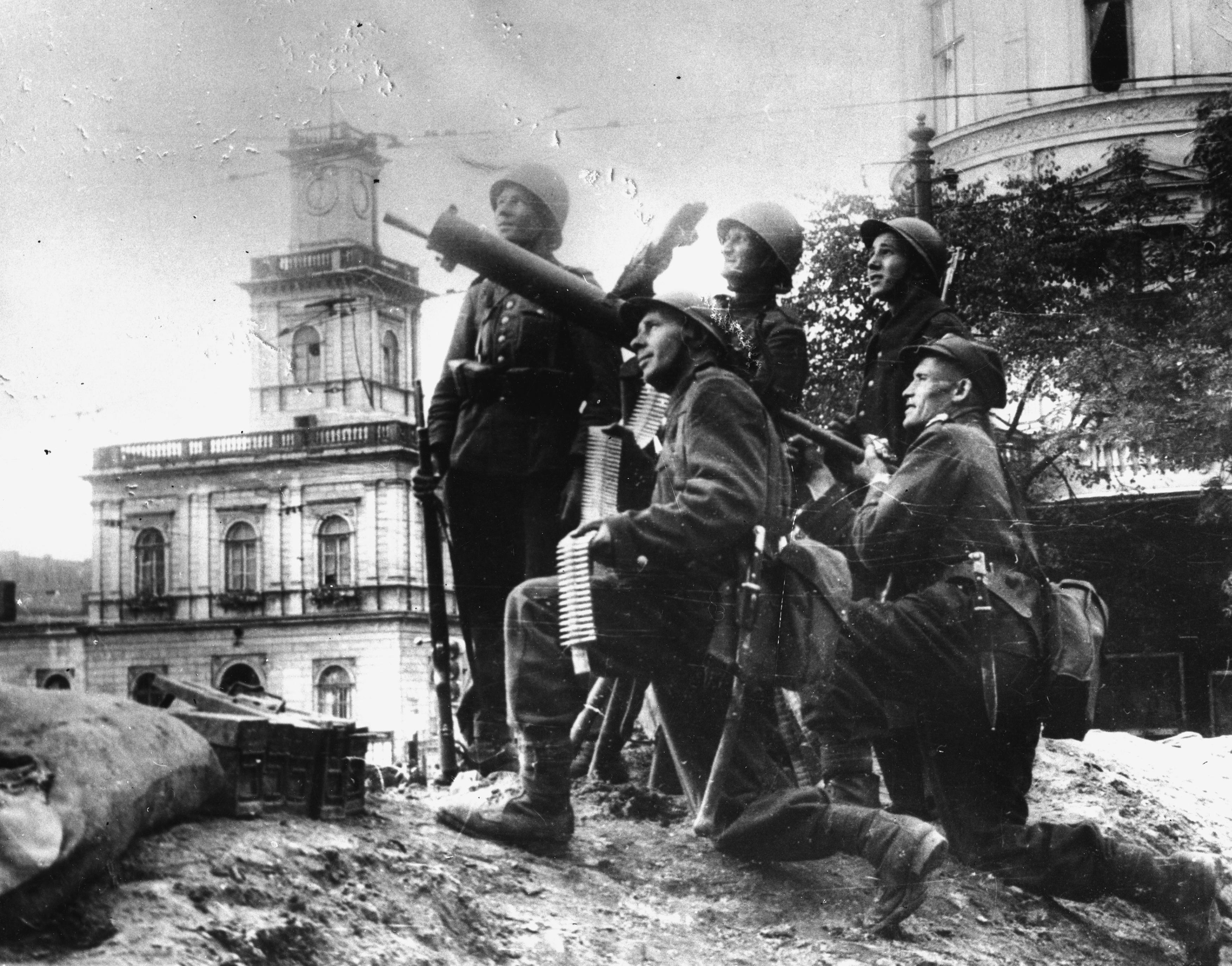
Stanowisko obrony przeciwlotniczej w czasie oblężenia Warszawy

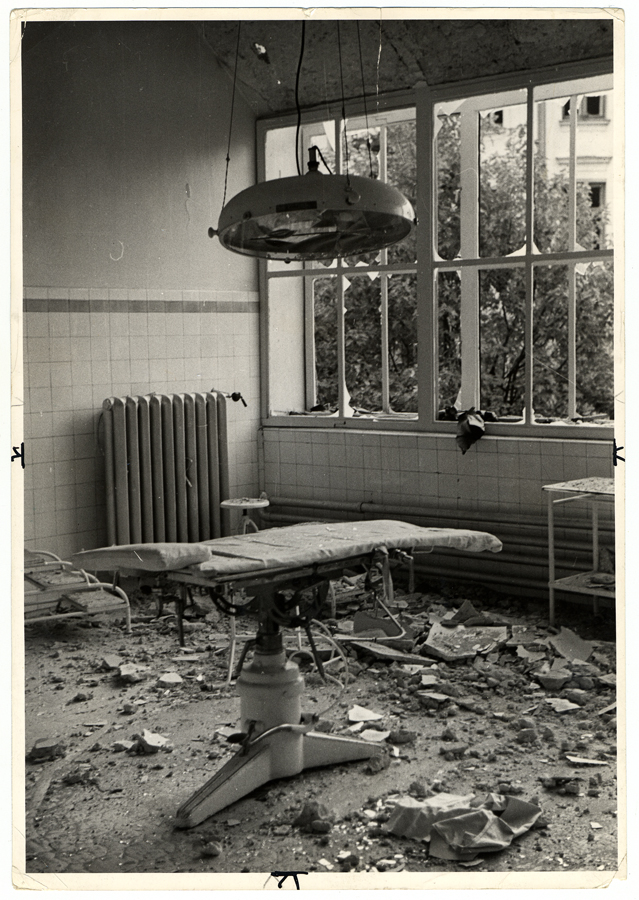
Stół operacyjny w zbombardowanym przez Luftwaffe Szpitalu Przemienienia Pańskiego w Warszawie

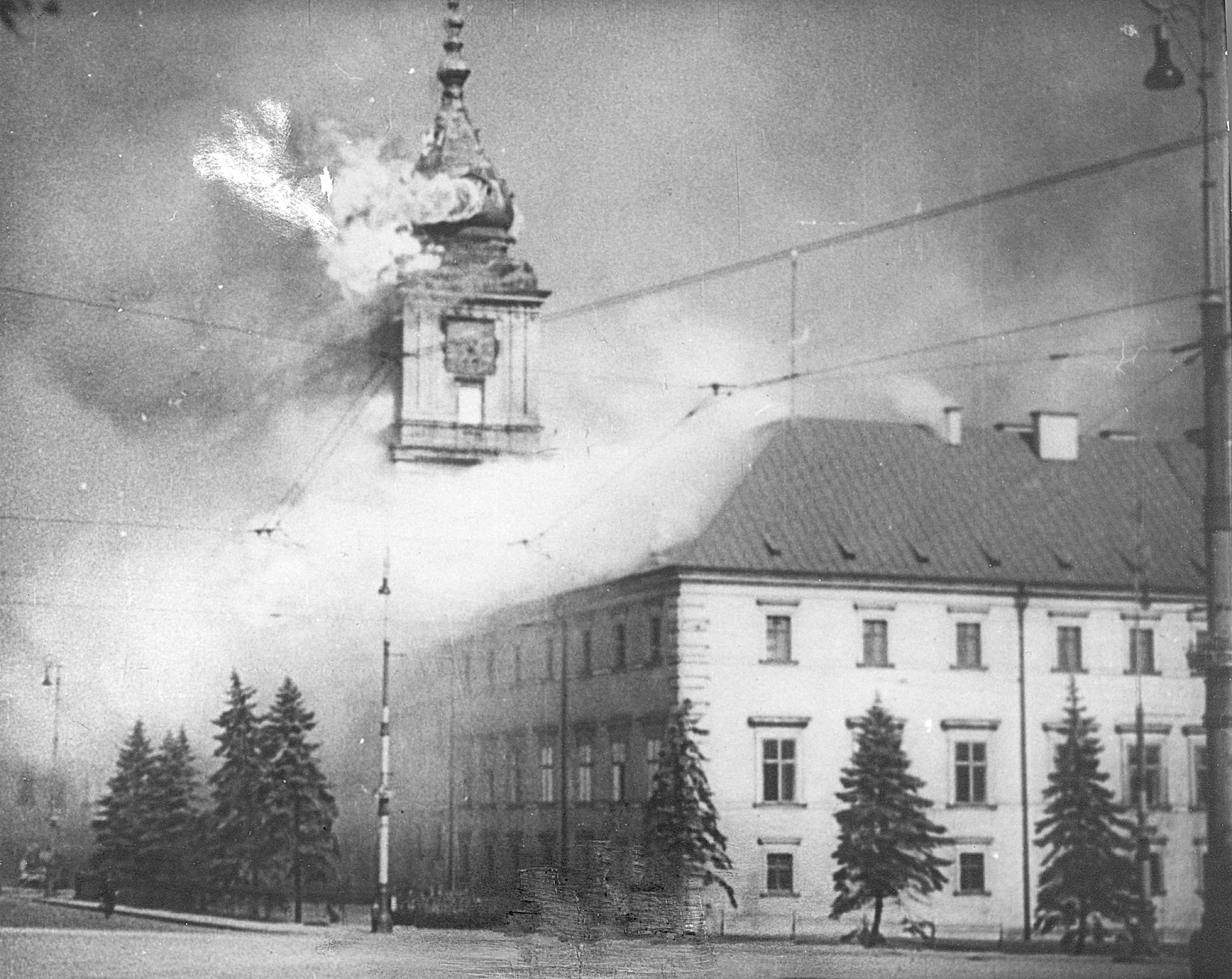
Płonący Zamek Królewski w Warszawie po ostrzale przez artylerię niemiecką, 17 września 1939

### Warszawa
Już 1 września niemieckie bombowce bombardowały Warszawę. Przeciwko nim wyleciały samoloty Brygady Pościgowej i zestrzeliły czternaście z nich. Straty polskiej brygady były jednak bardzo duże i w następnych dniach jej działania były już mniej skutecznie. Po utracie większości samolotów w nocy z 6 na 7 września brygada odeszła na lubelski węzeł lotniskowy.
Tymczasem na froncie polsko-niemieckim trwały ciężkie walki. Groźbę utraty przepraw przez Wisłę dostrzeżono w Naczelnym Dowództwie już w trzecim dniu wojny. Marszałek Śmigły-Rydz nakazał tworzenie improwizowanych pozycji obronnych w głębi kraju, przygotowanie do obrony Warszawy i linii środkowej Wisły od Modlina po Sandomierz. Zdał sobie bowiem sprawę z możliwości wcześniejszego dotarcia do Wisły oddziałów niemieckich niż cofających się z zachodniej części kraju jednostek polskich. Na podstawie wytycznych Naczelnego Wodza minister spraw wojskowych gen. Tadeusz Kasprzycki wydał 3 września rozkaz organizacyjny nr 1, w którym nakazał utworzenie nad Wisłą dwóch odcinków obronnych: pierwszy – między Modlinem a Dęblinem – miał zorganizować dowódca Okręgu Korpusu nr I gen. bryg. Mieczysław Trojanowski, a drugi – od Dęblina do Sandomierza – dowódca Okręgu Korpusu nr II gen. bryg. Mieczysław Smorawiński.
Do obrony całej środkowej Wisły przeznaczone miały być siły dopiero mobilizowane w ośrodkach zapasowych. Obszarem szczególnie ważnym w obronie środkowej Wisły była Warszawa. Jej obronę minister ON powierzył gen. bryg. Walerianowi Czumie. W nocy z 3 na 4 września wszystkie jednostki znajdujące się w mieście skierowano do lewobrzeżnej części Warszawy. 4 września gen. Czuma dokonał podziału zachodniego przedmościa Warszawy na cztery rejony obrony – „Mokotów”, „Ochota”, „Wola” i „Marymont”, a do 5 września utworzono Sztab Obrony Warszawy.
Pod wpływem niepokojących wiadomości z frontu, Rada Ministrów podjęła decyzję o częściowej ewakuacji rządu i innych instytucji państwowych. 5 września rozpoczęła się paniczna ich ewakuacja, powstrzymana jedynie częściowo dopiero dwa dni później odezwą dowódcy zgrupowania warszawskiego, gen. Waleriana Czumy, oraz zarządzeniem nowego komisarza cywilnego obrony, prezydenta miasta mjr. rez. Stefana Starzyńskiego. Ludność miasta, która nie uległa ewakuacyjnej panice, zaczęła zgłaszać się do dyspozycji Dowództwa Obrony Warszawy. Po opuszczeniu Warszawy przez Naczelnego Wodza, w nocy z 6 na 7 września, część oficerów pozostała w mieście. Do dyspozycji gen. Czumy zgłosili się między innymi płk dypl. Marian Porwit, ppłk dypl. Leopold Okulicki, płk dypl. Jan Hyc oraz ppłk Władysław Goebel. Wymienieni oficerowie odegrali bardzo ważną rolę w procesie przygotowania obrony miasta i w czasie walk obronnych. Garnizon warszawski liczył wtedy siedemnaście batalionów piechoty, dziesięć baterii artylerii lekkiej, sześć baterii artylerii ciężkiej oraz batalion czołgów.
Wysiłki Naczelnego Wodza, mające na celu zatrzymanie niemieckich czołgów posuwających się na Warszawę od południa, nie dały oczekiwanych rezultatów i 8 września jednostki XVI Korpusu Armijnego (mot.) gen. Ericha Hoepnera podeszły pod Warszawę. Jego 1 DPanc podeszła pod Górę Kalwarię, a lewoskrzydłowa 4 DPanc bezpośrednio pod Warszawę i zajęła Okęcie. Wieczorem tego dnia radio berlińskie podało informację, jakoby Warszawa została zdobyta.
W tym też czasie gen. Tadeusz Kutrzeba zarządził odwrót swoich wojsk (grupa armii „Poznań”–„Pomorze”) w kierunku Warszawy. Rozpoczęła się bitwa nad Bzurą. Dowództwo niemieckie zaangażowało do tej bitwy całą 8. i część 10 Armii. 13 września także 4 DPanc odeszła spod Warszawy. Nacisk na miasto od zachodu zelżał. Jednak od wschodu do stolicy zaczęła zbliżać się niemiecka 3 Armia.
W Warszawie przyjmowano spływające do miasta jednostki, doskonalono system obrony i dowodzenia, prowadzono mobilizację nowych oddziałów i gromadzono zapasy środków walki. Znaczące powiększenie sił nastąpiło w nocy z 13 na 14 września po wejściu na Pragę grupy gen. Juliusza Zulaufa i po 19 września, gdy przez Puszczę Kampinoską przebiły się resztki Armii „Poznań” i „Pomorze”. Stan liczbowy obrońców stolicy wzrósł z 50 do 100 tysięcy żołnierzy. Naczelne dowództwo w tym obszarze sprawował dowódca Armii „Warszawa” gen. Juliusz Rómmel. Podlegał mu bezpośrednio dowódca Obrony Warszawy, gen. Walerian Czuma. Powołany został Komitet Obywatelski, nazywany Radą Obrony Stolicy. Pierwsze posiedzenie Rady odbyło się 17 września w sztabie dowództwa Armii „Warszawa” przy ul. Rakowieckiej 4. Obrona Warszawy stała się wspólnym dziełem wojska i ludności cywilnej.
Utrzymany został podział obrony miasta na dwa odcinki: Odcinek Warszawa-Zachód z płk. Marianem Porwitem na czele i Warszawa-Wschód, którego dowódcą został gen. Juliusz Zulauf. Odcinek Warszawa-Wschód podzielony został na dwa pododcinki: Północny i Południowo-Wschodni. Dowódcą pododcinka Północnego został płk dypl. Wilhelm Lawicz. Pododcinek obejmował trzy rejony obrony: Pelcowiznę, Targówek i Elsnerów. Pododcinek Południowo-Wschodni obejmował Utratę, Grochów i Saską Kępę. Dowódcą był płk Eugeniusz Żongołłowicz. Obroną Utraty kierował ppłk dypl. Franciszek Węgrzyn, a Grochowa bronił płk dypl. Stanisław Sosabowski ze swoim 21 pułkiem piechoty. Saską Kępę obsadził III/336 pp i 6/21 pp. Dowódcą był ppłk Stefan Kotowski.
Wysiłki gen. Czumy i jego sztabu, organizującego obronę Warszawy na obu brzegach Wisły, przyniosły dobre rezultaty. Od 14 do 22 września, po odparciu uderzenia niemieckiej 4 DPanc na Ochocie, liczba obrońców Odcinka Warszawa-Zachód wzrosła z 11 do 30 tysięcy żołnierzy, a Pragi do 40 tysięcy. Jednak mimo znacznego wzrostu liczebności żołnierzy i rozbudowy pozycji obronnych sytuacja obrońców Warszawy w drugiej dekadzie września pogorszyła się. 13 września na prawym brzegu Wisły, między ujściem Okrzejki i Wilgi, czołowe oddziały niemieckiej 3 Armii nawiązały bezpośredni kontakt z oddziałami 10 Armii i zamknięty został pierścień okrążenia Warszawy od wschodu. Po zakończeniu bitwy nad Bzurą wszystkie siły i środki skierowane zostały przeciwko obrońcom Warszawy i Modlina. Za przebijającymi się przez Puszczę Kampinoską resztkami sił Armii „Poznań” i „Pomorze” przesuwały się w kierunku Warszawy siły główne niemieckiej 8 Armii.
Od 15 września Niemcy prowadzili codzienne ataki na wschodnią część miasta. Pierwsze ataki skierowane były od północy na Targówek i Bródno oraz od wschodu na Grochów. Na północy ataki odparto, ale niemieckiej 11 Dywizji Piechoty, uderzającej na Grochów, udało się wedrzeć w głąb obrony 21 pułku piechoty i opanować plac Szembeka, a następnie Wał Gocławski. Próba odzyskania ich okazała się kosztowna i przyniosła tylko połowiczne rezultaty.
16 września Niemcy zaproponowali kapitulację stolicy. Została ona odrzucona. W odpowiedzi Niemcy wstrzymali ataki piechoty i rozpoczęli metodyczny ostrzał artyleryjski.
Tymczasem od 18 do 22 września ciężar walk w rejonie Warszawy przeniósł się do Puszczy Kampinoskiej. Tu przebijały się resztki pobitych nad Bzurą Armii „Poznań” i „Pomorze”. Idąca na czele kawaleria gen. Romana Abrahama 19 września stoczyła ciężką walkę pod Sierakowem i przedarła się do Warszawy. Posuwająca się za nią 25 Dywizja Piechoty gen. Franciszka Altera w nocy z 19 na 20 września dotarła na północ od Młocin, a 15 Dywizja Piechoty gen. Zdzisława Przyjałkowskiego w rejon na północ od Lasek. Z nimi przybył do miasta gen. Tadeusz Kutrzeba i objął stanowisko zastępcy dowódcy Armii „Warszawa”. 20 września przedostały się do Warszawy także resztki 13 Dywizji Piechoty z Armii „Prusy”.
Od zakończenia bitwy nad Bzurą Warszawa nie mogła już liczyć na pomoc z zewnątrz. Na początku trzeciej dekady września dywizje niemieckiej 10 Armii zajęły obszar Puszczy Kampinoskiej, przedarły się do Wisły na północ od Warszawy i przejęły składnicę amunicyjną w Palmirach. Sytuacja walczących w osamotnieniu Modlina i Warszawy stawała się coraz trudniejsza. Pogorszyła się też znacznie międzynarodowa sytuacja Polski. Anglia i Francja nie podjęły obiecanej ofensywy na zachodzie, 17 września od wschodu wkroczyła do Polski Armia Czerwona, a Naczelny Wódz wydał wojskom rozkaz wycofania się na Węgry i do Rumunii. Nakazał jednak dalszą obronę Warszawy i Modlina. Dowódcy polscy rozumieli, że dalsza walka z Niemcami jest już tylko walką o honor. Jako pierwszy pytanie o cel dalszej walki postawił gen. Kutrzeba. Zarówno gen. Kutrzeba, jak i szef sztabu Dowództwa Obrony Warszawy płk Tadeusz Tomaszewski pragnęli uchronić ludność od dalszych strat, a miasto od zniszczeń. Wysunęli propozycję skupienia wszystkich sił znajdujących się w Warszawie na jednym kierunku, przerwanie pierścienia okrążenia i stoczenia walnej bitwy z Niemcami w otwartym polu, za miastem, aż do wyczerpania amunicji. Gen. Rómmel i inni oficerowie Dowództwa Obrony Warszawy opowiadali się jednak za dalszą walką w mieście, w warunkach całkowitego oblężenia. Kontynuowano zatem przegrupowania wojsk i przygotowania do odparcia spodziewanego ataku.
Podstawowe rozkazy do uderzenia na Warszawę dowództwo niemieckie wydało 22 i 23 września. Pierwsze uderzenie od południa miał wykonać XIII KA gen. Maximiliana Weichsa. Główne uderzenie miało pójść na Czerniaków i dalej w kierunku mostu Poniatowskiego. Jednocześnie zamierzano zaatakować lotnisko mokotowskie i stację rozrządową na Ochocie. W następnej kolejności, od północy, miał uderzyć XI KA gen. Emila Leeba. Po zakończeniu przegrupowań i podciągnięciu sił od 23 września Niemcy wzmogli bombardowania i artyleryjski ostrzał Warszawy.
Wykonując ten rozkaz, lotnictwo niemieckie zbombardowało Zamek Królewski, Cytadelę, Miejskie Zakłady Autobusowe. Ostrzelano szpitale warszawskie. Następnego dnia nasilenie ognia artyleryjskiego i bombardowań wzrosło. Zbombardowana została między innymi elektrownia, a Warszawa została bez światła i wody. Bombardowaniom lotniczym i ostrzałowi artyleryjskiemu towarzyszyły lokalnie natarcia na lądzie. Od 22 do 24 września Niemcy dokonali wielu wypadów grupami w sile od jednej do trzech kompanii, aby poprawić swoje położenie i rozpoznać stanowiska polskiej broni maszynowej oraz artylerii. Wszędzie byli jednak odpierani z dużymi dla nich stratami. Żołnierze polscy także organizowali wypady przeciw placówkom niemieckim. Wiele z nich zakończyło się powodzeniem.
Ogólna sytuacja obrońców pogarszała się jednak z każdym dniem. Otoczone zewsząd miasto nie było zasilane z zewnątrz. Zaczęło brakować amunicji artyleryjskiej, a później także i do broni strzeleckiej. 25 września w osławiony „lany poniedziałek” na Warszawę spadło 560 ton bomb burzących i 72 tony zapalających. Akcję lotnictwa niemieckiego w tym dniu można nazwać bombardowaniem dywanowym.
Wykorzystując intensywne ataki lotnicze i ogień artylerii, 25 września piechota niemiecka szykowała się do szturmu. Od strony północnej niemiecka 18 DP zaatakowała polską wysuniętą pozycję Bielany, a później Wawrzyszew, a 19 DP atakowała Osiedle Łączności Babice. Ataki niemieckie zakończyły się dla nich niepowodzeniem. Od strony południowej uderzały związki taktyczne niemieckiego XIII Korpusu Armijnego. Jego 10 Dywizja Piechoty atakowała Fort Mokotowski i wysunięty punkt oporu Królikarnia, zaś 46 DP operowała w dolinie wiślanej. Atakowany był Fort Dąbrowskiego, Fort Czerniakowski i Osiedle Czerniaków.

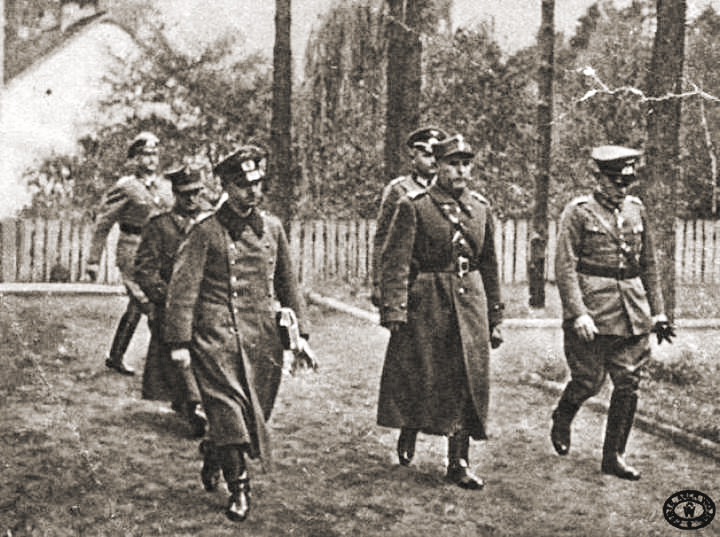
Gen. Tadeusz Kutrzeba i gen. Johannes Blaskowitz (z prawej) udający się na rozmowy w sprawie kapitulacji Warszawy. 27 września 1939

25 września gen. Johannes Blaskowitz wydał rozkaz do szturmu generalnego. Następnego dnia niemiecki XIII KA rozpoczął natarcie od strony południowej. 46 DP z rejonu Wilanowa uderzyła na Czerniaków, a 10 DP skierowała się na Mokotów. Walki prowadzone były z najbliższej odległości, często na bagnety i granaty ręczne. Polacy utracili wysunięte punkty oporu: Fort Mokotowski, Fort Dąbrowskiego, Fort Czerniakowski i Osiedle Czerniaków, ale utrzymali zasadniczą linię obrony. Dotkliwie dawał się odczuć brak amunicji. Na odcinku północnym, po kilkakrotnej nawale ogniowej, udało się Niemcom opanować ośrodek oporu Babice.

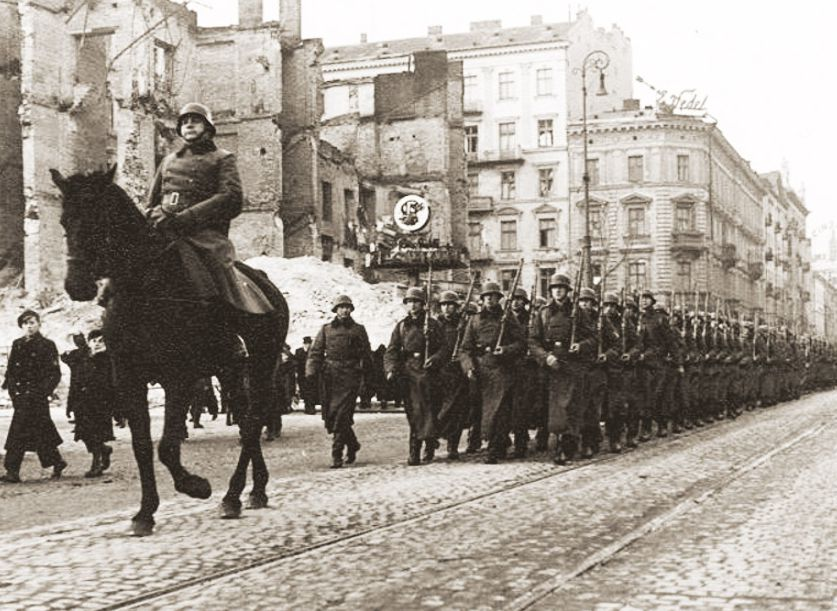
Oddziały Wehrmachtu wkraczające do Warszawy. 1 października 1939

Jednak ogólna sytuacja walczącej Warszawy była tragiczna. Od trzech dni mieszkańcy nie mieli prądu i wody. Brakowało żywności. Kilkadziesiąt tysięcy rannych cywilów i żołnierzy tłoczyło się w szpitalach, przytułkach i przygodnych pomieszczeniach bez opieki, leków i opatrunków. Stolicy groziła epidemia. 26 września w południe gen. Rómmel zwołał Radę Wojenną. Wzięli w niej udział dowódcy wojskowi i przedstawiciele ludności cywilnej ze Stefanem Starzyńskim na czele. Po długiej dyskusji zapadła decyzja wszczęcia rozmów o zawieszeniu broni. Po południu gen. Rómmel wysłał do Niemców kpt. dypl. Tadeusza Wojciechowskiego jako parlamentariusza, a po ustaleniu wstępnych warunków, do pertraktacji kapitulacyjnych wyznaczeni zostali gen. Tadeusz Kutrzeba i płk Aleksander Pragłowski. Mimo prowadzonych rozmów, walki o Warszawę trwały nadal. Do południa 27 września obrońcy utrzymali swoje pozycje, tracąc tylko kilkaset metrów terenu na Bielanach. 27 września o 12.00 nastąpiło zawieszenie broni. Następnego dnia gen. Tadeusz Kutrzeba podpisał akt kapitulacji. Tego samego dnia broń złożyła także załoga twierdzy Modlin. 29 września po południu wkroczyły do centrum Warszawy pierwsze oddziały niemieckie. 28 września w warszawskim Ratuszu odbyło się pierwsze organizacyjne spotkanie Służby Zwycięstwu Polski.

### Bitwa nad Bzurą

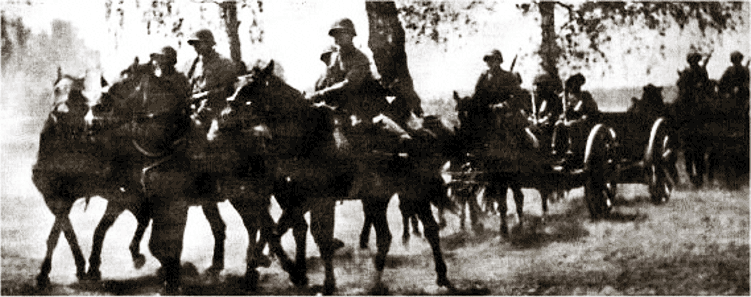
Polska artyleria w marszu

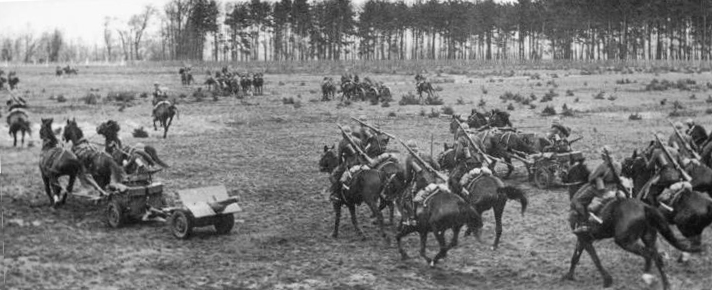
Wielkopolska Brygada Kawalerii podczas bitwy nad Bzurą

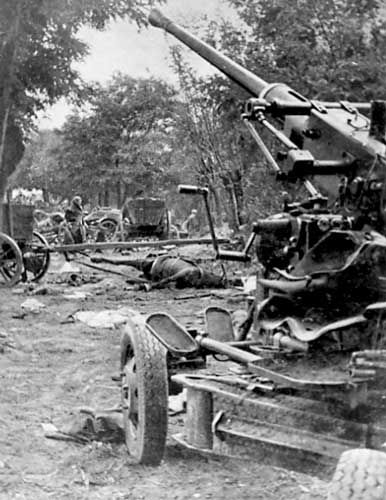
Polskie działko przeciwlotnicze Bofors po ataku Luftwaffe w czasie bitwy nad Bzurą

Niemieckie sukcesy na skrzydłach polskiego frontu spowodowały, że Naczelny Wódz w szóstym dniu wojny podjął decyzję o wycofaniu sił głównych z zachodniej Polski za Wisłę. Dowódca Armii „Poznań” gen. Tadeusz Kutrzeba już 3 września zwrócił się do Naczelnego Wodza z propozycją wykonania częścią swoich sił zwrotu zaczepnego na korzyść Armii „Łódź”. Nie uzyskał jednak aprobaty Sztabu Naczelnego Wodza i jego armia wycofywała się bez walki na linię Żnin–Gopło–Warta i przedmościa Konin–Koło, a nastroje żołnierzy wielkopolskich, obawiających się o losy pozostawionych bez opieki rodzin, pogarszały się z każdym dniem. Uciążliwe nocne piesze przemarsze wyczerpywały ich siły fizyczne.
4 września, w Toruniu, na polecenie gen. Stachiewicza, dowódcy Armii „Poznań” i „Pomorze”, generałowie Kutrzeba i Bortnowski, ustalali zasady współdziałania między swoimi wojskami. Po powrocie na stanowisko dowodzenia gen. Kutrzeba zastał rozkaz o zgodzie na wykonanie ograniczonego uderzenia w pasie Armii „Łódź”. Miała je wykonać 25 Dywizja Piechoty i Wielkopolska BK. Jednak przełamanie przez dywizje niemieckiej 8 Armii obrony polskiej nad Wartą i Widawką, a następnie rozwinięcie natarcia w kierunku wschodnim, doprowadziło do przerwania bezpośredniej styczności między Armiami „Poznań” i „Łódź”, a wykonanie uderzenia w kierunku na Sieradz musiało zostać odwołane. Armia „Poznań” otrzymała 6 września nowy rozkaz. Przewidywał on wycofania się za Wisłę i zajęcie obrony pomiędzy Warszawą a Otwockiem. Odwrót miał odbyć się po marszrucie prowadzącej przez Łęczycę i Łowicz. Armia „Pomorze” miała cofać się przez Kutno i Sochaczew, a sztab armii przenieść się do Sochaczewa.
Z kalkulacji czasowo-przestrzennych sztabów obu armii wynikało, że ich wojska nie zdążą dotrzeć nad Wisłę przed Niemcami. Szansę uporządkowanego odwrotu widział gen. Kutrzeba przede wszystkim w ścisłym skorelowaniu działań Armii „Poznań” i Armii „Pomorze” z działaniami Armii „Łódź”, gdyż rozerwanie styku pomiędzy lewym skrzydłem jego armii i prawym skrzydłem armii gen. Rómmla dawało Niemcom szanse pobicia sił polskich częściami. Aby do tego nie dopuścić, 6 września ponowił on propozycję przeprowadzenia akcji zaczepnej w kierunku południowo-wschodnim. Propozycja nie została jednak zaaprobowana przez Naczelnego Wodza. Gen. Kutrzeba przystąpił zatem do wykonania rozkazu marszu na wschód w rejon Kutna, Łęczycy, Dąbia i Kłodawy. Wyznaczone rejony miały być osiągnięte rano 8 września. W tym samym czasie armia gen. Bortnowskiego zamierzała skupić swoje siły główne w rejonie Aleksandrów–Radziejów–Włocławek. Jej sztab posunięty został do Brześcia Kujawskiego.
Wieczorem 7 września do sztabu Armii „Poznań” przybył gen. Bortnowski i zadeklarował wolę ścisłego współdziałania, podporządkowując się jednocześnie gen. Kutrzebie. Obaj generałowie dokonali oceny położenia własnych wojsk, położenia sąsiadów, a także sformułowali prognozy dalszych działań nieprzyjaciela. Z oceny tej wysnuli wniosek, że wykonanie rozkazu Naczelnego Wodza nie będzie możliwe bez stoczenia bitwy na zachód od Wisły. W ocenie gen. Kutrzeby czołowe kolumny niemieckiej 8 Armii zdążyły już wyprzedzić jego wojska w drodze do Warszawy. Opinię gen. Kutrzeby o sytuacji, w jakiej znalazły się wojska poznańskie i pomorskie, podzielił w zasadzie także gen. Bortnowski. Wyraził zgodę na wspólną akcję obydwóch armii, a wybór miejsca i czasu rozpoczęcia zwrotu zaczepnego pozostawił gen. Kutrzebie. 8 września gen. Kutrzeba zamierzał zwrócić się z uzgodnioną z gen. Bortnowskim propozycją rozegrania bitwy do Naczelnego Wodza, celem akceptacji. Nie zastał go jednak w Warszawie, gdyż ten wyjechał do Brześcia, a łączność z nim nie funkcjonowała. Decyzję zatwierdził warunkowo szef sztabu ND gen Stachiewicz. Zrodziło to dalsze dyskusje nad zamiarem rozegrania walki. Gen. Bortnowski był zdania, że natarcie należy odłożyć do czasu skoncentrowania w jednym rejonie obu armii, a następnie wykonać uderzenie w kierunku Łodzi; gen. Kutrzeba uważał, że należy jak najszybciej atakować siłami Armii „Poznań” z rejonu Łęczyca–Piątek w kierunku na Stryków.
Podczas gdy gen. Kutrzeba przygotowywał grupę armii do wykonania „zwrotu manewrowego”, w obszarze pomiędzy Włocławkiem, Kutnem i Łodzią, na zachód od Wisły znajdowały się jeszcze znaczne siły polskie. Oprócz Armii „Poznań” i „Pomorze” walczyły mocno już nadszarpnięte jednostki Armii „Łódź”, a w rejonie Warszawy tworzona była Armia „Warszawa”.

Gen. Kutrzeba miał prawo oczekiwać, że Naczelny Wódz i jego sztab uczynią wszystko, aby działania tych sił ściśle ze sobą skorelować i zogniskować na jednym kierunku. Jednak ze względu na słabą łączność z Brześciem, Naczelny Wódz utracił kontakt z dowódcami armii, a wydawane przezeń z rozkazy docierały z opóźnieniem lub nie docierały w ogóle. 9 września przeniósł się także do Brześcia gen. Stachiewicz wraz z resztą sztabu Naczelnego Wodza i od tej chwili ustała prawie całkowicie ingerencja Naczelnego Wodza i jego sztabu w wydarzenia, jakie rozegrały się na zachód od Warszawy. Także system dowodzenia utworzonej ad hoc grupy armii nie funkcjonował sprawnie, a współdziałające grupy operacyjne podlegały różnym dowództwom. Niemniej jednak położenie wojsk Armii „Poznań” przed bitwą było korzystne, wobec rozciągniętego ugrupowania niemieckiej 8 Armii. Natarcie, planowane siłami trzech dywizji piechoty i dwóch brygad kawalerii w pasie Dąbie–Łęczyca–Piątek–Bielawy, trafiało początkowo tylko na jedną dywizję niemiecką, a GO gen. Knolla-Kownackiego uderzała na dwa pułki tej dywizji. Stosunek sił był więc bardzo korzystny dla strony polskiej i dawał szanse na pobicie niemieckiej 30 DP, a następnie pozostałych rozczłonkowanych sił całej 8 Armii. Warunkiem była szybkość koncentracji sił polskich i natychmiastowe przejście do działań.
Jak się jednak później okazało, plan działań gen. Kutrzeby nie pokrywał się z nową koncepcją Naczelnego Wodza. Przebywający w Brześciu marsz. Śmigły-Rydz 8 września wieczorem podjął decyzję o rezygnacji z obrony na linii Wisły, by skupić maksimum sił na obszarze południowo-wschodniej Polski. Armie „Poznań” i „Pomorze” miały nacierać w ogólnym kierunku na Radom, aby związać siły niemieckie działające na zachodnim brzegu Wisły i ułatwić polskim oddziałom będącym na wschód od tej rzeki odejście na przedmoście rumuńskie. Nowa decyzja Naczelnego Wodza trafiła do gen. Kutrzeby dopiero 11 września, czyli w momencie, kiedy wojska Armii „Poznań” od kilku dni nacierały, a dostosowanie planu działań obu armii do najnowszych wytycznych było już niemożliwe. Także szanse na dotarcie do Radomia, a później za Wisłę, były znikome. Idąc na Warszawę, gen. Kutrzeba miał nadzieję na połączenie swoich sił z Armią „Łódź”, a później z Armią „Warszawa”, o utworzeniu której miał informacje.
Natarcie na skrzydło niemieckiej 8 Armii rozpoczęła w nocy z 9 na 10 września Grupa Operacyjna gen. Knolla-Kownackiego.
Efekt nocnego natarcia był jednak mniejszy od oczekiwanego. 25 Dywizja Piechoty atakująca Łęczycę nie odniosła spodziewanego sukcesu. Nacierająca na lewo od niej 14 Dywizja Piechoty zdobyła Piątek i w ciągu dnia posunęła się do przodu na odległość około osiemnastu kilometrów, a 17 Dywizja Piechoty zdobyła Górę Świętej Małgorzaty, Małachowice i Brachowice. 25 DP uwikłała się w walki o Łęczycę i pozostała z tyłu, a w ciągu dnia posunęła się do przodu około siedmiu kilometrów. Działające na skrzydłach: Wielkopolska BK podeszła pod Bielawy, a Podolska BK dotarła pod Ozorków. Już pierwszego dnia bitwy niemiecka 30 Dywizja Piechoty straciła około 800 zabitych, 750 rannych, 3000 jeńców i zepchnięta została na południe. Na wiadomość o jej klęsce dowódca 8 Armii gen. Johannes Blaskowitz skierował natychmiast nad Bzurę 17 Dywizję Piechoty i część sił 10 DP. Jednocześnie dowódca Grupy Armii „Południe” gen. Gerd von Rundstedt wzmocnił 8 Armię XI i XVI KA(mot.) z 10 Armii. Tymczasem natarcie polskie rozwijało się dalej, a walki przybierały coraz bardziej zaciekły i krwawy charakter. Natarcie Grupy Operacyjnej gen. Knolla-Kownackiego rozwijało się jednak zbyt wolno, by mogło przerodzić się w sukces operacyjny. Generał Kutrzeba postanowił więc uruchomić Grupę Operacyjną gen. Mikołaja Bołtucia i uderzyć w kierunku na Łowicz i Głowno.

### Na Lubelszczyźnie

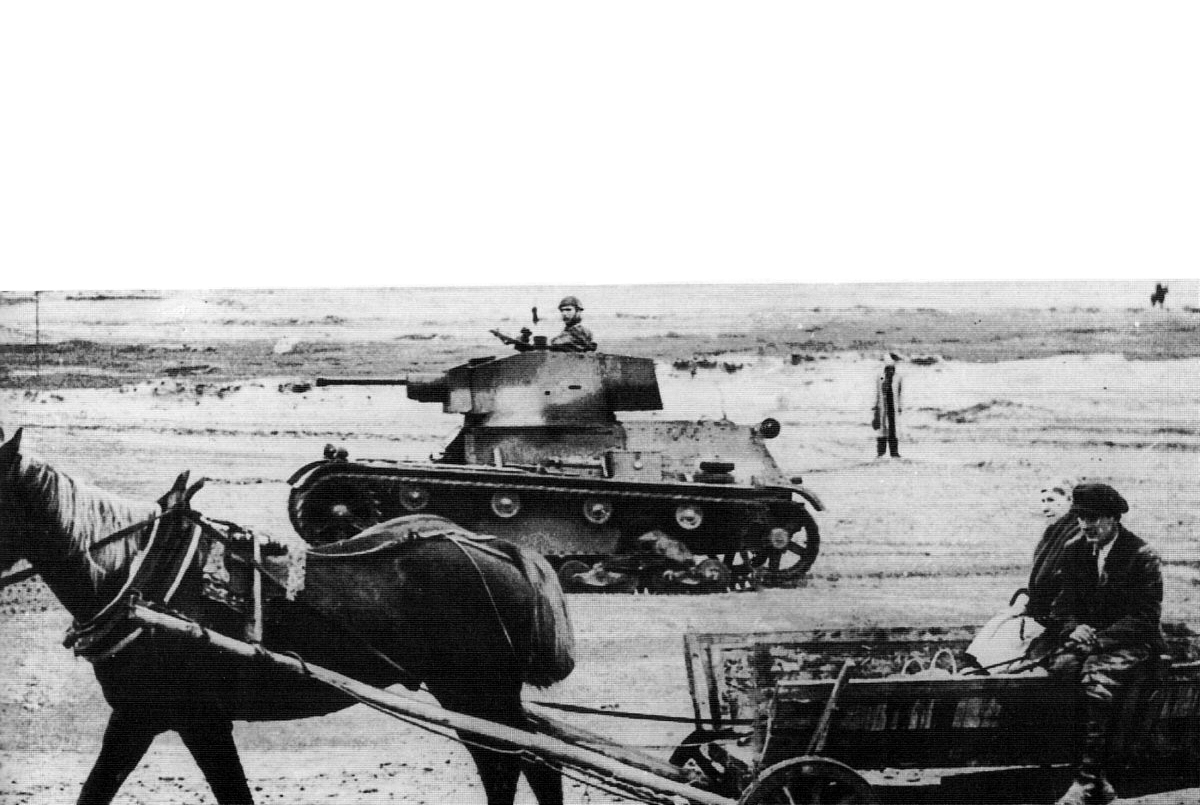
Polski czołg 7 TP w marszu w czasie kampanii wrześniowej

W drugiej dekadzie września w obszarze na wschód od Wisły działały między innymi wojska Armii „Lublin” i Frontu Północnego. Podczas gdy dowódca Frontu Południowego gen. Kazimierz Sosnkowski organizował obronę Lwowa, odcięta przez Niemców nad Sanem Armia „Lublin” gen. Tadeusza Piskora starała się utrzymać polską obronę na linii środkowej Wisły. Zgrupowania polskie, mimo całkowitej utraty inicjatywy operacyjnej, kierowały się na przedmoście rumuńskie.
16 września połączone siły poważnie osłabionych Armii „Kraków” i „Lublin”, pod ogólnym dowództwem gen. Piskora, znalazły się w rejonie Krasnobrodu. Drogę ich odwrotu zamknęły dywizje XXII Korpusu Armijnego (mot.), które zajęły Tomaszów Lubelski i Rawę Ruską, tym samym blokując kierunek na Lwów, a także na Zamość i Hrubieszów. Od południowego zachodu i zachodu napierały dywizje VIII Korpusu Armijnego, a VII KA kierował się na Zamość. Zgrupowanie gen. Piskora znalazło się więc w okrążeniu i rozkaz Naczelnego Wodza o wycofaniu się na przedmoście rumuńskie mogło wykonać tylko sposobem zaczepnym.
Należało zatem wyznaczyć kierunek głównego uderzenia. Koncepcja gen. bryg. Antoniego Szyllinga zmierzała do przerwania okrążenia tam, gdzie nieprzyjaciel był najsłabszy, a mianowicie pod Narolem. Uderzenie w styk 28 Dywizji Piechoty i 2 Dywizji Pancernej dawało więcej szans sukcesu, chociaż nie wykluczało wcale niebezpieczeństwa przeciwdziałania 4 Dywizji Lekkiej od strony Tomaszowa i 2 Dywizji Pancernej od strony Rawy Ruskiej, które mogły silnie uderzyć w skrzydło polskiego natarcia. Gen. Szylling przewidywał też zorganizowanie uderzenia pomocniczego pod Tomaszowem siłami Warszawskiej Brygady Pancerno-Motorowej.
Inną koncepcję rozegrania walki prezentował dowodzący zgrupowaniem dwóch armii gen. Piskor. Był on za uderzeniem na Tomaszów Lubelski. Ten kierunek otwierał bezpośrednio drogę na południowy wschód lub na wschód, czyli na spotkanie innych sił schodzących z północy.
Pierwsza bitwa pod Tomaszowem
18 września w godzinach rannych gen. Piskor rozpoczął realizowanie swojego planu. W pierwszym rzucie atakowała Warszawska Brygada Pancerno-Motorową działając po liniach: Krasnobród-Tomaszów i Ciotusza-Tomaszów, z zadaniem opanowania i utrzymania Tomaszowa.

Grupa „Boruta” miała ubezpieczyć działanie na Tomaszów, utrzymując do świtu rejon Józefów, Hamernia, Nowiny. W miarę posuwania się gen. Jagmin-Sadowskiego miała przejść w rejon Bełżca. Grupa „Jagmin” o zmroku miała oderwać się od nieprzyjaciela i przejść przed świtem do Krasnobrodu, po czym maszerować na Tomaszów za oddziałami płk. dypl. Stefana Roweckiego. Krakowska Brygada Kawalerii ubezpieczała działania od północnego wschodu.

Natarcie początkowo rozwijało się pomyślnie. Atakiem na północnym skrzydle brygada zdobyła pierwszą linię obrony nieprzyjaciela i wzięła jeńców, ale kontrataki jego czołgów od strony Rogoźna wstrzymały dalszy ruch do przodu. Na skrzydle południowym zdołano wedrzeć się do Tomaszowa, ale kontratakujący Niemcy odbili przedmieścia.
Nocą z 18 na 19 września WBP-M, wsparta piechotą 23. i 55 Dywizji Piechoty z Grupy Operacyjnej „Jagmin”, ponownie podjęła natarcie na Tomaszów Lubelski. Grupa Operacyjna „Boruta”, nie czekając na rezultat walki o miasto, ruszyła na Narol i Bełżec. Działaniem tym odsłoniła południowe skrzydło wojsk nacierających na Tomaszów. Wykorzystał tę sytuację przeciwnik i wprowadził w powstałą lukę swój VIII KA, który zaczął zagrażać tyłom wojsk nacierających na Tomaszów. Następnej nocy podjęto jeszcze jedną próbę otwarcia drogi przez Tomaszów Lubelski. Słabo przygotowana i przeprowadzona akcja przerodziła się w wiele krwawych niepowiązanych ze sobą natarć, z których żadne nie uzyskało powodzenia. Gen. Piskor zdecydował się na złożenie broni, a do niemieckiej niewoli dostało się około 11 tysięcy żołnierzy.
Druga bitwa pod Tomaszowem
Tymczasem do obszaru dopiero co zakończonej bitwy pod Tomaszowem zbliżały się wojska Frontu Północnego gen. Dęba-Biernackiego.
Dowódca Frontu, działając już w warunkach pełnego okrążenie, postanowił opanować rejon Zamościa i stąd, maszerując na Lwów i Gródek Jagielloński, dążyć do połączenia się z armią gen. Sosnkowskiego. Front podzielony został na dwa zgrupowania. Jednostki armii gen. Emila Przedrzymirskiego ruszyły z Chełma na Hrubieszów, a grupy operacyjnej gen. Jana Kruszewskiego przez Krasnystaw na Zamość. Do 20 września gen. Przedrzymirski złamał bez trudu niewielki opór Niemców w Hrubieszowie, ale grupa gen. Kruszewskiego natknęła się na silną obronę w Krasnymstawie. Maszerując przez Rejowiec na Zamość, 39 Dywizja Piechoty gen. Bruno Olbrychta uwikłała się w trwające cały dzień walki pod Krasnymstawem, które to znacznie opóźniły jej ruch. Dopiero o zmroku oddziały dywizji oderwały się od nieprzyjaciela. Jeszcze tej samej nocy 29 Brygada Piechoty płk. Jana Bratro podjęła natarcie na Zamość. Niestety, odrzucona została z dużymi stratami.
Tymczasem do dowództwa Frontu Północnego dotarła wiadomość o bitwie zgrupowania gen. Piskora pod Tomaszowem. Gen Dąb-Biernacki zdecydował się zaniechać uderzenia na Zamość, a 39 Dywizją Piechoty i podporządkowaną jej 29 Brygadą Piechoty wesprzeć działania wojsk gen. Piskora. 20 września wieczorem już całe zgrupowanie gen. Dęba-Biernackiego ruszyło na podstawy wyjściowe do działań zaczepnych. W nocy z 20 na 21 września 39 DP stanęła pod Cześnikami i już rano starła się z niemiecką 4 Dywizją Lekką. W nocy z 21 na 22 września dywizja gen. Jerzego Wołkowickiego opanowała Łaszczów, a następnego dnia Werechanie, Pawłówkę i Podhorce, wypierając oddziały niemieckiej 28 DP. 1 Dywizja Piechoty Legionów wyrzuciła w tym czasie z Falkowa niemiecką 8 DP. Walki pomiędzy Zamościem a Tomaszowem Lubelskim przybrały na sile. Dowództwo 14 Armii doszło do wniosku, że bez zlikwidowania sił polskich znajdujących się w tym obszarze uporządkowany odwrót za San nie jest możliwy. Gen. Wilhelm List wzmocnił VIII Korpus Armijny 68 Dywizją Piechoty, 2 DPanc i 27 DP i tymi siłami zamierzał rozbić polskie zgrupowanie.
Działania zaczepne zamierzał też kontynuować gen. Dąb-Biernacki. Zgrupowanie gen. Kruszewskiego miało uderzyć na Suchowolę i Krasnobród; zgrupowanie gen. Przedrzymirskiego na Tomaszów i Tarnawatkę, a kawaleria gen. Andersa na Majdan Sopocki. Atakujące kolumny miała od południa osłaniać piechota płk. Mariana Ocetkiewicza. Wieczorem 22 września zaatakowała kawaleria gen. Władysława Andersa, opanowała Krasnystaw, a następnie częścią sił wyszła na południe i dotarła aż pod Sambor. Wołyńska BK i BK płk. Zakrzewskiego przebijały się przez Suchowolę na Kaczórki, natknęły się na podchodzącą niemiecką 68 DP i zostały pod Jacnią oraz Potoczkiem rozbite. Nocą z 22 na 23 września 1 DPLeg. zdobyła Antoniówkę, a następnie dotarła pod Tarnawatkę. Niemcy uzyskali jednak posiłki, ich ogień artyleryjski rozproszył polską dywizję, a dowódca dywizji gen. Wincenty Kowalski dostał się do niewoli.

Grupa gen. Kruszewskiego, zaatakowana przez niemiecką 27 dywizję piechoty z kierunku Zamościa, nie podjęła natarcia. Zmuszona do obrony, w nocy z 23 na 24 września stanęła pod Łabuniami i Krynicami.
23 września wykrwawione oddziały Frontu Północnego zostały otoczone zwartym pierścieniem. W tej sytuacji gen. Dąb-Biernacki rozwiązał dowództwo i sztab Frontu i, po upoważnieniu gen. Przedrzymirskiego do podpisania kapitulacji, wyjechał w kierunku granicy państwa.
Walki trwały jednak nadal. Za cenę dużych strat Suchowola została zdobyta i gen. Przedrzymirski skierował oddziały swojej armii na Krasnobród i Józefów. Po zaciętej walce spotkaniowej, stoczonej w nocy z 25 na 26 września przez oddziały Mazowieckiej BK pod Góreckiem Starym z oddziałami niemieckiej 8 DP, udało się 114 pułkowi piechoty przebić do lasów na północ od Aleksandrowa, ale tu opór nieprzyjaciela nieustannie wzrastał. 41 Dywizja Piechoty zaatakowana została na linii Górecko Kościelne – Majdan Kasztelański przez nadciągającą z odsieczą niemiecką 27 DP. Około 16.00 Niemcy zajęli Zaorendę, a 41 DP otoczona została od południa, zachodu i północy przez wojska niemieckie, od wschodu zaś przez nadciągające oddziały Armii Czerwonej. W tej sytuacji gen. Przedrzymirski zorganizował naradę z udziałem generałów Kruszewskiego, Dindorfa-Ankowicza, Piekarskiego, Wołkowickiego i Olbrychta. Postanowiono na niej, by rozpocząć z Niemcami pertraktacje na temat zawieszenia broni.
26 września, po wyczerpaniu wszelkich możliwości natarcia i obrony, resztki oddziałów Frontu Północnego złożyły broń.

## Walki na południu

### Pod Lwowem i w obronie miasta
Na początku drugiej dekady września, w obszarze operacyjnym na wschód od Wisły, zgodnie z rozkazem Naczelnego Wodza, oddziały polskie cofały się na południowy wschód, na tzw. przedmoście rumuńskie. Były to między innymi wojska Frontu Południowego gen. Kazimierza Sosnkowskiego. Przekroczenie przez Niemców Sanu poważnie zagroziło realizacji tej koncepcji. W tej sytuacji gen. Kazimierz Sosnkowski udał się 13 września do wojsk Armii „Karpaty”, by na ich czele przebić się do Lwowa. By zapewnić dowodzenie wojskami dowódcy Frontu, jego niewielki sztab wykorzystywał środki dowodzenia Grupy Operacyjnej gen. Kazimierza Łukoskiego. Po przybyciu w rejon działań bojowych dowódca frontu osobiście postawił zadanie dowódcy grupy operacyjnej gen. Mieczysławowi Borucie-Spiechowiczowi i wydał dyspozycje do obrony Przemyśla. Następnie udał się do Krasiczyna i nakazał dowódcom podległych sobie dywizji wykonać marsz do Lwowa trasą przez Gródek Jagielloński. Odejście dywizji do Lwowa miała osłonić załoga Przemyśla. W myśl wydanych rozkazów, w nocy z 13 na 14 września 38 DP miała przejść w rejon Sądowej Wiszni, 11 DP do rejonu Mościsk, a 24 DP do Tyszkowic i Boratycz.

Drogi marszu polskich związków taktycznych były już pod kontrolą oddziałów niemieckich i należało liczyć się z koniecznością podjęcia z nimi walki zaczepnej. Co prawda Plan operacyjny „Zachód” nie przewidywał obrony Lwowa, ale szybkie wyjście niemieckiej 14 Armii nad San stworzyło groźbę szybkiego opanowania przez Niemców miasta

#### Działania w kierunku Lwowa
17 września niemiecka 7 Dywizja Piechoty osiągnęła Jaworów, a 44 DP wkroczyła do Niemirowa, 1 Dywizja Górska częścią sił oblegała Lwów, pozostałymi zaś tworzyła zewnętrzny front okrążenia nad Wereszycą zwrócony na zachód ku cofającym się dywizjom gen. Sosnkowskiego. 57 Dywizja Piechoty dwoma pułki maszerowała na Drohobycz. 2 Dywizja Górska szła z pomocą 1. górskiej w celu zaciągnięcia blokady Lwowa od wschodu i południa.
Już od rana 11 Karpacka Dywizja Piechoty rozwinęła swoje pułki do obrony wzdłuż wschodniego skraju lasów janowskich. Na tej rubieży miała osłaniać koncentrację 24. i 38 Dywizji Piechoty. Natarcie niemieckie z kierunku Jaworowa poprzedzone zostało rozpoznaniem lotniczym, a wkrótce potem ogniem artylerii. Po ogniowym przygotowaniu natarcia 7 Dywizja Piechoty zaatakowała polski 48 pułk piechoty, a 57 Dywizja Piechoty 49 pułk piechoty i oddziały polskiej 24 DP ppłk. Władysława Ziętkiewicza. Pierwsze uderzenie jednostek niemieckich zostało odparte, ale Niemcy ponawiali ataki.

Po południu gen. Sosnkowski wydał rozkazy do dalszego marszu na wschód. 11 DP miała zerwać kontakt ogniowy z nieprzyjacielem i odejść pod Brzuchowice, 24 DP, już tylko w składzie trzech słabych batalionów, przebijać się miała z Janowa w kierunku Rzęsny Polskiej. Osłonę przegrupowania przejęła 38 DP płk. Alojzego Wir-Konasa.
W nocy z 17 na 18 września, wykorzystując transport samochodowy, Niemcy dokonali obejścia zgrupowania polskiego i zamknęli mu drogę pod Lelechówką i Rzęsną Ruską.

Natarcie 11 DP płk. Bronisława Prugara-Ketlinga otworzyło co prawda drogę, ale kontratakujący nieprzyjaciel zamknął ją ponownie. Oddziały, które nie zdążyły przejść przez dokonany w pierwszym natarciu wyłom, musiały szukać przejścia na południe od Lelechówki oraz w Janowie. 18 września wieczorem zebrało się w Brzuchowicach nie więcej niż dwa bataliony i sześć baterii artylerii.

Podobnie rzecz się miała w obszarze działania 24 Dywizji Piechoty. Jej uderzenie pozwoliło opanować skraj Rzęsny Ruskiej, ale po wejściu do wsi zostało zatrzymane silnym ogniem karabinów maszynowych. Tylko niewielkie grupy żołnierzy przedostały się do Brzuchowic.

38 DP płk. Wir-Konasa broniła się przez cały dzień w rejonie Janowa nad Wereszycą. Zbyt wczesne oddanie miejscowości dałoby Niemcom wgląd w kotlinę mieszczącą wszystkie trzy polskie dywizje. Miasto przechodziło kilkakrotnie z rąk do rąk. Wieczorem, całkowicie zniszczone, zostało zdobyte przez nieprzyjaciela, a mocno wykrwawiona 38 DP wycofała się w kierunku Brzuchowic.
W nocy z 18 na 19 września w Brzuchowicach dokonano reorganizacji polskich oddziałów. Z 11 DP utworzono dwubatalionowy pułk pod dowództwem ppłk. Karola Hodały, z 24 DP dwubatalionowy pp; z resztek 38 DP dwubatalionowy 96 pp ppłk. Andrzeja Bogacza oraz batalion 97 pp na czele z płk. Jerzym Płatowiczem-Płachtą. Zgrupowanie w owym czasie liczyło nie więcej niż 3000 żołnierzy i w zasadzie pozbawione było artylerii. Po ocenie sytuacji, gen. Sosnkowski zdecydował się konsekwentnie realizować swój zamiar i przebijać się do Lwowa, zwłaszcza że dowódca obrony Lwowa gen. Władysław Langner zobowiązał się wyjść naprzeciw przebijającemu się zgrupowaniu.
W południe 19 września zgrupowanie polskie ruszyło ku lasom brzuchowickim. Pierwsze szły bataliony dywizji płk. Prugara-Ketlinga. W drugim rzucie bataliony 24 DP, a bataliony 38 DP osłaniały marsz od zachodu i północy, skąd spodziewano się uderzeń oddziałów XVII i XXII KA.

Nieprzyjaciel blokował polskie przegrupowanie przede wszystkim w rejonie wschodniej części lasu Hołosko Wielkie. Polacy, pozbawieni artylerii, z trudem zdobywali teren. Co prawda batalion ppłk. Głowackiego zaległ w gęstym ogniu karabinów maszynowych i artylerii, ale batalion mjr. Eugeniusza Lityńskiego pod osłoną ognia czterech baterii artylerii podszedł na odległość szturmową i uderzył „na bagnety”. Natarcie utknęło jednak pod Zboiskami oraz Hołoskiem. W nocy jeszcze raz Polacy wznowili natarcie. Do Lwowa udało się przebić tylko grupie mjr. Lityńskiego liczącej około 100 żołnierzy.
Kolejne próby czynione 20 września nie dały powodzenia. Gen. Kazimierz Sosnkowski ukrył się w Dublanach, po czym w przebraniu przeszedł granicę państwa. Bronił się jednak Lwów.

#### Obrona Lwowa

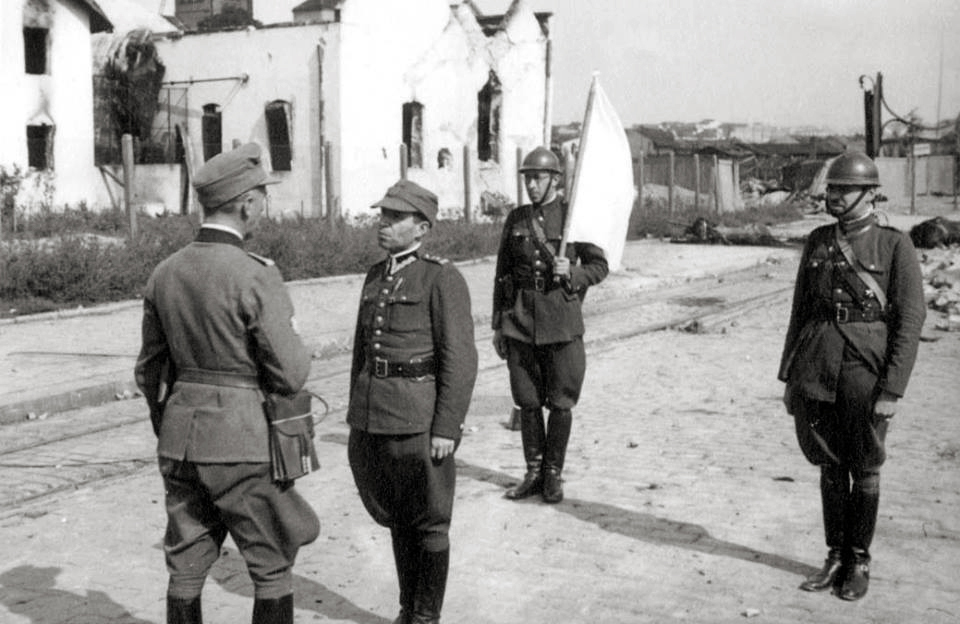
Parlamentariusze polscy na linii frontu polsko-niemieckiego. Lwów, ul Gródecka 18 września 1939

Zagrożenie Lwowa zaczęło wzrastać od 7 września, kiedy niemiecka 1 Dywizja Górska przekroczyła granicę państwową, dwa dni później sforsowała San, a 11 września zdobyła Sambor. 9 września gen. dyw. w st. spocz. Rudolf Prich stanął na czele Dowództwa Obrony Obszaru Lwowa, dwa dni później zaczęto organizować dziewięć punktów oporu, a miasto podzielono na sektory. Bezpośrednią obronę miasta organizował płk Bolesław Fijałkowski, a później gen. Franciszek Sikorski. Początkowo siły przeznaczone do obrony obszaru lwowskiego nie przekraczały czterech zbiorczych batalionów, toteż już 12 września zmotoryzowany oddział wydzielony niemieckiej 1 DGór dotarł pod miasto i zaatakował je z marszu docierając aż pod Dworzec Główny i do Kortumowej Góry. Następnego dnia pod Lwów dotarły siły główne tej dywizji, okrążając miasto od południa i zachodu. Część sił 1 DGór zawróciła spod Lwowa i skierowała się na Gródek Jagielloński, przechwytując przeprawy przez Wereszycę.
Sytuacja w mieście została opanowana dopiero po wprowadzeniu do walki przybyłych transportem kolejowym pierwszych dwóch batalionów 35 Dywizji Piechoty. W następnych dniach przybywały do Lwowa kolejne transporty z oddziałami 35 DP, a jej dowódca gen. Marian Januszajtis-Żegota rozpoczął formowanie tzw. Korpusu Ochotniczego i oddziałów z ośrodków zapasowych. Ze Starachowic, Radomia i Dęblina przybyły trzy pociągi ewakuacyjne. Z rozkazu marsz. Rydza-Śmigłego, do obrony miasta skierowano Grupę Operacyjną „Grodno”. Według dyrektywy Naczelnego Wodza, Lwów miał osłaniać drogę w kierunku na przedmoście rumuńskie.
Rano 13 września niemieckie bataliony strzelców górskich ponownie uderzyły na polskie pozycje i w południe zajęły wzgórze 374. II/98 psg pogłębił okrążenie i w godzinach wieczornych zajął Zboiska i wzgórze 324. Następnego dnia wydzielona z odwodu 1 DGór grupa kpt. Josefa Fleischmanna opanowała Kozielniki i Sichów, okrążając miasto od południa i południowego wschodu. Patrole przeciwnika docierały do Winnik, zagrażając komunikacji na szosie do Złoczowa.
Celem poprawy polskiego systemu dowodzenia, na rozkaz gen. Kazimierza Sosnkowskiego, odpowiedzialność za organizację walki we Lwowie i na jego przedpolach przejął gen. Władysław Langner. Dowództwo obrony Lwowa pragnęło wesprzeć działania zgrupowania polskiego nad Wereszycą, dokonując wypadów na Zamarstynów oraz na Hołosko i Zboiska. W bojach pod Zboiskami wzięła udział podporządkowana gen. Langnerowi 10 Brygada Kawalerii. Od świtu 13 września 10 BK zbierała się w rejonie Żółkwi, a następnego dnia płk Stanisław Maczek otrzymał rozkaz odbicia zajętych przez Niemców Zboisk. Celem tych działań miało być otworzenie drogi odwrotu dla przebijających się z Lasów Janowskich do Lwowa dywizji gen. Sosnkowskiego. Natarcie rozpoczęło się o świcie 15 września i doprowadziło co prawda do odzyskania Zboisk, ale Niemcy utrzymali dominujące nad miejscowością wzgórze 324. Następnego dnia o 7.00 rozpoczęło się kolejne polskie uderzenie. Natarcie uzyskało powodzenie i wyszło na wzgórze 324 nad szosą do Lwowa. Zdobyto też rozległy grzbiet Michałowszczyzny. Tego samego dnia w południe wyszło ze Lwowa kolejne natarcie na Hołosko realizowane siłami batalionu piechoty. Batalion zdobył część wsi, dotarł do składnicy uzbrojenia i zdołał załadować 35 samochodów amunicji. Wieczorem, wraz z samochodami wiozącymi amunicję, wycofał się do Lwowa. W ten sposób zażegnany został kryzys amunicyjny w mieście.
17 września gen. Langner otrzymał meldunek od dowódcy pułku KOP „Czortków” ppłk. Marcelego Kotarby o przekroczeniu granicy przez oddziały Armii Czerwonej. Powiadomił o tym fakcie Naczelne Dowództwo znajdujące się na przedmościu rumuńskim, a drogą zwrotną otrzymał wytyczne, aby oddziały wojskowe kierować za Dniestr. Na tej podstawie wycofał 10 BK spod Zboisk i skierował ją przez Stanisławów na Węgry. Ta przedwczesna decyzja utrudniła grupom rozwiązanego zgrupowania gen. Sosnkowskiego przedostawanie się do Lwowa. W międzyczasie siły obrony Lwowa zostały wzmocnione przez dwa pociągi pancerne: nr 53 „Śmiały” i nr 55 „Bartosz Głowacki” oraz przez II/33 pułku artylerii lekkiej.
W nocy z 17 na 18 września do miasta przedarły się pierwsze grupy żołnierzy ze zgrupowania gen. Sosnkowskiego i przekazały informacje o trudnym jego położeniu. Dla nawiązania kontaktu z gen. Sosnkowskim, do Dublan i Prus skierowano dwa szwadrony kawalerii, aby powiadomiły go, że załoga Lwowa wykona natarcie na Hołosko. Uderzenie wykonać miała 35 DP. Jej dowódca płk. dypl. Jarosław Szafran postanowił uderzyć dwoma batalionami 206 pułku piechoty wzdłuż drogi prowadzącej do Brzuchowic oraz dwoma batalionami 207 pułku piechoty na wzgórze 324, przy współdziałaniu z prawym skrzydłem 1 pp nacierającym znad Pełtwi.
Natarcie rozpoczęło się 19 września o 16.00. Początkowo rozwijało się pomyślnie. Zajęto Zamarstynów i Hołosko Małe oraz część Hołoska Wielkiego. Później utknęło i nie doprowadziło do otwarcia drogi wojskom gen. Sosnkowskiego.

Po otrzymaniu wiadomości, że grupa gen. Sosnkowskiego zbliża się do Lwowa, dowódca XVIII KA gen. Eugen Beyer, wzmocnił 1 DGór dwoma batalionami z 2 Dywizji Górskiej, do Rzęsny Ruskiej skierował 15 pcz z 5 DPanc, a 2 DGór nakazał otoczyć Lwów od wschodu. Na północ od Lwowa 44 Dywizja Piechoty, z częścią sił 2 Dywizji Pancernej, zamknęła drogi prowadzące ze Lwowa do Żółkwi, a 45 Dywizja Piechoty dotarła do Niemirowa. Okrążenie Lwowa ze wszystkich kierunków i zniszczenie wojsk zgrupowania gen. Sosnkowskiego miało skłonić obrońców miasta do szybkiej kapitulacji.
19 września, po nieudanej próbie nawiązania kontaktu ze zgrupowaniem gen. Sosnkowskiego, gen. Langner na odprawie dowódców ocenił sytuację Lwowa jako „beznadziejną”. Oficer dowództwa VI OK mjr Stanisław Zemanek zaproponował złożenie broni przed Niemcami. Większość była jednak innego zdania i zapadła decyzja kontynuowania walki. Fakt zbliżania się od wschodu oddziałów Armii Czerwonej wykorzystano propagandowo i na murach miasta pojawiły się informacje, że wschodnią granicę Polski przekroczyła Armia Czerwona spiesząc Polakom z pomocą.

Niemcy tymczasem przygotowywali się do szturmu miasta. Atakowali głównie od strony południowej, na Kulparków. Od strony zachodniej i wschodniej działały niemieckie oddziały rozpoznawcze. 7 Dywizja Piechoty miała uderzyć z północy, 1 DGór z południowego wschodu. Gen. Beyer wezwał jednocześnie gen. Langnera do kapitulacji. Gen. Langner broni nie złożył, ale do niemieckiego szturmu nie doszło. 20 września sztab Grupy Armii „Południe” otrzymał z Naczelnego Dowództwa Wojsk Lądowych rozkaz przerwania oblężenia Lwowa. Oddziały niemieckiej 14 Armii musiały wycofać się za San.
Po agresji ZSRR na Polskę na lwowskim kierunku operacyjnym nacierała sowiecka 6 Armia komdiwa Filippa Golikowa. W drugim dniu agresji jej II Korpus Kawalerii otrzymał rozkaz zdobycia Lwowa. Był jednak zaangażowany w działania pod Terespolem, a 24 Brygadzie Pancernej brakowało paliwa. Dopiero 19 września na barykady na Łyczakowie uderzył bez powodzenia jego oddział szturmowy.
W tym też dniu Sowieci przysłali do sztabu polskiego parlamentariusza, który wezwał dowódcę polskiego na rozmowy kapitulacyjne. Gen. Langner wysłał oficera łącznikowego, mjr. dypl. Wacława Berkę.
22 września polska delegacja w składzie: gen. Władysław Langner, gen. Bronisław Rakowski i kpt. Kazimierz Czyhiryn podpisała w Winnikach Protokół ogłoszenia o przekazaniu miasta Lwowa Armii Czerwonej. Strona sowiecka jeszcze tego samego dnia złamała porozumienie, kierując oficerów WP z załogi miasta pod konwojem do Winnik.

## Dywersja OUN
W sierpniu 1939 roku Organizacja Ukraińskich Nacjonalistów i Abwehra opracowały plan antypolskiego powstania w województwach RP zamieszkałych przez ludność ukraińską. Jednak z uwagi na postanowienia zawartego później paktu Ribbentrop-Mołotow Niemcy zdecydowali o niewykorzystywaniu oddziałów ukraińskich w planowanej wojnie. Dopiero 12 września 1939 w związku z bezczynnością Sowietów, Niemcy rozpoczęli realizację planu awaryjnego na wypadek niewywiązania się ZSRR z zobowiązań. Hitler wydał warunkową zgodę na wzniecenie ukraińskiego powstania, a 15 września potwierdził ją szef Abwehry Canaris. Przewodniczący OUN Andrij Melnyk rozpoczął ustalanie składu rządu przyszłego zachodnioukraińskiego państwa. 17 września 1939 roku w związku z agresją sowiecką Canaris rozkazał definitywnie przerwać te przygotowania.
W południowo-wschodnich powiatach Polski po 12 września dochodziło do dywersji, napadów oraz niszczenia umocnień, a także instalacji wojskowych przez grupy nacjonalistów ukraińskich. Jedna z największych tego typu akcji dywersyjnych, tłumionych w miarę możliwości wojskowych przez siły Wojska Polskiego, miała miejsce w nocy z 12 na 13 września 1939. Wtedy to, po opuszczeniu Stryja przez Wojsko Polskie, grupy specjalne OUN oraz wypuszczony z więzienia miejscowy margines społeczny podjęły próbę zbrojnego opanowania miasta. Do podobnych wydarzeń doszło w innych powiatach zmieszanych narodowościowo (polsko-ukraińskich). Dywersje miały miejsce m.in. w Podhorcach, Borysławiu, Truskawcu, Mraźnicy, Żukotynie, Uryczu, w okolicach Mikołajowa i Żydaczowa. Niejednokrotnie celem OUN było przejęcie władzy w poszczególnych miejscowościach przed wkroczeniem wojsk sowieckich lub niemieckich. Dochodziło także do rozbrajania polskich żołnierzy oraz potyczek z przemieszczającymi się oddziałami Wojska Polskiego i policji. Polskie Siły Zbrojne w drugiej wojnie światowej określają te wydarzenia jako ruchawkę ukraińską na Podkarpaciu.

## Agresja ZSRR na Polskę 17 września

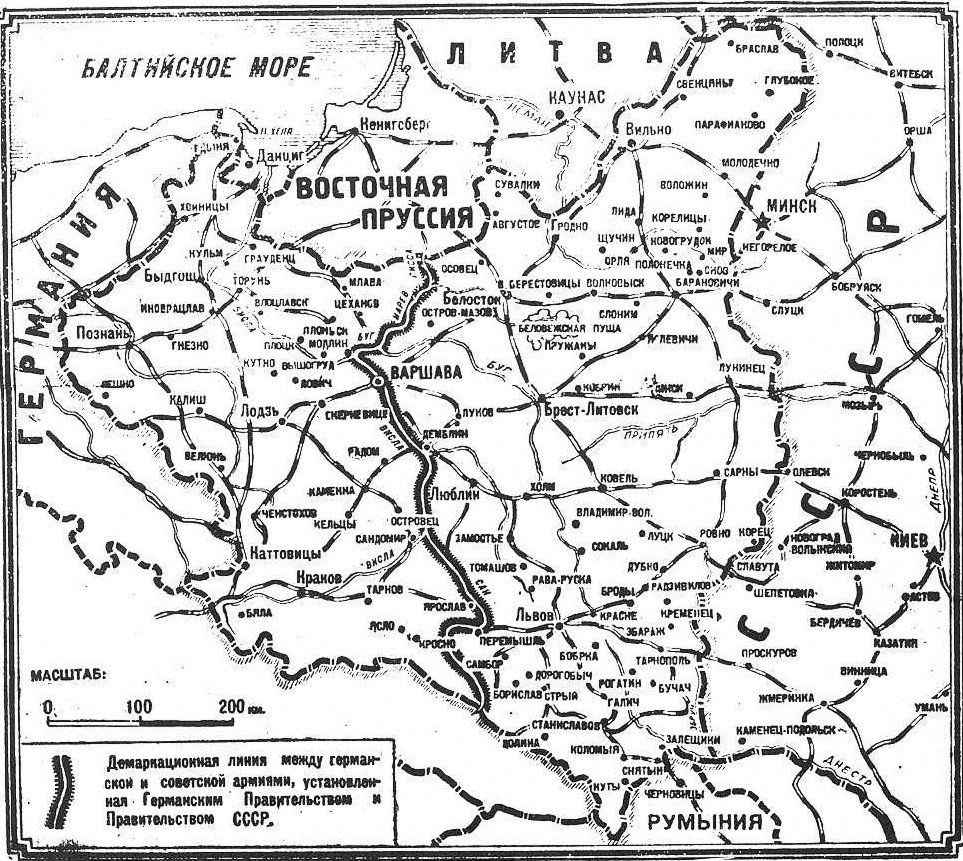
Mapa podziału Polski (rozgraniczenie według paktu Ribbentrop-Mołotow) opublikowana w dzienniku „Izwiestia”, 18.09.1939

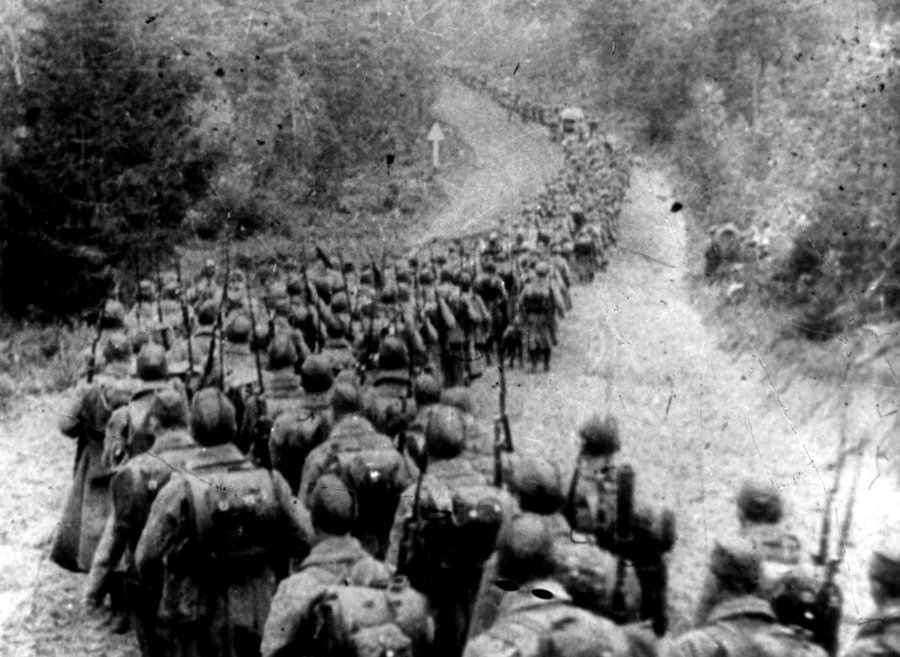
Kolumny piechoty sowieckiej wkraczające do Polski 17.09.1939

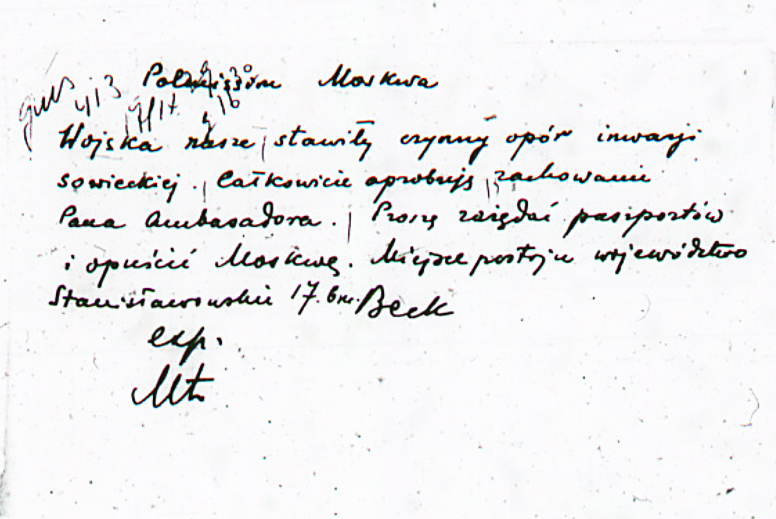
Instrukcja Józefa Becka z 17 września 1939 dla ambasadora Wacława Grzybowskiego w Moskwie, wydana po agresji sowieckiej na Polskę

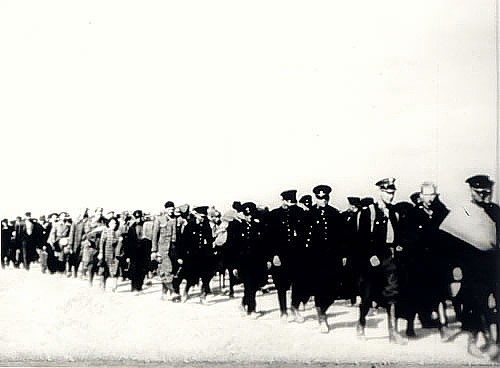
Kolumna aresztowanych policjantów i cywilnych „wrogów ludu” konwojowana przez Armię Czerwoną – wrzesień 1939 – sowiecka kronika filmowa

W dniu 17 września na wschodnie rubieże kraju spadło uderzenie Armii Czerwonej w sile sześciu armii liczących 600–650 tysięcy żołnierzy i ponad 5000 czołgów, podzielonych na dwa Fronty: Białoruski i Ukraiński. Władze sowieckie wypełniły w ten sposób ustalenia tajnego protokołu dodatkowego do paktu Ribbentrop-Mołotow.
Niczym niesprowokowana agresja ZSRR stanowiła pogwałcenie czterech obowiązujących umów międzynarodowych: traktatu ryskiego z 1921 o wytyczeniu granicy polsko-radzieckiej, protokołu Litwinowa z 1929 o wyrzeczeniu się wojny jako środka rozstrzygania sporów, paktu o nieagresji z Polską z 1932 (przedłużonego w 1934 do końca 1945) oraz  konwencji o określeniu napaści (1933) (co powodowało iż agresja ZSRR nie miała żadnego międzynarodowoprawnego uzasadnienia względami politycznymi, gospodarczymi, społecznymi czy ustrojowymi).
Dysponujący (po przerzuceniu części zwartych jednostek na granicę polsko-niemiecką) 25 batalionami Korpus Ochrony Pogranicza nie był w stanie powstrzymać natarcia kilkuset tysięcy żołnierzy wroga. Marszałek Edward Rydz-Śmigły wydał 17 września w Kutach tzw. dyrektywę ogólną treści:

Nakazuję: z powodu sytuacji wytworzonej marszem wojsk bolszewickich na teren Polski wycofanie oddziałów i sprzętu na Rumunię względnie Węgry. Z bolszewikami nie walczyć, chyba w razie natarcia z ich strony lub próby rozbrojenia oddziałów. Zadanie Warszawy i miast, które miały się bronić przed Niemcami – bez zmian. Miasta do których podejdą bolszewicy, powinny z nimi pertraktować w sprawie wyjścia garnizonów do Węgier lub Rumunii.

Ostrzeżenia napływające z polskich ataszatów wojskowych w końcu sierpnia i na początku września 1939 r. o istnieniu tajnego porozumienia wojskowego pomiędzy III Rzeszą a ZSRR i przygotowaniach ZSRR do agresji na Polskę (tajna mobilizacja i koncentracja Armii Czerwonej nad granicą z Polską) oraz meldunek z 13 września 1939 o przecięciu zasieków po stronie sowieckiej na granicy z Polską, co oznaczało ostateczne przygotowania do inwazji, zostały zlekceważone przez Naczelnego Wodza Edwarda Rydza-Śmigłego.
Rządy Wielkiej Brytanii i Francji złożyły w Moskwie noty protestacyjne, nieuznające argumentacji Mołotowa usprawiedliwiającej agresję ani stanu faktycznego wytworzonego przez agresję ZSRR w Polsce. 18 września opiniotwórczy dziennik brytyjski „The Times”, określił najazd ZSRR jako „pchnięcie Polski nożem w plecy” – mimo to w prasie brytyjskiej pojawiły się artykuły tłumaczące działania Armii Czerwonej na terytorium Polski jako kroki w istocie antyniemieckie.
Prezydent RP Ignacy Mościcki, rząd z premierem Felicjanem Sławoj Składkowskim przekroczyli w konsekwencji wieczorem 17 września granicę z Rumunią mostem w Kutach, a Naczelny Wódz Edward Śmigły-Rydz po północy 17/18 września. Zdołano ewakuować do Rumunii 30 000 żołnierzy, na Węgry 40 000 (w tym m.in. brygadę zmotoryzowaną, batalion saperów kolejowych, oraz batalion policyjny „Golędzinów”). W okresie PRL-u propagandowo twierdzono, że władze II RP uciekły do Rumunii mostem w kurorcie Zaleszczyki. Natomiast przez jedyny w Zaleszczykach most kolejowy był ewakuowany korpus dyplomatyczny, poza nim oficerowie, w tym 100 lotników.

## Walki z dwoma agresorami 17 września–6 października

### Działania Grupy Kawalerii gen. Andersa
17 września Grupa Operacyjna Kawalerii gen. Władysława Andersa operowała w rejonie Rejowca kierując się w stronę Tomaszowa Lubelskiego i dalej na przyczółek rumuński. W jej skład wchodziła Nowogródzka BK gen. Andersa, resztki Wołyńskiej BK płk. Juliana Filipowicza, Wileńskiej BK płk. Konstantego Druckiego-Lubeckiego, Kresowej BK płk. Jerzego Grobickiego i 1 pułk szwoleżerów płk. Janusza Albrechta.
W marszu na południe, będąc w składzie wojsk Frontu Północnego, grupa wzięła udział w drugiej bitwie pod Tomaszowem Lubelskim. W nocy z 22 na 23 września przerwała pierścień niemieckiego okrążenia i, wykorzystując dwudziestopięciokilometrową lukę operacyjną między wojskami niemieckimi i sowieckimi, maszerowała w kierunku granicy z Węgrami. Prawą kolumną dowodził gen. Anders, a lewą płk Grobicki.
23 września uderzono na Krasnobród i zdobyto go. Wzięto około 100 jeńców i oswobodzono z niewoli kilkudziesięciu żołnierzy polskich. Pozostawiwszy do osłony przepraw dwa szwadrony Kresowej BK, z baterią 13 dywizjonu artylerii konnej, gen. Anders zarządził kontynuowanie marszu na południe. Przed świtem 26 września grupa doszła do szosy Jaworów–Jarosław. Tu doszło do walk z jednostkami niemieckiej 28 Dywizji Piechoty. Pod Broszkami szarżowały pułki Nowogródzkiej BK. Walki trwały też w Morańcach, a kolumna płk. Grobickiego biła się pod Rogoźnem. Niemcy przysłali parlamentariuszy z propozycją poddania się lub przekazania jeńców w zamian za nieatakowanie wojsk grupy. Druga propozycja została przyjęta przez gen. Andersa, jeńcy zwolnieni (w tym dowódca 8 Dywizja Piechoty gen. Rudolf Koch-Erpach) i obydwie polskie kolumny pomaszerowały do Dernak, gdzie miała nastąpić koncentracja grupy. Dowództwo polskie nie wiedziało, że ten rejon został 26 września zajęty przez oddziały sowieckiej 99 Dywizji Strzeleckiej.
W godzinach popołudniowych doszło do pierwszej wymiany strzałów, ale czerwonoarmiści nie przechodzili do zdecydowanego ataku. Dopiero przypadkowe wzięcie do niewoli dowódcy Kresowej BK płk. Jerzego Grobickiego spowodowało silniejszy nacisk wojsk sowieckich. W Leszczewie zaatakowane zostały pododdziały Wileńskiej BK. W walce dostał się do niewoli jej dowódca płk Konstanty Drucki-Lubecki, a pułk szwoleżerów wycofał się w kierunku zachodnim. Na wiadomość o walkach wschodniej kolumny, gen. Anders skierował swoją kolumnę w kierunku południowym. Idący w straży przedniej 25 pułk ułanów natknął się pod m. Chliple na Sowietów. Próbowano wysłać parlamentariuszy, lecz ci zostali ostrzelani. W tej sytuacji dowódca 25 puł ppłk Bohdan Stachlewski postanowił związać nieprzyjaciela od czoła ogniem 3 szwadronu, a pozostałymi uderzyć ze skrzydła. Manewr ten zmusił pododdziały sowieckie do odwrotu. Droga była wolna i po przegrupowaniu oddziały grupy pomaszerowały na południowy zachód w kierunku na Wolę Sudkowską i Władypol.
Wieczorem 26 września do działań przeciwko polskiej GO wyznaczono IV Korpus Kawalerii. Dowódca korpusu zdecydował atakować w godzinach rannych 27 września w rejonie lasów na północ od Rajtarowic. W pierwszym rzucie uderzyć miała 34 Dywizja Kawalerii kombriga Cejtlina. Pancerne wsparcie zapewnić miały czołgi 26 Brygady Pancernej.
Wczesnym ranem 27 września oddziały sowieckie z 34 DK i polskie znalazły się w styczności ogniowej. Dowodzący ubezpieczeniem bojowym zastępca dowódcy 26 pułku ułanów mjr Stanisław Hejnich rozwinął pułk w ugrupowanie przedbojowe. Nie zdecydował się jednak na szarżę. Nie powiodła się też próba mediacji z Sowietami. Czerwonoarmiści otworzyli ogień, a mjr Hejnich zaczął wycofywać szwadrony wpadając przy tym na spieszający się właśnie 27 pułk ułanów ppłk. Józefa Pająka. Doprowadziło to do sporego zamieszania w obu oddziałach i wydłużyło przyjęcie ugrupowania obronnego. Do odparcia ataku rozwinął się też 9 dywizjon artylerii konnej. Połączone siły obu pułków kawalerii, wsparte artylerią, odparły atakujące sowieckie czołgi, dwa z nich uszkodzono, a pozostałe zawróciły.
Jednak większość Grupy była okrążona przez silne oddziały sowieckie. Na kierunku południowym pojawiły się oddziały sowieckiego V Korpusu Kawalerii. Walki w rejonie Woli Sudkowskiej, Władypola i Rajtarowic toczyły się ze zmiennym szczęściem. W związku z możliwością rozcięcia zgrupowania polskiego, gen. Anders rozkazał, aby 27 puł. i podchodzący do niego z tyłu 25 puł. dołączył do 26 puł. znajdującego się w lesie. Zagęściło to szyki Nowogródzkiej BK i zaczęła ona odchodzić w kierunku lasu na Rajtarowice, tocząc walki na bliskich odległościach z użyciem granatów ręcznych i bagnetów. Dowództwo sowieckie, dążąc do całkowitego zniszczenia polskich wojsk, wprowadzało do walki nowe oddziały. Czołowo uderzył 148 pułk kawalerii, a czołgi zaczęły obchodzić skrzydła. Polacy zdecydowali się na dalszy odwrót pod osłoną szwadronów 26 pułku ułanów. 9 dywizjon artylerii konnej zmuszony był zniszczyć działa, do których nie było już amunicji.
Odskok odbywał się w trudnych warunkach i przybrał chaotyczny charakter. Przedzierające się przez gęsty las oddziały i pododdziały gubiły kierunki. Część 25 puł. odeszła w kierunku Siedlisk, gdzie wpadła na oddziały 99 DS i została rozbita. Część polskich pododdziałów wycofywała się na Husaków, gdzie oskrzydliły je dwa pułki sowieckiej kawalerii i pułk czołgów 34 DK, biorąc polskich żołnierzy do niewoli. Kolejne pododdziały przebiły się w rejonie Koniowa, lecz zatrzymane zostały na drugiej linii zaporowej na rubieży Koniów, Chyłów, Stażowo zorganizowanej przez sowiecką 32 DK. Tam zostały rozbite oraz rozproszone. Podobny los spotkał w tym dniu także inne oddziały grupy.
27 września był ostatnim dniem istnienia i walki Grupy Operacyjnej Kawalerii gen. Andersa jako całości. Jej dowódca zdecydował się na rozwiązanie zgrupowania i przedzieranie się w kierunku granicy węgierskiej w małych grupkach, które składać się miały wyłącznie z ochotników.
Chociaż do granicy polsko- węgierskiej pozostało zaledwie kilka (kilkanaście) kilometrów, polscy ułani mieli nie lada trudne zadanie z dotarciem do niej. 28 września sowiecka 6 Armia, a w dniu następnym 12 Armia osiągnęły sowiecko-niemiecką linię demarkacyjną zamykając tym samym lukę operacyjną, a utworzone w ukraińskich wioskach silne posterunki policji, złożone z miejscowych nacjonalistów i sympatyków komunizmu, skutecznie wyłapywały małe oddziałki polskich żołnierzy.Tylko nielicznym kawalerzystom Zgrupowania gen. Andersa udało się dotrzeć do granicy węgierskiej. Ten ostatni dostał się do niewoli sowieckiej 30 (29) września.

### Walki Zgrupowania KOP pod Szackiem i Wytycznem
Na wiadomość o wkroczeniu Armii Czerwonej dowódca Korpusu Ochrony Pogranicza gen. bryg. Wilhelm Orlik-Rückemann wydał 17 września w Dawidgródku rozkaz stawienia oporu jednostkom sowieckim i jednoczesnej koncentracji batalionów na zapleczu fortyfikacji na rzece Słucz, w rejonie Moroczna, Lubieszowa i Siedliszcza. Tego samego dnia przeorganizował on duży i ciężki pokojowy sztab Dowództwa KOP na sztab polowy. 21 września w rejonie Kuchecka Wola–Kuchcze–Chrapin–Moroczno zebrało się około 8700 żołnierzy, w tym blisko 300 oficerów. W ten sposób powstało improwizowane Zgrupowanie KOP. Do pograniczników dołączyli policjanci, osadnicy wojskowi, służba leśna i ochotnicy spośród ludności polskiej.
Maszerujące znad granicy polsko-sowieckiej oddziały Grupy Korpusu Ochrony Pogranicza 28 września osiągnęły rejon Szacka. Kolumna północna, której główny trzon stanowiła Brygada KOP „Polesie” płk. dypl. Tadeusza Różyckiego-Kołodziejczyka, osiągnęła lizjerę lasu pod Mielnikami, a kolumna południowa – pułk KOP „Sarny” i batalion marszowy 76 pułku piechoty – las na wschód i południowy wschód od Szacka. Obie kolumny dążyły do połączenia się z wojskami gen. Franciszka Kleeberga. Z uwagi na niekorzystny dla maszerujących teren (bagna, zalewiska, jeziora), jedyna droga, którą mógł wybrać gen. Orlik-Rückemann, wiodła przez Szack i dalej w kierunku przepraw na Bugu pod Grabowem i Koszarami. W tym czasie Szack był zajęty przez wojska 52 Dywizji Strzeleckiej płk. Russijanowa, ale dowódca polskiej GO postanowił otworzyć sobie drogę do Bugu walką. Na walkę zdecydował się też dowódca sowiecki. 28 września, przemieszczający się w kierunku Włodawy bez należytego ubezpieczenia, 28 batalion saperów mjr. Kisielewa został dosyć intensywnie ostrzelany z broni maszynowej przez ubezpieczenia SGO „Polesie”, tracąc kilku rannych (w tym dowódcę batalionu). W tym czasie oddziały Grupy KOP gen. Orlika-Rückemanna zajęły pozycje półkoliście, w pasie od Mielnik po uroczysko Morawskie, a ubezpieczeniami sięgając do bagien Prypeci. Odległość od Szacka wynosiła od dwu do pięciu kilometrów.
Zadanie wyparcia nieprzyjaciela z Szacka otrzymał ppłk Nikodem Sulik. Zdecydował się on uderzyć na miejscowość trzema batalionami: dwoma KOP („Bereźne” i „Rokitno”) oraz batalionem piechoty mjr. Józefa Balcerzaka. Natarcie miał wspierać dywizjon artylerii mjr. Stefana Czernika. Zanim polskie bataliony ruszyły do natarcia, z Szacka wyszło uderzenie sowieckiego 411 batalionu czołgów kpt. Nieseniuka. Zostało ono zatrzymane ogniem polskich dział przeciwpancernych. Po zwycięskiej potyczce, na Sowietów uderzył batalion marszowy 76 pp mjr. Balcerzaka, a wsparcie ogniowe zapewnił dywizjon mjr. Czernika. Za batalionem piechoty ruszył batalion KOP „Bereźne” mjr. Antoniego Żurowskiego. W zabudowaniach Szacka broniły się dwie sowieckie kompanie 112 pułku strzelców, wsparte plutonem ckm i działkami 54 dywizjonu artylerii przeciwpancernej. W samym mieście doszło do gwałtownych starć, z których zwycięsko wyszli Polacy. Rozbity nieprzyjaciel wycofał się w kierunku na Mielniki lub Piszczę. Około południa droga na zachód przez Szack została otwarta.
Około 14.00 Szack został zbombardowany przez sowieckie lotnictwo. Po nalocie z kierunku Piszczy, po przygotowaniu ogniowym wyszło natarcie sowieckiego 3/58 pułku strzelców. Odparła je kompania forteczna „Tyszyca” i polska artyleria. Obronę Szacka wzmocniono batalionem KOP „Sarny”. Następowały kolejne sowieckie ataki. Płk Russijanow, czując przedsmak porażki, kierował w rejon działań kolejne pododdziały. Rzucane do ataku pojedynczo, nie mogły rozerwać polskiej obrony. Wobec nacisku wojsk sowieckich na pododdziały ppłk. Sulika, gen. Orlik-Rückemann nakazał dowódcy Brygady KOP „Polesie” wykonać uderzenie w kierunku południowo-zachodnim, w celu oskrzydlenia nieprzyjaciela nacierającego na Szack. Płk Różycki-Kołodziejczyk do akcji oskrzydlenia nieprzyjaciela wysłał zaledwie kompanię piechoty, a sam z brygadą rozpoczął marsz w kierunku Bugu. Wysłany pododdział natrafił na sowiecki batalion z 58 ps, który zmusił polską kompanię do odstąpienia. Brygada w tym czasie dotarła do szosy, gdzie napotkała opór oddziałów 112 ps i została od szosy odrzucona. Dowódca brygady zdecydował przebijać się lasem w kierunku Szacka. Gdyby w pełni wykonał rozkaz gen. Orlika-Rückemanna, zrobiłby to wcześniej i ze znacznie mniejszymi stratami.
Tymczasem nieskoordynowana akcja Brygady „Polesie” wywołała panikę w sowieckich oddziałach. Mimo że pododdziały polskie cofnęły się, strzelanina trwała dalej. Strzelano zarówno do oddziałów polskich, jak i częściowo do innych pułków 52 Dywizji Strzeleckiej. W rezultacie boju, część sowieckich pododdziałów rozproszyła się po lasach, a w wyniku chaotycznego ognia ciężko ranny został dowódca 52 DS płk Russijanow.

Po zapadnięciu ciemności rozpoczął się marsz pododdziałów KOP przez Szack w kierunku na przeprawy na Bugu. Zgrupowanie ppłk. Sulika dotarło do Bugu dość sprawnie i do rana przeprawiło się na jego zachodni brzeg pomiędzy Zbereżem a Grabowem. Część sprzętu, w tym duże samochody ciężarowe, zniszczono na wschodnim brzegu rzeki. Brygada „Polesie” przeszła również nocą przez Szack i rano 29 września przeprawiła się na zachodni brzeg Bugu w rejonie Grabowa. W czasie nocnych walk utraciła tabory, pluton armat przeciwpancernych i kilka ckm-ów. Poległo też wielu żołnierzy, a pozostali byli na skraju psychicznego załamania.
Po przeprawie przez Bug oddziały ppłk. Sulika skoncentrowały się w lesie na wschód i południe od Kosynia, a Brygada „Polesie” w lesie pomiędzy Sobiborem a Osową. Stanowisko dowodzenia Zgrupowania rozwinęło się w lesie pod Kosyniem. 30 września dowódca zgrupowania przeprowadził kolejną reorganizację grupy. Liczyła ona już tylko 239 oficerów i 1930 szeregowych. Brygadę KOP „Polesie" przeformowano w batalion „Polesie", a dowództwo nad nim objął ppłk Jan Dyszkiewicz. Pułk KOP „Sarny" składał się z trzech liczebnie słabych batalionów, które prezentowały jednak stosunkowo dużą wartość bojową. W godzinach wieczornych Grupa KOP ruszyła drogą na Hańsk w kierunku Wytyczna. Cel marszu pozostawał niezmienny – połączyć się z Samodzielną Grupą Operacyjną „Polesie” gen. Franciszka Kleeberga. Marsz odbywał się w zasadzie bez przeszkód. Jedynie ariergarda – batalion KOP „Bereźne”, walczył skutecznie w okolicach Osowej z pododdziałem sowieckim.
W tym czasie dowódca sowieckiego 15 Korpusu Strzeleckiego nakazał podjąć działania pościgowe. Główny ciężar walki z osłabioną Grupą KOP miał wziąć na siebie 253 pułk strzelecki, wzmocniony batalionem czołgów i batalionem rozpoznawczym 45 Dywizji Strzeleckiej. Do starcia doszło w rejonie Wytyczna. Walkę rozpoczęła kompania czołgów stanowiąca szpicę czołową. W godzinach nocnych 1 października osiągnęła ona południowy skraj Wytyczna, ale tu została ostrzelana ogniem dwóch dział przeciwpancernych. Kolejne sowieckie pododdziały rozpoznawcze zostały zatrzymane ogniem karabinów maszynowych. Wykonując postawione zadania, pododdziały 253 ps o świcie przeszły do natarcia i około 8.00 jego 1 batalion wzmocniony szwadronem kawalerii opanował wieś i przy minimalnych stratach własnych wziął do niewoli około czterystu jeńców.
2 batalion sowieckiego pułku, który uderzał wzdłuż wschodniego brzegu Jeziora Wytyckie, poniósł duże straty a jego natarcie załamało się.
Nad pododdziałami Grupy KOP krążyły samoloty sowieckie, korygowały ogień artylerii i ostrzeliwały polskie pozycje.
Generał Orlik-Rückemann przed 9.00 wydał rozkaz dowódcy batalionu „Polesie”, aby uderzył na skrzydło przeciwnika, na wschód od Wytyczna. Atak miał ubezpieczać batalion „Bereźne”. Mimo potwierdzenia rozkazu, uderzenie nie nastąpiło. Dowództwo batalionu nie było w stanie poderwać żołnierzy do ataku. Część zaczęła się poddawać, część z oznakami paniki porzuciła broń i rozproszyła się. Przy oficerach pozostało niewielu. Batalion „Polesie” praktycznie przestał istnieć.
Także ppłk Sulik meldował, że jego pododdziały nie będą w stanie wytrzymać kolejnego silnego uderzenia wojsk sowieckich. W tej sytuacji gen. Orlik-Rückemann nakazał wojskom Grupy oderwanie się od nieprzyjaciela i wycofanie w kierunku lasów koło Sosnowicy. Tam nastąpić miało rozwiązanie Grupy.
Po osiągnięciu rejonu Sosnowicy poszczególne pododdziały, żegnane przez dowódców, rozpraszały się bądź z bronią w ręku usiłowały dotrzeć do SGO Polesie gen. Kleeberga. Tymczasem w lesie na południe od Parczewa przy gen. Orliku-Rückemannie zebrało się około trzydziestu oficerów. Wieczorem 1 października zebrani powzięli decyzję o zawiązaniu konspiracyjnej organizacji Tajny KOP, na czele której stanął gen. Orlik-Rückemann.
Dwutygodniowe walki grupy KOP pod dowództwem gen. bryg. Wilhelma Orlika-Rückemanna dobiegły końca.

### Walki zgrupowania płk. Tadeusza Zieleniewskiego
27 września, na odprawie dowódców w Woli Sobieskiej, płk Tadeusz Zieleniewski objął dowództwo improwizowanego zgrupowania, w skład którego weszły oddziały płk. Władysława Płonki, płk. Władysława Filipkowskiego i płk. Leona Koca. Były to cztery niepełne pułki piechoty, około dwóch dywizjonów artylerii, batalion saperów, pułk kawalerii i kawaleria dywizyjna rtm. Królikowskiego. Nie dokonano jednak reorganizacji zgrupowania, która by odpowiadała strukturze związku taktycznego. Dalej były to trzy różne oddziały, a dowodzenie utrudniał brak ruchomych środków łączności. Dowódca zgrupowania opracował plan dotarcia całością sił do granicy węgierskiej i wydał rozkaz do działania na okres 28–30 września. Opierał się on na przekonaniu, że poprzez odpowiednie manewrowanie pomiędzy wojskami niemieckimi i sowieckimi i walką z ich ubezpieczeniami, uda się osiągnąć linię Mościska–Jarosław–Łańcut, ewentualnie Pogórze Karpackie. Do 30 września planował osiągnięcie brzegu Sanu między Ulanowem a Leżajskiem, a 1 października jego forsowanie.
Na kierunku planowanych działań Zgrupowania operowały wojska 6 Armii komkora Filippa Golikowa, które 28 września wyszły na rubież Sanu od Przemyśla do Ulanowa, a jego 14 Dywizja Kawalerii kombriga Wasilija Kriuczenkina jeszcze 27 września otrzymała rozkaz likwidacji Grupy płk. Zieleniewskiego.
28 września Grupa płk. Zieleniewskiego bardzo powoli maszerowała w kierunku Sanu. Rozmokłe drogi, zmęczenie żołnierzy i brak wiary w sukces wpływały negatywnie na nastroje w polskich szeregach. Gdy 29 września w Janowie Lubelskim kolumna płk. Filipkowskiego natknęła się na niewielki oddział SS, który zajął obronę w budynku więzienia, uderzenie polskie było tak słabe, że w zasadzie ograniczono się tylko do pozycyjnej walki ogniowej. Osobisty przykład oficerów atakujących w pierwszej linii nie pomagał. W bezpośrednim ataku zginął między innymi płk Tadeusz Lechnicki. Prawa kolumna zgrupowania (grupa „Kraśnik”) pod dowództwem płk. Koca natknęła się pod Polichną Górną na ariergardę niemieckiej 27 Dywizję Piechoty i w wyniku walk skręciła ku wschodowi. Lewa kolumna („Chełm”) płk. Płonki nie toczyła tego dnia walk. Polską kolumnę ścigały oddziały sowieckiej 14 Dywizji Kawalerii maszerujące w kierunku Frampola. W najbliższych dniach do pomocy 14 Dywizji Kawalerii dowództwo sowieckie skierowało 140 Dywizję Strzelecką, a grupa płk. Płonki stoczyła walki o Goraj i Frankopol. 30 września płk Zieleniewski dokonał oceny sytuacji. Zgrupowanie znalazło się w pełnym okrążeniu. Od zachodu i południa blokowane było przez wojska niemieckie, od południowego wschodu, wschodu i częściowo od północy przez sowieckie.
30 września oddziały polskie nie dotarły do Sanu, lecz znalazły się w rejonie Krzemień–Flisy–Momoty. Tutaj płk Zieleniewski zdecydował się przyjąć parlamentariuszy sowieckich. Porozumienie z dowódcą 14 Dywizji Strzeleckiej przewidywało, że szeregowi mieli być rozpuszczeni po zdaniu broni, a oficerowie po dokonaniu ich spisu. Rano 1 października płk Zieleniewski wydał rozkaz dotyczący kapitulacji. Decyzję swoją motywował znikomymi zapasami amunicji, słabością własnego zgrupowania wobec licznych związków taktycznych nieprzyjaciół i propozycjami podległych dowódców dotyczących przerwania działań bojowych. 1 października polskie oddziały miały złożyć broń na wozy bądź nieść ją rozbrojoną i ześrodkować się w miejscowościach: grupa „Chełm” w Andrzejówce; grupy „Niemen” i „Kraśnik” w Buławie.
Część żołnierzy po złożeniu broni na wozy próbowała uniknąć niewoli, rozchodząc się po okolicznych wioskach. Niewielkie grupki oficerów próbowały szczęścia w przedarciu się na Węgry. Nielicznym się to udało. Pułkownik Zieleniewski w swym sprawozdaniu stwierdził, że dowództwo sowieckie nie dotrzymało umowy kapitulacyjnej, biorąc do niewoli oficerów. On sam, po rozmowach z wyższymi dowódcami sowieckimi, 16 października przekroczył granicę węgierską. Nie ustalono, czy został zwolniony, czy uciekł z niewoli.

### Walki Samodzielnej Grupy Operacyjnej „Polesie”

#### Między Włodawą a Parczewem
28 września doszło do reorganizacji Samodzielnej Grupy Operacyjnej „Polesie”. W jej skład odtąd wchodziły 60 Dywizja Piechoty płk. Adama Eplera i 50 Dywizja Piechoty płk. Ottokara Brzozy-Brzeziny, Dywizja Kawalerii „Zaza” gen. bryg. Zygmunta Podhorskiego i Podlaska Brygada Kawalerii gen. bryg. Ludwika Kmicic-Skrzyńskiego. Po reorganizacji SGO „Polesie” liczyła około 18 tysięcy żołnierzy.
Jeszcze w tym samym dniu prawe skrzydło SGO „Polesie” znalazło się w zasięgu działania elementów rozpoznawczych sowieckiej 143 Dywizji Strzeleckiej. Batalion rozpoznawczy dywizji, działający z Wisznic w kierunku na Jabłoń i Parczew, natknął się na pododdziały Podlaskiej BK, wzmocnionej kompanią piechoty. Pierwsze strzały polskich 37 mm armat przeciwpancernych zniszczyły bądź poważnie uszkodziły trzy czołgi i trzy samochody ciężarowe, a sowieccy zwiadowcy zalegli pod silnym ogniem broni maszynowej. W godzinach późnowieczornych w rejon walki sowieckie dowództwo skierowało kompanię strzelecką i pluton dział przeciwpancernych. Ich kontrataki nie uzyskały powodzenia.
W nocy z 28 na 29 września jednostki SGO „Polesie” otrzymały rozkazy do dalszego marszu w kierunku zachodnim – bez wikłania się w dłuższe walki obronne z wojskami sowieckimi. Do rejonu walk zbliżała się polska 60 Dywizja Piechoty, ubezpieczona od czoła przez 182 pułk piechoty ppłk. Franciszka Targowskiego. Na kierunku północnym ubezpieczały patrole kawalerii dywizyjnej.
W pościgu za jednostkami polskimi był sowiecki 635 pułk strzelecki. Wywiązały się krótkotrwałe walki w rejonie Rudna, a potem w okolicy Puchowej Góry i Jabłonia, zakończone sukcesem jednostek polskich. Kilkakrotnie ponawiane sowieckie kontrataki oskrzydlające na Jabłoń spowodowały jednak wyparcie polskiego 182 pułku piechoty ze wsi. Nocą oddziały polskiej 60 Dywizji Piechoty kontynuowały zadanie i po oderwaniu się od wojsk sowieckich przeszły do lasu na południe od Milanowa, tam zajęły obronę i odpoczywały. W kolejnym etapie marszu dywizja maszerować miała w kierunku na Sitno–Borki–Wola Osowińska.
Rano 30 września dowódca 143 Dywizji Strzeleckiej płk Siergiej Orłow zdecydował przerzucić w rejon lasu Grabówka dwa bataliony 487 ps i artylerię dywizyjną oraz wezwał na pomoc lotnictwo, z zamiarem zorganizowania natarcia w kierunku na Milanów i Parczew. Po 13.00 sowieckie bataliony uderzyły koncentrycznie przez Milanów i Kopino na Parczew. Natarcie odparły bataliony polskich 179 i 183 pułków piechoty. Wzięły przy tym do niewoli około 60 jeńców, zdobyły broń i amunicję, a sowieckie bataliony przestały istnieć. Bój pod Milanowem był ostatnim zetknięciem się dywizji „Kobryń ” z oddziałami sowieckimi.

#### Bitwa pod Kockiem
Marsz Samodzielnej Grupy Operacyjnej „Polesie” na zachód śledzili Niemcy. 30 września dowódca Grupy Armii „Południe” gen. płk Gerd von Rundstedt nakazał 10 Armii gen. Waltera von Reichenau zniszczenia polskiego zgrupowania. Rozkazy do walki otrzymała 13 Dywizja Zmotoryzowana gen. por. Paula Otto. Dywizja dysponowała wystarczającą liczbą żołnierzy, uzbrojenia i środków transportowych zapewniającą jej dużą manewrowość i siłę ognia i stanowiła groźnego przeciwnika dla wojsk gen. Kleeberga.

Gen. Franciszek Kleeberg w przeddzień bitwy pod Kockiem zgromadził pod swoim dowództwem około dwudziestu batalionów piechoty, o stanach od czterystu do ośmiuset żołnierzy, jedenaście baterii artylerii i trzydzieści szwadronów kawalerii. Stan osobowy całości jego wojsk wynosił około 18 tysięcy żołnierzy, w tym około 1300 oficerów, a więc był niewiele większy od etatowej dywizji piechoty. Obszar pod Kockiem stwarzał stronie polskiej dość dobre warunki do walki. Spore masywy leśne umożliwiały przeprowadzenie skrytych przegrupowań i ześrodkowań oraz w naturalny sposób zwiększały możliwości obrony.

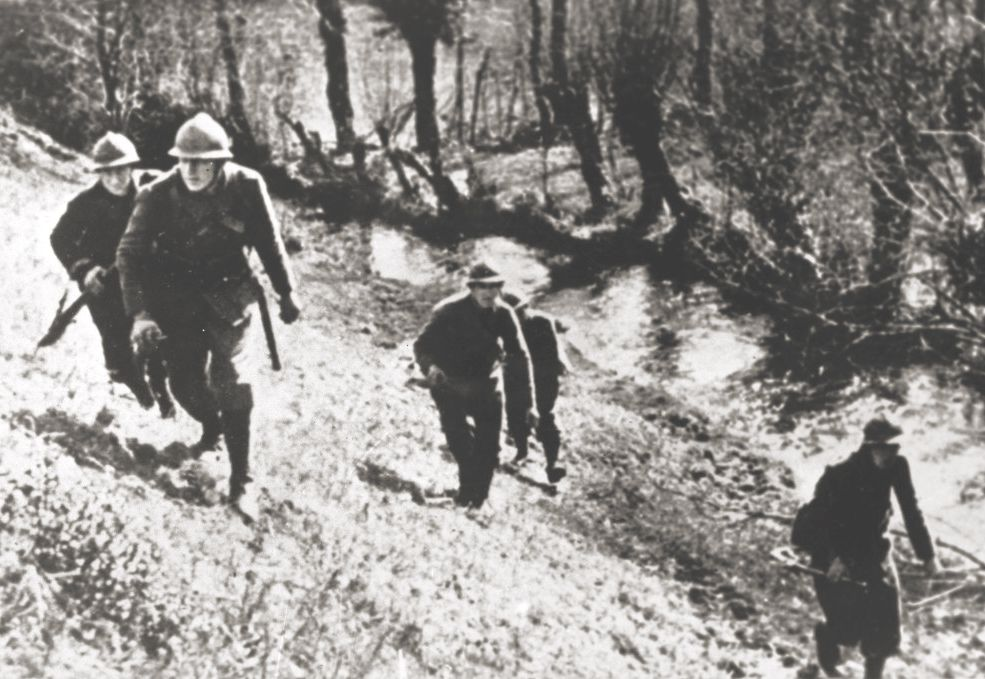
Spieszona polska kawaleria podczas bitwy pod Kockiem 2–6 października 1939

Rano 2 października związki taktyczne Samodzielnej Grupy Operacyjnej „Polesie” osiągały w marszu na zachód następujące rejony:
- Podlaska BK gen. Kmicica-Skrzyńskiego zajmowała rejon Budki–Radoryż Kościelny, ubezpieczając grupę od zachodu;
- 60 DP płk. Eplera organizowała obronę lasów Okrzeja na południe od Hordzieżki;
- Dywizja Kawalerii „Zaza” gen. Podhorskiego zajmowała Brygadą „Plis” płk. Plisowskiego rejon Serokomla–Hordzież–Józefów, a Brygadą „Edward” płk. Milewskiego rejon Talczyn-Wólka;
- 50 Dywizja Piechoty płk. Brzozy-Brzeziny obsadzała rejon Kock–Talczyn–Pasmugi.

Już 1 października na północ od Kocka pojawił się patrol rozpoznawczy niemieckiej 13 Dywizji Zmotoryzowanej. Jego trzy samochody pancerne zostały zniszczone przez wysuniętą placówkę 2 pułku ułanów Grochowskich. Za pododdziałami rozpoznawczymi maszerował wzmocniony 3 batalion 93 pułku piechoty. W godzinach rannych 2 października część sił tego batalionu usiłowała z marszu zająć Serokomlę, a druga część Kock. II i III batalion polskiego 179 pułku piechoty odparły natarcie. Wznawiane w tym dniu kolejne ataki, poprzedzane ogniem artylerii na Kock, również nie uzyskały powodzenia.
W czasie kiedy bronił się Kock, Niemcy atakowali też Serokomlę bronioną przez szwadrony 5. i 10 pułku ułanów. Walki toczyły się ze zmiennym szczęściem. Niemcy wprowadzali świeże siły, a Polacy kontratakowali.
Dowódca niemieckiego 93 pułku piechoty zdecydował się na manewr i uderzył na Hordzież, obchodząc Serokomlę od zachodu. Jednak kontratak 3 szwadronu 2 puł i twardy opór sił w Serokomli zmusiły nieprzyjaciela do zaniechania dalszych ataków. Wieczorem 93 pp znowu zaatakował – także bezskutecznie.
Dowódca 13 DZmot. gen. Otto zdecydował zmienić taktykę działania i 3 października uderzyć całością sił swojej dywizji, rozciąć ugrupowanie SGO „Polesie” na dwie części, a następnie rozbić je. W tym celu na prawym skrzydle ugrupował wzmocniony 33 pułk piechoty, z zadaniem uderzenia z rejonu Poizdowa na Annopol–Talczyn i rozbicia polskiej 50 DP; na lewym skrzydle rozwinął wzmocniony 93 pułk piechoty, który miał opanować Serokomlę, następnie Hordzież i rozbić Dywizję Kawalerii „Zaza”. W drugim rzucie pozostawił 66 pułk piechoty.
Także dowódcy polscy pragnęli rozstrzygnąć losy bitwy w sposób zaczepny. Generał Zygmunt Podhorski zaproponował, by 3 października przejść do działań zaczepnych siłami 50 Dywizji Piechoty „Brzoza” i Dywizji Kawalerii „Zaza”. Według jego planu, z Serokomli i Talczyna miały uderzyć dwa pułki piechoty na Charlejów i Poznań. Po związaniu nieprzyjaciela tymi natarciami, od północnego zachodu na Poznań miała uderzyć BK „Edward” płk. Edwarda Milewskiego. Gen. Kleeberg zaaprobował ten plan i podporządkował gen. Podhorskiemu 178. i 180 pp. Rano 3 października uderzyły z Talczyna urzutowane w głąb dwa polskie 178 i 180 pułki piechoty. Po początkowym sukcesie natarcie polskiej piechoty zostało jednak zatrzymane na linii szosy Kock–Serokomla. W tym czasie z Kocka na Białobrzegi i Poizdów uderzył 179 pułk piechoty. Jego natarcie również nie uzyskało powodzenia. Około południa na Poznań uderzyła Brygada Kawalerii „Edward”. Kawalerzyści 1 pułku ułanów i 3 pułku szwoleżerów rozbili baterię przeciwnika, jednakże dalsze natarcie zostało zatrzymane, a brygada wycofała się na pozycje wyjściowe.
Po niepowodzeniach, dowódca SGO „Polesie” gen. Kleeberg postanowił przegrupować siły. Rozkazał 50 DP przesunąć się w rejon Adamowa, a 60 DP do lasów na południe od Hordzieżki. Dywizja Kawalerii „Zaza” miała wycofać się na linię Czarna–Wola Gułowska–Helenówek–Lipiny–Grabów Szlachecki, z zadaniem ubezpieczenia grupy od południa. Podlaska BK miała nadal ubezpieczać zgrupowanie w rejonie Radoryża od północy i zachodu.
Także Niemcy przegrupowywali siły i środki. Dowódca XIV KZmot wysłał w rejon działań 29 Dywizję Piechoty Zmotoryzowanej gen. Joachima Lemelsena, a do wznowienia działań 4 października przygotowywał się także dowódca 13 DZmot, gen. Otto. Do walki wyznaczył 33. i 66 pułki piechoty, a 93 pułkiem piechoty zamierzał zablokować kierunek na Dęblin.
Rano 4 października pododdziały niemieckiego 33 pułku piechoty i części 66 pułku uderzyły na ugrupowanie 50 Dywizji Piechoty „Brzoza” na północ od Kocka, a pozostała część 66 pułku atakowała pozycje Dywizji Kawalerii „Zaza”. Bataliony 50 DP nie wytrzymały zmasowanego uderzenia nieprzyjacielskiej piechoty wzmocnionej ogniem artylerii i wycofały się na skraj lasu gułowskiego. Także broniące Woli Gułowskiej oddziały BK „Plis” wycofały się ze wschodniej części Woli Gutowskiej. Kilkakrotne polskie kontrataki 2. i 10 pułku ułanów nie zdołały wyprzeć nieprzyjaciela. W tym dniu w godzinach popołudniowych w kontakt ogniowy z oddziałami polskimi weszły też patrole niemieckiej 29 Dywizji Piechoty Zmotoryzowanej. Na zachód od Fiukówki trwały potyczki z ubezpieczeniami Podlaskiej BK, a w rejonie Woli Okrzejskiej z kawalerią dywizyjną 60 DP.

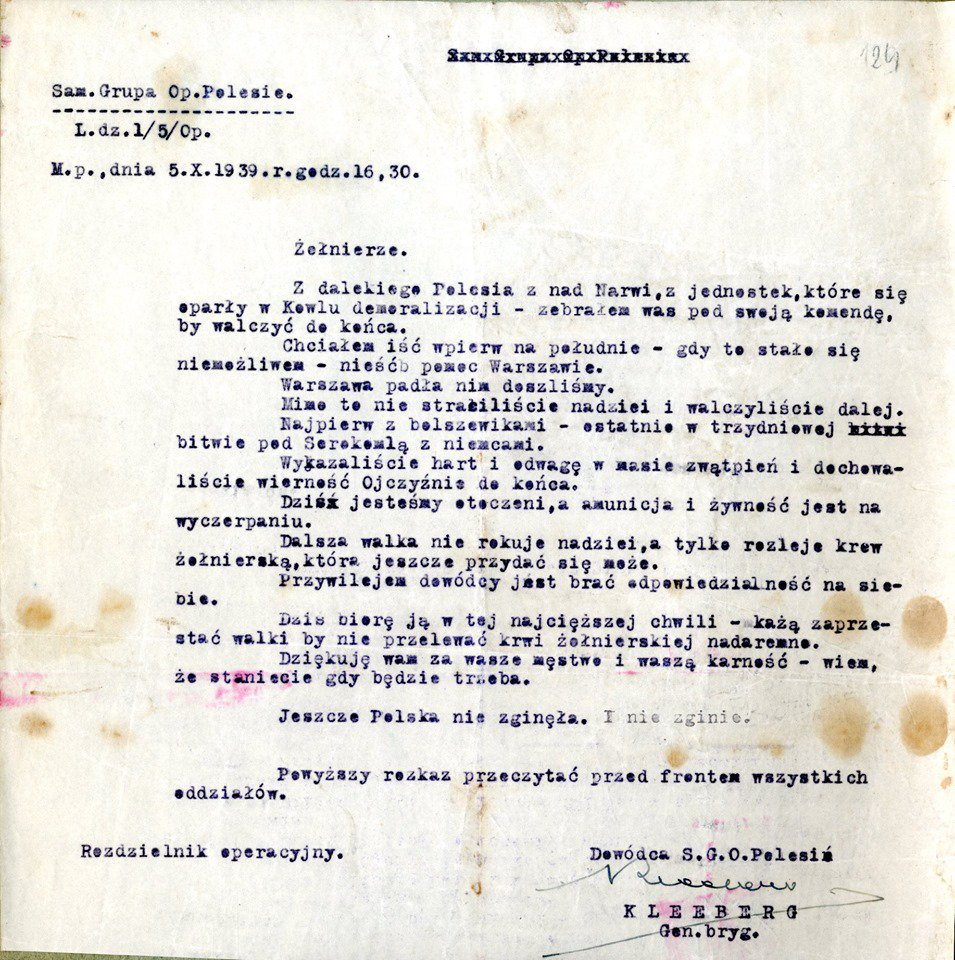
Ostatni rozkaz gen. Franciszka Kleeberga do żołnierzy SGO „Polesie”. 5 października 1939

5 października gen. Kleeberg zdecydował wznowić działania zaczepne. Postanowił rozbić niemiecką 13 Dywizję Zmotoryzowaną, a następnie zwrócić się całością sił przeciwko 29 Dywizji Zmotoryzowanej. W pierwszym rzucie uderzać miała 60 Dywizja Piechoty „Kobryń”, a rozstrzygającą rolę miał odegrać silny odwód w składzie: Brygada Kawalerii „Edward”, 183 pułk piechoty i samodzielny batalion 179 pp. Siły te miały uderzyć na tyły nieprzyjaciela przez Niedźwiedź–Budziska–Charlejów.
Także Niemcy zamierzali rozstrzygnąć bitwę sposobem zaczepnym. Dowódca XIV KA (mot.) zdecydował wprowadzić 5 października do bitwy obie dywizje korpusu, okrążyć jednostki polskie i rozbić polskie zgrupowanie. 13 DPZmot miała nacierać z rubieży: Nowiny–Karolina–Serokomla-Leonardów w kierunku Adamowa i Bystrzycy, dalej na Wróbliny i Stanin, a 29 DPZmot z rejonu Stanin–Fiukówka na Radoryż Kościelny, gdzie miało nastąpić spotkanie obu niemieckich dywizji. 5 października około 8.00 niemiecki 66 pułk piechoty zmotoryzowanej uderzył na odcinku od Konorzatki do Adamowa, trzymanym przez 50 Dywizję Piechoty „Brzoza” oraz Brygadę Kawalerii „Plis”. W odpowiedzi do działań zaczepnych przeszła polska 60 Dywizja Piechoty, uderzając 182 pułkiem piechoty na Helenów, a 184 pp na cmentarz i klasztor w Woli Gułowskiej. Natarcie 182 pułku piechoty na Helenów zakończone zostało sukcesem, natomiast walki 184 pp o cmentarz i klasztor w Woli Gułowskiej nie dały pozytywnych rezultatów. Dopiero powtórne natarcie 184 pp, wsparte uderzeniem samodzielnego batalionu 179 pp mjr. Michała Bartuli, załamało obronę przeciwnika. Wykorzystując powodzenie w Helenowie i Woli Gułowskiej, dowódca 60 DP postanowił Brygadą Kawalerii „Edward” i batalionem 183 pp przejść do natarcia na tyły i skrzydło 13 DPZmot w ogólnym kierunku na Charlejów.
Tymczasem groźne stawało się położenie na kierunku 50 Dywizji Piechoty „Brzoza”. Niemcy opanowali Adamów, a następnie zaatakowali stanowiska BK „Plis”. Wykonany przez 78 pp kontratak na Adamów w celu odciążenia BK „Plis” załamał się. W godzinach popołudniowych 5 października BK „Edward” nacierała z powodzeniem w kierunku na Charlejów, ale niemiecka 13 DPZmot odrzuciła oddziały polskiej 50 DP do lasu na południe od Krzywdy. Nieprzyjaciel uderzył również na odcinek BK „Plis” i lewe skrzydło 60 DP. Jednostki polskie nie wytrzymały uderzenia. Brygada „Plis” wycofała się w głąb lasu gułowskiego, a 184 pp na Wolę Gułowską. Dla odciążenia Brygady Kawalerii „Plis”, dowódca 60 DP płk Epler zdecydował się wykonać kontratak II/183 pp na południowe skrzydło nieprzyjaciela. Polacy uderzyli na bagnety. Niemcy nie wytrzymali uderzenia i zaczęli się cofać. Mniej pomyślnie przedstawiała się sytuacja 184 pułku piechoty. Polskim żołnierzom zaczęło brakować amunicji i Niemcy zdobyli Wolę Gułowską. Był to ostatni sukces nieprzyjaciela w tym dniu.

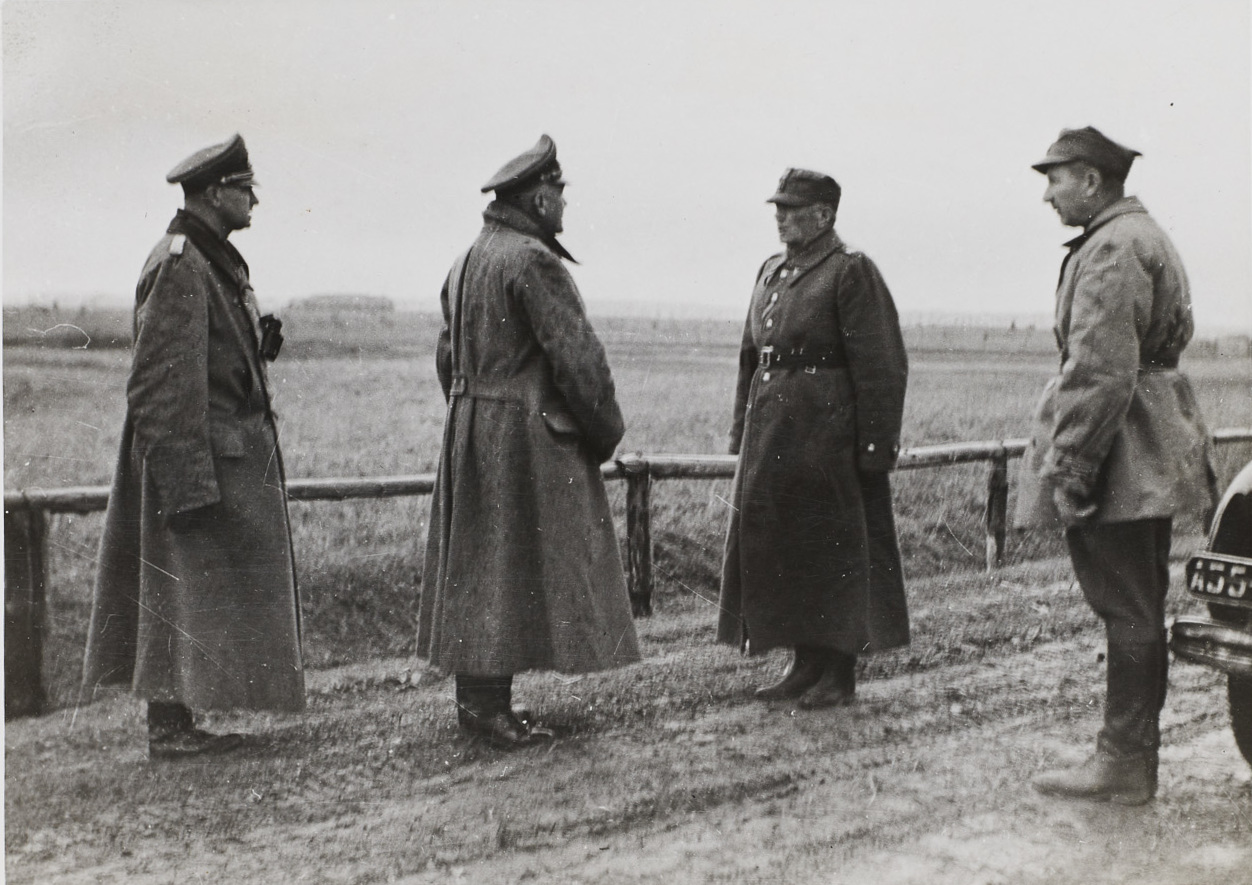
Gen. Otto przyjmuje od gen. Kleeberga kapitulację SGO „Polesie”.

Zagrożona działaniem zgrupowania płk. Milewskiego w rejonie Budziska–Charlejów 13 Dywizja Piechoty Zmotoryzowanej rozpoczęła odwrót na całym odcinku działania 60 Dywizji Piechoty. Także oddziały Podlaskiej BK utrzymywały swoje pozycje obronne, odpierając w godzinach popołudniowych ataki niemieckiej 29 Dywizji Piechoty Zmotoryzowanej. Wieczorem nieprzyjaciel ograniczył swoją działalność do lokalnych ataków. Do generalnego natarcia 29 DPZmot. miała przejść rano 6 października.
Mimo odniesionych sukcesów, realna ocena sytuacji operacyjnej, stanu zapasów amunicji, a także zmęczenie żołnierzy zmusiły dowódcę SGO „Polesie” gen. Franciszka Kleeberga do podjęcia decyzji o zaprzestaniu walki i podjęciu rozmów kapitulacyjnych. 6 października od 10.00 oddziały Samodzielnej Grupy Operacyjnej „Polesie” przystąpiły do składania broni.

## Obrona wybrzeża w kampanii wrześniowej

### Planowanie działań
Obrona polskiego wybrzeża miała bardzo duże znaczenie polityczne i moralne dla całego wysiłku obronnego państwa polskiego. Co prawda zdawano sobie sprawę z dużej dysproporcji sił na Bałtyku i oceniano, że w dłuższym okresie nie da się utrzymać polskiej żeglugi na tym akwenie, ale zdecydowano się zorganizować obronę Gdyni oraz bazy morskiej na Helu. Polski plan obrony nie przewidywał koncentracji większych sił na Wybrzeżu. Oprócz Gdyni i bazy morskiej na Helu miała być broniona także polska składnica tranzytowa na Westerplatte. W chwili wybuchu wojny samorzutną obronę podjął również personel polskiej poczty w Gdańsku.
Licząc się z możliwością aneksji Gdańska przez III Rzeszę, polskie czynniki rządowe były zdecydowane na interwencję zbrojną. W tym celu utworzony został Korpus Interwencyjny pod dowództwem gen. bryg. Stanisława Skwarczyńskiego. Korpus miał być skoncentrowany w rejonie Inowrocław–Bydgoszcz. Informacje o koncentracji wojsk niemieckich nad granicą polską wskazywały jednak, że Niemcy nie zamierzają ograniczyć się do Gdańska, ale przygotowują zbrojną agresję przeciwko Polsce. Naczelne Dowództwo Wojska Polskiego odstąpiło więc od koncepcji interwencji gdańskiej, a do obrony Wybrzeża pozostawiły tylko nieliczne siły.
Do lipca 1939 całością sił morskich i lądowych w obszarze nadmorskim dowodził dowódca Floty, kontradmirał Józef Unrug. Podlegała mu flota morska, morski dywizjon lotniczy w Pucku, Dowództwo Obrony Wybrzeża i załoga polskiej składnicy wojskowej na Westerplatte. W lipcu przeprowadzono reorganizację dowodzenia. Utworzono obronę morską i lądową. Dowództwo nad Morską Obroną Wybrzeża przejął kmdr dypl. Stefan Frankowski. Siły morskie stanowiły: stawiacz min „Gryf”, dywizjon trałowców, dwie kanonierki, okręty specjalne i pomocnicze. W skład Morskiej Obrony Wybrzeża wchodziła też załoga rejonu umocnionego Hel z dowódcą kmdr. Włodzimierzem Steyerem. Stacjonował w nim 2 morski dywizjon artylerii przeciwlotniczej i dywizjon artylerii nadbrzeżnej. Piechotę stanowił batalion KOP „Hel” oraz kilka pododdziałów zabezpieczenia i obsługi. Helu broniło 2500 żołnierzy dysponujących 42 działami nadbrzeżnymi, przeciwlotniczymi i przeciwpancernymi, 11 granatnikami i moździerzami oraz 124 karabinami maszynowymi.
Dowódcą Lądowej Obrony Wybrzeża został płk Stanisław Dąbek. Dysponował on dwoma morskimi pułkami strzelców, trzema batalionami rezerwowymi, morską brygadą obrony narodowej, komisariatami Straży Granicznej oraz innymi oddziałami przeznaczonymi do obrony Gdyni. W sumie było to około 15000 żołnierzy, dysponujących 40 działami kalibru 37–105 mm, 34 granatnikami i moździerzami kalibru 46–81 mm, 192 ciężkimi i 266 lekkimi karabinami maszynowymi. Siły te miały bronić wybrzeża od Bałtyku w rejonie Jeziora Żarnowieckiego aż do granicy z enklawą gdańską na odcinku około 130 km. Główny wysiłek obrony koncentrował się na Kępie Oksywskiej i Gdyni, tak by uniemożliwić Niemcom ostrzał Półwyspu Helskiego przewidzianego na wojenną bazę floty. Na dalekich podejściach do Gdyni, na zachód od Wejherowa, zorganizował obronę Oddział Wydzielony „Wejherowo” ppłk. Kazimierza Pruszkowskiego; na południowe przedpola Gdyni wysunięto Oddział Wydzielony „Redłowo” ppłk. Ignacego Szpunara; w rejonie Kartuz obronę przygotowywał Oddział Wydzielony „Kartuzy” kpt. Mariana Mordawskiego.
Zasadniczym zadaniem Floty, dowodzonej przez kontradmirała Józefa Unruga, było zwalczanie żeglugi niemieckiej na szlakach wiodących z Pomorza do Prus Wschodnich oraz osłona Lądowej Obrony Wybrzeża. Składała się ona z dywizjonu niszczycieli i dywizjonu okrętów podwodnych. Okręty nawodne miały zaminować podejścia do własnych wybrzeży, a podwodne operować w Zatoce Gdańskiej. Brak skutecznej osłony lotniczej i bezpiecznych baz groził szybkim zniszczeniem okrętów nawodnych. Polskie dowództwo podjęło decyzję (plan Pekin) odesłania trzech okrętów dywizjonu niszczycieli do portów brytyjskich. Pozostały niszczyciel „Wicher”, stawiacz min „Gryf” oraz kanonierki i trałowce. Zdecydowano się przeprowadzić operację „Rurka”, której celem było postawienie przez ORP „Gryf” zagrody minowej dwanaście mil na południowy wschód od Helu. Dywizjon okrętów podwodnych kmdr. por. Aleksandra Mohuczego miał działać na niemieckich liniach komunikacyjnych od Zatoki Gdańskiej aż do Bornholmu. Przewidywany był także do realizacji planu „Worek”, czyli do blokowania podejść od strony morza do Gdyni i Helu. Trzy okręty podwodne miały zostać rozmieszczone wzdłuż północnego brzegu Helu, jeden w sektorze na wschód od cypla Helu, a piąty miał operować między Gdynią a Helem i wzbraniać podejścia do portu gdyńskiego. W planach obrony portu gdyńskiego i bazy marynarki wojennej na Helu od strony morza ważną rolę odegrać miały zagrody minowe. Miał je wykonać stawiacz min „Gryf” oraz sześć trałowców. Do stawiania min przystosowane były także trzy okręty podwodne. Liczba min zgromadzonych w składach min była wystarczająca do postawienia zagród minowych w pierwszym etapie działań.
Przygotowując plan agresji przeciwko Polsce, niemiecki Sztab Generalny wydzielił do działań na Wybrzeżu znaczne siły morskie i lądowe. Z okrętów liniowych były to dwa szkolne krążowniki: „Schleswig-Holstein” i „Schlesien”. „Schleswig-Holstein” wpłynął do Gdańska bezpośrednio przed wybuchem wojny, a „Schlesien” przebywał w pełnej gotowości do działań w Świnoujściu. Zadaniem pierwszego z nich było wsparcie gdańskich oddziałów hitlerowskich w ataku na Westerplatte oraz niszczenie polskiej artylerii na Wybrzeżu. Zadanie podobne otrzymał także zespół trzech lekkich krążowników „Nürnberg”, „Leipzig” i „Köln”. Do zablokowania floty polskiej na wodach Zatoki Gdańskiej przeznaczono zespół dziewięciu niszczycieli i 1 Flotyllę Ścigaczy, złożoną z siedmiu jednostek. Do trałowania min i blokowania polskich wybrzeży przeznaczono kilka zespołów mniejszych okrętów: 1., 2. i 7 Flotyllę Trałowców, Flotyllę Eskortowców i 3 Flotyllę Kutrów Trałowych. Do zwalczania żeglugi polskiej przeznaczono około dziesięciu okrętów podwodnych oraz kilka mniejszych okrętów nawodnych.
Ponadto do ataku na polskie Wybrzeże przeznaczono trzy dywizjony lotnictwa przybrzeżnego, eskadrę myśliwców i eskadrę bombowców nurkujących, liczących łącznie około 120 samoloty różnego typu i przeznaczenia. Polacy na Wybrzeżu posiadali tylko 23 wodnosamoloty z dywizjonu lotniczego w Pucku.
Na lądzie Niemcy wystawili improwizowany korpus piechoty. Część z tych sił znajdowała się na obszarze Wolnego Miasta Gdańska, a część na Pomorzu Zachodnim.W ogólnym planie działań na Wybrzeżu Niemcy założyli trzy etapy: w pierwszej kolejności miano opanować Gdańsk i zniszczyć polską placówkę na Westerplatte; w drugim etapie postanowiono zniszczyć polską flotę i zapewnić sobie swobodną żeglugę na Bałtyku. W trzecim etapie przewidywano spowolnienie tempa działań na Wybrzeżu, oczekując zwycięstwa na głównych kierunkach uderzeń.

### Działania zbrojne na Wybrzeżu
Działania wojenne na Wybrzeżu rozpoczęły się od ostrzału Westerplatte przez okręt liniowy „Schleswig-Holstein”. Polska załoga miała bronić składnicy tranzytowej przez dwanaście godzin, do czasu przybycia do Gdańska polskiego Korpusu Interwencyjnego. Z morza placówkę polską ostrzeliwał „Schleswig-Holstein”, a na lądzie polska kompania wartownicza była atakowana przez niemiecką kompanię marynarki por. Henningsena i pododdziały 1 pułku Landespolizei. Obrońcy Westerplatte odparli wszystkie ataki. Następnego dnia Niemcy ponownie zaatakowali na lądzie, a po południu nastąpił nalot niemieckich bombowców. Ponieważ polska załoga nie posiadała artylerii przeciwlotniczej, straty były duże. Zniszczona została jedna wartownia, ucierpiały też koszary. W kolejnych dniach Niemcy ograniczyli działania lądowe. Działało lotnictwo, a od 4 września Westerplatte ostrzeliwał zespół trałowców kmdr. Friedricha Ruge. Szturm generalny przygotowywany był na 7 września. W tym dniu mjr Henryk Sucharski postanowił poddać składnicę. Pozwoliło to uniknąć większych strat, które do 7 września wyniosły piętnastu poległych i około pięćdziesięciu rannych. Siedmiodniowy opór samotnego odciętego polskiego garnizonu urósł do rangi symbolu bohaterstwa Polaków w całych zmaganiach wrześniowych.
Hitlerowi, ze względów propagandowych szczególnie zależało na opanowaniu polskich placówek na terenie Wolnego Miasta Gdańsk. 1 września o świcie hitlerowcy zaatakowali Pocztę Polską w Gdańsku. Budynku broniło kilkudziesięciu pocztowców oraz kilku oficerów rezerwy. Pierwszy atak został odparty, ale zginał dowódca obrony ppor. Konrad Guderski. Zastąpił go Alfons Flisykowski. Po czternastu godzinach walk Poczta Polska została opanowana przez Niemców. Kilkunastu obrońców zginęło, a kilkudziesięciu zamordowano miesiąc później.
Również 1 września o świcie oddziały gdańskiej policji i SS zajęły dworzec kolejowy oraz budynek Komisariatu Generalnego Rzeczypospolitej, aresztując jego personel z Komisarzem Generalnym, Marianem Chodackim. Zmuszono także do opuszczenia Gdańska Wysokiego Komisarza Ligi Narodów, profesora Carla Burckhardta. Około 11.00 niemiecki Reichstag uchwalił wcielenie Gdańska do Rzeszy i rozszerzenie jej władzy na teren całego Wolnego Miasta. Równocześnie z działaniami w Gdańsku, Niemcy od 1 września atakowali polskie Wybrzeże. Najpierw lotnictwo dokonało nalotu bombowego na Puck i lotnisko w Rumi, niszcząc miasto i urządzenia polskiego morskiego dywizjonu lotniczego. Po ataku lotniczym ocalałe wodnosamoloty rozmieszczone zostały wzdłuż Półwyspu Helskiego, ale 3 września Niemcy je zniszczyli. Jednocześnie z bombardowaniem Pucka samoloty niemieckie zrzuciły bomby na Hel i ostrzelały z karabinów maszynowych osiedle rybackie. Około 14.00 Niemcy zbombardowali Gdynię, w tym port. Nalot doprowadził do zniszczenia kilku starszych okrętów nawodnych. Podczas nalotów niemieckiego lotnictwa na Hel uszkodzone zostały „Gryf” i „Wicher”; straty ponieśli też artylerzyści. Kolejny nalot wykonany około 18.00 doprowadził do zatopienia „Gryfa” i kanonierki ORP „Generał Haller”. Zatopiono też kilka jednostek pomocniczych. W pierwszych trzech dniach września wyeliminowane zostały z działań prawie wszystkie polskie okręty nawodne. Nie zdołano też postawić zapory minowej u wybrzeży Helu.
Zgodnie z planem „Worek”, już 1 września okręty podwodne zajęły wyznaczone im sektory bojowe wzdłuż Półwyspu Helskiego. 2 września ORP „Sęp” wykonał atak torpedowy na wysokości Rozewia na niemiecki niszczyciel, ale nie uzyskał trafienia. Sam ucierpiał od bomb głębinowych niemieckiego niszczyciela i wymagał remontu. Inne polskie okręty atakowane były przez małe niemieckie okręty nawodne i lotnictwo. ORP „Ryś”, operujący na północny wschód od cypla Półwyspu Helskiego, został zaatakowany w nocy z 4 na 5 września i musiał schronić się w porcie helskim. Także ORP „Wilk” wykryty został 2 września i systematycznie nękany z morza i powietrza. Inne okręty podwodne, tropione przez samoloty i okręty nieprzyjaciela, także nie miały swobody działania i nie zdołały przeprowadzić skutecznych ataków na niemieckie cele. W drugiej połowie września okręty „Sęp”, „Ryś” i „Żbik” weszły na wody terytorialne Szwecji i zostały internowane. ORP „Orzeł” 15 września został internowany w Tallinnie, ale w nocy z 17 na 18 września opuścił port i po wielu perypetiach 14 października dotarł do Wielkiej Brytanii.
Początkowo oddziały Lądowej Obrony Wybrzeża główny wysiłek obrony skoncentrowały na kierunku gdyńskim. Na południe od Gdyni i na wschód od Kartuz nacierała Brygada gen. Friedricha Eberhardta. Kierunku tego z powodzeniem bronił 2 morski pułk strzelców. W nocy z 3 na 4 września Polacy przeprowadzili wypad na Osowę i Wysoką w celu zniszczenia niemieckiej baterii. Założonego celu nie zdołano osiągnąć, ale zadano Niemcom znaczne straty.
Od 2 września Niemcy rozpoczęli ataki z kierunku zachodniego. 207 Dywizja Piechoty oraz 32 pułk straży granicznej uderzyły na Kościerzynę, a 42 pułk straży granicznej prowadził rozpoznanie w kierunku Kartuz. Wieczorem niemiecki 368 pp zajął Kościerzynę, a niemiecka dywizja rozwinęła swoje pułki na północ. Jej zadaniem było odcięcie polskim oddziałom zgrupowanym na Wybrzeżu dróg wycofania na południe. Główne uderzenie na Gdynię wykonała z rejonu Sopotu brygada gen. Eberhardta; wyparła polskich obrońców z zajmowanych pozycji i zbliżyła się do Gdyni na kilkanaście kilometrów. Niemieckie natarcie zatrzymali żołnierze Oddziału Wydzielonego „Redłowo”. Na kierunku zachodnim niemiecka 207 DP wraz z dwoma pułkami straży granicznej, 3 września wyparła spod Kartuz IV batalionu ON i odcięła polskie Wybrzeże od reszty kraju. Od tego czasu Gdynia i Hel musiały bronić się samodzielnie, bez szans na uzyskanie pomocy z głębi kraju.
Po zniszczeniu polskiej floty nawodnej i zablokowaniu podwodnej w rejonie Zatoki Gdańskiej ustało zagrożenie dla niemieckiej żeglugi na Bałtyku, zatem walki w izolowanym obszarze nadmorskim zaczęły szybko tracić znaczenie operacyjne. Gen. Leonhard Kaupisch (dowódca korpusu swojego imienia) nakazał 207 DP uderzyć z rejonu Kościerzyny w kierunku Wybrzeża. Początkowo natarcie to spowalniał IV batalion Obrony Narodowej, a od 6 września, w rejonie Wejherowa, także 1 morski ps. 7 września rozpoczęły się ciężkie walki pod Wejherowem i Sopieszynem, a także pod Koleczkowem i Kamieniem oraz w rejonie Wiczlina i Witomina. Włamanie, jakiego dokonali Niemcy w lesie Kack Wielki–Wiczlino, zostało zlikwidowane kontratakiem I/2 morskiego ps.
10 i 11 września walczono o Redę, Białą Rzekę, Zagórze oraz Rumię. Zakończyły się one utratą tych miejscowości. Obrońców Gdyni starała się wesprzeć artyleria polska z Helu oraz załogi polskich okrętów. 12 września trałowce „Jaskółka”, „Czajka” i „Rybitwa”, pod dowództwem komandora Zdzisława Boczkowskiego, podeszły pod Rewę i ostrzelały niemieckie pozycje. Po półgodzinnym ostrzale dywizjon powrócił bez strat do Jastarni. Tego samego dnia 2 morski ps musiał jednak opuścić pozycję pod Redłowem i cofnąć się na północno-wschodni skraj Kępy Oksywskiej. Wieczorem 12 września dowódca Lądowej Obrony Wybrzeża, płk Stanisław Dąbek, uznał, że dalsza obrona na przedpolach Gdyni nie jest możliwa i wycofał wszystkie oddziały na Kępę Oksywską. Dwa dni później Niemcy zajęli Gdynię.
Zepchnięte na Kępę Oksywską oddziały Lądowej Obrony Wybrzeża od 14 września bombardowane były przez samoloty 506 dywizjonu lotnictwa przybrzeżnego, a niemiecka artyleria ostrzeliwała polskie stanowiska obronne, urządzenia tyłowe i magazyny. Pod koniec drugiej dekady września szeregi obrońców stopniały do 1500 osób. Niemcom udało się rozciąć polską obronę na trzy izolowane od siebie ogniska: w rejonie folwarku Stefanowo, na północ od Starego Obłuża i na Oksywiu. Obrońców Oksywia wydatnie wsparły oddziały ochotnicze.
Obrona Kępy Oksywskiej trwała do 19 września. Nieliczne już oddziały i grupy Lądowej Obrony Wybrzeża wycofały się do Babiego Dołu, gdzie walczyły do końca. 19 września płk Stanisław Dąbek, nie chcąc poddać się Niemcom, popełnił samobójstwo. Walki ustały. Straty Lądowej Obrony Wybrzeża wyniosły około 5 tysięcy żołnierzy poległych, rannych i zaginionych.
Po upadku Kępy Oksywskiej pogorszeniu uległa sytuacja obrońców Helu. Jeszcze 10 września Niemcy zdobyli Wielką Wieś i Władysławowo. Od 14 do 19 września Półwysep Helski był blokowany przez 42 pułk straży granicznej. Poważniejszych walk nie było. Załoga Helu przygotowywała u nasady półwyspu zagrodę minową z głowic torpedowych. W zamyśle obrońców wybuch osiemdziesięciu min miał odciąć Hel od lądu stałego i utrudnić Niemcom atak na półwysep. Początkowo Niemcy zamierzali wziąć załogę głodem. Później, ze względów prestiżowych, postanowili zdobyć Hel spychając polską załogę ku cyplowi i jednocześnie zniszczyć baterię Laskowskiego. Zaangażowano dwa okręty liniowe, „Schleswig-Holstein” i „Schlesien”, szkolne okręty artyleryjskie, okręty strażnicze oraz torpedowce i trałowce. 25 września doszło do bezpośredniej wymiany ognia pomiędzy niemieckimi okrętami liniowymi i baterią Laskowskiego. Oba niemieckie liniowce otworzyły ogień, będąc na wysokości wzgórz redłowskich. Salwa okrętu „Schleswig-Holstein” wybuchła na terenie baterii; jedno działo zostało zniszczone. W odpowiedzi polscy artylerzyści uzyskali także bezpośrednie trafienia i niemieckie okręty wycofały się z walki. W następnych dniach Niemcy podejmowali kolejne próby zniszczenia polskiej baterii, ale ta do końca zachowała zdolność do walki.
Niemieckie ataki z morza na Półwysep Helski wzmocnione zostały 30 września atakiem sił lądowych. Dowodzący na Helu obroną wybrzeża kontradmirał Józef Unrug, po zasięgnięciu opinii oficerów sztabu, podjął decyzję o zakończeniu walki. Tymczasem natarcie niemieckie trwało. Po opanowaniu Chałup Niemcy zbliżyli się do Kuźnicy. 2 października kmdr Marian Majewski i kpt. Antoni Kasztelan podpisali w Sopocie układ kapitulacyjny. Przed południem 2 października walki na Helu ustały, a Niemcy zajęli port i wkroczyli do Jastarni.

## Walki lotników w kampanii wrześniowej
W 1939 r. w skład polskiego lotnictwa wojskowego wchodziło: 6 pułków (1 – w Warszawie, 2 – w Krakowie, 3 – w Poznaniu, 4 – w Toruniu, 5 – w Wilnie i Lidzie i 6 – we Lwowie) oraz Centrum Wyszkolenia Oficerów Lotnictwa w Dęblinie, Centrum Wyszkolenia Podoficerów Lotnictwa w Bydgoszczy, Kurs Wyższego Pilotażu w Grudziądzu, Szkoła Techniczna Podchorążych Lotnictwa w Warszawie, Szkoła Podchorążych Rezerwy w Radomiu i Dowództwo Lotnictwa w Warszawie (dca gen. bryg. pilot Władysław Kalkus). Stan liczbowy na 1 czerwca 1939: 12 170 osób, z tego 8371 (1236 personelu latającego) w jednostkach bojowych. Lotnictwo było pomocniczym rodzajem wojsk, przeznaczonym do wykonywania zadań zarówno w ramach wojsk lądowych na froncie, jak i osłony ważnych obiektów na zapleczu, głównie w rejonie Warszawy. W toku mobilizacji, którą prowadzono od 24 sierpnia 1939, rozformowano pułki, a dywizjony, eskadry i plutony stały się samodzielnymi jednostkami dyspozycyjnymi Naczelnego Wodza, w myśl koncepcji użycia lotnictwa w wojnie. Po mobilizacji lotnictwo liczyło 15600 żołnierzy z tego ok. 3300 żołnierzy personelu latającego i 745 samolotów różnych typów, z tego 435 samolotów bojowych. Lotnictwo armijne stanowiło 65% całości sił lotnictwa wojsk. Składało się z 28 eskadr myśliwskich, liniowych (rozpoznawczych), obserwacyjnych (towarzyszących) i 8 plutonów łącznikowych – ogółem 274 samoloty: P-ll, P-7, RWD-14 „Czapla”, Lublin R-Xlll, PZL-23 „Karaś” i RWD-8. Lotnictwo armijne miało 274 samoloty i 8 balonów. Lotnictwo dyspozycyjne stanowiła Brygada Bombowa (dca płk obserwator W. Heller) składająca się z 10 eskadr Karasi, PZL-37 „Łoś” i R-XIII oraz 4 plutonów RWD-8; razem 105 samolotów. Lotnictwo dyspozycyjne stanowiła Brygada Pościgowa w składzie 5 eskadr myśliwskich, Brygada Bombowa (dowódca płk pil. Władysław Heller) – 9 eskadr oraz lotnictwo łącznikowe – 1 eskadra i 4 plutony. Do obrony Warszawy wydzielono Brygadę Pościgową (dowódca płk pilot Stefan Pawlikowski) w składzie 5 eskadr; razem 54 samoloty P-11 i P-7. Naczelnym dowódcą lotnictwa i obrony przeciwlotniczej był gen. dyw. Józef Zając. Do zadań bojowych użyto ok. 400 samolotów. Sprzęt ten, z wyjątkiem 36 samolotów bombowych Łoś, był przestarzały i znacznie ustępował pod względem jakości i ilości samolotom niemieckiej Luftwaffe, uderzając na Polskę dwiema spośród 4 flot (ponad 2000 samolotów w tym ponad 1200 bojowych), miała 5-krotną przewagę. Zadaniem niemieckiego lotnictwa było zniszczenie polskiego lotnictwa i jego baz, dezorganizacja mobilizacji i koncentracji wojsk polskich, zniszczenie linii i węzłów komunikacyjnych, wsparcie lotnictwa wojsk lądowych, naloty bombowe. Od 1 września 1939 lotnictwo stopniowo wchodziło do walki. Brygada Pościgowa, startując z lotnisk w Zielonce i Poniatowie, dwukrotnie walczyła z samolotami niemieckimi lecącymi na Warszawę. W następnych dniach walczyła z kolejnymi wyprawami samolotów niemieckich, prowadziła również rozpoznanie zasadniczego ugrupowania wojsk nieprzyjaciela, zbliżającego się do Warszawy z kierunku południowego zachodu. W okresie 1–6 września, kosztem 38 samolotów własnych, zestrzeliła 43 i uszkodziła 20 samolotów niemieckich. Na skutek dużych strat i zagrożenia lotnisk w okolicach Warszawy brygada przesunęła się 7 września pod Lublin, a 9 września w okolice Hrubieszowa i Łucka. Uzupełniona kosztem lotnictwa armii „Kraków”, „Modlin” i „Łódź” ograniczyła działalność bojową głównie do rozpoznania w rejonie Siedlec, później w obszarze Przemyśl, Lwów. Dywizjon lotnictwa morskiego prowadził rozpoznanie okrętów niemieckich w Zatoce Gdańskiej. Brygada Bombowa, stacjonująca na lotniskach w Ułężu, Podlodowie pod Radomiem, pod Białą Podlaską i Radzyniem, bombardowała pojedynczymi dywizjonami związki taktyczne niemieckiej 10 Armii wdzierające się z kierunku Śląska. Pod Radomskiem polskie dywizjony bombowe w sile 27 samolotów „Łoś”, zbombardowały, a następnie ostrzelały z broni pokładowej niemieckie kolumny na marszu. Był to jeden z nielicznych grupowych ataków polskiego lotnictwa w kampanii wrześniowej.
Lotnictwo armijne od pierwszych dni wojny zwalczało samoloty Luftwaffe, osłaniało przemarsze wycofujących się wojsk własnych i prowadziło rozpoznanie sił Wehrmachtu. Lotnictwo SGO Narew (dca ppłk pilot Stanisław Nazarkiewicz) operowało z lotnisk w okolicach Łomży, lotnictwo Armii Modlin (dca płk pilot Tadeusz Prauss) w rejonie Ciechanowa, lotnictwo Armii Pomorze (dowódca płk pilot Bolesław Stachoń) w obszarze na północ od Torunia i Bydgoszczy, lotnictwo Armii Poznań (dowódca płk pilot Stanisław Kuźmiński) na terenie Wielkopolski, lotnictwo Armii Łódź (dowódca płk Wacław Iwaszkiewicz) w obszarze Wieluń, Częstochowa, Zduńska Wola, lotnictwo Armii Kraków (dowódca płk obserwator Stefan Sznuk) w okolicach Chorzowa i Balic pod Krakowem, lotnictwo Armii Karpaty (dowódca ppłk dypl. Olgierd Tuskiewicz) w rejonie Rzeszowa, lotnictwo Armii Prusy (dowódca płk pil. Jerzy Garbiński).
W czasie wojny obronnej lotnictwo polskie zestrzeliło ponad 130 samolotów niemieckich (ok. 150 zestrzeliła naziemna obrona przeciwlotnicza). Ogółem Luftwaffe straciła bezpowrotnie ok. 285 samolotów, a prawie drugie tyle miała uszkodzonych. Prawie połowa zwycięstw powietrznych przypadła na lotnictwo myśliwskie. Lotnictwo polskie spełniło szczególną rolę w zakresie rozpoznania i łączności oraz rolę interwencyjną (bombardowanie, zwalczanie nieprzyjaciela na ziemi) oraz obronę przeciwlotniczą powierzonych obszarów. Straty w sprzęcie wyniosły ok. 70%. Straty personelu latającego w kampanii wyniosły: 61 poległych, 63 rannych i 110 zaginionych. Do niewoli zostało wziętych ok. 2500 personelu lotnictwa. Poza granicami Polski znalazło się ponad 12 tys. żołnierzy lotnictwa, z tego większość ewakuowało się do Rumunii. Do Rumunii ewakuowano 97 samolotów wojsk.: 22 PZL-37 „Łoś”, 43 P-11 i P-7, 18 P-23 „Karaś” oraz 14 RWD-14 „Czapla” i Lublin R-XIII oraz większość sprzętu technicznego i stanu osobowego Polskich Linii Lotniczych „LOT” i 16 samolotów pasażerskich (1 września 1939 „LOT” miał 26 samolotów różnych typów i 694 pracowników).

## Epilog

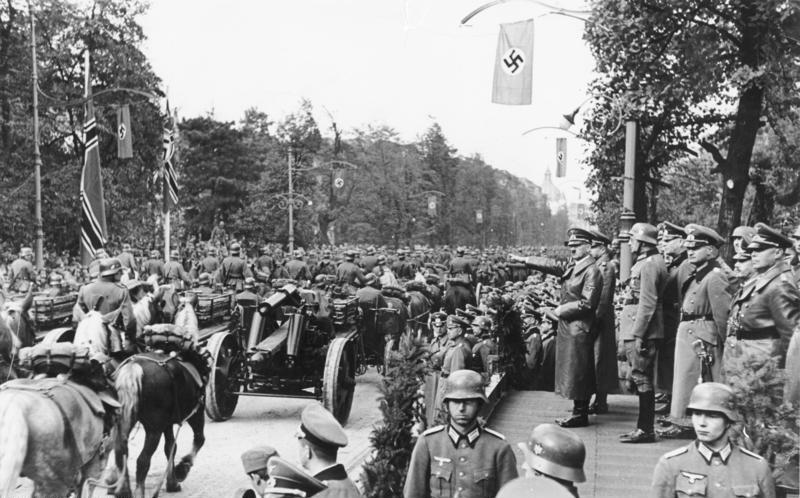
Adolf Hitler odbiera defiladę Wehrmachtu w zajętej Warszawie. Aleje Ujazdowskie, 5 października 1939

W czasie trwających jeszcze walk Niemcy rozważali koncepcję utworzenia z części podbitych terytoriów państwa szczątkowego (niem. Reststaat), z którym mogliby podpisać traktat pokojowy i które mogliby utrzymywać w zależności od Rzeszy. W memorandum ostatniego ambasadora III Rzeszy w Polsce, Hansa von Moltke z 25 września 1939 roku padło nawet nazwisko Kazimierza Sosnkowskiego jako osoby, która zdaniem autora dokumentu mogłaby zgodzić się na objęcie funkcji premiera kolaboranckiego rządu. Koncepcja ta jednak została porzucona wobec kategorycznego sprzeciwu Stalina.
W związku z powyższym, 28 września 1939 – bezpośrednio po kapitulacji Warszawy – w zawartym w Moskwie  pakcie o granicach i przyjaźni III Rzesza i ZSRR dokonały wbrew prawu międzynarodowemu ( konwencja haska IV z 1907 r.) wytyczenia granicy niemiecko-sowieckiej na okupowanym wojskowo terytorium Polski.
Mieszkańcy obu okupowanych części państwa polskiego poddani zostali represjom przez okupantów. Jeszcze we wrześniu 1939 rozpoczęły działalność podporządkowane Rządowi RP na uchodźstwie struktury państwa podziemnego. Ciągłość państwowa Rzeczypospolitej Polskiej na arenie międzynarodowej wbrew deklaracjom agresorów i okupantów została zachowana. W okupowanym kraju odtworzono konspiracyjną administrację i podziemne Wojsko Polskie.
Jeszcze w trakcie kampanii wrześniowej Estonia oraz Łotwa zlikwidowały pracujące w nich polskie przedstawicielstwa dyplomatyczne, odpowiednio 20 i 22 września.

## Polskie straty wojenne

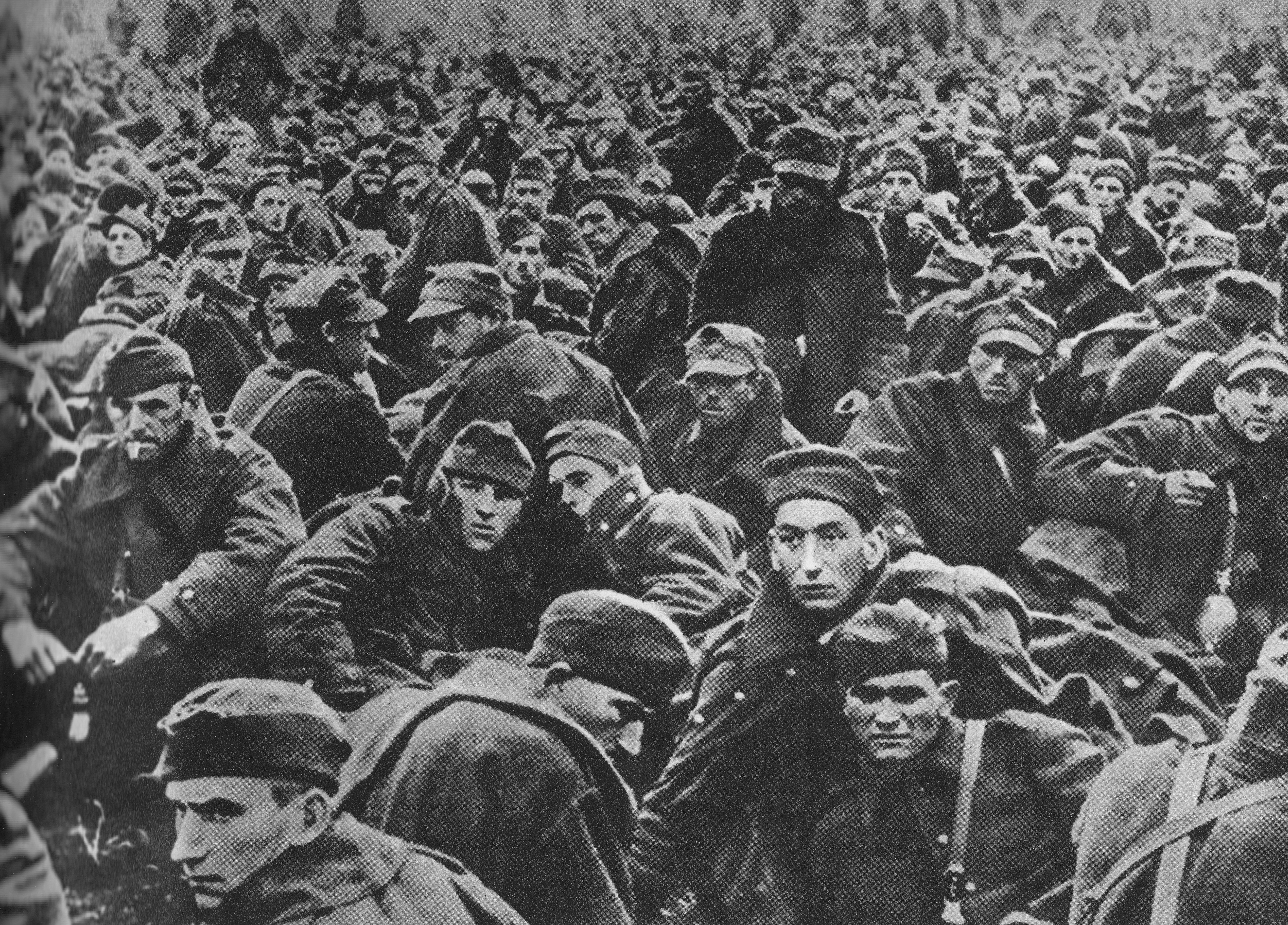
Wzięci do niewoli polscy żołnierze

Według powojennych szacunków Biura Odszkodowań Wojennych, w walkach z Wehrmachtem zginęło około 66 000 polskich żołnierzy i oficerów (2000 oficerów, w tym 5 generałów i kilku wyższych dowódców), 134 000 zostało rannych, a około 420 000 zostało wziętych do niewoli niemieckiej.
W walkach z Armią Czerwoną zginęło lub zostało rannych kilkanaście tysięcy żołnierzy polskich, a do niewoli radzieckiej zostało wziętych ok. 250 000 żołnierzy (oficerowie pojmani przez Armię Czerwoną, zostali w większości wymordowani przez NKWD).
Podobne szacunki podawane są przez Czesława Grzelaka i Wojciecha Stańczyka. Według nich w walkach zginęło ok. 63 000 żołnierzy i 3300 oficerów, 133 700 odniosło rany. Około 400 000 zostało wziętych do niewoli niemieckiej, a 230 000 do sowieckiej.
W ramach ewakuacji ok. 80 000 żołnierzy przedostało się do sąsiadujących z Polską krajów neutralnych – Litwy, Łotwy i Estonii (12 000) oraz Rumunii (32 000) i na Węgry (35 000).
Większość dużych okrętów Marynarki Wojennej uniknęła zniszczenia. Oprócz trzech niszczycieli ewakuowanych do Wielkiej Brytanii przed wybuchem wojny, w trakcie kampanii dostały się tam dwa okręty podwodne, które przedostały się przez blokadę morską. Pozostałe trzy okręty podwodne uniknęły zniszczenia i zostały internowane w Szwecji (aczkolwiek wyeliminowało je to z dalszego toku wojny). Utracono jedynie dwa pozostawione duże okręty nawodne (ORP „Wicher” i ORP „Gryf”) i sześć małych trałowców, a nadto szereg jednostek o mniejszej wartości bojowej lub pomocniczych. Do Rumunii zdołano ewakuować 119 samolotów.

### Straty przeciwników
W dawnych publikacjach polskich szacowano ogólne straty niemieckie na ponad 100 tysięcy żołnierzy. Nowsze badania niemieckie pozwoliły na precyzyjniejsze wyliczenie globalnych strat osobowych wojsk lądowych na ok. 17 tysięcy zabitych, które również zdaniem polskich autorów są udokumentowane i zbieżne z podsumowaniem strat wynikających z dokumentów większości niemieckich związków taktycznych. Według Burkharta Müller-Hildebrandta, straty samych wojsk lądowych (Heer) wyniosły 16 343 zabitych, 320 zaginionych i 27 280 rannych; spotykane są też inne dane, różniące się nieznacznie.

## Mity dotyczące kampanii wrześniowej
Wokół wydarzeń kampanii wrześniowej przez szereg lat narosło wiele mitów, wynikających po części z zafałszowań wojennej propagandy nazistowskiej oraz powojennej propagandy komunistycznej okresu PRL, jak również braku rzetelności części polskich i zagranicznych historyków:
- Wojsko Polskie było tak zacofane, iż atakowało czołgi niemieckie przy użyciu kawalerii – nieprawdziwe stwierdzenia o atakowaniu przez polską kawalerię niemieckich czołgów podtrzymywała przez okres II wojny światowej propaganda niemiecka, rozpowszechniając specjalnie nakręcony w tym celu film propagandowy Kampfgeschwader Lützow z 1941. W Polsce, po zakończonej II wojnie światowej, mit ten został podchwycony przez komunistów – w 1959 na użytek propagandy PRL nakręcono film „Lotna” w reżyserii Andrzeja Wajdy, przedstawiający nigdy[805] niemający miejsca atak polskiej kawalerii na niemieckie wojska pancerne. Polska wykorzystywała militarnie 11 brygad kawaleryjskich w czasie kampanii wrześniowej, według ówczesnej polskiej doktryny wojennej podkreślała rolę tych formacji jako jednostek elitarnych (związane to było głównie z tradycją polskiego oręża), jednak zarówno armia niemiecka, jak i sowiecka, również intensywnie użytkowała kawalerię do tego typu zadań. Polska kawaleria (wyposażona wówczas w nowoczesne karabiny przeciwpancerne „UR” i lekką artylerię, np. armata przeciwpancerna Bofors 37 mm) nigdy nie zaatakowała bezpośrednio szarżą kawaleryjską czołgów niemieckich, lub okopanych stanowisk piechoty i artylerii wroga, ponieważ w większości wypadków działała jako tzw. mobilna piechota (podobnie jak dragoni) i oddziały rozpoznania, bezpośrednia szarża kawaleryjska była stosowana tylko wobec przemieszczającej się, nieokopanej i nieosłoniętej piechoty nieprzyjaciela. (Taktyka obejścia oddziałów nieprzyjaciela zamiast frontalnego ataku zastosowana była m.in. w bitwie pod Krojantami[806][807]).
- Polska nie wykazała znaczącego oporu i szybko poddała się – w rzeczywistości Wojsko Polskie rozmiarem i intensywnością oporu spowodowało, iż Niemcy ponieśli w Polsce znaczące straty, w szczególności w pojazdach wojskowych różnego typu i samolotach. Armia niemiecka straciła ok. 1000[808] czołgów i samochodów pancernych (ok. 30% stanu), według Rajmunda Szubańskiego w Początek pancernego szlaku straty wyniosły 675 czołgów i 319 samochodów pancernych z czego zniszczonych zostało 217 czołgów (reszta wymagała remontów), 370[808] [niewiarygodne źródło?]dział i moździerzy, ponad 10 000[808][niewiarygodne źródło?] pojazdów mechanicznych (w tym ok. 6000 samochodów oraz 5500 motocykli[25])[niewiarygodne źródło?]. Luftwaffe straciło bezpowrotnie około 280, uszkodzeniu uległo około 263 – 273 (w zależności od źródeł) z czego 70 nadawało się do naprawy[809][810][811]. 45 000 żołnierzy niemieckich zostało zabitych lub rannych – Hitler osobiście przyznał, iż piechota niemiecka w Polsce: „nie spełniła pokładanych w niej nadziei”[25]. Zużycie niemieckiego sprzętu wojskowego osiągnęło stopień, przy którym dalsze jego użytkowanie wymagało generalnego remontu, a intensywność walk spowodowała, iż niemieckim siłom lądowym i powietrznym pozostało zapasów amunicji na ok. 2 tygodnie walki[812]. Pod względem długości, kampania wrześniowa trwała zaledwie tydzień krócej niż bitwa o Francję w 1940, mimo iż wojska koalicji francusko-angielskiej były znacznie bardziej, niż Wojsko Polskie, zbliżone liczebnością w sprzęcie i ludziach do wojsk niemieckich. Stosunkowo wysokie straty niemieckie w kampanii wrześniowej w Polsce, były jedną z głównych przyczyn[808][niewiarygodne źródło?] opóźnienia ofensywy na froncie zachodnim, ponieważ uzupełnienie strat w wyposażeniu wymagało kilku miesięcy pracy fabryk wojskowych – dzięki temu państwa zachodnie, a w szczególności Wielka Brytania[808][niewiarygodne źródło?], zyskały niezbędny czas do rozbudowy swojego przemysłu zbrojeniowego[808][niewiarygodne źródło?].
- Armia niemiecka osiągnęła zwycięstwo w Polsce dzięki strategii tzw. wojny błyskawicznej (niem. Blitzkrieg) – Niemcy tylko częściowo zawdzięczali wygraną w kampanii wrześniowej koncepcji blitzkriegu, nieoczekiwanie silny opór oddziałów Wojska Polskiego zmusił dowództwo niemieckie do dwukrotnej korekty planów operacji wojskowej w Polsce tzw. „Planu Białego” (niem. Fall Weiss) – według planu pierwotnego Wojsko Polskie miało zostać okrążone i zniszczone na zachód od linii Wisły. Po 14 września działania prowadzone były metodami klasycznymi, których sukces w istotnym stopniu został wzmocniony agresją sowiecką 17 września 1939. Niemcy od początku konfliktu dysponowały przewagą pod wieloma względami, najważniejsze z nich to znacząca dysproporcja materiałowa i wojskowa, opóźnienie na skutek sprzeciwu Anglii i Francji mobilizacji Wojska Polskiego i w konsekwencji jej niedokończenie[av], fakt zdecydowanie niekorzystnego położenia strategicznego sił polskich jeszcze przed rozpoczęciem walk (oskrzydlenie ze strony południowej od Słowacji i północnej od Prus Wschodnich), oraz możliwość dotarcia lotnictwa niemieckiego do praktycznie każdego punktu w głębi zaatakowanej Polski.

## Zbrodnie wojenne agresorów
W czasie kampanii wrześniowej Wehrmacht, Armia Czerwona i formacje NKWD popełniły wiele zbrodni wojennych.

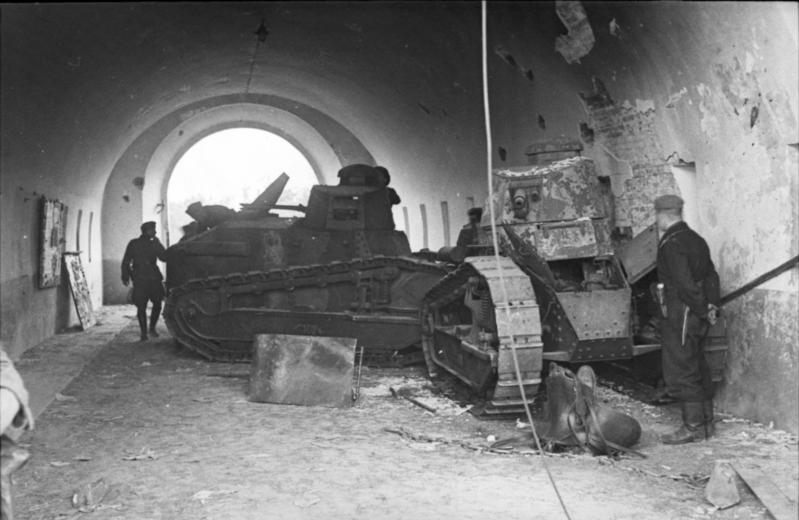
Polskie czołgi Renault FT-17 jako zapora w bramie cytadeli twierdzy brzeskiej, 16 września 1939

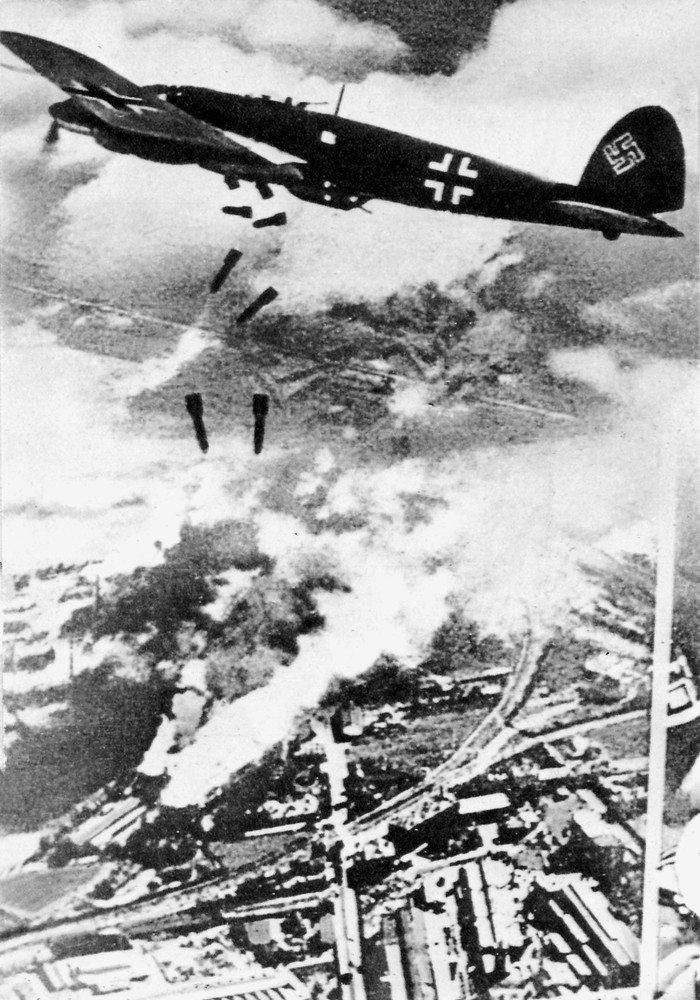
Lotnicze bombardowanie Warszawy przez Luftwaffe

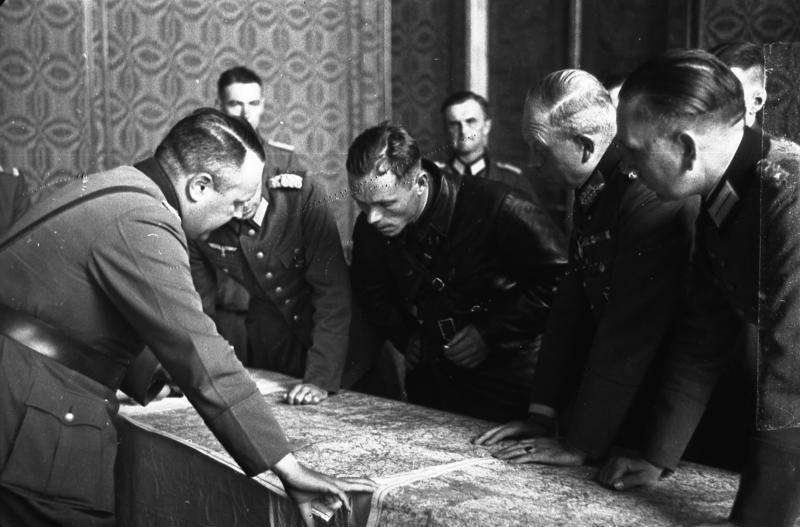
Rozmowy oficerów Wehrmachtu i Armii Czerwonej o wytyczeniu bieżącej linii rozgraniczenia wojsk na zaatakowanym terytorium Polski. Brześć, 21 września 1939; na pierwszym planie gen. Heinz Guderian (odwrócony z tylnego półprofilu)

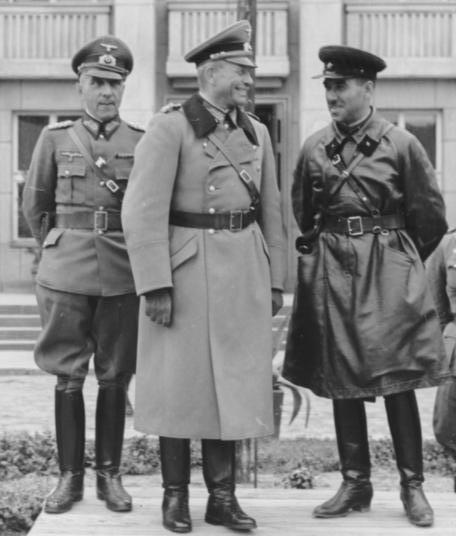
Mauritz von Wiktorin, Heinz Guderian i Siemion Kriwoszein przyjmują wspólną defiladę Wehrmachtu i Armii Czerwonej w Brześciu – przekazanie miasta zdobytego przez Niemców Sowietom, 22.09.1939

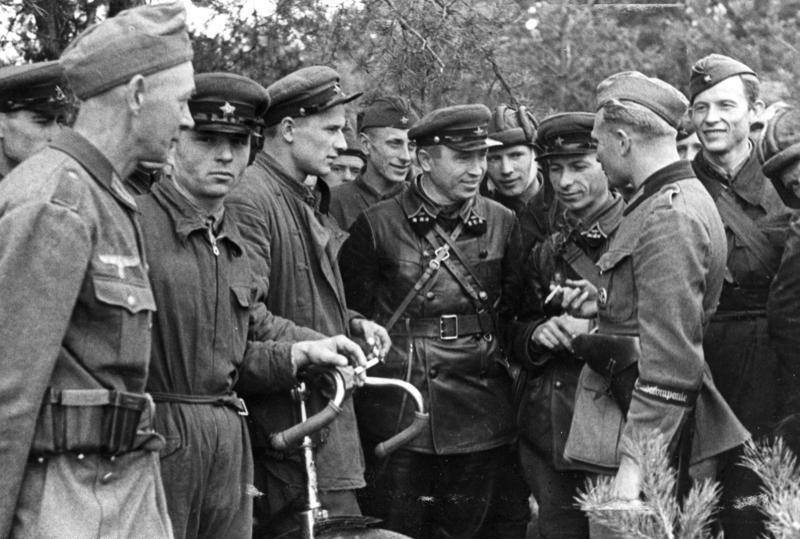
Spotkanie żołnierzy Wehrmachtu i Armii Czerwonej, 20 września 1939

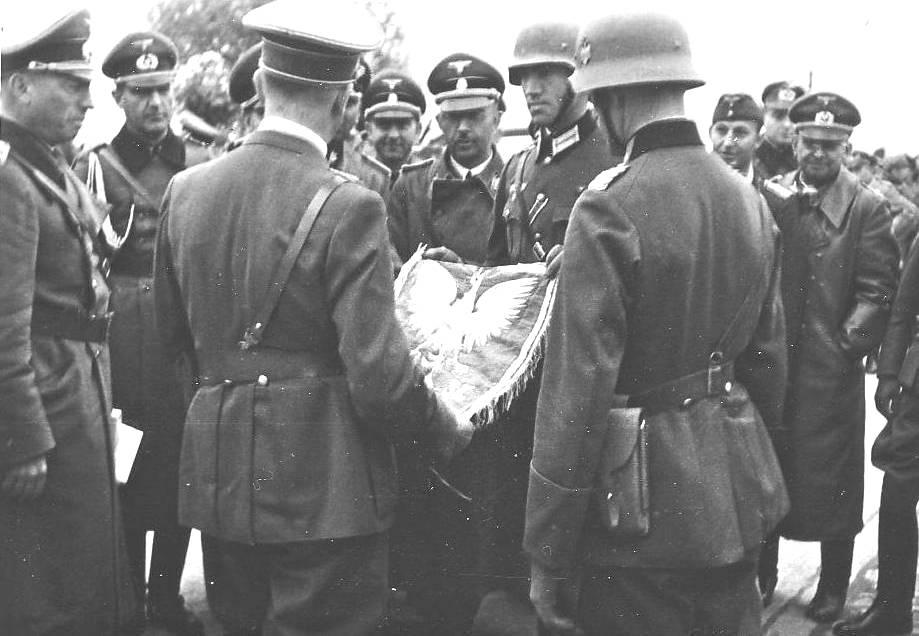
Himmler (w środku) i Hitler (odwrócony) ze zdobytym płomieniem trąbki sygnałowej polskiego pułku strzelców konnych, wrzesień 1939

### Zbrodnie Wehrmachtu i innych formacji niemieckich

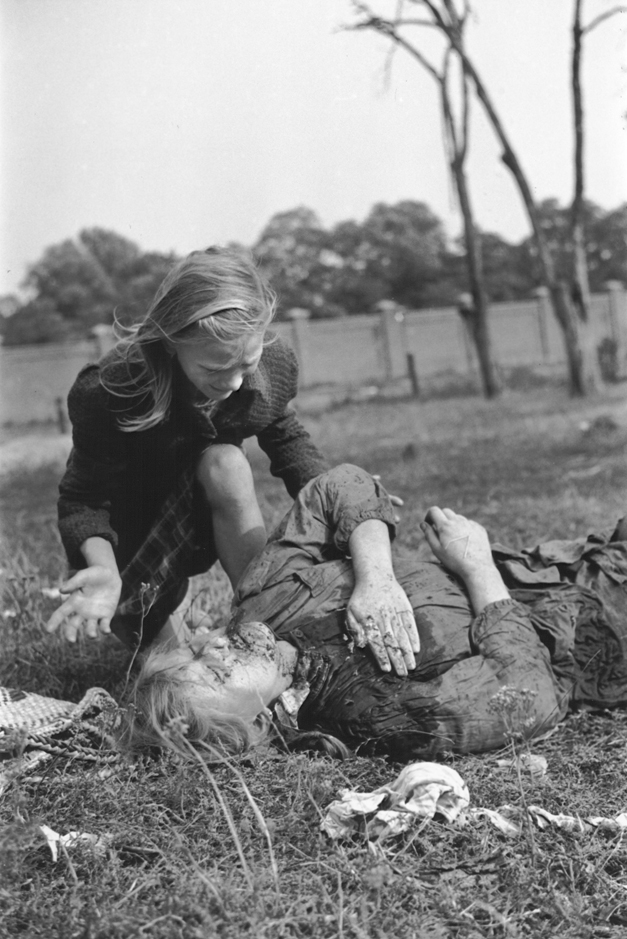
Dziewczynka (Kazimiera Kostewicz) przy swojej siostrze Annie zabitej przez lotników Luftwaffe ostrzeliwujących ludność cywilną 14 września 1939 w pobliżu Cmentarza Powązkowskiego w Warszawie (fot. Julien Bryan).

Przez 55 dni, od 1 września do 26 października, kiedy to dowództwo Wehrmachtu sprawowało władzę wojskową na zajętych polskich terytoriach (27 października przekazano ją cywilnej administracji niemieckiej), Wehrmacht uczestniczył w 311 zbiorowych egzekucjach na polskiej ludności cywilnej i żołnierzach Wojska Polskiego. W okresie od 1 września do 26 października, różne siły niemieckie wykonały łącznie 764 egzekucje w których zginęło 24 tys. obywateli polskich.
Podobnej zbrodni, gdzie zginęło ok. 300 osób (w tym 150 żołnierzy polskich), dokonały siły niemieckie w Śladowie. W Zambrowie zastrzelono 200 wziętych do niewoli żołnierzy polskich. 17 września 1939 w Terespolu oddziały Wehrmachtu rozstrzelały 100 jeńców wojennych. 20 września w Majdanie Wielkim zamordowano 42 jeńców, kolejnych 100 rozstrzelano 23 września 1939 w Trzebini. 22 września zamordowano w Boryszewie 50 wziętych do niewoli żołnierzy Batalionu ON „Bydgoszcz”. 28 września 1939 w Zakroczymiu, SS-mani z Dywizji „Kempf” rozstrzelali ok. 600 osób, w tym 500 wziętych do niewoli żołnierzy Wojska Polskiego. W miejscowości Urycz spalono żywcem ok. 73
–100 polskich jeńców wojennych. W podobnych okolicznościach zamordowano w Szczucinie ok. 95 jeńców i cywilów.
Siły Wehrmachtu stanowiły ponadto osłonę dla tysięcy innych masowych mordów dokonywanych przez oddziały niemieckiego Selbstschutzu i bojówek Volksdeutschów oraz jednostki policji i Grup Operacyjnych SD, przydzielanych jeszcze przed agresją na Polskę do każdej armii Wehrmachtu.
Masowych zbrodni dokonywał Wehrmacht i inne formacje niemieckie na terenie Wielkopolski, rozstrzeliwano ludność cywilną bez sądu za stawianie zbrojnego oporu, posiadanie broni lub amunicji, niepodporządkowanie się nakazom niemieckiego zarządu wojskowego. W dniach 1–2 września żołnierze niemieckiej 10 Dywizji Piechoty spacyfikowali wieś Torzeniec, mordując 34 mieszkańców oraz trzech jeńców wojennych. Część ofiar zginęła w płonących i ostrzeliwanych budynkach; 18 mężczyzn rozstrzelano wyrokiem „sądu doraźnego”. Kompania saperów z tej samej dywizji spaliła także sąsiednią wieś Wyszanów, gdzie od kul, płomieni oraz wrzucanych do piwnic granatów zginęły 22 osoby – w większości starcy, kobiety i dzieci. W pobliskim Podzamczu zamordowano 20 mieszkańców, a dalszych 18 rozstrzelano i zakłuto bagnetami we wsi Mączniki. Podobne incydenty miały miejsce w wielu pomniejszych miejscowościach w Wielkopolsce.
Szczególnie wiele mordów dokonano w Wielkopolsce w powiecie sieradzkim, m.in. 4 września w Złoczewie spalono 240 budynków i zamordowano ok. 200 osób, w tym starców, kobiety i dzieci. Bez sądu rozstrzelano także polskiego żołnierza. W ówczesnym powiecie tureckim, zwłaszcza w gminie Niewiesz, 3–5 września Wehrmacht rozstrzelał 300 osób z okolicznych wsi, mszcząc się za opór wojsk polskich i poniesione w walce straty. W odwecie za obronę Kłecka i Gniezna żołnierze Wehrmachtu rozstrzelali 9 i 10 września 300 osób. W Mogilnie w ten sam sposób zamordowano 117 osób.
Głównymi odpowiedzialnymi za zbrodnie Wehrmachtu w Wielkopolsce był dowódca 8 Armii gen. Johannes von Blaskowitz i dowódca 4 Armii gen. Günther von Kluge.
Ogółem różne siły niemieckie (Wehrmacht, Selbstschutz, Freikorps, Luftwaffe i policja niemiecka) spaliły w czasie kampanii wrześniowej ponad 434 wsi polskich, co w większości przypadków połączone było z egzekucjami ich mieszkańców. Akty te były działaniami bezprawnymi, odbywającymi się wbrew prawu i zobowiązaniom międzynarodowym, bez wojskowej konieczności i często po zakończeniu walk. Innymi zbrodniami było branie i rozstrzeliwanie zakładników w zajmowanych miejscowościach przez Wehrmacht i Einsatzkommandos, podpalanie domostw i wypędzanie ludności. Licznych zbrodni na obywatelach polskich dokonywały także oddziały Freikorpsu, policji niemieckiej oraz prawdopodobnie tzw. straży obywatelskiej (niem. Ortswehr, Werkswehr) w województwie śląskim, gdzie w okresie od 4 do 30 września 1939 wymordowano ok. 1023 osób.
Samoloty niemieckie bombardowały cele cywilne, atakowały kolumny uciekających cywilów, drogi zatłoczone tysiącami ludzi uciekających przed agresorem stały się łatwym celem zwłaszcza dla lotnictwa. Panika wywołana została zamierzoną strategią atakowania od pierwszego dnia wojny przez Luftwaffe celów cywilnych, ostrzeliwanie przez samoloty niemieckie wszystkich celów żywych na drogach. .
W trakcie kampanii wrześniowej Niemcy dopuścili się szeregu przestępstw i zbrodni na tle antysemickim. W zdobytych miejscowościach Wehrmacht, SS-Verfügungstruppe i Einsatzgruppen nagminnie dokonywały tzw. błyskawicznych pogromów, w trakcie których palono synagogi, rabowano lub rozbijano sklepy, a pochwyconych Żydów bito, upokarzano lub zmuszano do wyczerpującej pracy. Owe pogromy przekształcały się czasami w prawdziwe masakry, w trakcie których ginęły dziesiątki Żydów. Mordy na tle antysemickim miały miejsce m.in. w Będzinie (kilkaset ofiar), Błoniu (ok. 50 ofiar), Dynowie (co najmniej 150–170 ofiar), Końskich (22 ofiary), Krasnosielcu (ok. 50 ofiar) i Trzebini (ok. 50 ofiar). Do największej masakry doszło w Przemyślu, gdzie między 16 a 19 września funkcjonariusze Einsatzgruppen zamordowali co najmniej 500–600 Żydów.

### Zbrodnie Armii Czerwonej i formacji NKWD
Od rozpoczęcia agresji na Polskę Armia Czerwona i formacje NKWD dokonały wielu zbrodni wojennych, mordując jeńców i masakrując ludność cywilną. Ocenia się, że ich ofiarą padło ok. 2500 żołnierzy polskich i policjantów oraz kilkuset cywilów. Jednocześnie dowódcy wojskowi wzywali ludność cywilną do mordów i przemocy, dowódca Frontu Ukraińskiego Armii Czerwonej w jednej z odezw napisał: „Bronią, kosami, widłami i siekierami bij swoich odwiecznych wrogów – polskich panów”. Największe zbrodnie popełniono w Rohatynie, gdzie dokonano rzezi na żołnierzach polskich i ludności cywilnej, Grodnie, Nowogródku, Sarnach, i Tarnopolu oraz w Wołkowysku, Oszmianie, Świsłoczy, Mołodecznie i Kosowie Poleskim. Według niektórych relacji w Grodnie doszło do wiązania polskich jeńców i ciągnięcia ich czołgami po bruku. Do dramatycznych wydarzeń doszło także w Chodorowie, Złoczowie i Stryju. W pobliżu Wilna żołnierze Armii Czerwonej rozstrzeliwali wziętych do niewoli żołnierzy Wojska Polskiego. Mszcząc się za opór stawiany w Grodnie poddających się żołnierzy WP masowo rozstrzeliwano . Przedstawiciele Armii Czerwonej łamali także postanowienia umów dotyczących złożenia broni, 22 września 1939 dowódca obrony Lwowa gen. Władysław Langner podpisał z dowództwem sowieckim kapitulację, przewidującą m.in. bezpieczny wymarsz wojska, policji i oficerów w kierunku granicy z Rumunią, po uprzednim złożeniu broni – umowę tę złamano wywożąc wszystkich w głąb ZSRR. Podobnie postąpiono z obrońcami Brześcia i zgrupowaniem KOP (po rozbiciu 1 października 1939 w bitwie pod Wólką Wytycką), natomiast wszystkich pojmanych żołnierzy 135. pułku KOP Armia Czerwona rozstrzelała na miejscu.
Armia Czerwona wymordowała ogniem z karabinów maszynowych nieuzbrojonych kadetów ze Szkoły Podoficerów Policji w Mostach Wielkich po zgromadzeniu kadetów na placu apelowym i odebraniu raportu od komendanta szkoły.
22 września pod Sopoćkiniami żołnierze oddziału wydzielonego 2 Brygady Pancernej 15 Korpusu Pancernego Grupy Konno-Zmechanizowanej Frontu Białoruskiego Armii Czerwonej pod dowództwem mjr. Czuwakina rozstrzelali z czołgowych ckm zatrzymanego podczas ewakuacji limuzyną w końcowej fazie boju pod Kodziowcami dowódcę obrony Grodzieńszczyzny gen. Józefa Olszynę-Wilczyńskiego i jego adiutanta kpt. art. Mieczysława Strzemeskiego.
W ślad za oddziałami Armii Czerwonej posuwały się wojska i oddziały specjalne NKWD, dokonujące natychmiast masowych aresztowań (lub egzekucji) elit lokalnych według przygotowanych uprzednio list proskrypcyjnych, przy pomocy lokalnej agentury komunistycznej i zorganizowanych bojówek (tzw. milicja ludowa).
Zorganizowane bojówki komunistyczne i oddziały Specnazu i Osnazu dokonywały również morderstw na miejscu członków miejscowych elit (m.in. Jadwiga Szeptycka, Roman Skirmunt).

### Zbrodnie ukraińskich nacjonalistów i ukraińskich bojówek komunistycznych w Małopolsce Wschodniej i na Wołyniu
Na terenach Małopolski Wschodniej i Wołynia doszło do zbrodni dokonanych przez bojówki OUN i bojówki komunistyczne zorganizowane przez sowieckie służby specjalne.
Do 11/12 września – zajęcia Sambora i dotarcia zmotoryzowanego zagonu Wehrmachtu do Lwowa tereny województw Małopolski Wschodniej były spokojne. Od 12 września 1939 mordowani byli głównie polscy osadnicy wojskowi, rozbrojeni żołnierze, a także miejscowi chłopi. Dokonywały tego zorganizowane grupy OUN, złożone po części z uzbrojonych dezerterów z Wojska Polskiego, bojówki komunistyczne, część miejscowej ludności i margines społeczny. We wsi Koniuchy i Potutory zginęło łącznie ok. 100 Polaków, a w Kolonii Jakubowice spalono 57 zagród i zamordowano ok. 20 Polaków. We wsi Sławentyn w powiecie Podhajce zabito dalszych 85 osób. Szczególne nasilenie akcji ukraińskich przeciwko Polakom miało miejsce w powiatach Brzeżany i Podhajce. Szacuje się, że we wrześniu i październiku 1939 r. zginęło z rąk nacjonalistycznych i komunistycznych bojówek ukraińskich około 2000 Polaków w Małopolsce Wschodniej i około 1000 na Wołyniu . Według danych OUN jej członkowie we wrześniu 1939 zabili 796 Polaków i spalili co najmniej cztery polskie miejscowości, przy stratach własnych 160 zabitych i 53 rannych.

## Niewykorzystane przez Polskę szanse w kampanii wrześniowej
Pierwszą kompetentną pracą krytyczną dotyczącą kampanii wrześniowej było trzytomowe dzieło płk dyplomowanego Mariana Porwita Komentarze do polskich działań obronnych we wrześniu 1939 odnoszące się do syntezy i ocen zawartych w wydawnictwie: Polskie Siły Zbrojne na Zachodzie, t. 1, „Kampania wrześniowa” (cz. 1–5) opracowanych przez Instytut Historyczny im. Generała Sikorskiego w Londynie (Londyn 1951–1986). Oba dzieła zawierają obszerną literaturę przedmiotu i źródła.
W czasie kampanii wrześniowej dowódcy i sztabowcy polscy na różnych szczeblach planowania i dowodzenia popełnili, zdaniem analityków, wiele błędów w sztuce wojennej i jej wykonaniu, przy uwzględnieniu stanu wiedzy i możliwości istniejących na dzień podejmowania decyzji:
- W zakresie politycznym:
  - Źle wynegocjowany tajny protokół do paktu sojuszniczego z Wielką Brytanią, przez co nie można było pociągnąć Zjednoczonego Królestwa do wojny przeciwko ZSRR, a później niestwierdzenie oficjalnie (za pomocą oświadczenia) przez rząd stanu wojny pomiędzy Polską a ZSRR[834].
- W zakresie działań lądowych:
  - Nieutworzenie w ramach „planu Z” frontów (grup armii).[potrzebny przypis]
- W zakresie logistyki:
  - Niezadowalające wykorzystanie dużych składów uzbrojenia w Stawach pod Dęblinem, nazywanych tzw. arsenałem Rzeczypospolitej, do wyekwipowania napływających na front rezerwistów. Znajdowało się tam ok. 550 dział, 2500 ckm – wraz z odpowiadającą temu liczbą wszelkiego typu amunicji, oraz duże ilości umundurowania i aprowizacji[812].
- W zakresie działań Marynarki Wojennej i obrony Wybrzeża:
  - W ramach posiadanych środków budżetowych niedostateczny rozwój floty podwodnej kosztem budowy kosztownych, a bezużytecznych wobec braku baz morskich (i wąskiego wybrzeża) jednostek nawodnych (dywizjon niszczycieli, minowce)[potrzebny przypis]. Przeznaczenie całości środków budżetowych preliminowanych na Marynarkę Wojenną na flotę podwodną z dobrze umocnioną przed atakiem z lądu i powietrza (jak wykazały doświadczenia 1939) bazą na Helu dałoby możliwość prowadzenia skutecznej (jak wykazały doświadczenia I wojny światowej) wojny podwodnej przeciw obu potencjalnym agresorom na Bałtyku (w składzie co najmniej 10–12 potencjalnych wobec istniejących faktycznie pięciu polskich okrętów podwodnych) w stosunku do relatywnie niewielkiej floty nawodnej Kriegsmarine (i dla porównania – 48 U-Bootów Kriegsmarine rozproszonych na akwenie bałtyckim)[bg].

## Pierwsze wnioski z kampanii wrześniowej
Wnioski z przegranej kampanii wrześniowej, zostały jeszcze w październiku 1939 roku przekazane stronie francuskiej – gen. Władysław Sikorski przesłał wówczas gen. Maurice’owi Gamelinowi syntezę niemieckiej doktryny zaczepnej, zalecając dostosowanie do niej własnej doktryny obronnej. Plan Sikorskiego zakładał m.in. oparcie obrony na blokowaniu linii komunikacyjnych, obronę miejscowości, utworzenie specjalnych brygad zaporowych do walki z bronią pancerną wroga oraz przygotowanie improwizowanych i ruchomych kopuł pancernych dla ochrony środków ogniowych piechoty przed atakami niemieckiego lotnictwa szturmowego. Sztab polski we Francji prowadził w okresie styczeń-luty 1940 poważne studia nad doświadczeniami z przegranej kampanii wrześniowej w Polsce, oparte na ponad 3000 zebranych relacjach od uczestników działań wojennych. Wyniki tych studiów przekazano w 18 zeszytach Sztabom Głównym: amerykańskiemu, francuskiemu i angielskiemu. Dodatkową syntezę przedstawił w październiku 1939 roku jeden z oficerów francuskiej misji wojskowej w Polsce, w opracowaniu liczącym 27 stron maszynopisu przesłanym do Francji – generałowie francuscy nie zwrócili na to opracowanie należytej uwagi (m.in. gen. Georges oświadczył wprost, iż: „u nas będzie inaczej”).

## Upamiętnienia
W hołdzie uczestnikom kampanii wrześniowej Poczta Polska wprowadziła w roku 2009 do obiegu dwa znaczki. Na pierwszym (o nominale 2,40 zł) umieszczono archiwalne niemieckie zdjęcie zbombardowanego Wielunia. Drugi znaczek (o nominale 1,55 zł) poświęcony jest Węgierskiej Górce, która z powodu zaciekłej i bohaterskiej obrony zyskała miano „Westerplatte Południa”. Na znaczku Węgierska Górka ukazana jest z perspektywy obrońców, ze schronu – oczami polskiego żołnierza.
Narodowy Bank Polski wprowadził do obiegu monety upamiętniające wydarzenia z września 1939 r.
- w dniu 16 sierpnia 1989 r.
  - o nominale 500 zł
- w dniu 24 sierpnia 2009 r.
  - o nominale 2 zł wykonane stemplem zwykłym ze stopu Nordic Gold,
- w dniu 28 sierpnia 2009 r.
  - o nominale 200 zł wykonana stemplem lustrzanym w złocie;
  - o nominale 10 zł wykonana stemplem lustrzanym w srebrze.